# Arta egipteană antică
Arta egipteană antică cuprinde arta produsă în Egiptul Antic între secolul al XXXI-lea î.Hr. și secolul al IV-lea d.Hr.. Cuprinde pictura, sculptura, desenele și caligrafia pe papirus, faianța, bijuteriile, fildeșurile, arhitectura, și alte forme de exprimare artistică. Este foarte conservatoare, stilul schimbându-se foarte puțin de-a lungul timpului. O mare parte a artei care a supraviețuit provine din morminte și monumente, oferind mai multe informații despre credința egiptenilor în viața de apoi.
În limba egipteană nu exista un cuvânt pentru „artă”. Arta avea un scop funcțional, care era legat de religie și ideologie. Arta egipteană antică a înfățișat o viziune idealizată, nerealistă asupra lumii. Nu exista o tradiție a expresiei artistice individuale, pentru că arta avea unui scop mai larg și cosmic de menținere a ordinii.
Arta antică egipteană a exercitat o influență considerabilă asupra tuturor civilizațiilor cu care a venit în contact.
Artiștii greci îi datorează foarte mult, ca și cei romani, influențați de diversele opere și obiecte de tezaur egiptene aduse la Roma.

## Arta Perioadei Predinastice (6000-3000 î.Hr.)

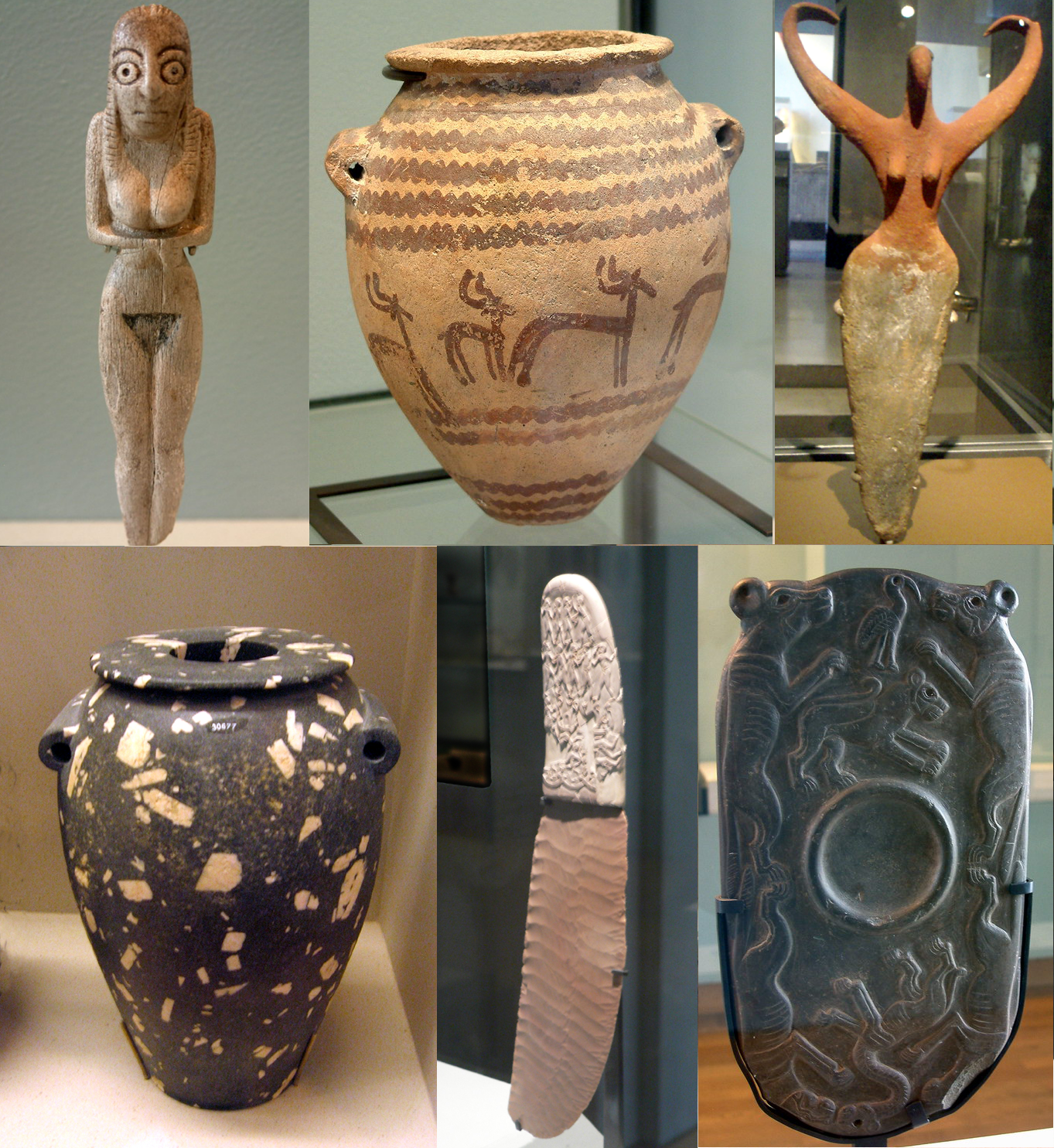
Artefacte egiptene din circa 4400-3100 î.Hr.: (în sensul acelor de ceasornic din stânga sus) o figurină badariană de fildeș, un vas naqada, o figurină a zeiței Bat, o paletă cosemtică, un cuțit de cremene, și un vas de diorit

Perioada predinastică a avut început în aproximativ 6000 î.Hr. și s-a terminat la începutul Perioadei Dinastice Timpurii, în aproximativ 3100 î.Hr.. Pe lângă domesticirea animalelor și cultura cerealelor, își face apariția și ceramica. Săpăturile arheologice au pus în evidență culturile numite Badari (5000 î.Hr - 3800 î.Hr.), Naqada (care ia sfârșit prin 3100 î.Hr.).
Se remarcă existența în număr mare a obiectelor funerare.
Acestea erau dispuse alături de cel decedat pentru a-i servi în viața de dincolo.
În cadrul ceramicii, culorile folosite mai des sunt roșul, negrul și predomină scenele din viața cotidiană alături de motive animale. De asemenea, s-au descoperit palete votive, gravate cu scene de vânătoare sau de război. În ceea ce privește bijuteriile, existau coliere cu perle confecționate din cupru sau din piatră. Pentru înfrumusețare, femeile foloseau fardul de ochi, dovada fiind trusele pentru colorarea pleoapelor și cutiile pentru combinarea acestor culori. Sunt prezente și sculpturile și figurinele din fildeș sau din argilă. Cultura naqada a realizat artefacte (majoritatea figurine sau pieptăne) din fildeș de hipopotam. Pieptănele naqadane sunt deobicei împodobite cu figurine zoomorfe. Arta culturii naqada este asemănătoare cu cea antică din Yemen.

### Cultura merimde (5000-4200 î.Hr.)
Din aproximativ 5000 până în 4200 î.Hr., cultura merimde, cunoscută doar de pe un amplasament de așezare la marginea Deltei Nilului de Vest, a înflorit în Egiptul de Jos. Această cultură are legătrui puternice atât cu cultura faiyum A, cât și cu Levantul. Oamenii locuiau în mici colibe, produceau ceramică simplă nedecorată și aveau unelte din piatră. Creșteau bovine, oi, caprine și porci și plantau grâu, sorg și orz. Poporul merimde își îngropa morții în cadrul așezărilor și producea figurine de lut.

### Cultura badariană (4400-4000 î.Hr.)
Cultura badariană, din aproximativ 4400-4000 î.Hr., a fost numită după situl Badari, din apropiere de Der Tasa. A urmat cultura tasiană (circa 4500 î.Hr.), dar a fost atât de asemănătoare încât mulți le consideră o perioadă continuă.

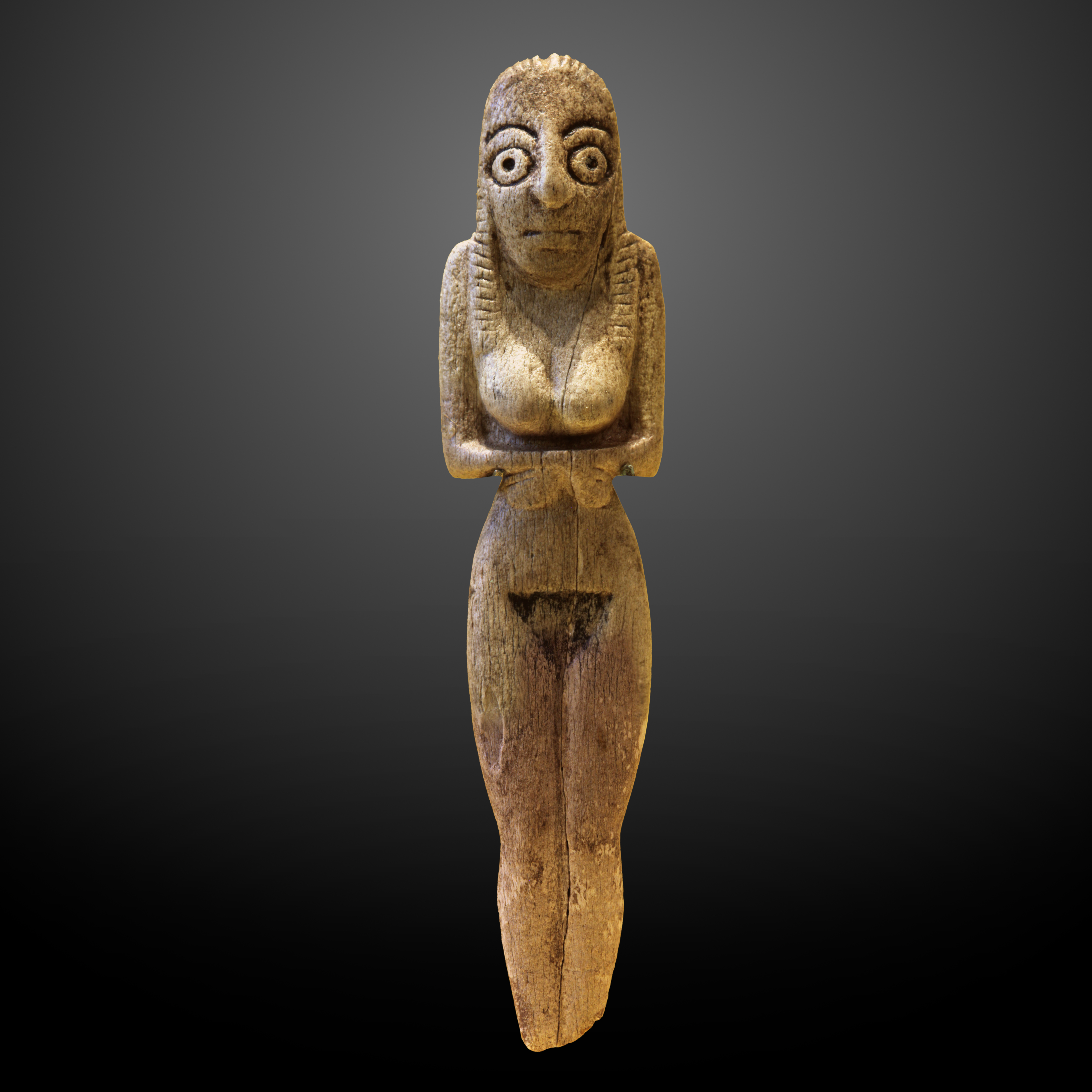
Figurină feminină mortuară; 4400-4000 î.Hr.; os de crocodil; înălțime: 8,7 cm; Luvru
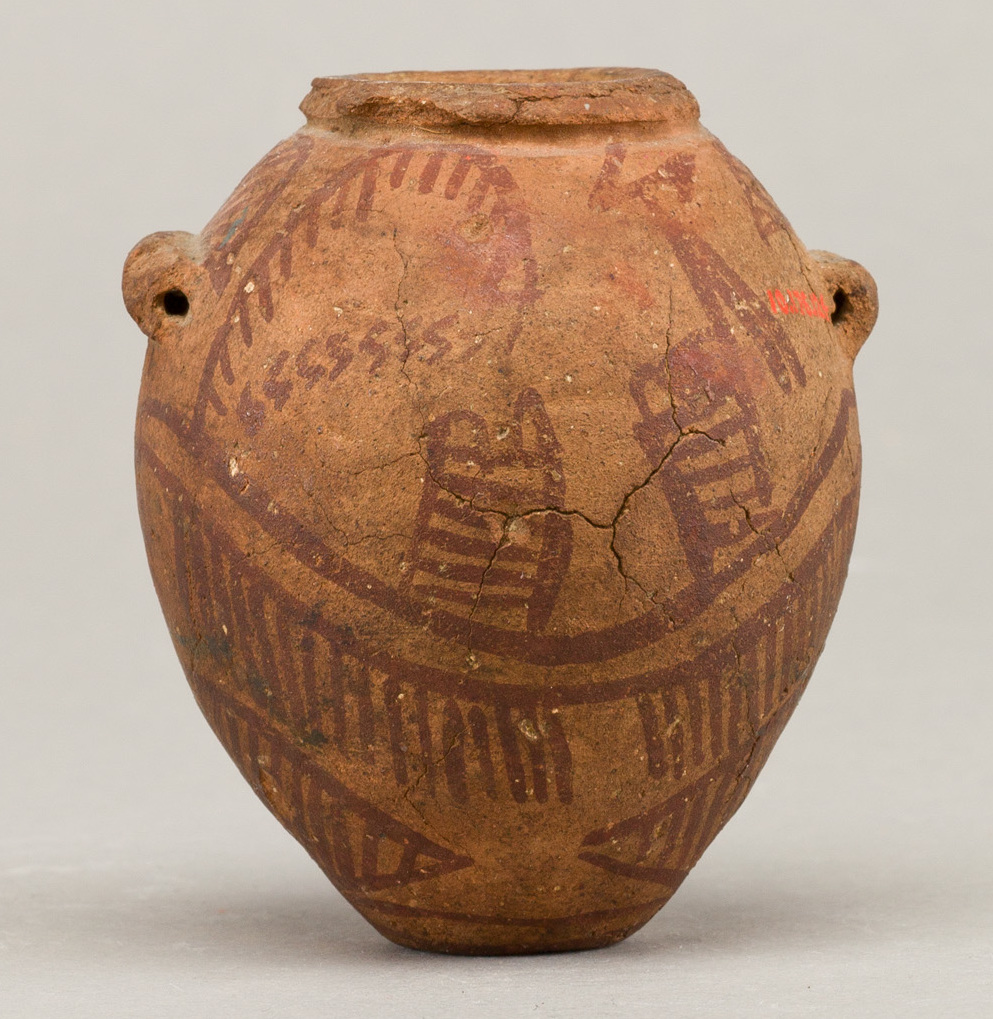
Vas decorat cu două bărci; 4400-3800 î.Hr.; ceramică pictată; Muzeul Metropolitan de Artă (New York City)
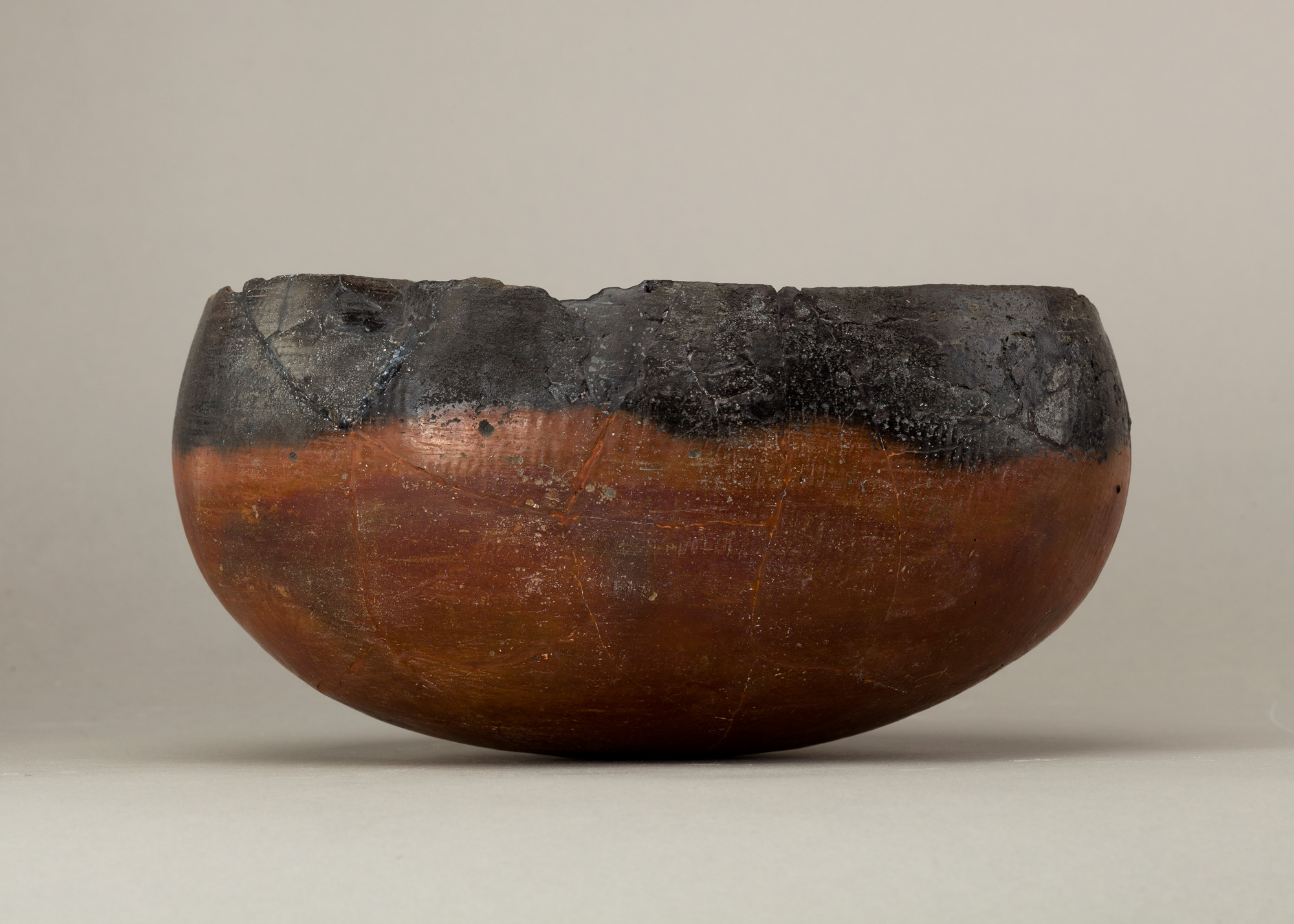
Bol; 4400-3800 î.Hr.; ceramică; înălțime: 12 cm, diametru maxim: 34,5 cm; Muzeul Metropolitan de Artă
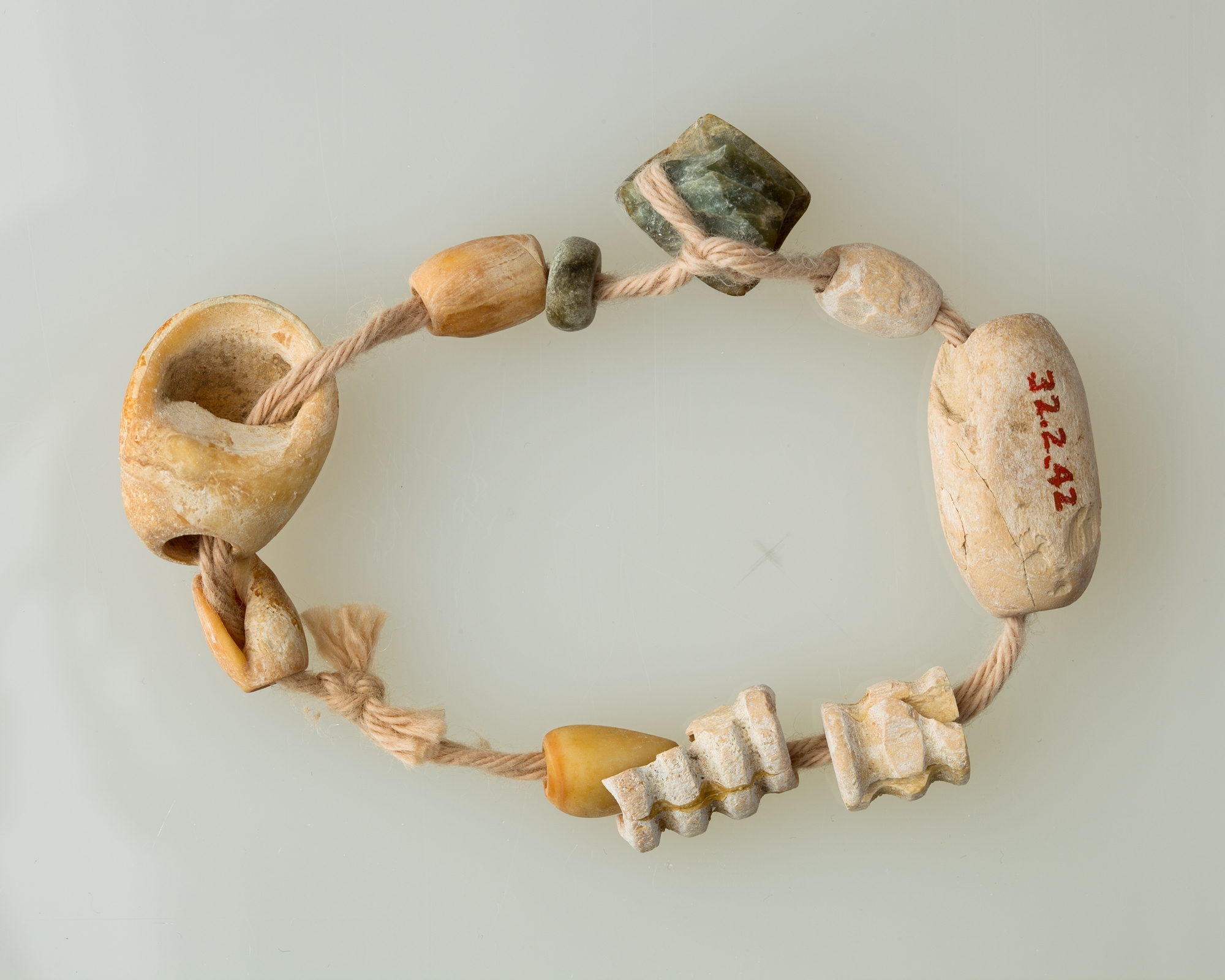
Șirag cu mărgele; 4400-3800 î.Hr.; mărgelele sunt făcute din os, serpentin și scoici; lungime: 15 cm; Muzeul Metropolitan de Artă

### Cultura Naqada (4000-3000 î.Hr.)
Cultura Naqada este o cultură arheologică a Egiptului Predianstic din Epoca cuprului (circa 4400-3000 î.Hr.), numită după orășelul Naqada din Guvernoratul Qena. E divizată în trei subperioade: Naqada I, II și III.

#### Naqada I
Cultura Amratiană (Naqada I) a durat între 4000 și 3500 î.Hr.. Îi este specifică ceramica decorată cu linii albe

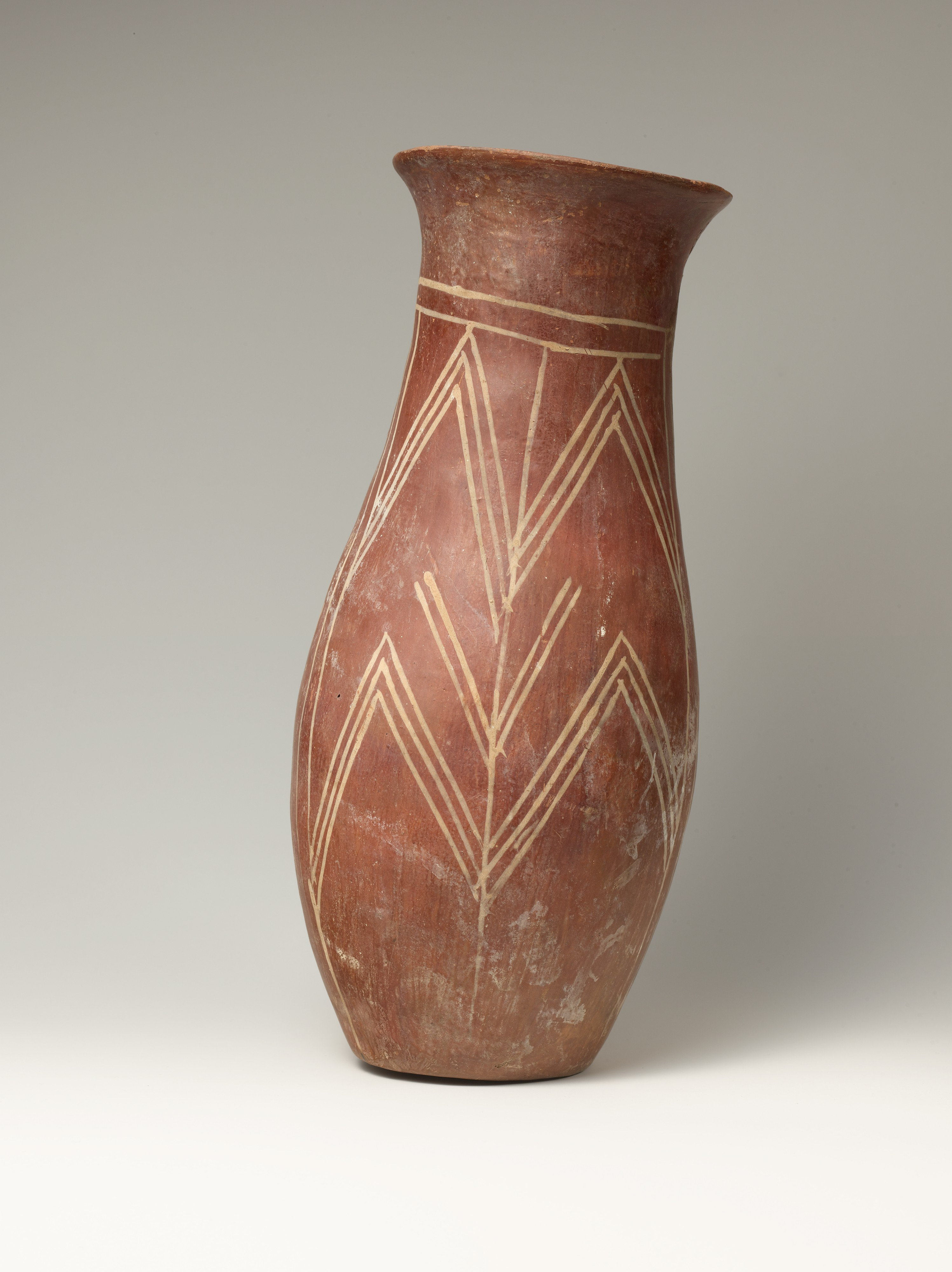
Vază cu ornamente vegetale; 3900-3700 î.Hr.; ceramică pictată; 28 × 11,1 cm; Muzeul Metropolitan de Artă (New York City)
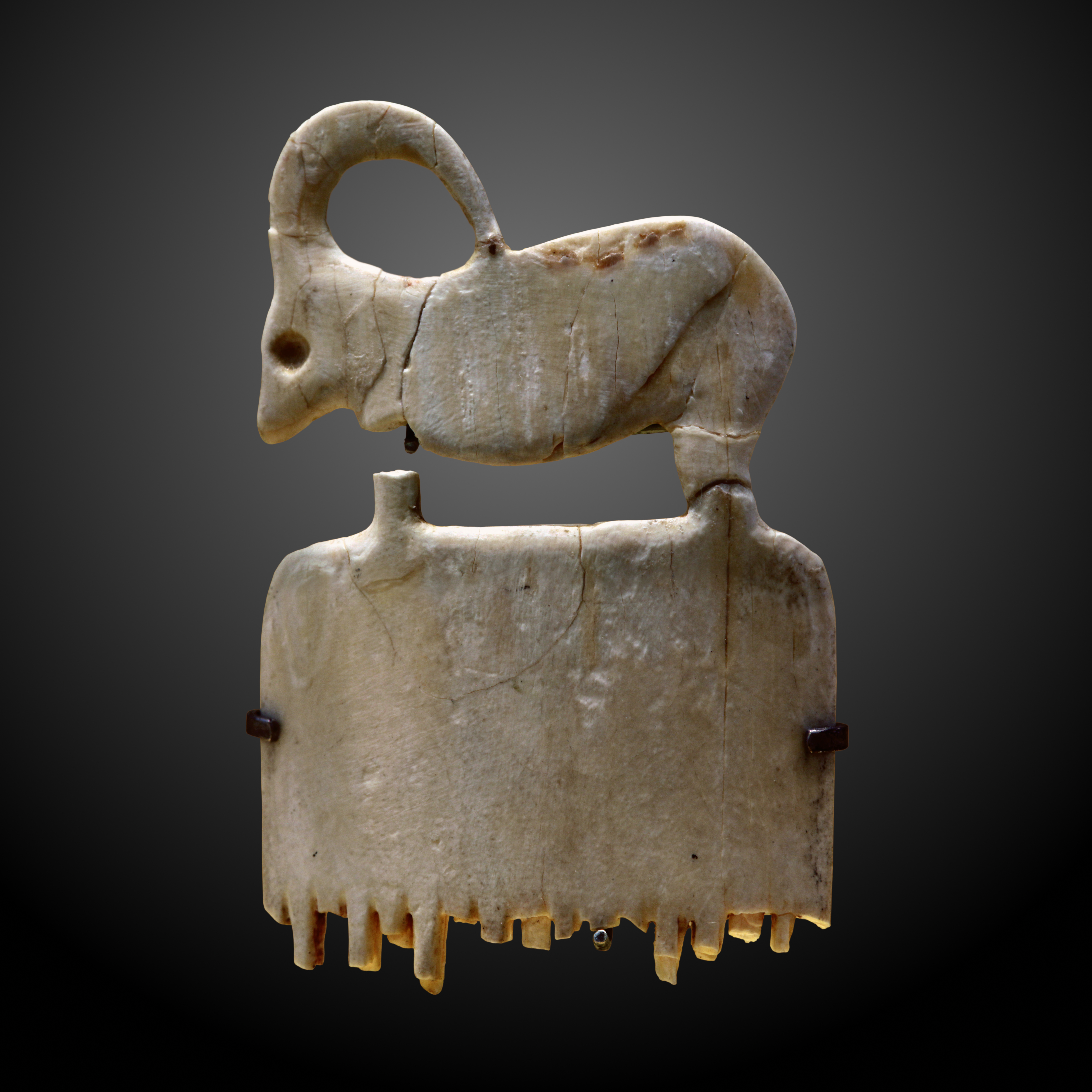
Pieptăne cu un ibex; 3800-3500 î.Hr.; fildeș de hipopotam; 6,5 × 3,8 × 0,2cm; Luvru
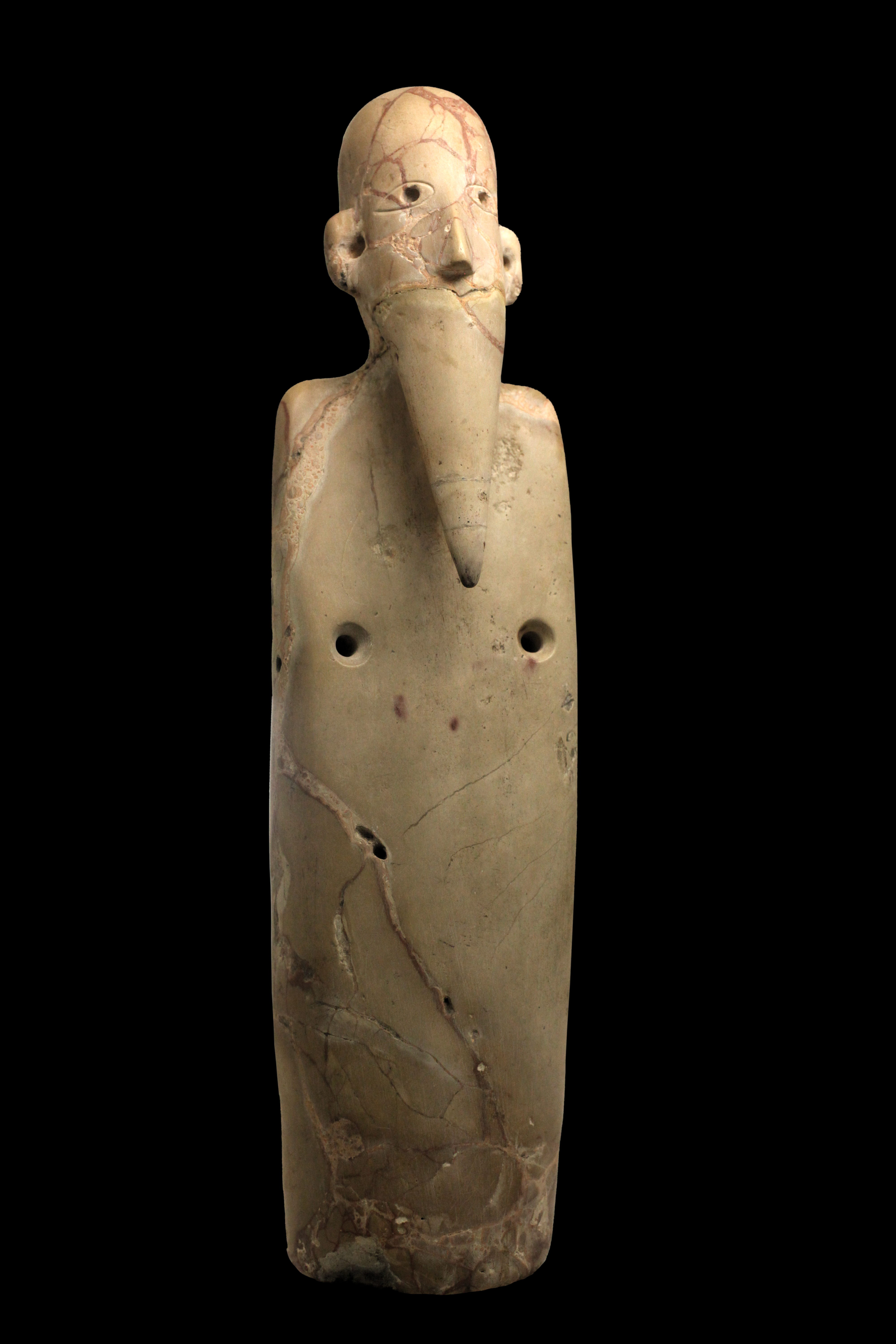
Figurina unui om cu barbă; 3800-3500 î.Hr.; brecie; din Egiptul de Sus; Musée des Confluences (Lyon, Franța)
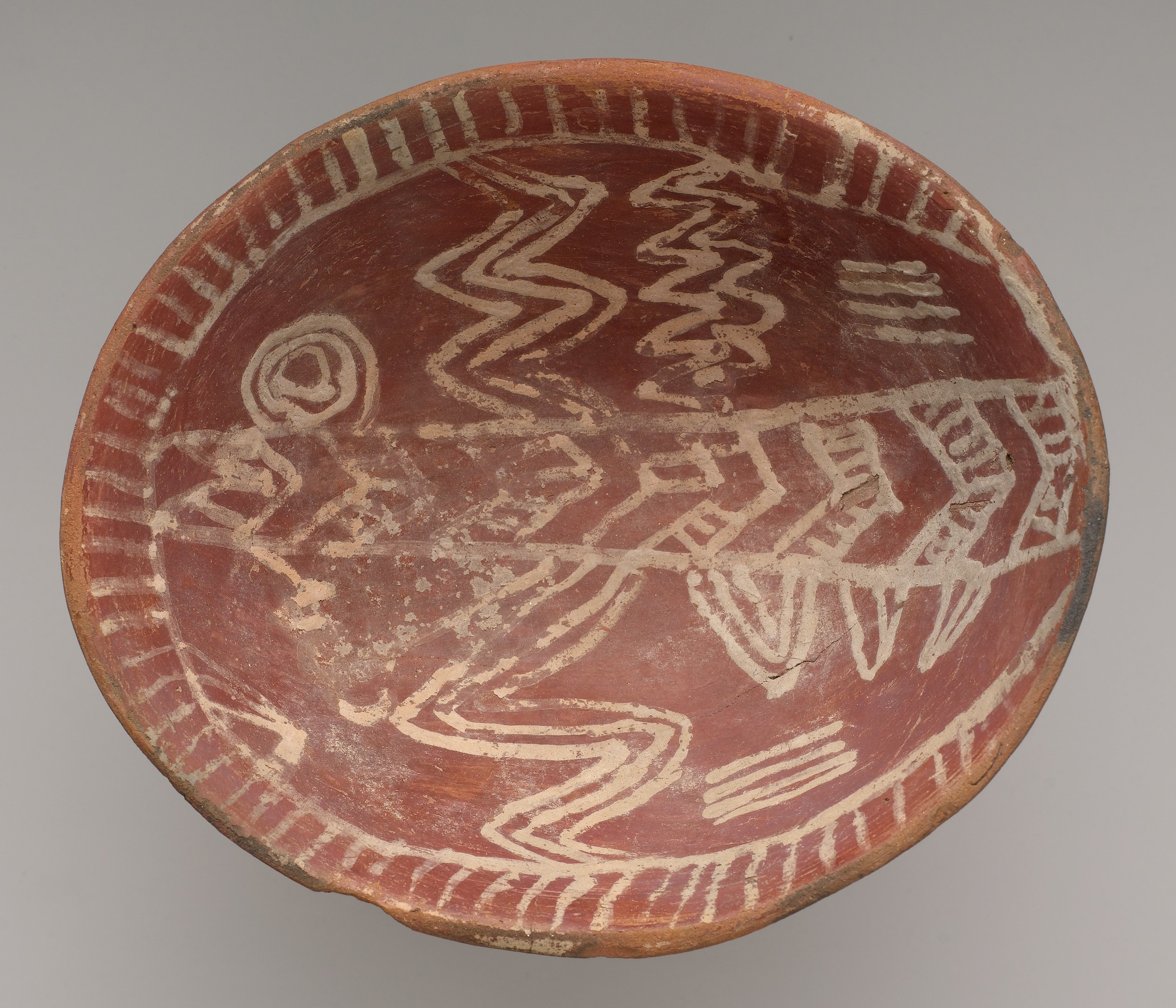
Bol; 3700-3500 î.Hr.; ceramică pictată; înălțime: 15,6 cm, diametru: 19,7 cm; Muzeul Metropolitan de Artă

#### Naqada II

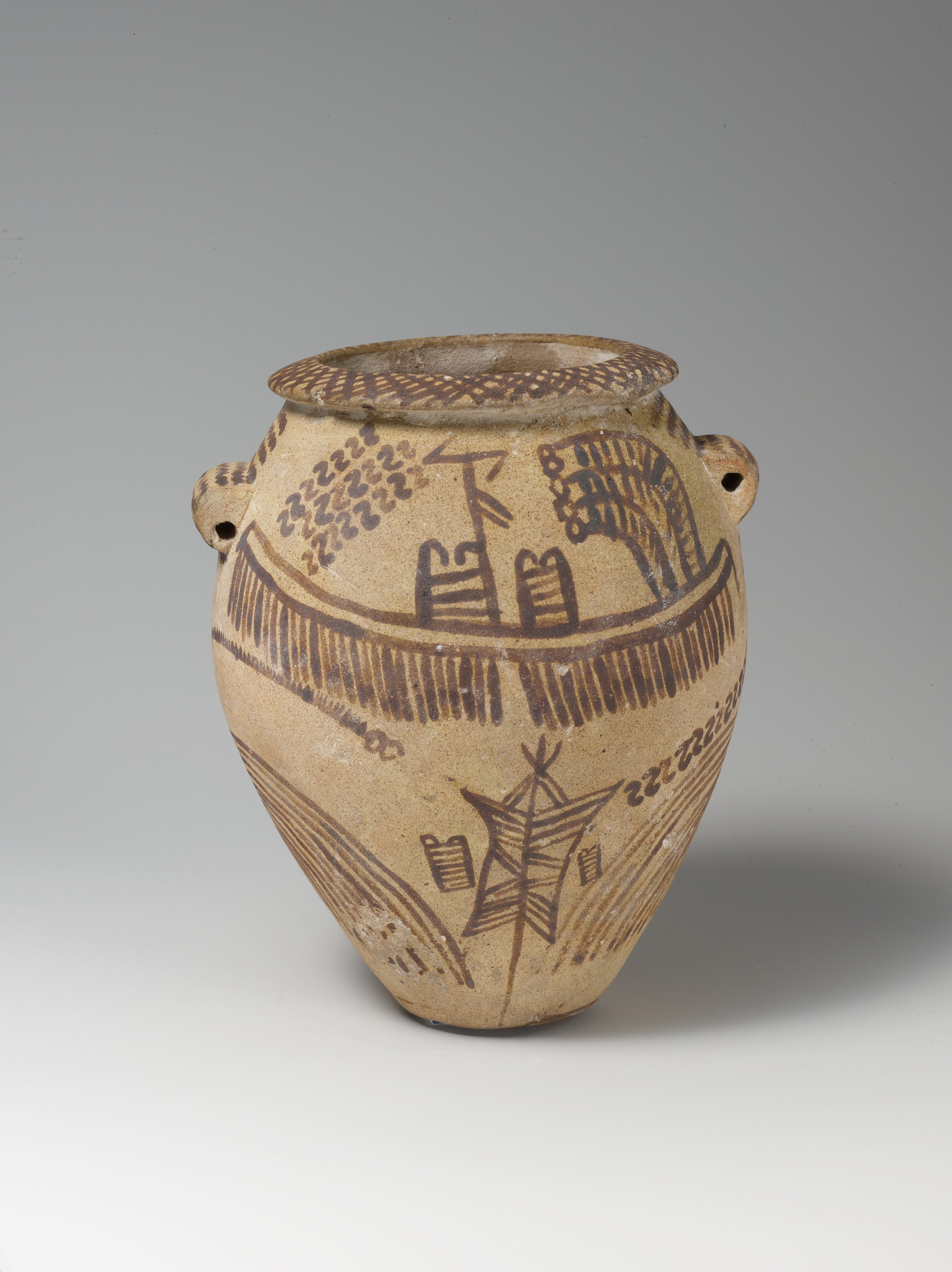
Vas decorat cu bărci și copaci; 3650–3500 î.Hr.; ceramică pictată; înălțime: 16,2 cm, dimateru: 12,9 cm; Muzeul Metropolitan de Artă (New York City)

Cultura Gerzeană (Naqada II), din aproximativ 3500-3200 î.Hr., e numită după situl Gerzeh. A fost următoarea etapă în dezvoltarea culturală egipteană, iar în perioada asta s-au pus bazele Egiptului Dinastic. Ceramica sa era pictată mai ales în roșu închis, cu animale, oameni, bărci sau simboluri geometrice care par să provină de la animale.
În această perioadă, obiecte și forme de artă străine au intrat în Egipt, ceea ce indică contactul cu câteva părți ale Asiei, în special cu Mesopotamia. Obiecte, cum ar fi mânerul Cuțitului Gebel el-Arak, care are pe el reliefuri mesopotamiene, au fost găsite în Egipt, iar argintul care apare în această perioadă putea să fie obținut doar din Asia Mică. De asemenea, era create obiecte egiptene care imită clar formele mesopotamiene. Sigilii cilindrice au apărut în Egipt. Reliefurile egiptene pe paletele cosmetice au erau sculptate în același stil ca cel al culturii contemporane mesopotamiană Uruk.
Traseul comerțului ăstuia e greu de determinat, dar contactul cu Canaanul nu precedă dinastica timpurie, astfel încât se presupune că a avut de obicei pe apă. În perioada în care teoria populară a cursei dinastice era populară, se teoretiza că marinarii din Uruk ocoleau Arabia, dar este mai probabil un traseu mediteranean, posibil prin Byblos.
Faptul că atât de multe situri gerzeene sunt la gura unor ueduri care duc la Marea Roșie ar putea să indice un anume nivel de comerț prin Marea Roșie (deși comerțul byblian ar fi putut să traverseze Sinaiul și ajungând după aceea în Marea Roșie). În ciuda dovezilor de influență străină, egiptologii sunt în general de acord cu faptul că Cultura Gerzeană era predominant indigenă Egiptului.

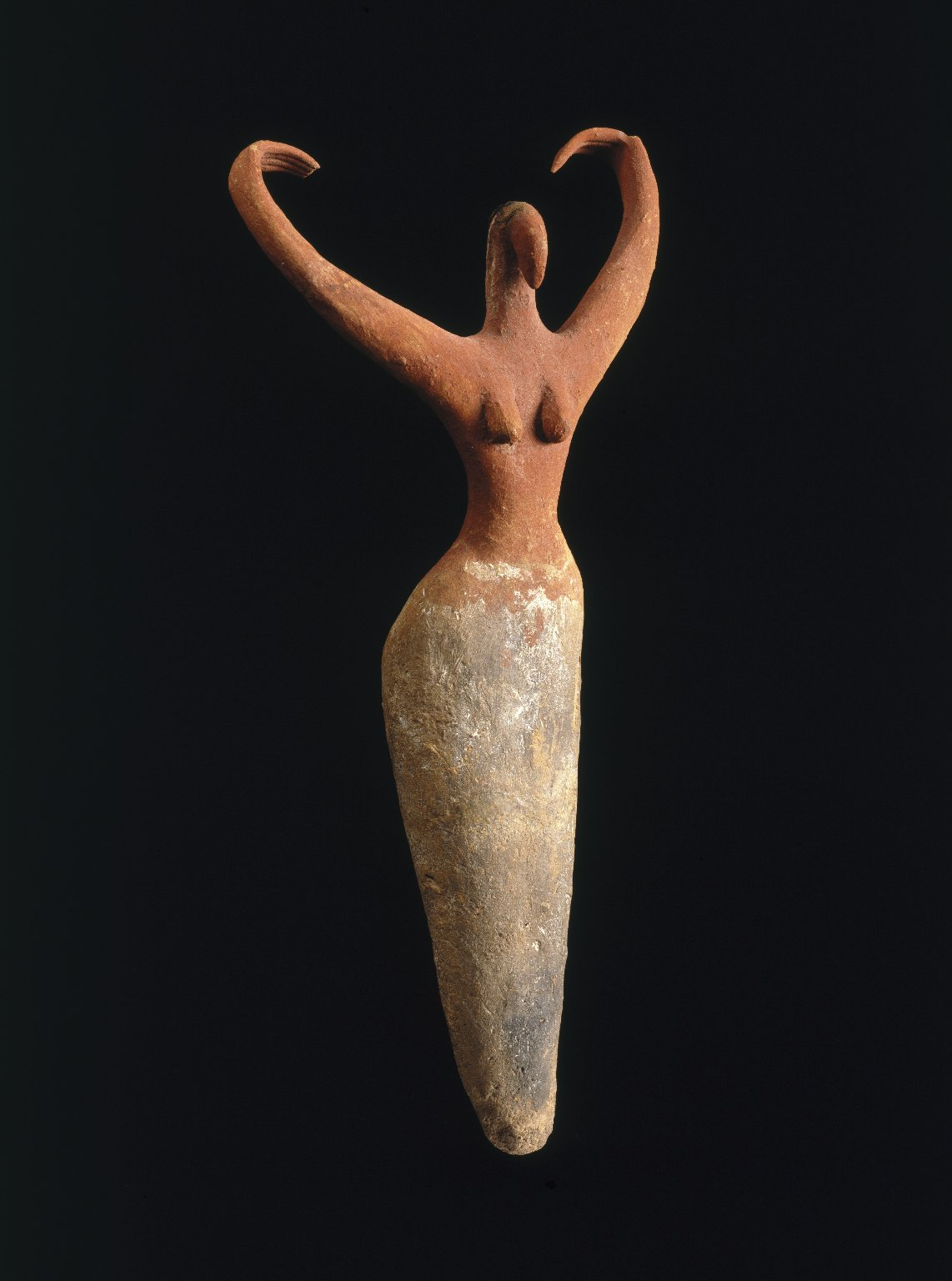
Figurină feminină; circa 3600 î.Hr.; teracotă; 29,2 × 14 × 5,7 cm; de la Ma'mariya (Egipt); Muzeul Brooklyn (New York City)
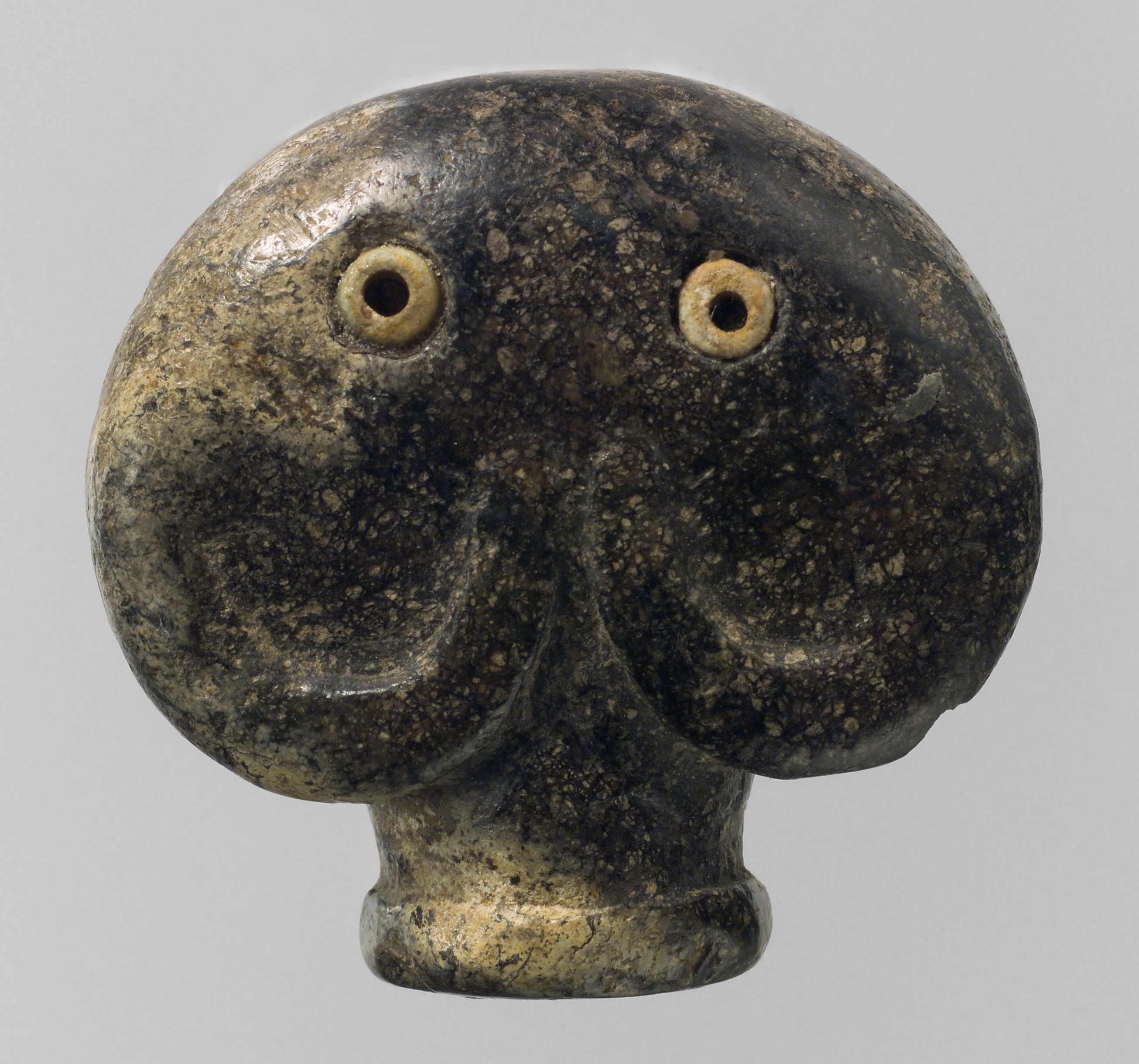
Amuletă în formă de cap de elefant; 3500-3300 î.Hr.; serpentin (partea verde) și os (ochii); 3,5 × 3,6 × 2,1 cm; Muzeul Metropolitan de Artă
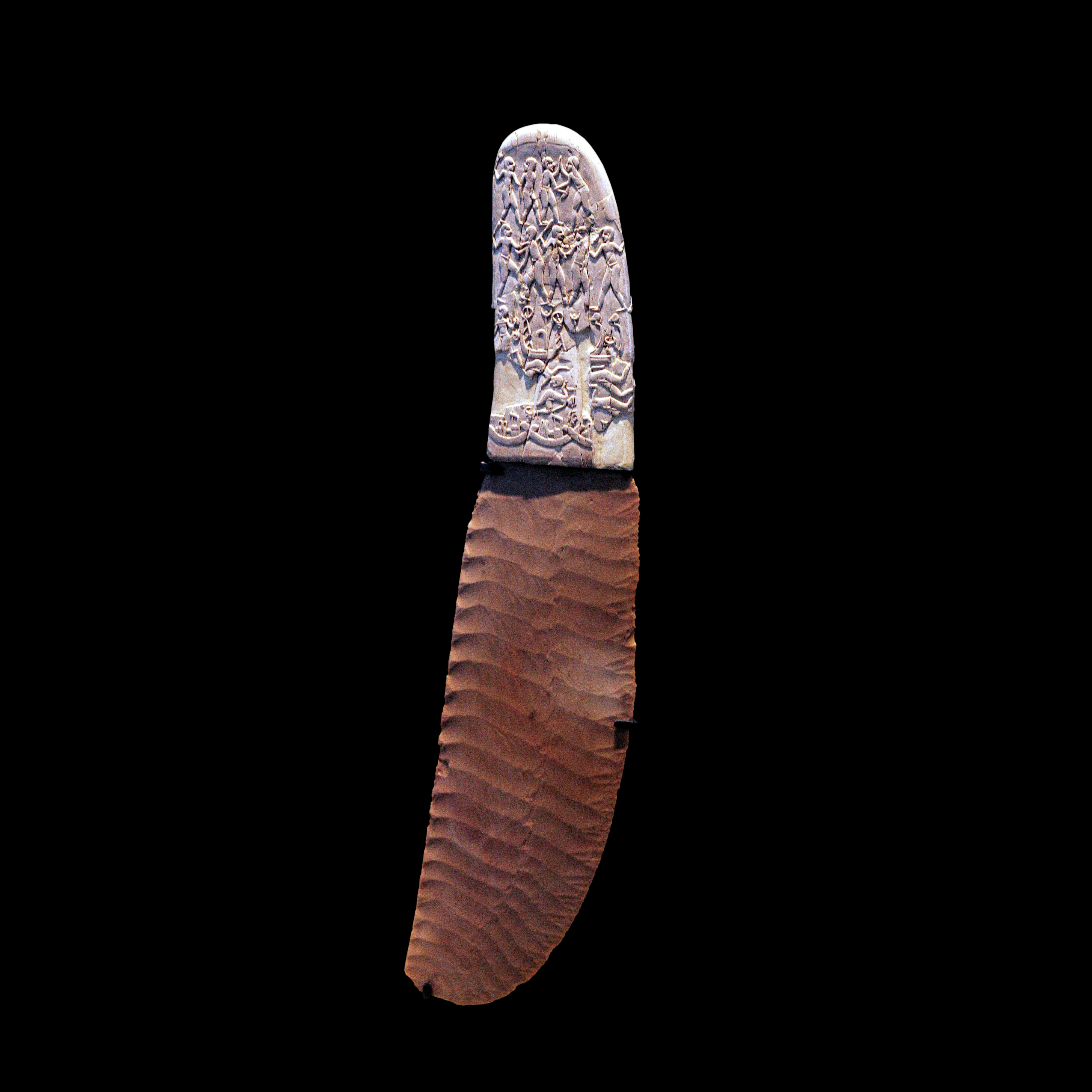
Cuțitul Gebel el-Arak; circa 3300-3200 î.Hr.; fildeș de elefant (mânerul) și cremene (lama); lungime: 25,5 cm; cel mai probabil din Abydos (Egipt); Luvru
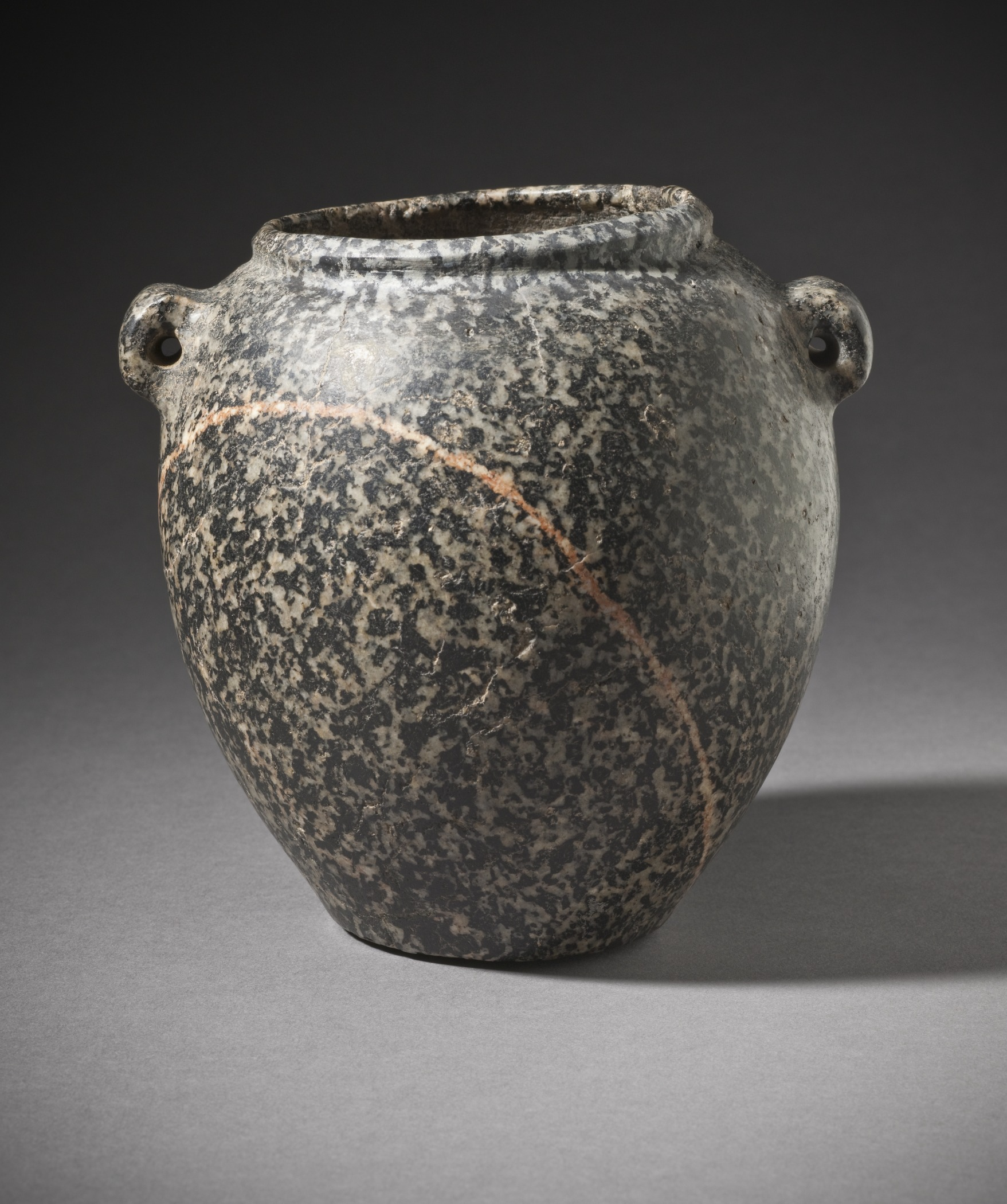
Vas cu torți; circa 3500–3050 î.Hr.; diorit; înălțime: 23 cm; Muzeul de Artă al Comitatului Los Angeles (SUA)

#### Perioada Protodianstică (Naqada III)
Perioada Naqada III, de la aproximativ 3200 până la 3000 î.Hr., este considerată în general identică cu perioada protodinastică, în timpul căreia Egiptul a fost unificat.
Naqada III este remarcabilă pentru faptul că a fost prima epocă cu hieroglife (deși acest lucru e contestat), prima folosire regulată a serekh-urilor, prima irigare și aparița cimitirelor regale. Arta perioadei Naqada III era destul de sofisticată, exemplificată prin palete cosmetice. Ele erau folosite în Egiptul predinastic pentru măcinarea și aplicarea ingredientelor pentru cosmeticele faciale sau pentru cele de corp. Până în perioada protodinastică, paletele decorative par să-și fi pierdut funcția asta, devenind comemorative, ornamentale și, eventual, ceremoniale. Multe dintre palete au fost găsite la Hierakonpolis, un centru al puterii în Egiptul de Sus predinastic. După unificarea Egiptului, paletele au încetat să mai fie incluse în morminte.

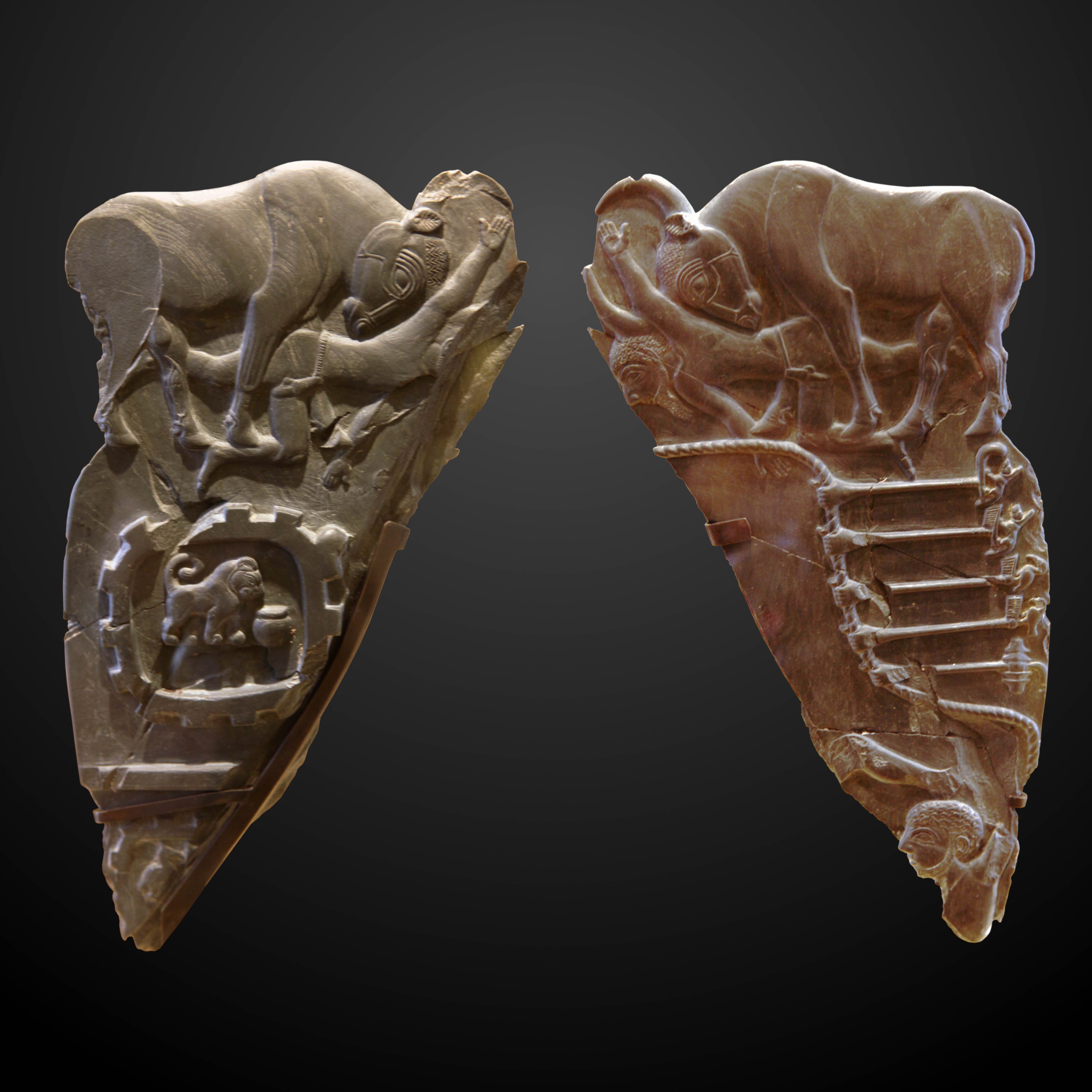
Cele două fețe ale Paletei cu Tauri; circa 3200–3000 î.Hr.; posibil șist; 25 cm; Luvru
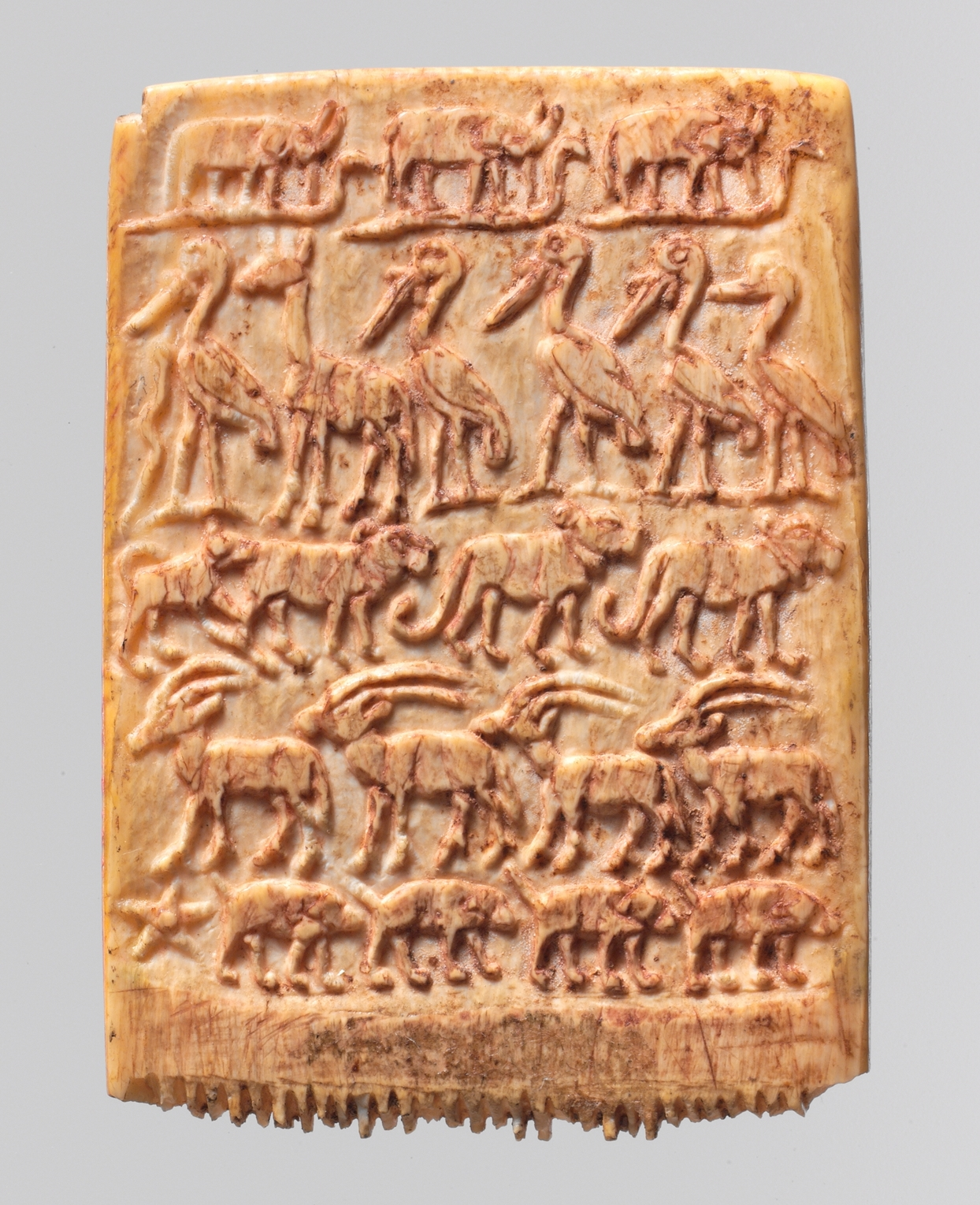
Pieptănele Davis; circa 3200-3100 î.Hr.; fildeș; 5,5 × 3,9 × 0,5 cm; Muzeul Metropolitan de Artă (New York City)
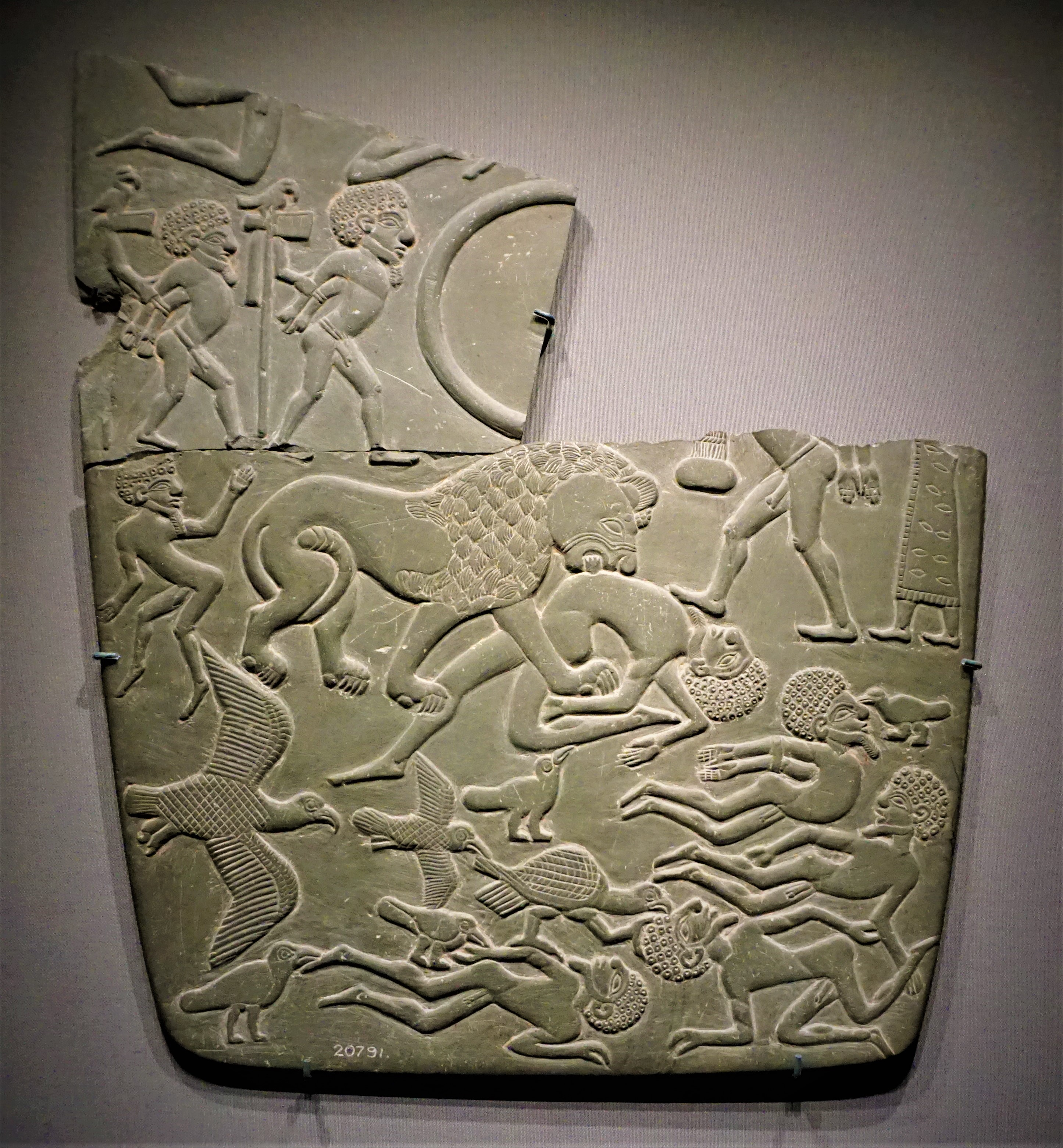
Paletă cu o bătălie; circa 3100 î.Hr.; piatră; lățime: 28,7 cm, grosime: 1 cm; din Abydos (Egipt); British Museum (Londra)
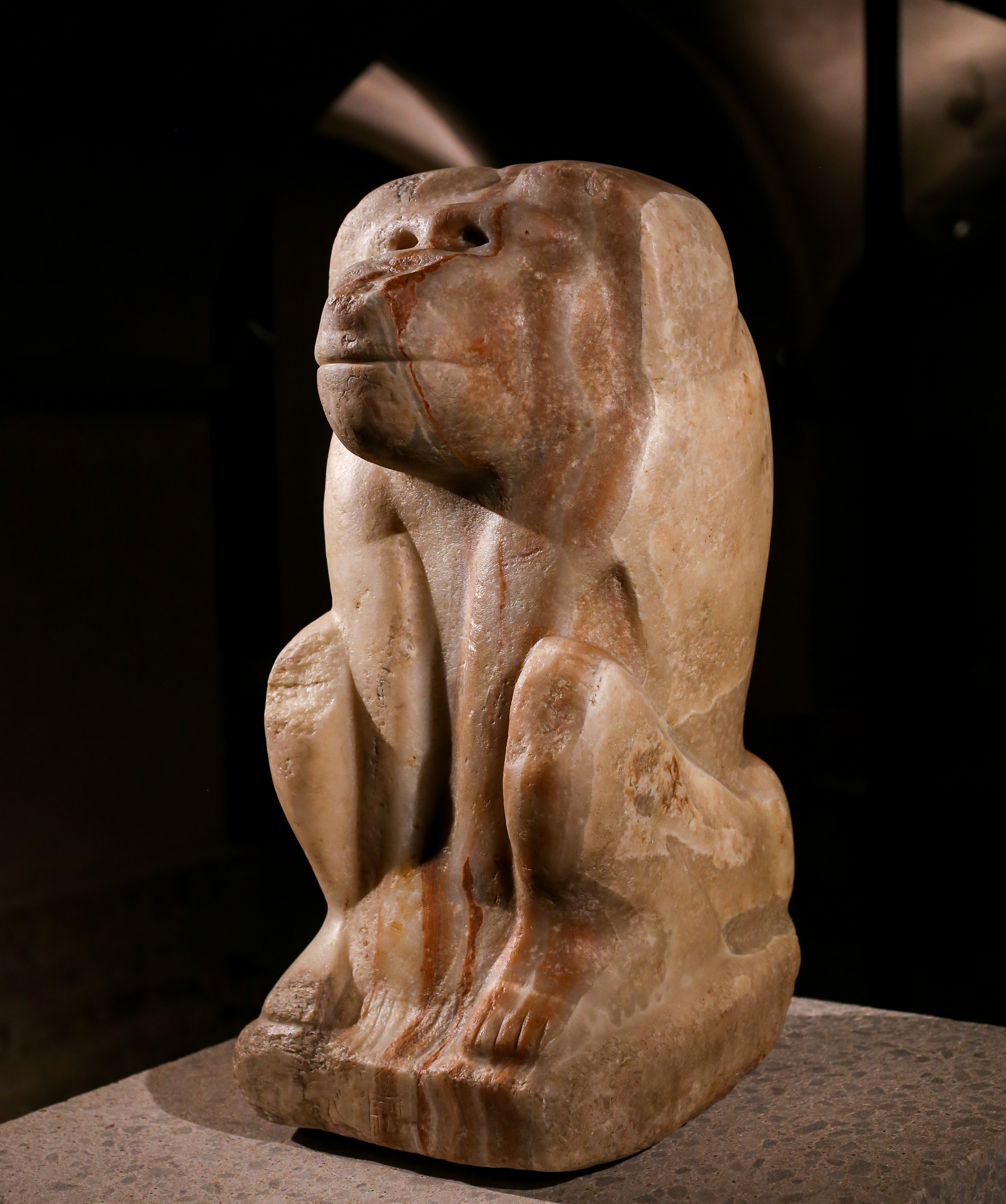
Divinitate babuin care poartă numele de faraon Narmer la bază; circa 3100 î.Hr.; calcit; înălțime: 52 cm; Muzeul Egiptean din Berlin (Germania)

## Arta Egiptului dinastic

### Perioada Dinastică Timpurie (3100–2686 î.Hr.)
Perioada Dinastică Timpurie a Egiptului urmează imediat unificării Egiptului de Sus și de Jos, circa 3100 î.Hr. Se consideră, în general, includerea primei și celei de a doua dinastii, care au durat de la sfârșitul perioadei arheologice Naqada III până la aproximativ 2686 î.Hr., sau începutul Vechiului Regat.
Paletele cosmetice au atins un nou nivel de sofisticare în această perioadă, în care sistemul de scriere egiptean a cunoscut și o dezvoltare ulterioară. Inițial, scrierea egipteană era compusă în principal din câteva simboluri care reprezentau cantități de diverse substanțe. Pe paletele cosmetice, simbolurile au fost utilizate împreună cu descrieri picturale. Până la sfârșitul celei de-a treia dinastii, scrierea a fost extinsă ca să includă peste 200 de simboluri, atât fonograme cât și ideograme.

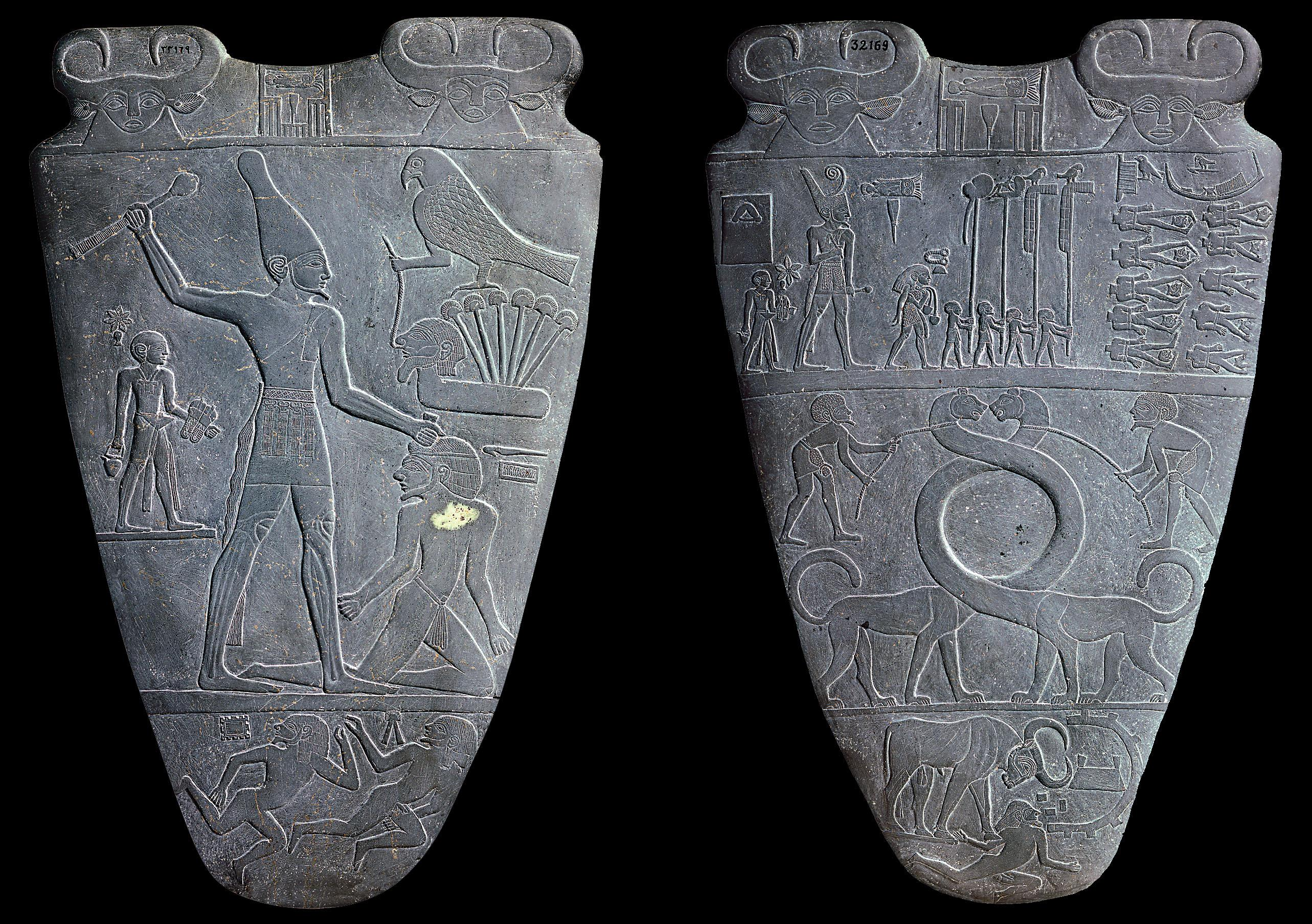
Ambele fețe ale Paletei lui Narmer; circa 3100 î.Hr.; piatră; înălțime: 63 cm; de la Hierakonpolis; Muzeul Egiptean din Cairo (Egipt)
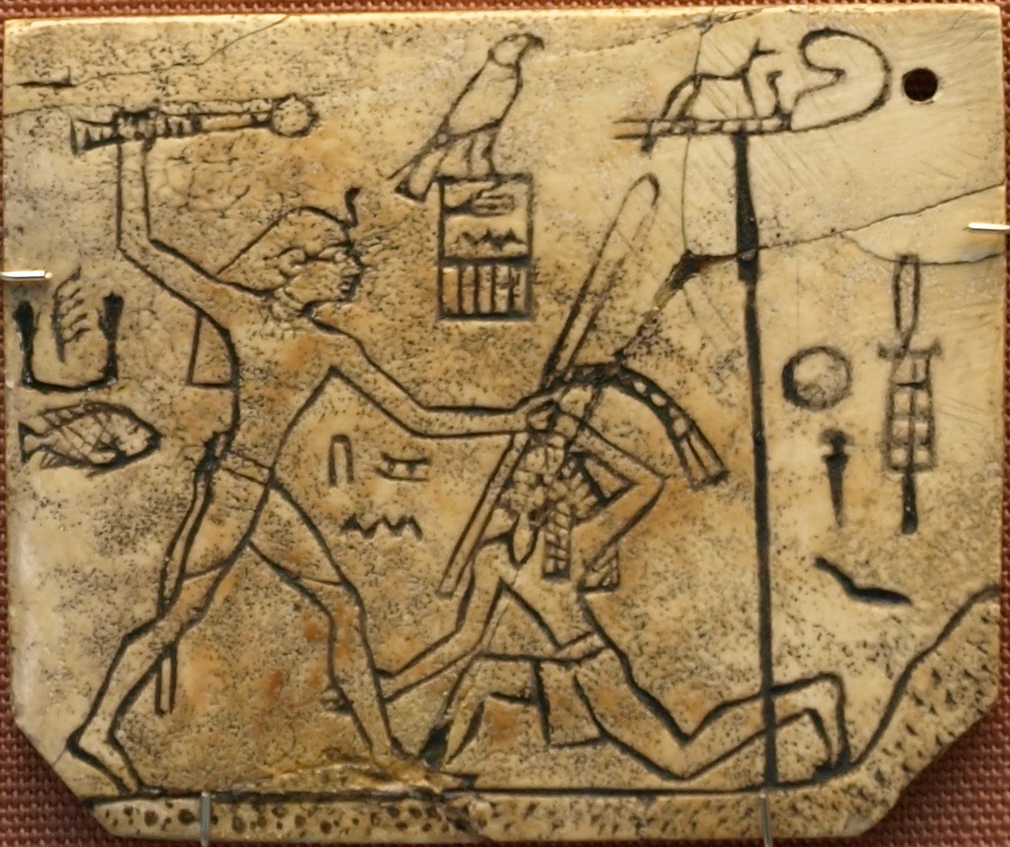
Sculptură în care apare regele Den; circa 3000 î.Hr.; fildeș; 4,5 x 5,3 cm; de la Abydos (Egipt); British Museum (Londra)
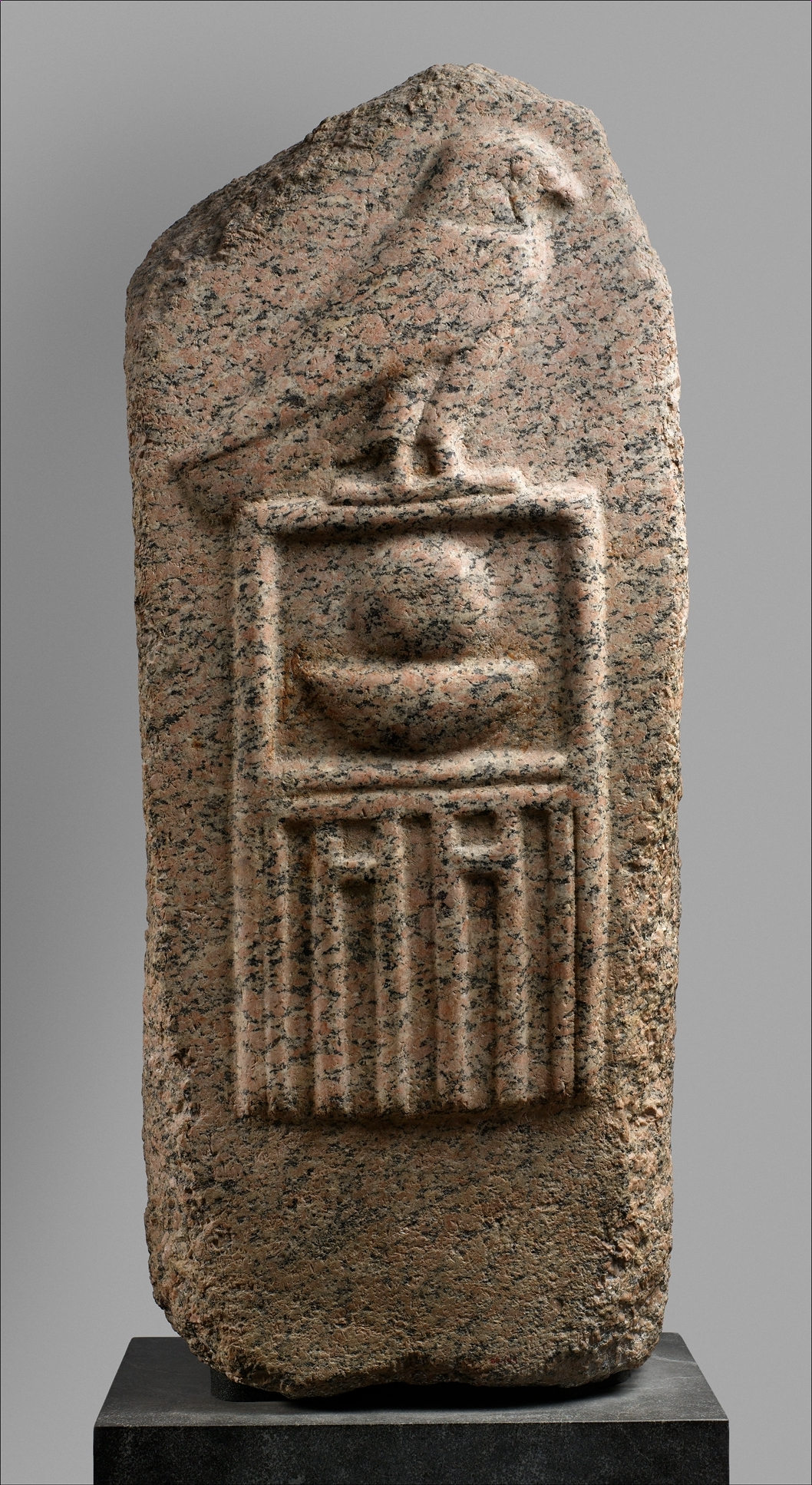
Stelă a faraonului Raneb; circa 2880 î.Hr.; granit; înălțime: 1 metru, lungime: 41 cm; Muzeul Metropolitan de Artă (New York City)
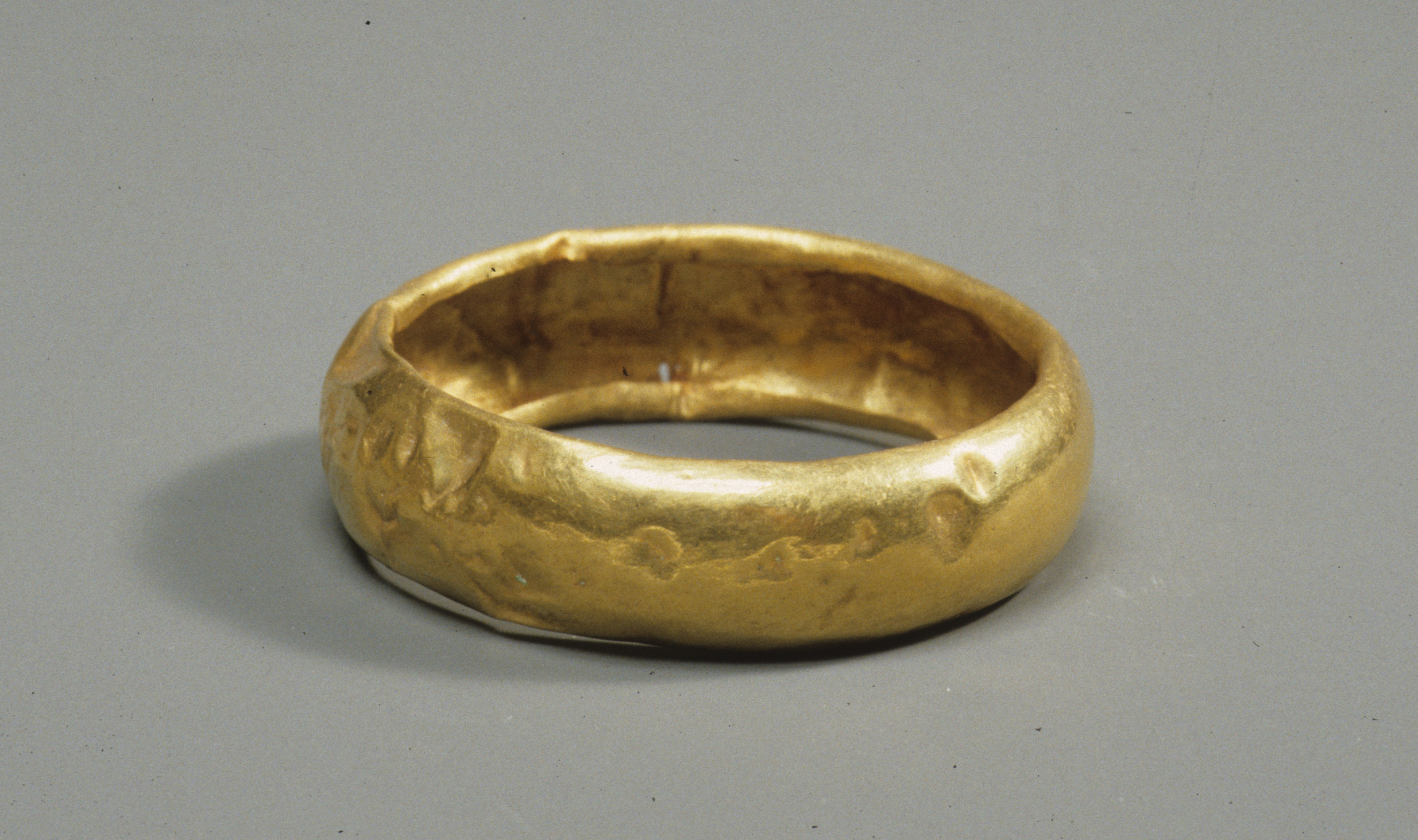
Brățară; circa 2650 î.Hr.; aur; diametru: 6 cm; Muzeul Metropolitan de Artă

### Vechiul Regat  (2686–2181 î.Hr.)
Vechiul Regat Egiptean e perioada cuprinsă între circa 2686–2181 î.Hr.. Mai e cunoscut și ca „Epoca piramidelor” sau „Epoca construirii piramidelor”, cuprinzând domniile marilor constructori de piramide din a patra dinastie. Regele Sneferu a perfecționat arta construirii piramidelor, iar piramidele din Giza au fost construite sub regii Khufu, Khafre și Menkaure. Egiptul a atins primul său vârf al civilizației, prima dintre cele trei așa-numite perioade de „Regat” (urmată de Regatul Mijlociu și Regatul Nou) care marchează punctele înalte ale civilizației din Valea Nilului de jos. Caracteristica artei acestei perioade poate fi definită succint prin: grandoare, mister, liniște interioară, seninătate și echilibru. Arta basoreliefului, supusa aceluiași principiu al frontalității, are două scopuri principale: glorificarea faraonului (pe zidurile templelor), și reprezentarea ofrandelor care îl însoțesc pe cel decedat în călătoria către lumea de dincolo (în interiorul lăcașelor funerare). Cu excepția câtorva piese rare, puține mibile au rezistat până azi. Totuși arta funerară ne oferă suficiente informații privind forma scaunelor, a paturilor sau a meselor. Având un aspect simplu, erau împodobite cu forme vegetale, iar picioarele le imită pe cele de diverse animale.

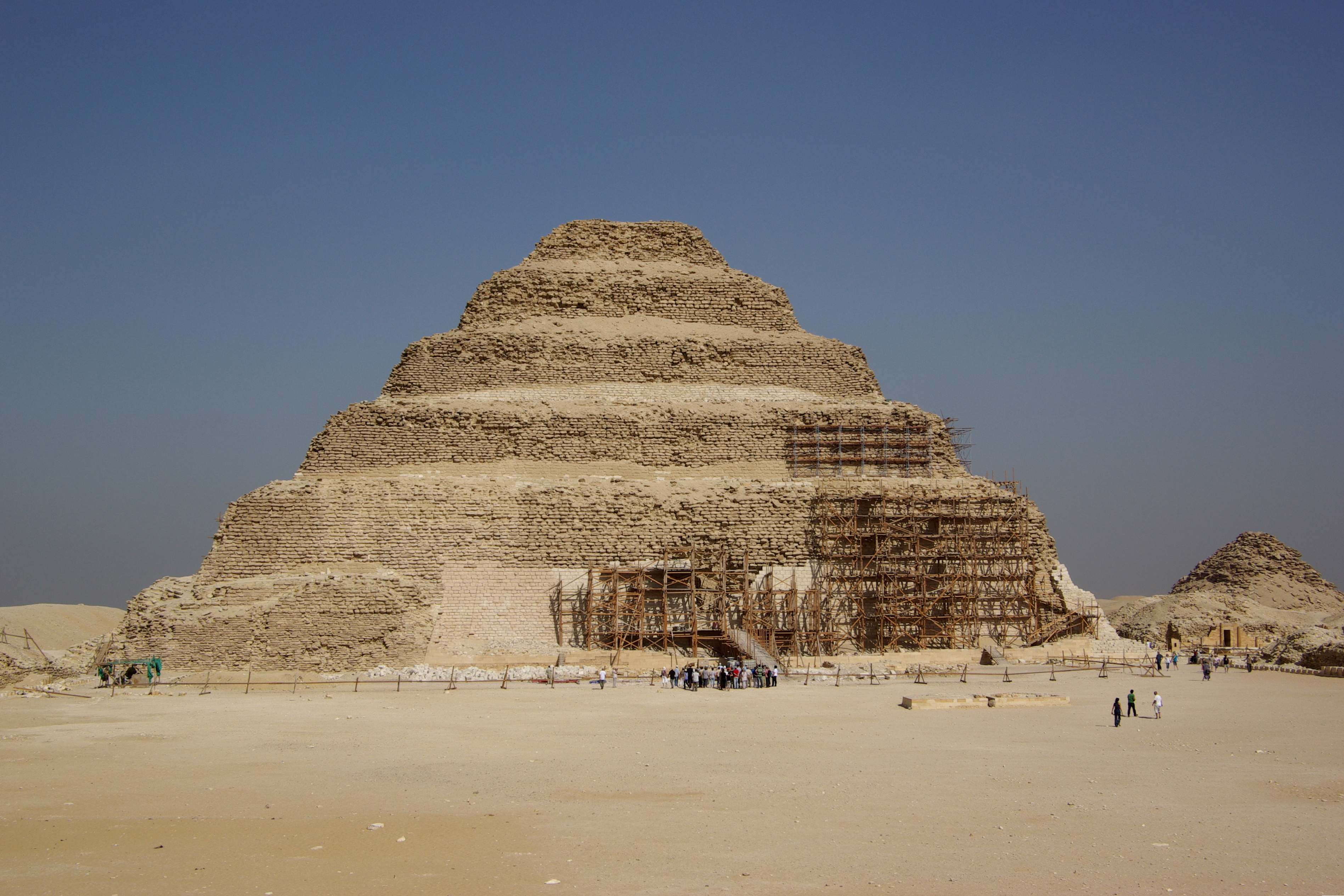
Piramida lui Djoser de la Saqqara, 2667–2648 î.Hr, proiectată de Imhotep, cea mai cunoscută piramidă în trepte din Egipt
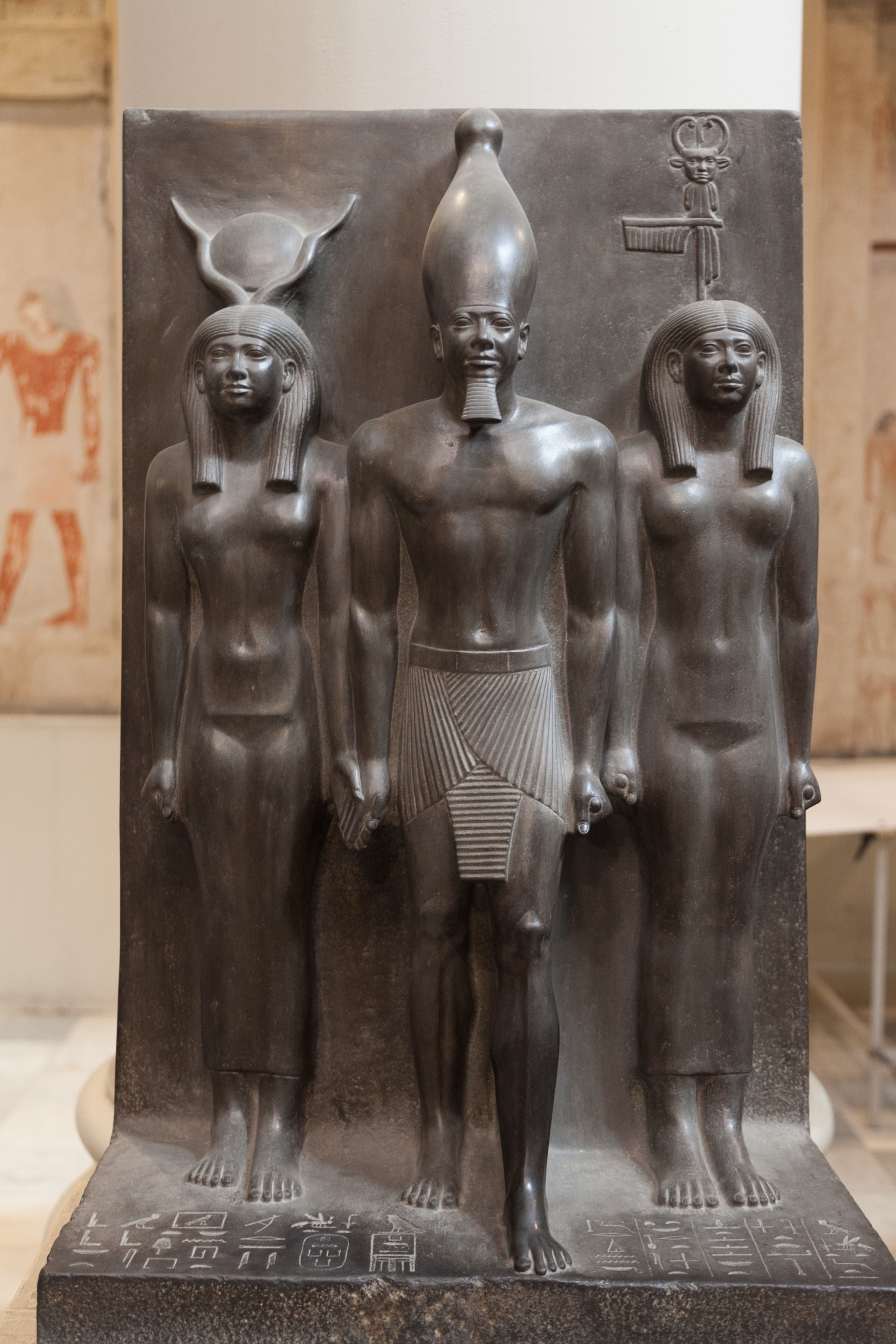
Statuie a lui Menkaura (în centru), alături de Hathor (în stânga) și Cynopolis; 2551–2523 î.Hr.; șist; înălțime: 95.5 cm; Muzeul Egiptean (Cairo)
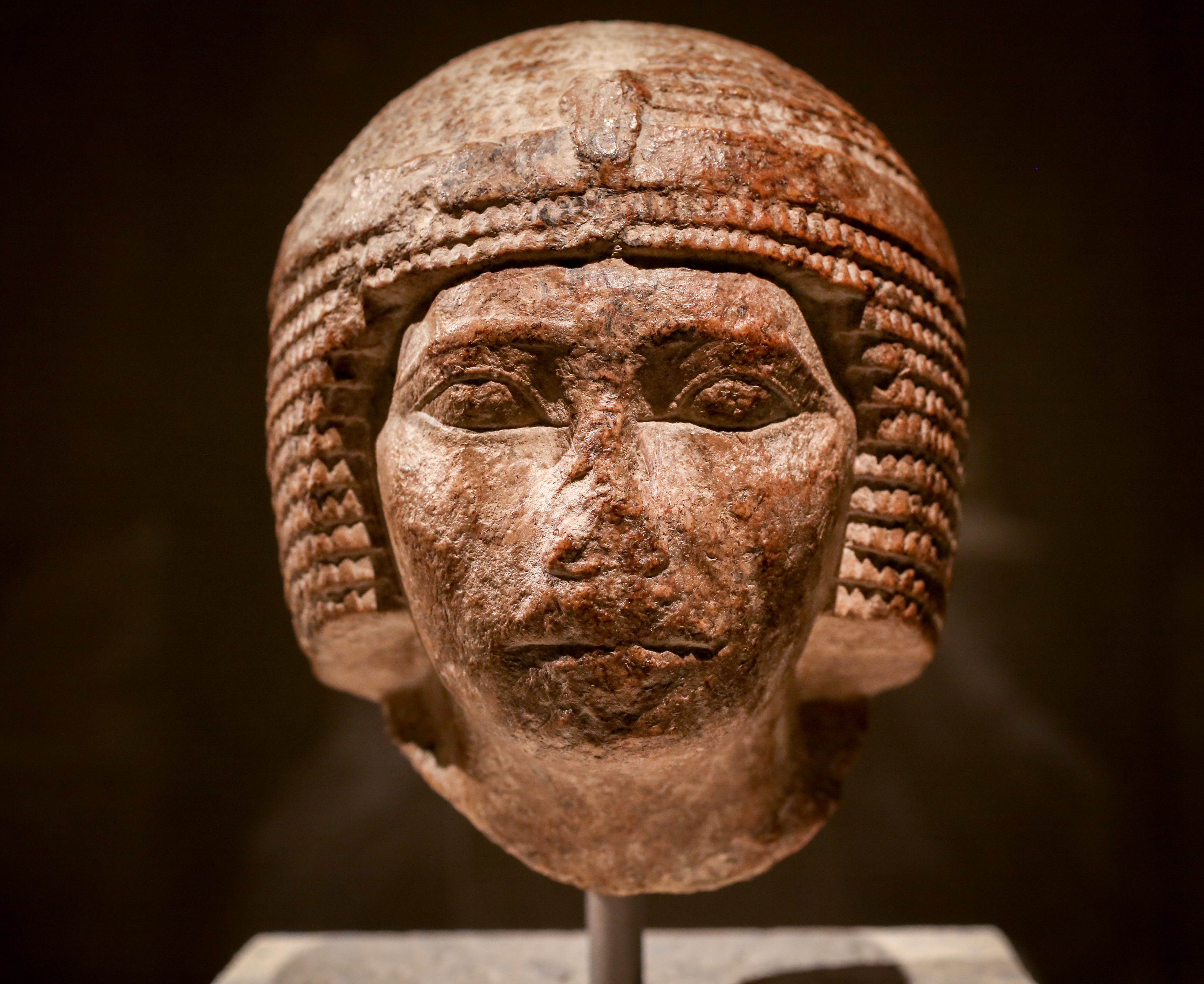
Capul unui faraon sau prinț de la Giza; circa 2450 î.Hr.; brecie; Muzeul Egiptean din Berlin (Germania)
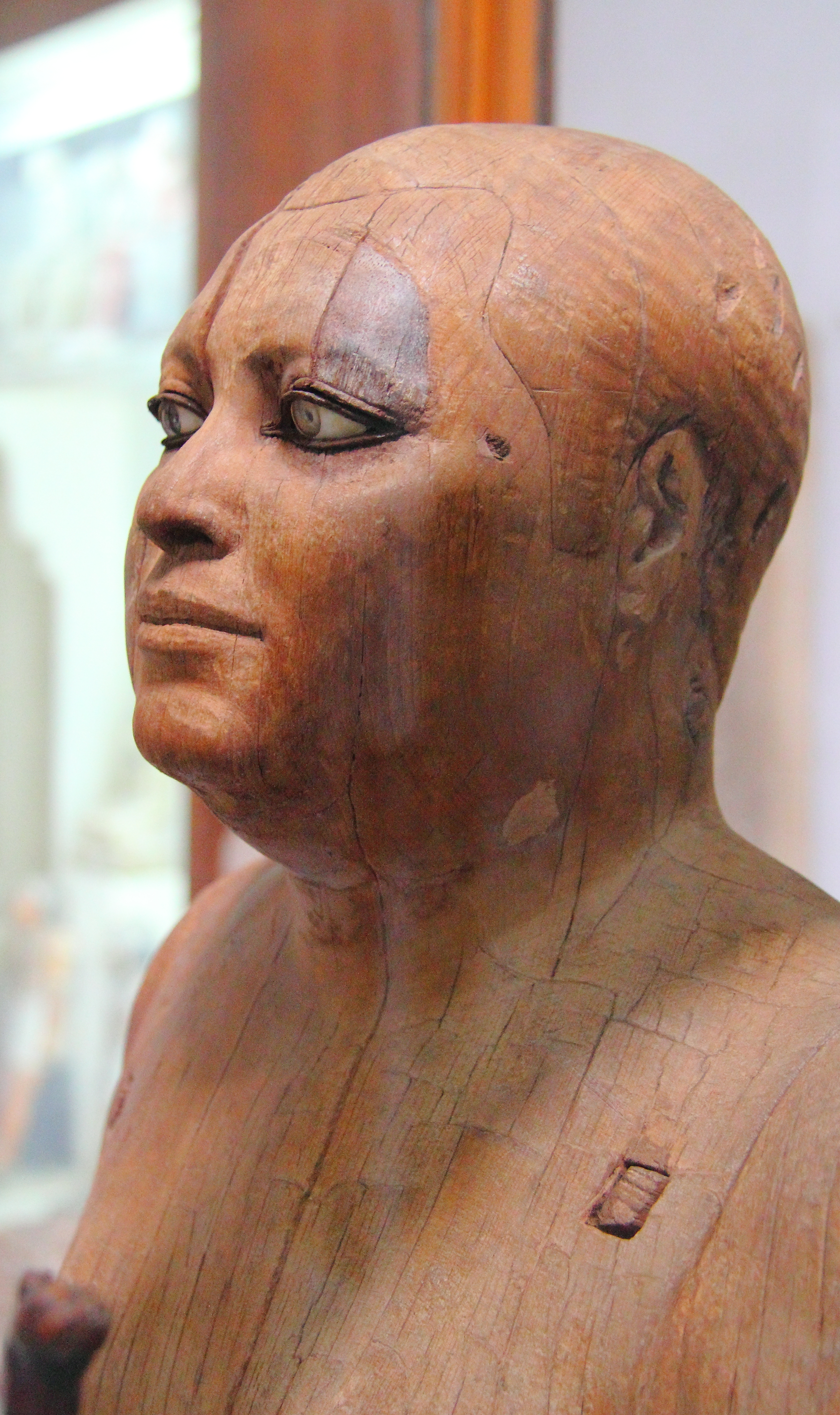
Statuia scribului Kaaper; circa 2450; lemn, cupru și cuarț; înălțime: 1,1 m; de la Saqqara; Muzeul Egiptean din Cairo
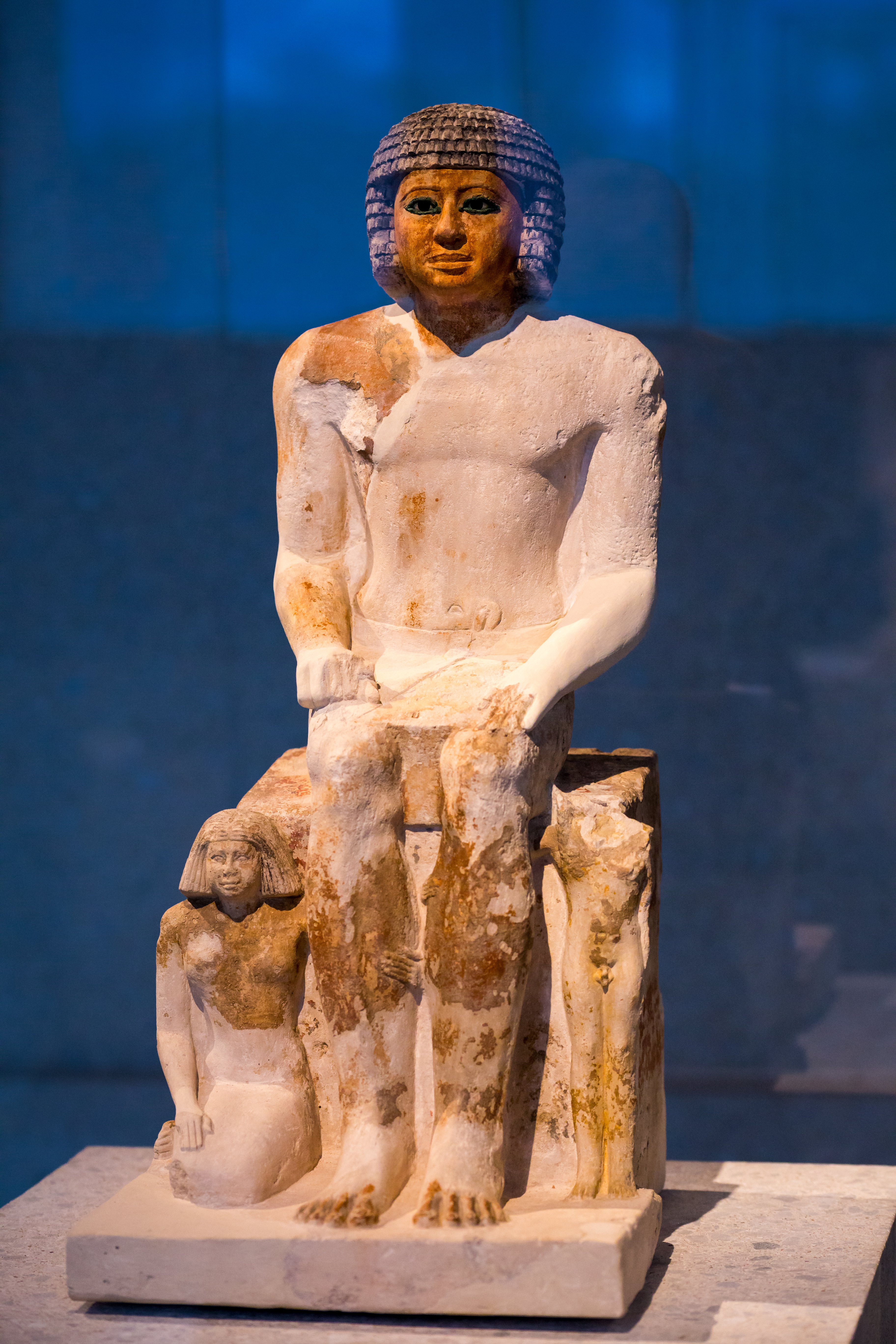
Statuia unui bărbat așezat cu cei doi fii ai săi; circa 2400 î.Hr.; calcar pictat; din Saqqara; Muzeul Egiptean din Berlin
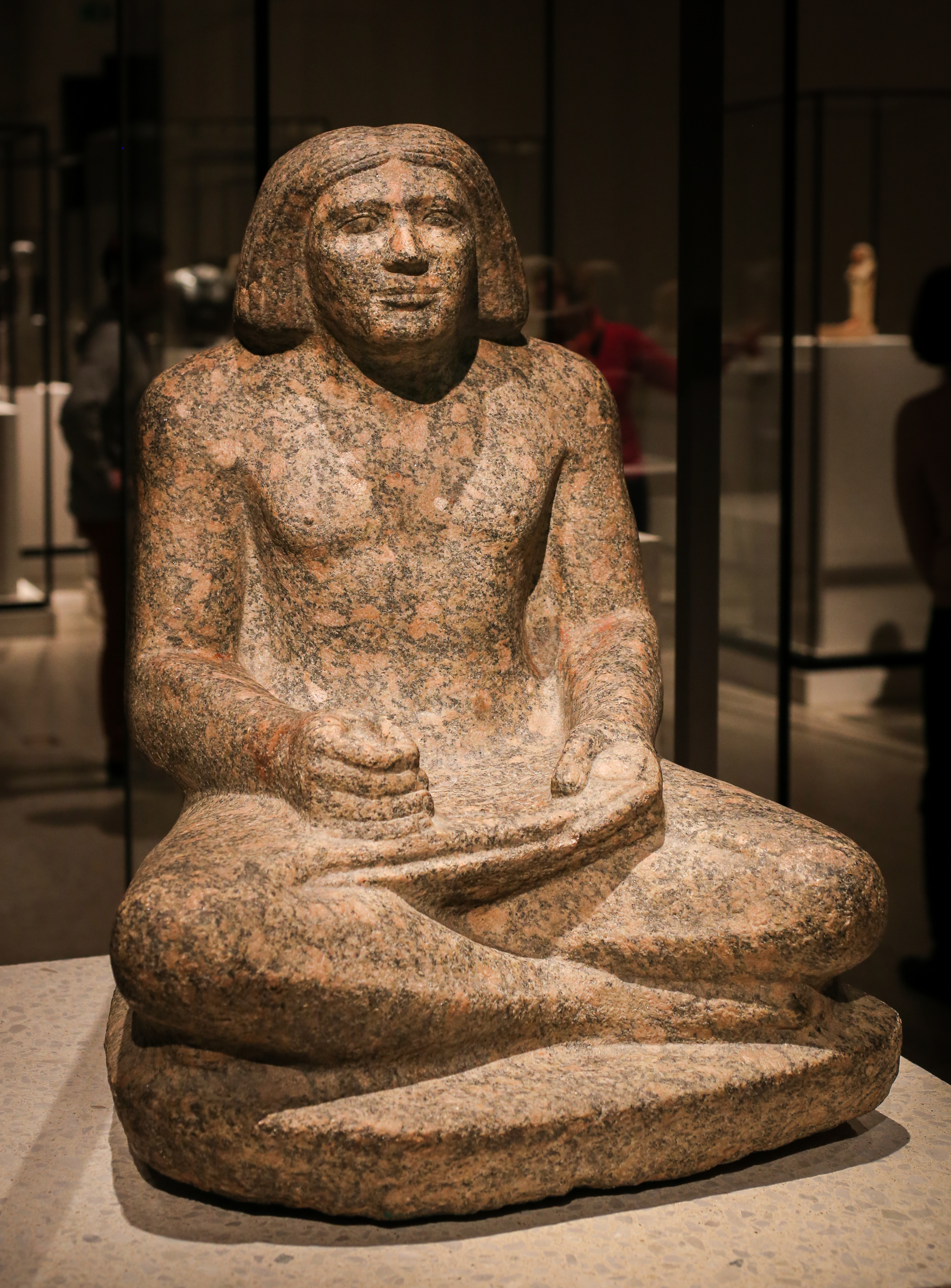
Statuia așezată a lui Dersenedj, scrib și administrator; circa 2400 î.Hr.; granit; înălțime: 68 cm; din Giza; Muzeul Egiptului din Berlin
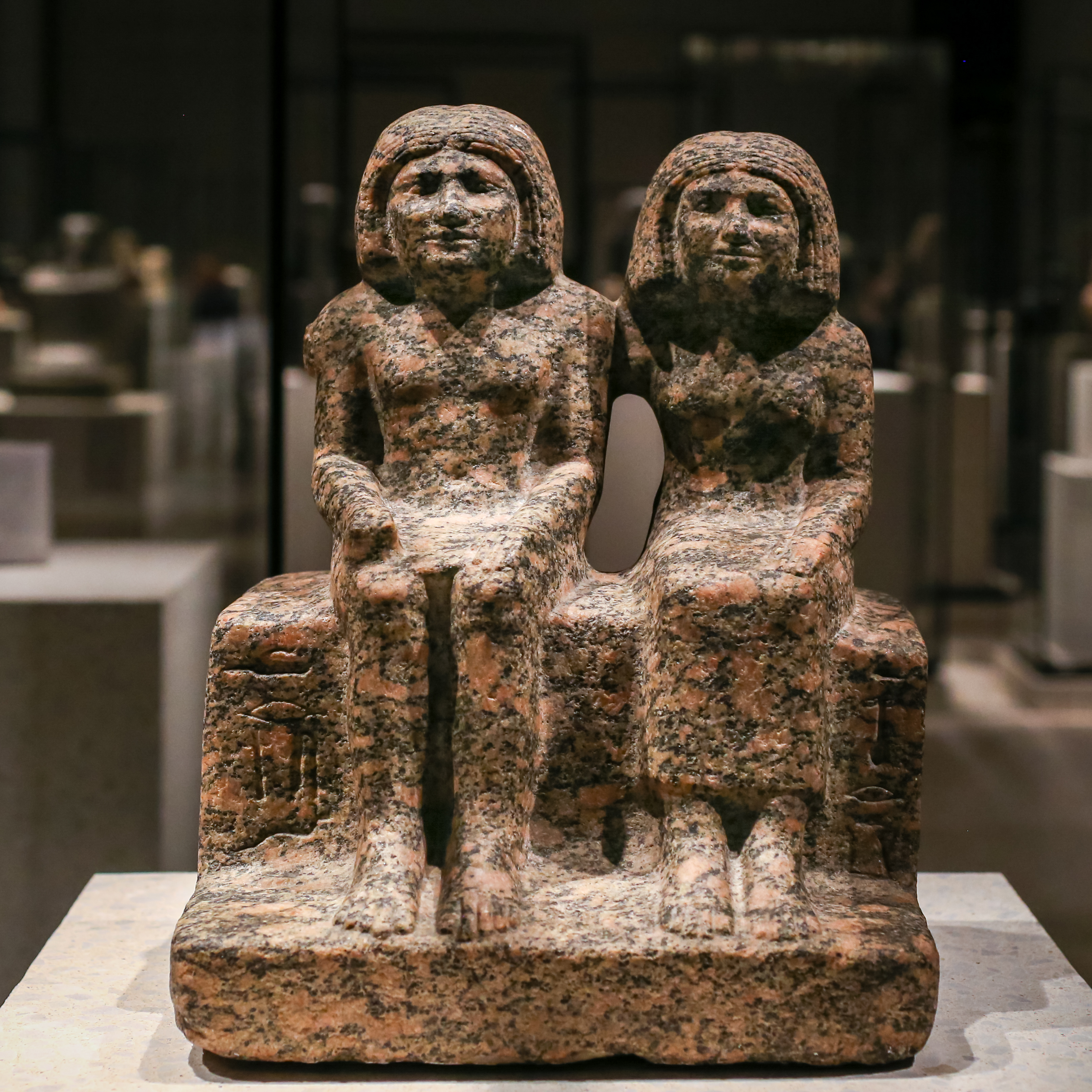
Grup așezat al lui Dersenedj și al soției sale Nofretka; circa 2400 î.Hr.; granit;  Muzeul Egiptean din Berlin

### Regatul Mijlociu (circa 2055–1650 î.Hr.)

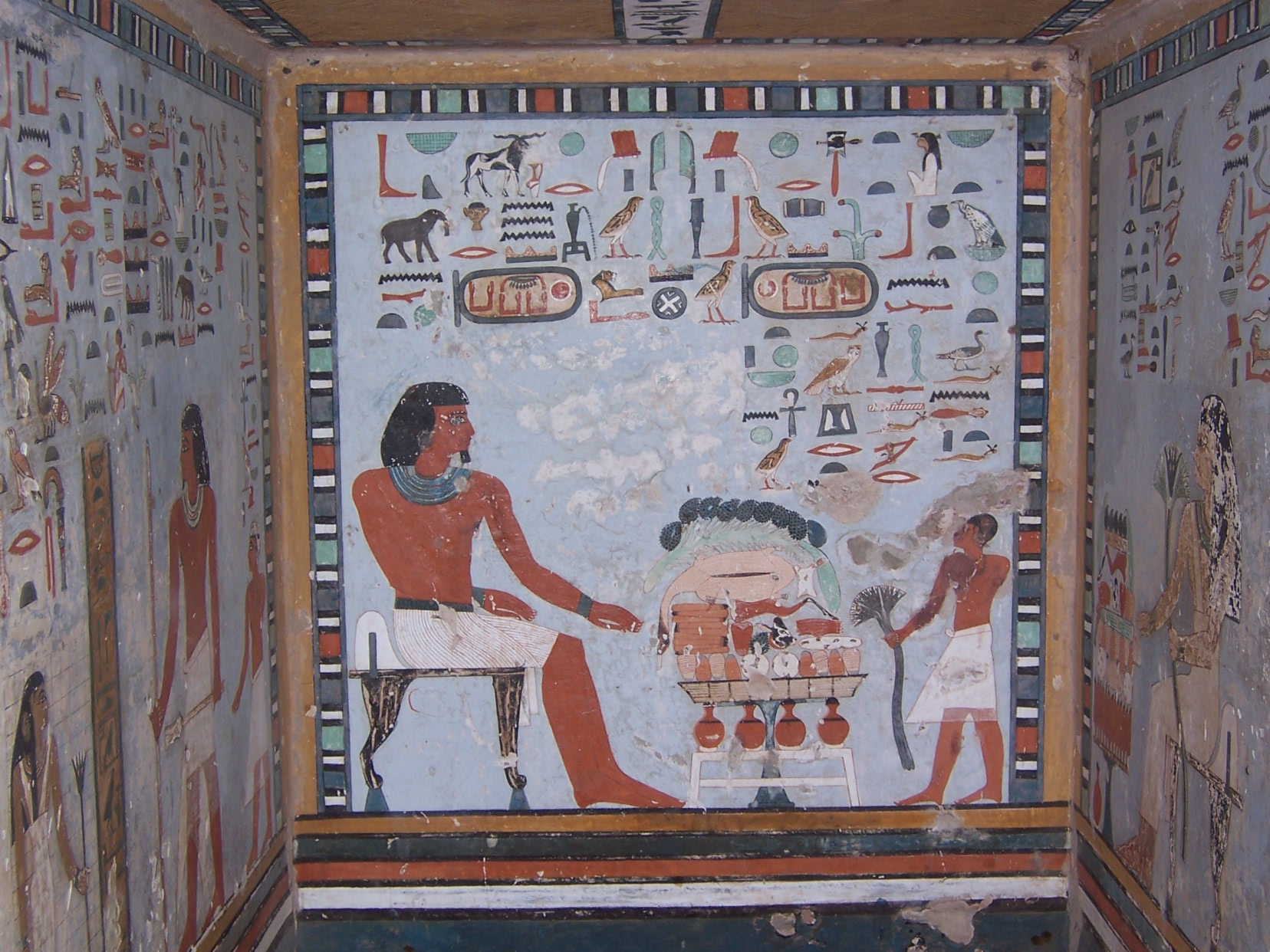
O cameră din mormântul lui Sarenput II, la Aswan (Egipt). O traducerea brută a peretelui ar fi „Fericită în slujba lui Satet, amanta Elefantinei și a lui Nekhbet, Nabure-Nakht”. Nabur-Nakht era un alt nume al lui Sarenput

Regatul Mijlociu Egiptean (cunoscut și ca „Perioada reunificării”) urmează o perioadă de diviziune politică cunoscută sub numele de Prima Perioadă Intermediară. Regatul Mijlociu a avut loc între aproximativ 2050 î.Hr. și aproximativ 1710 î.Hr., întinzându-se de la reunificarea Egiptului sub domnia lui Mentuhotep II din a XI-a dinastie până la sfârșitul celei de-a XII-a dinastii. Cea de-a XI-a dinastie a domnit de la Teba, iar a XII-a dinastie a condus de la el-Lisht. În timpul Regatului Mijlociu, Osiris a devenit cea mai importantă zeitate în religia populară. Regatul Mijlociu a fost urmat de cea de-a doua Perioadă Intermediară a Egiptului, o altă perioadă de divizare care a implicat invazii străine ale Egiptului de către hicsoșii din Asia de Vest.
După reunificarea Egiptului în Regatul Mijlociu, regii din dinastiile a XI-a și a XII-a au reușit să-și întoarcă atenția asupra artei. În a XI-a dinastie, regii și-au făcut monumentele realizate într-un stil influențat de modelele din a V-a și din primele șase dinastii. Schimbările astea aveau un scop ideologic, regii din a XI-a dinastie instituind un stat centralizat și revenind la idealurile politice ale Vechiului Regat. La începutul celei de-a XII-ea dinastii, arta avea o uniformitate de stil datorită influenței atelierelor regale. În momentul ăsta, calitatea operelor de artă pentru membrii de elită ai societății a atins un punct înalt care nu a fost niciodată depășit, deși a fost egalată de alte perioade. Prosperitatea Egiptului la sfârșitul celui de-a XII-a dinastii s-a reflectat în calitatea materialelor folosite la monumentele regale și la cele private, iar reprezentările artistice ieșind în evidență prin splendoare și somptuozitate. În domeniul sculpturii, arta statuară a Regatului de Mijloc manifestă o oarecare tendință către realism. Apar două școli care se influențează reciproc și, în cele din urmă, se reunesc. Prima conferă personajelor o expresie binevoitoare și blândă, integrând tradiția Regatului Vechi, adăugându-i însă câteva elemente de decadență. A doua, al cărui centru de creație se află la sud, reprezintă o noua artă, al cărui realism este în mod deliberat dur și brutal, preamărind virtuțile bărbătești războinice.

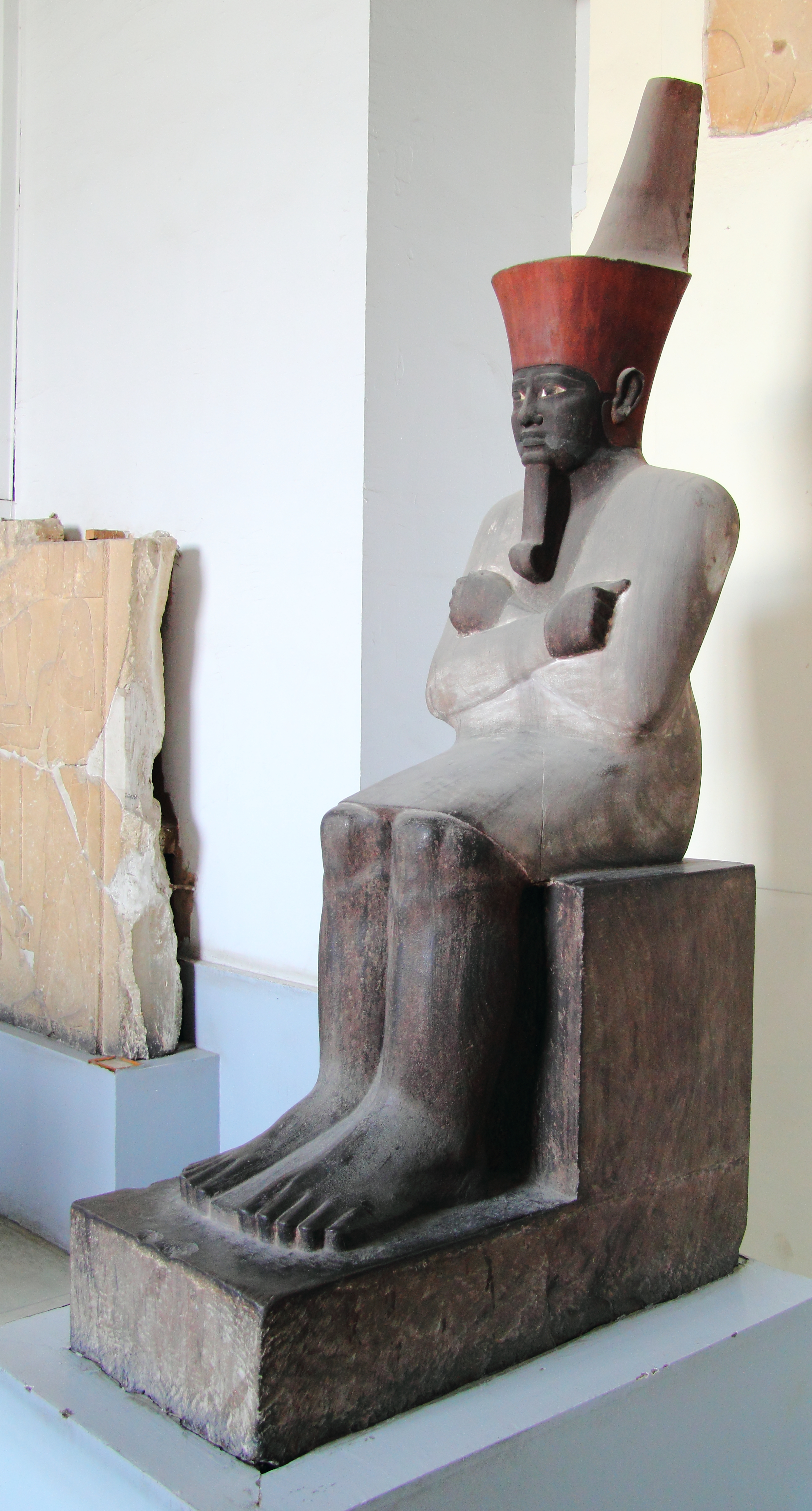
Statuie a lui Mentuhotep al II-lea (primul faraon al Regatului Mijlociu), într-o versiune asemănătoare cu Osiris; 2061–2010 î.Hr.; gresie pictată; 138 × 47 cm; din mormântul regelui Mentuhotep al II-lea[11]; Muzeul Egiptean (Cairo)
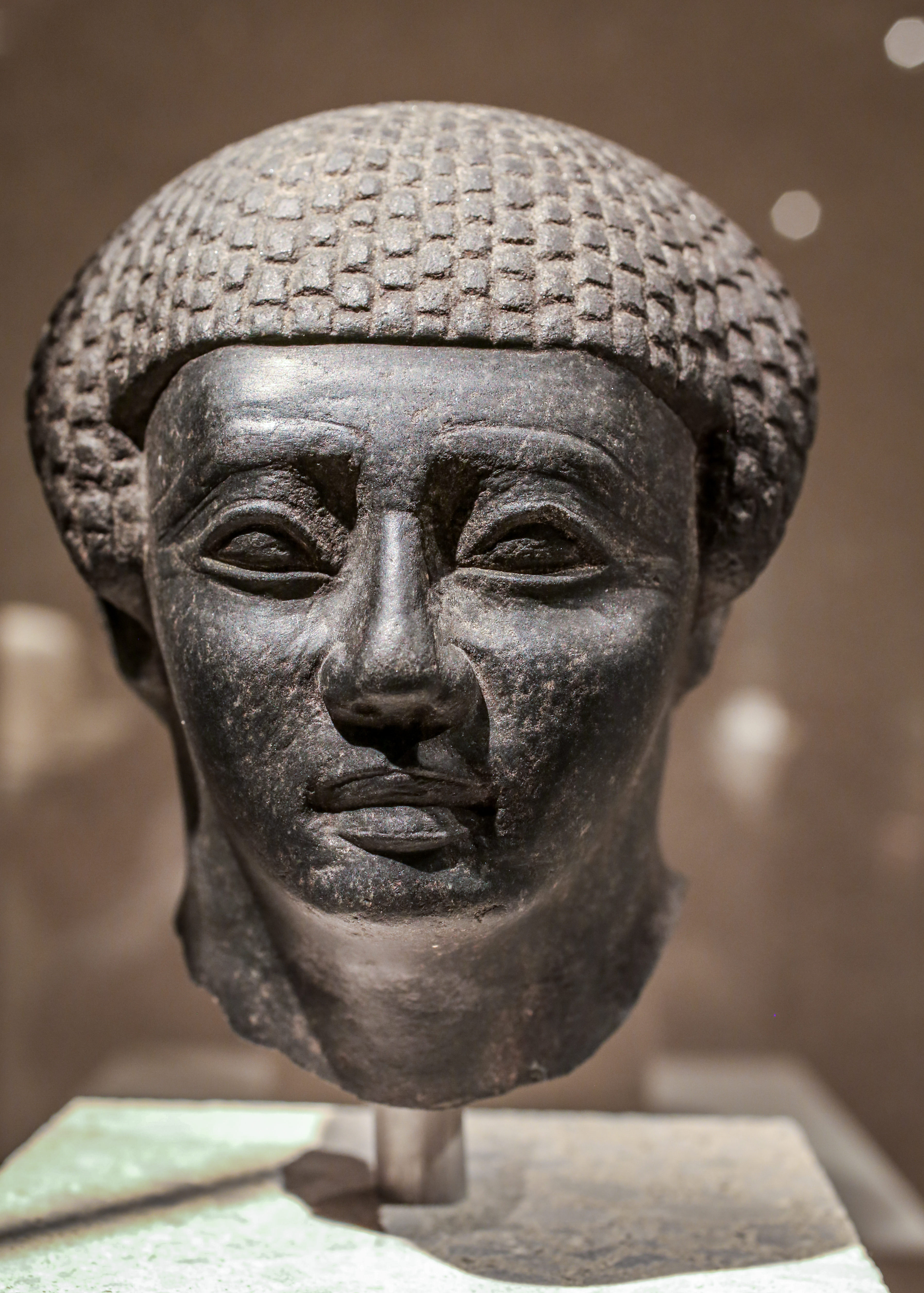
Capul unui egiptean din Teba; circa 2000 î.Hr.; granit; Muzeul Egiptean din Berlin (Germania)
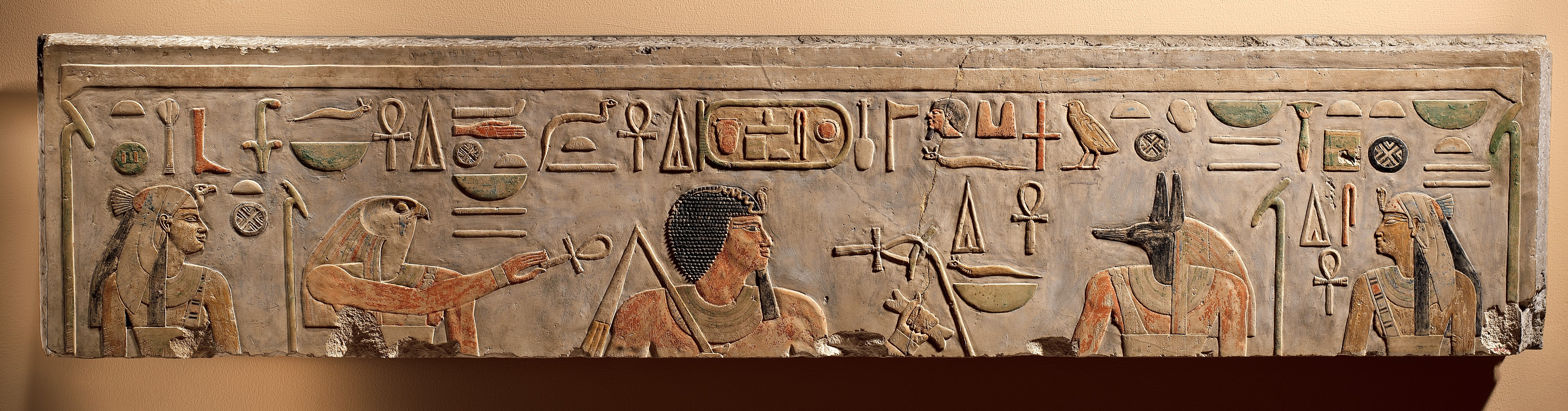
Buiandrug în care apare Amenemhat I alături de zei; 1981–1952 î.Hr.; calcar pictat: 36,8 × 172 cm; Muzeul Metropolitan de Artă (New York City)
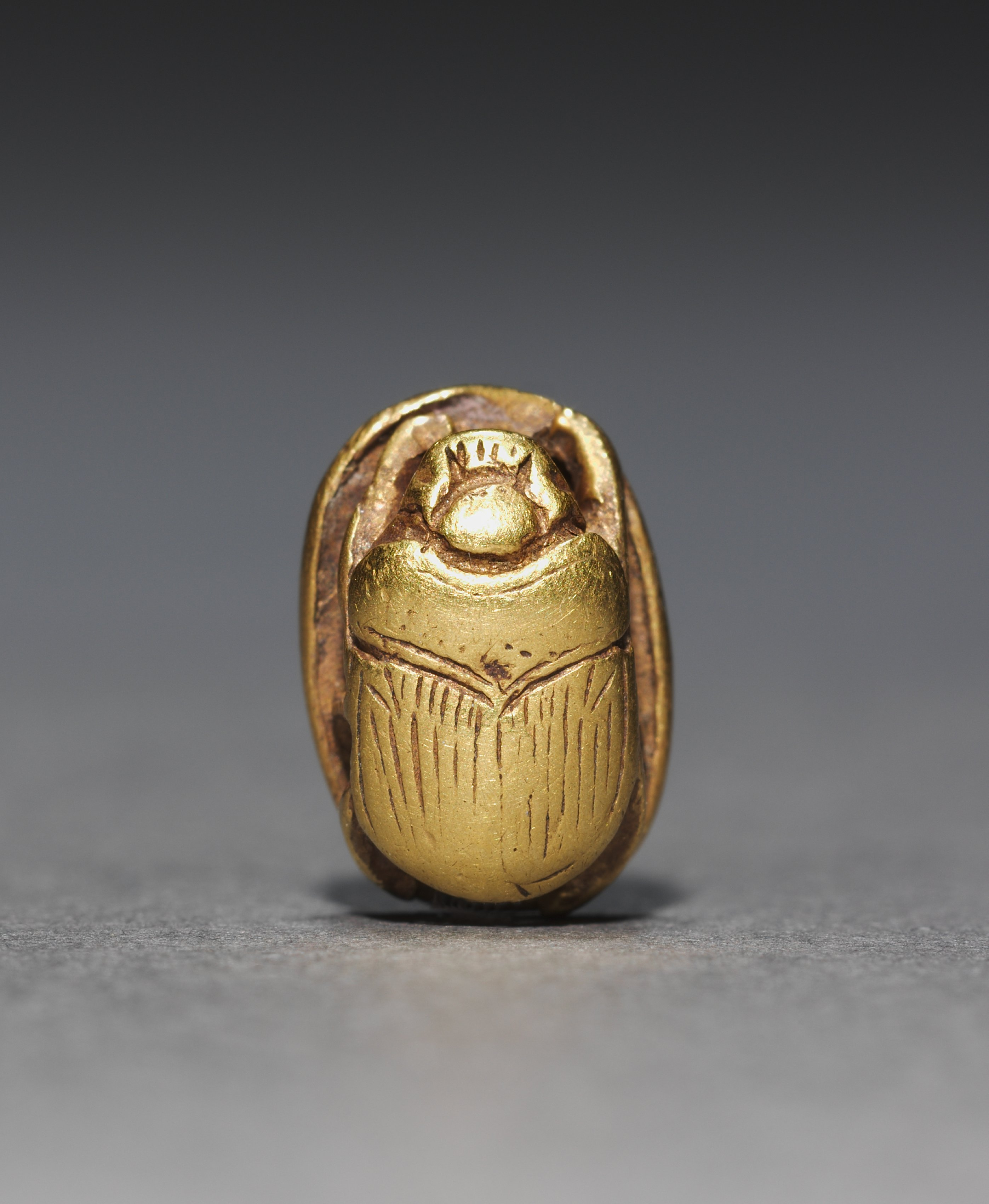
Scarabeu; circa 1980 î.Hr.; aur; 1,1 cm; Muzeul de Artă din Cleveland (Cleveland, Ohio, SUA)
Sarcofag al lui Senbi; 1918–1859 î.Hr.; lemn de cedar pictat și cu gesso; 70 x 55 cm; Muzeul de Artă din Cleveland
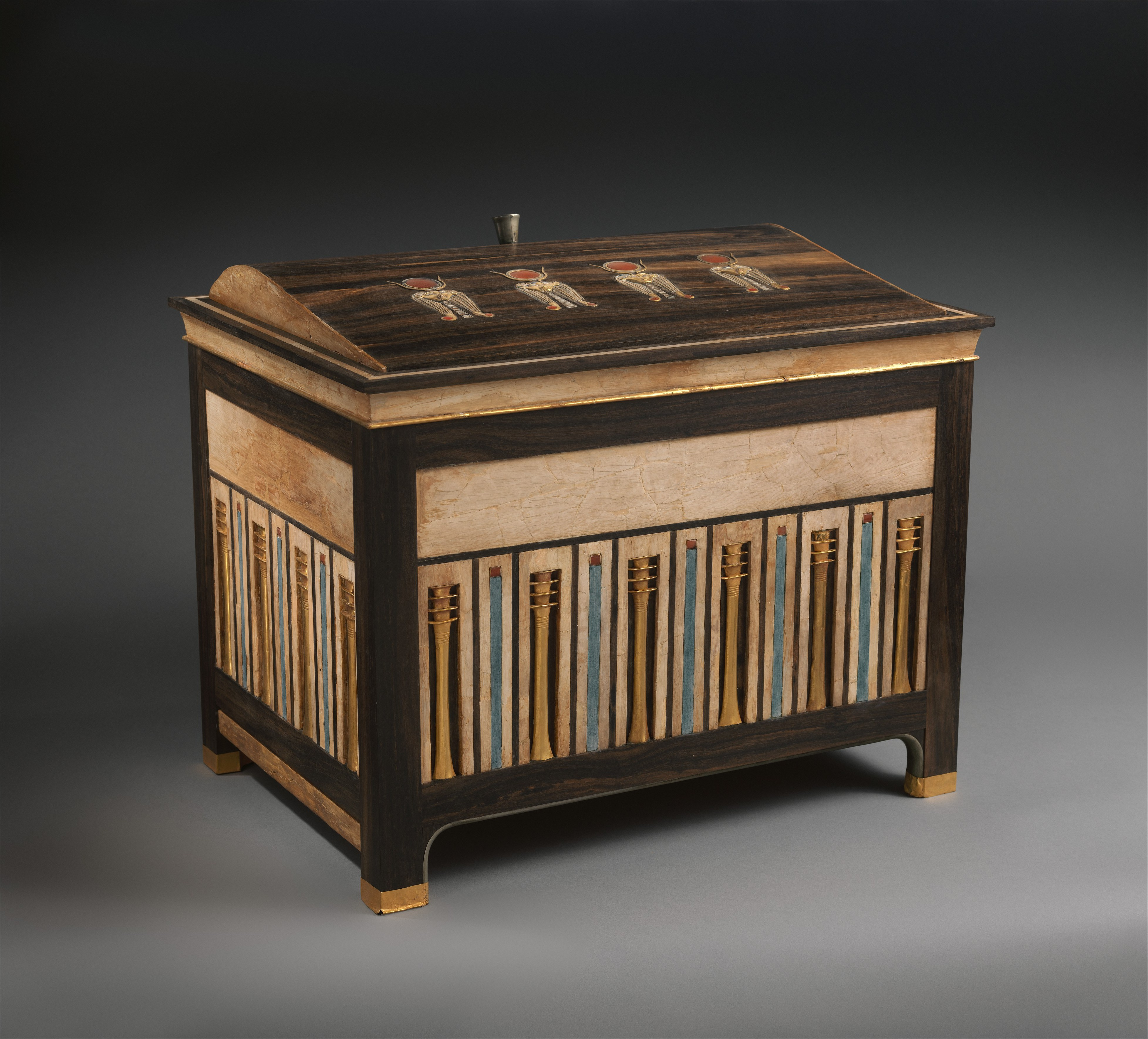
Cufăr pentru bijuterii al lui Sithathoryunet; 1887–1813 î.Hr.; abanos, fildeș, aur, carneol, faianță albastră și argint; înălțime: 36,7 cm; Muzeul Metropolitan de Artă
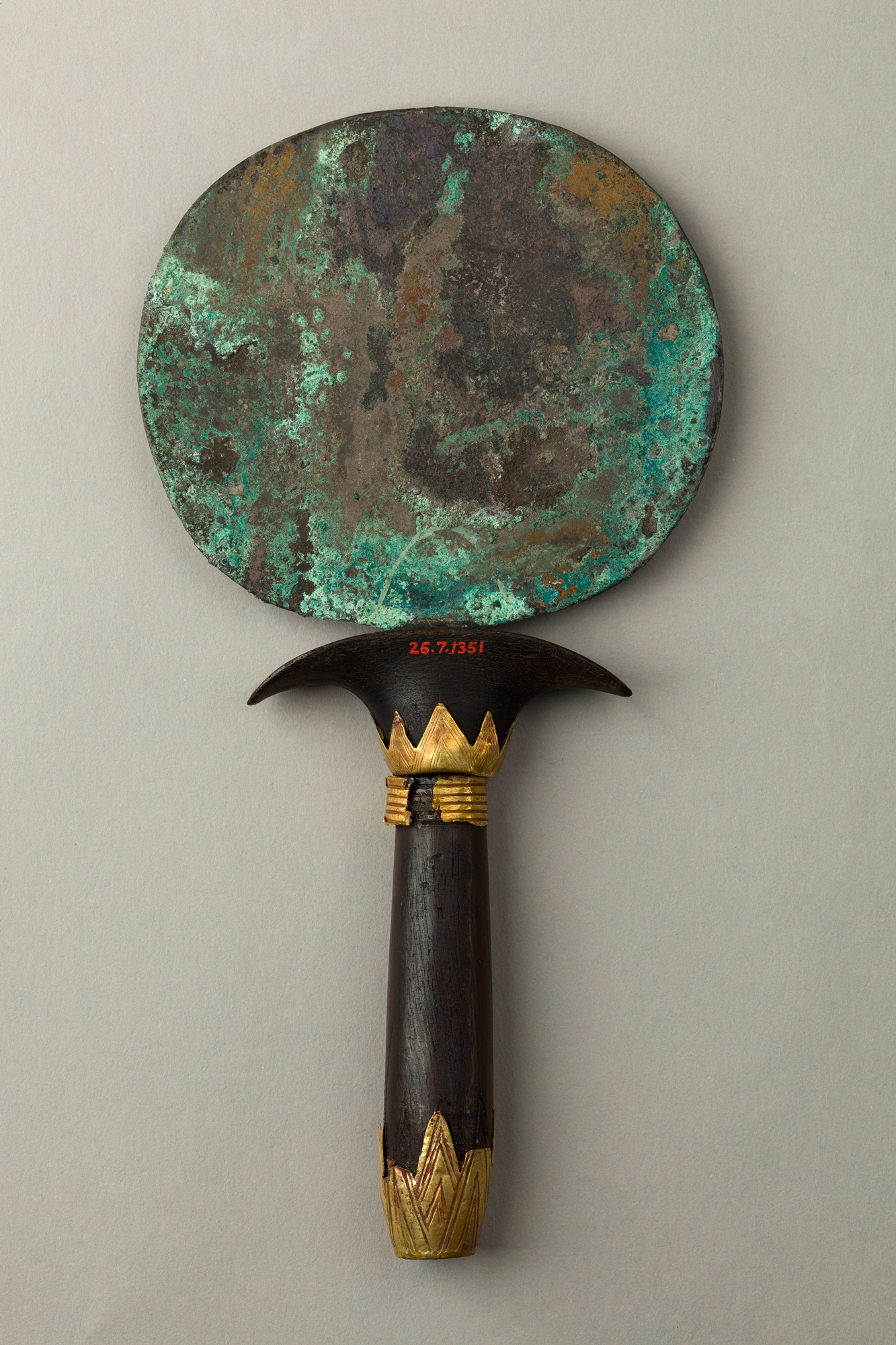
Oglindă cu mânerul în formă de floare de papirus; 1810–1700 î.Hr.; cupru, aur și abanos; 22,3 × 11,3 × 2,5 cm; Muzeul Metropolitan de Artă
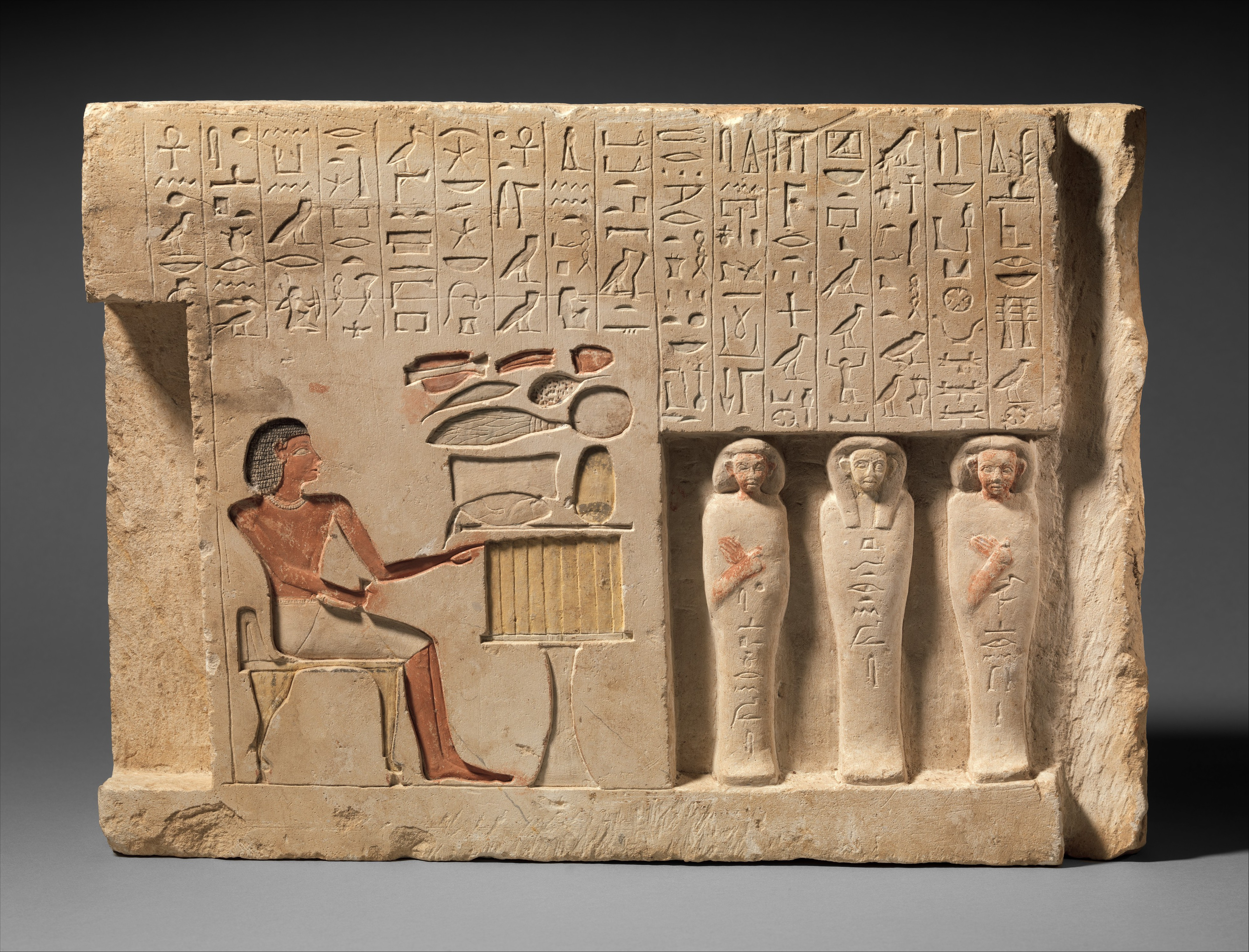
Relief; 1802–1640 î.Hr.; calcar pictat; 30,5 × 42,5 cm; Muzeul Metropolitan de Artă

### Noul Regat (circa 1550–1069 î.Hr.)
Noul Regat, denumit și „Imperiul Egiptean”, este perioada cuprinsă între secolele al XVI-lea și al XI-lea î.Hr., cuprinzând dinastiile a XVIII-a, a XIX-a și a XX-a. Noul Regat a urmat A doua Perioadă Intermediară și a precedat A treia Perioadă Intermediară. A fost cea mai prosperă perioada a Egiptului și a marcat apogeul puterii sale.
Se înregistrează al treilea și ultimul apogeu al civilizației egiptene antice, după care urmează declinul.
În artă pătrund influențele asiatice, caracterizate prin moliciune și suplețe, înlăturând rigiditatea severă.
Frumusețea înlocuiește adevărul, vigoarea și forța cedează locul farmecului și seducției plastice.

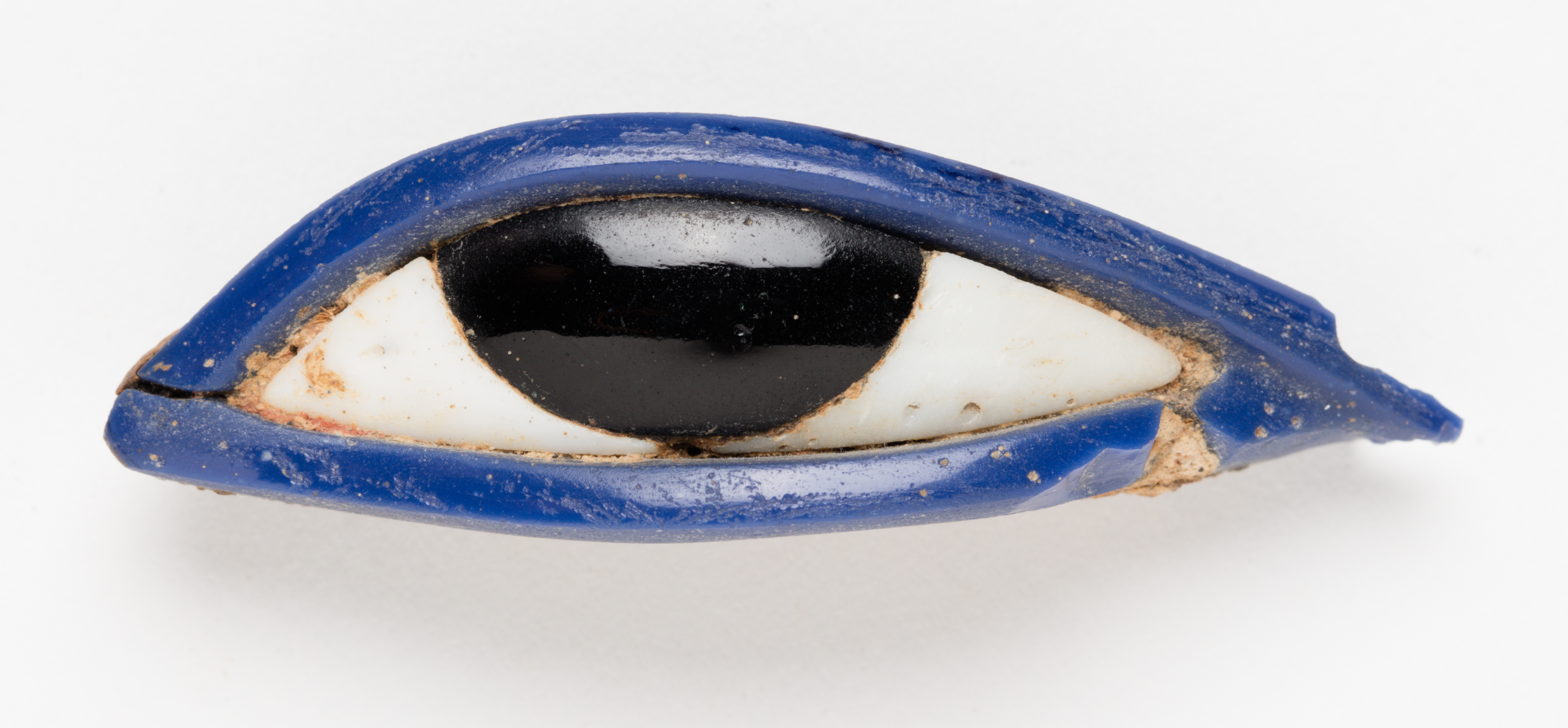
Ochi; 1550–1069 î.Hr.; ochi de alabastru de la un sicriu; lungime: 50,8 mm; Muzeul Memorial de Război din Auckland (Auckland, Noua Zeelandă)
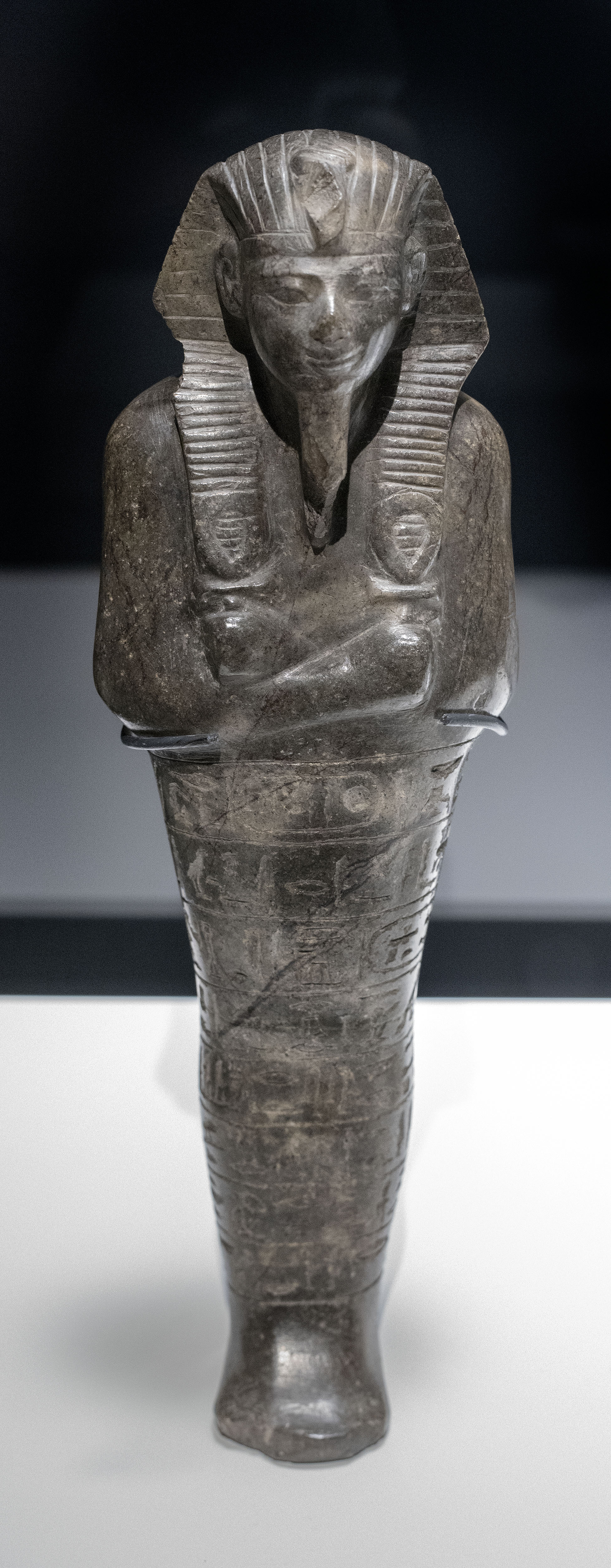
Ușabti al lui Amenhotep III; 1427–1400 î.Hr.; serpentin; 29 × 9 × 0,65 cm, greutate: 1,4 kg; British Museum (Londra)
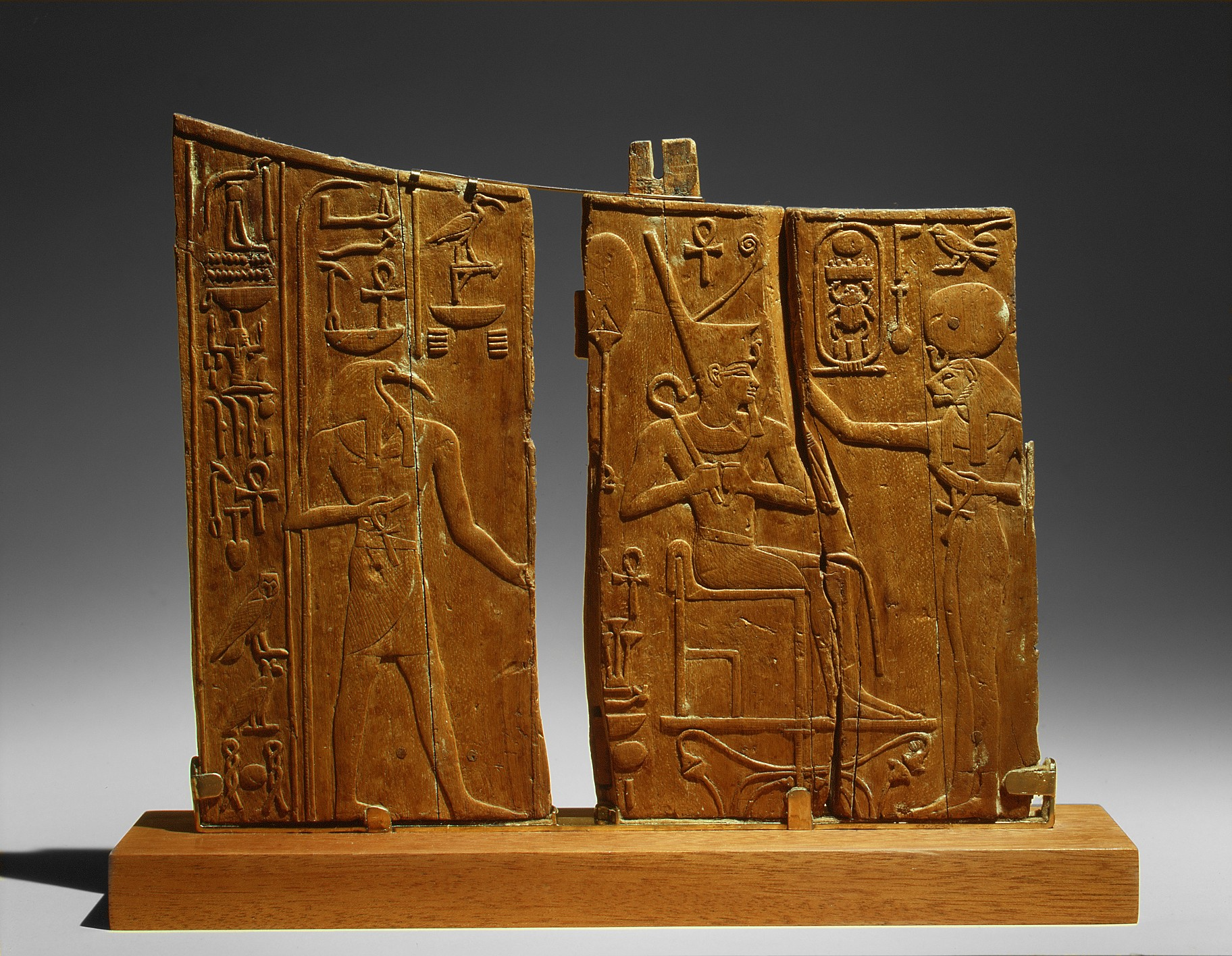
Bucăți dintr-un scaun ceremonial al lui Thutmose al IV-lea; 1400–1390 î.Hr.; lemn (posibil ficus sycomorus); înălțime: 25.1 cm; Muzeul Metropolitan de Artă (New York City)
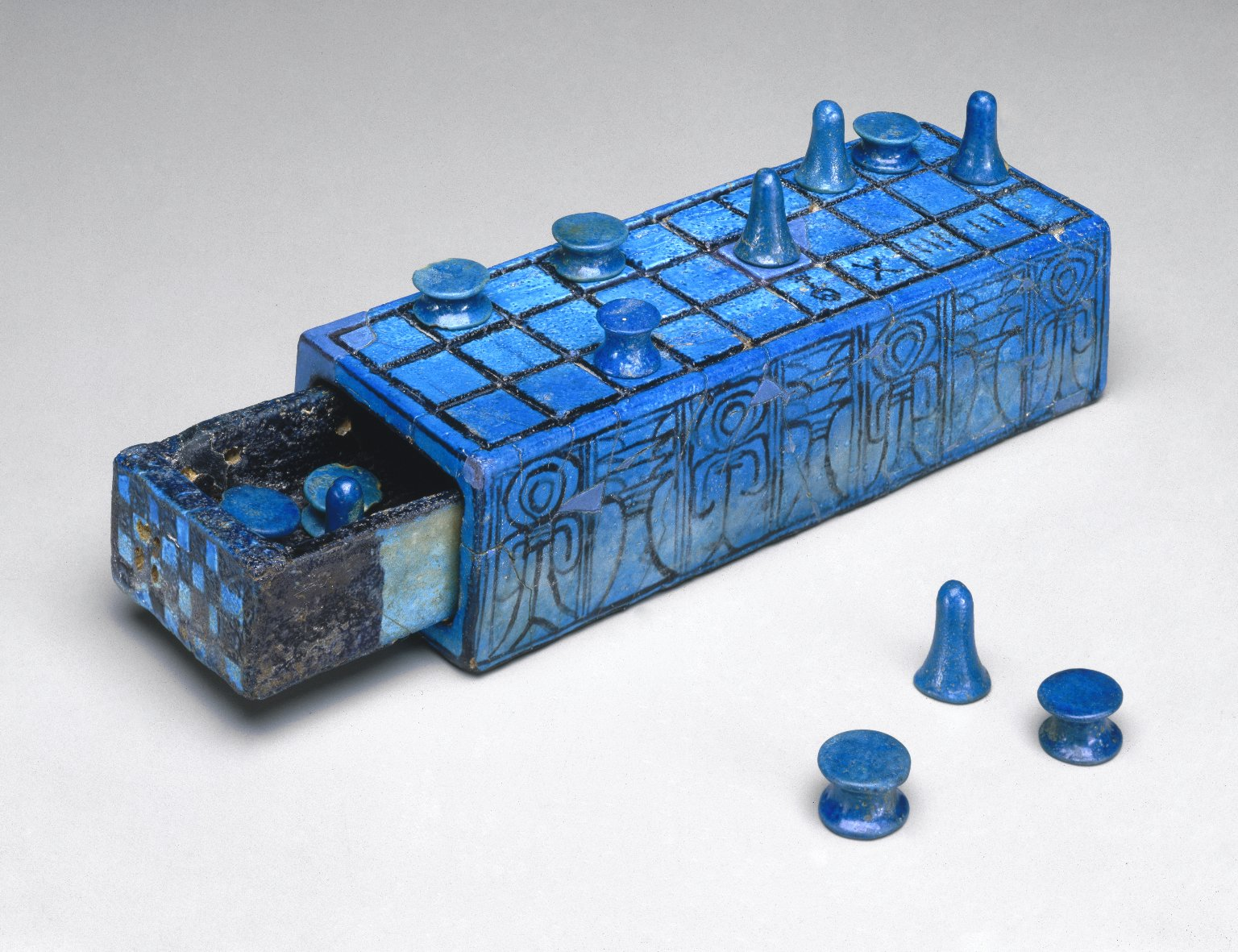
Tablă de joc cu piese și sertar, a lui Amenhotep al III-lea; 1390–1353 î.Hr.; faianță glazurată; 5,5 × 7,7 × 21 cm; Muzeul Brooklyn (New York City)
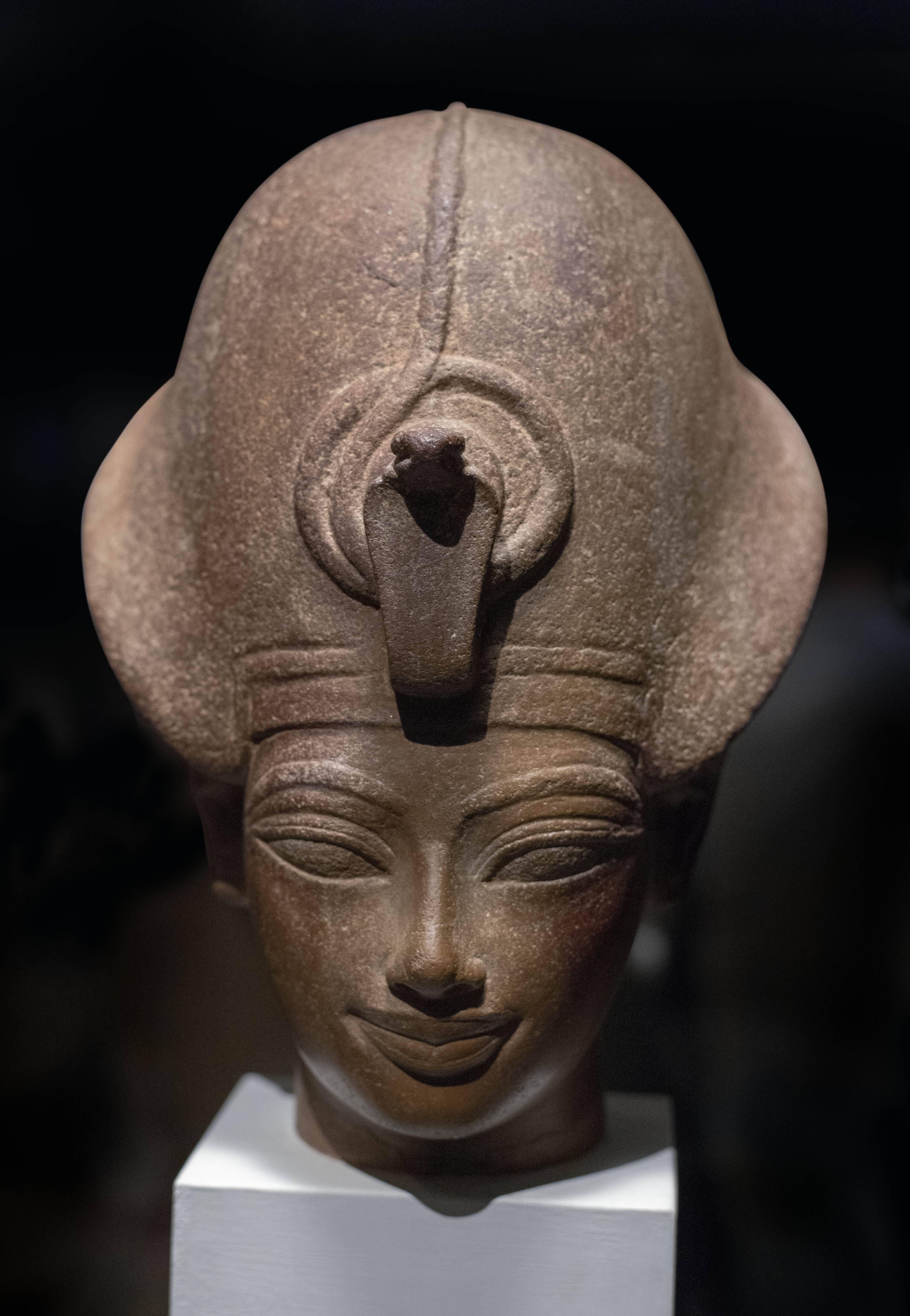
Cap al lui Amenhotep al III-lea; 1390–1352 î.Hr.; cuarțit; 24 × 20 cm, greutate: 9,8 kg; British Museum
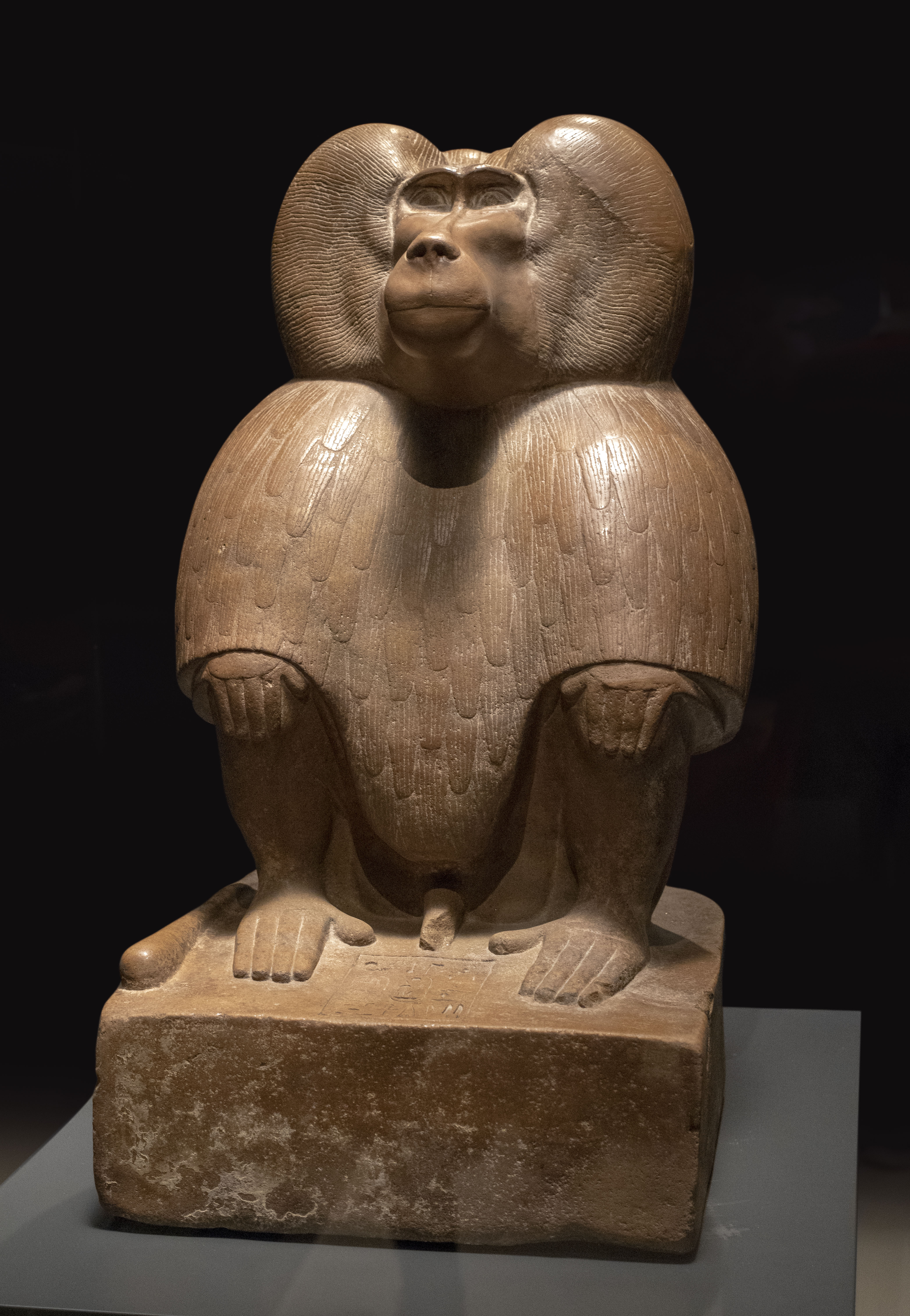
Figurina unui babuin; 1390–1352 î.Hr.; cuarțit; 68,5 × 38,5 × 45 cm, 180 kg (estimativ); British Museum
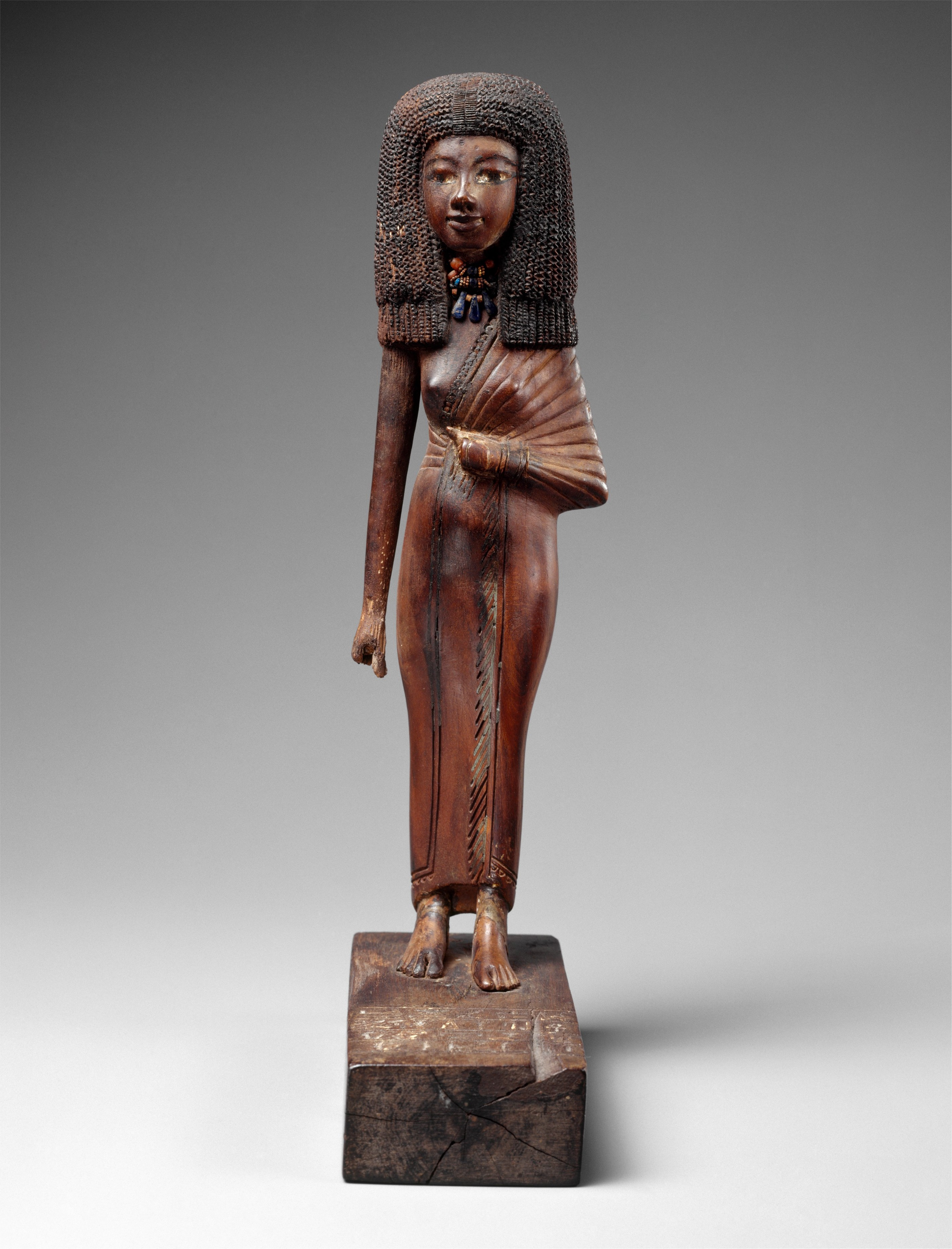
Statuetă a reginei Tiy; 1390–1349; lemn, carneol, aur, sticlă, albastru egiptean și vopsea; înălțime: 24 cm; Muzeul Metropolitan de Artă (New York City)
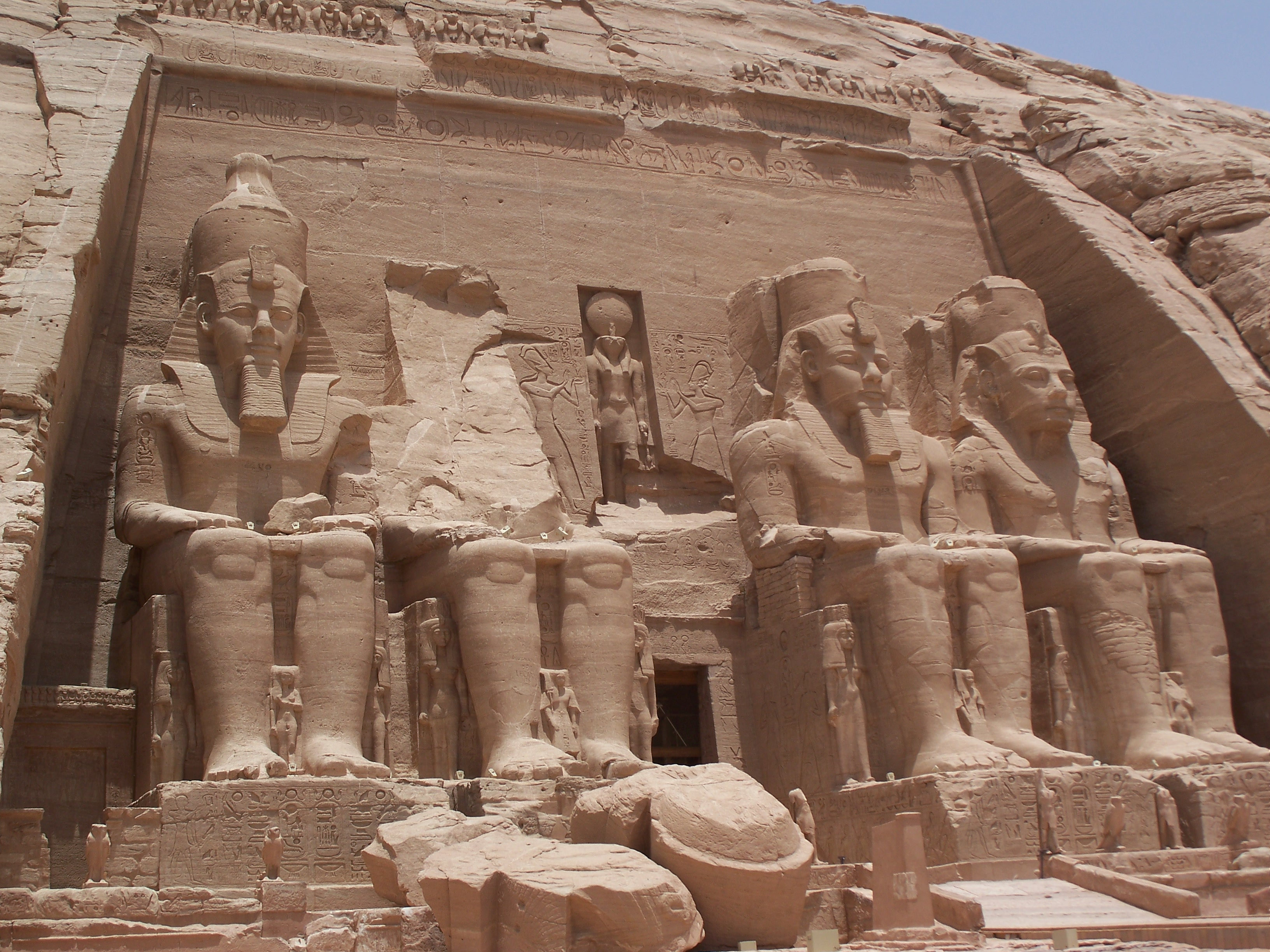
Templul lui Ramses al II-lea, de la Abu Simbel (Egipt)

#### Arta amarna (circa 1350 î.Hr.)

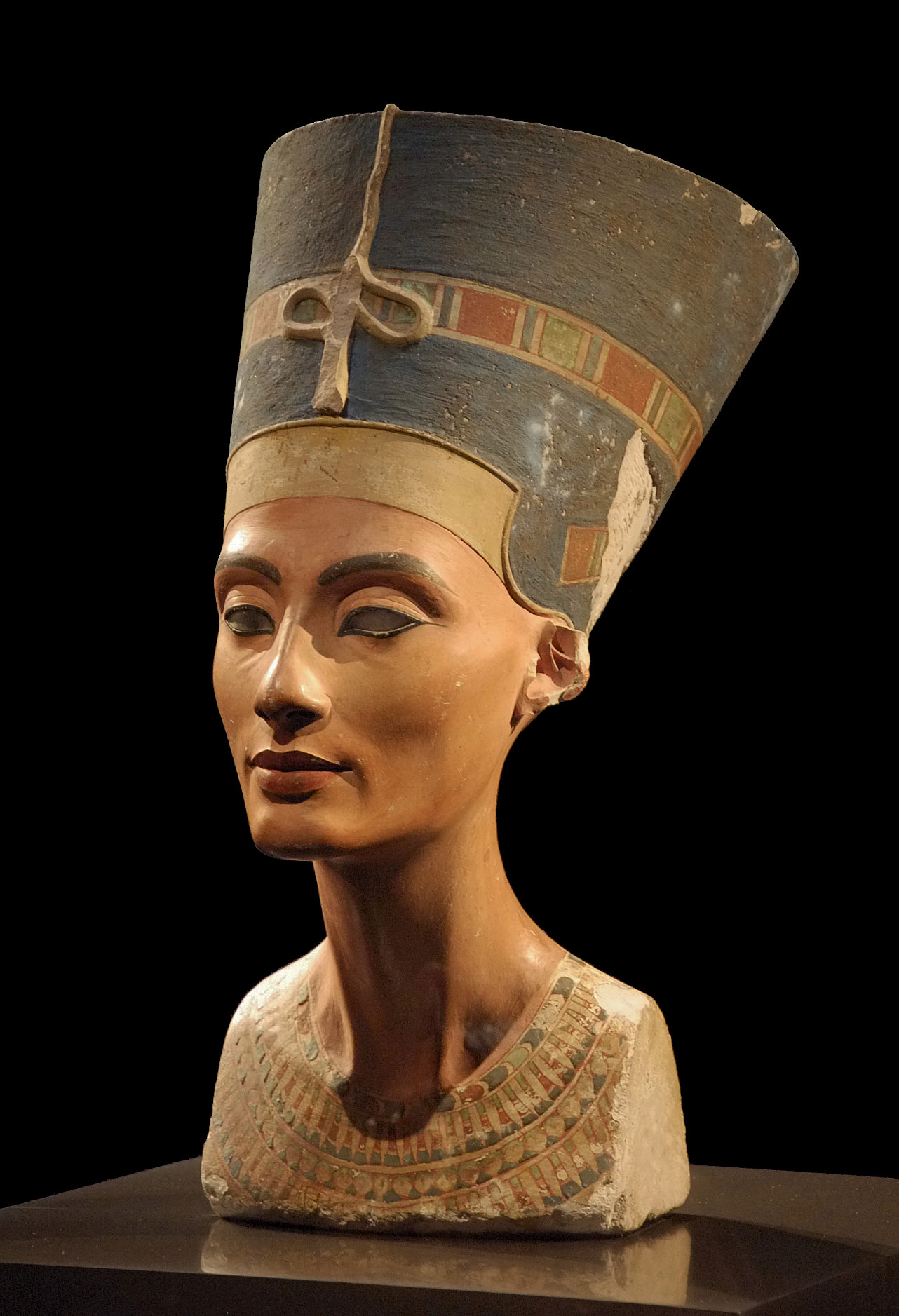
Bustul lui Nefertiti; 1352–1336 î.Hr.; calcar, ipsos și vopsea; înălțime: 48 cm; de la Amarna (Egipt); Neues Museum (Germania)

Perioada Amarna este numită după amplul sit arheologic de la Amarna, unde faraonul Akhenaton a mutat capitala la sfârșitul dinastiei a XVIII-a. Perioada asta și anii care au dus la ea formează cea mai drastică întrerupere a continuității stilului în Vechiul și Noul Regat. Arta Amarna se caracterizează printr-un sentiment de mișcare și activitate în imagini, cu figuri având capete alungite, și multe scene pline și aglomerate. Având în vedere că noua religie era o venerare monoteistă a soarelui, se pare că sacrificiile și închinarea aveau loc în curți deschise.
Corpul uman este înfățișat diferit în arta amarna de cum era în arta egipteană obișnuită. De exemplu, multe reprezentări ale corpului lui Akhenaton îi conferă calități deosebit de feminine, ca șoldurile mari, sânii proeminenți, iar stomacul și coapsele mai mari. Aceasta este o divergență față de arta egipteană anterioară, care îi reprezenta pe bărbați ca având corpuri perfect cizelate. Fețele sunt reprezentate încă exclusiv în profil.
Nu multe clădiri din această perioadă au supraviețuit, parțial deoarece au fost construite cu blocuri de dimensiuni standard, cunoscute sub numele de talatat-uri, care au fost foarte ușor de îndepărtat și refolosit. Templele din Amarna, urmând tendința, nu urmau obiceiurile tradiționale egiptene și erau deschise, nevând tavane sau uși. În generația de după moartea lui Akhenaten, artiștii au revenit la vechiul lor stil. Existau încă urme ale stilului acestei perioade în arta ulterioară, dar, din cele mai multe puncte de vedere, arta egipteană, la fel ca religia egipteană, și-a reluat caracteristicile obișnuite ca și cum perioada nu s-ar fi întâmplat niciodată. Amarna însăși a fost abandonată și s-au depus eforturi considerabile pentru a elimina monumentele din timpul domniei, inclusiv demontarea clădirilor și refolosirea blocurilor cu decorarea lor orientată spre interior, așa cum s-a descoperit recent într-o clădire ulterioară.

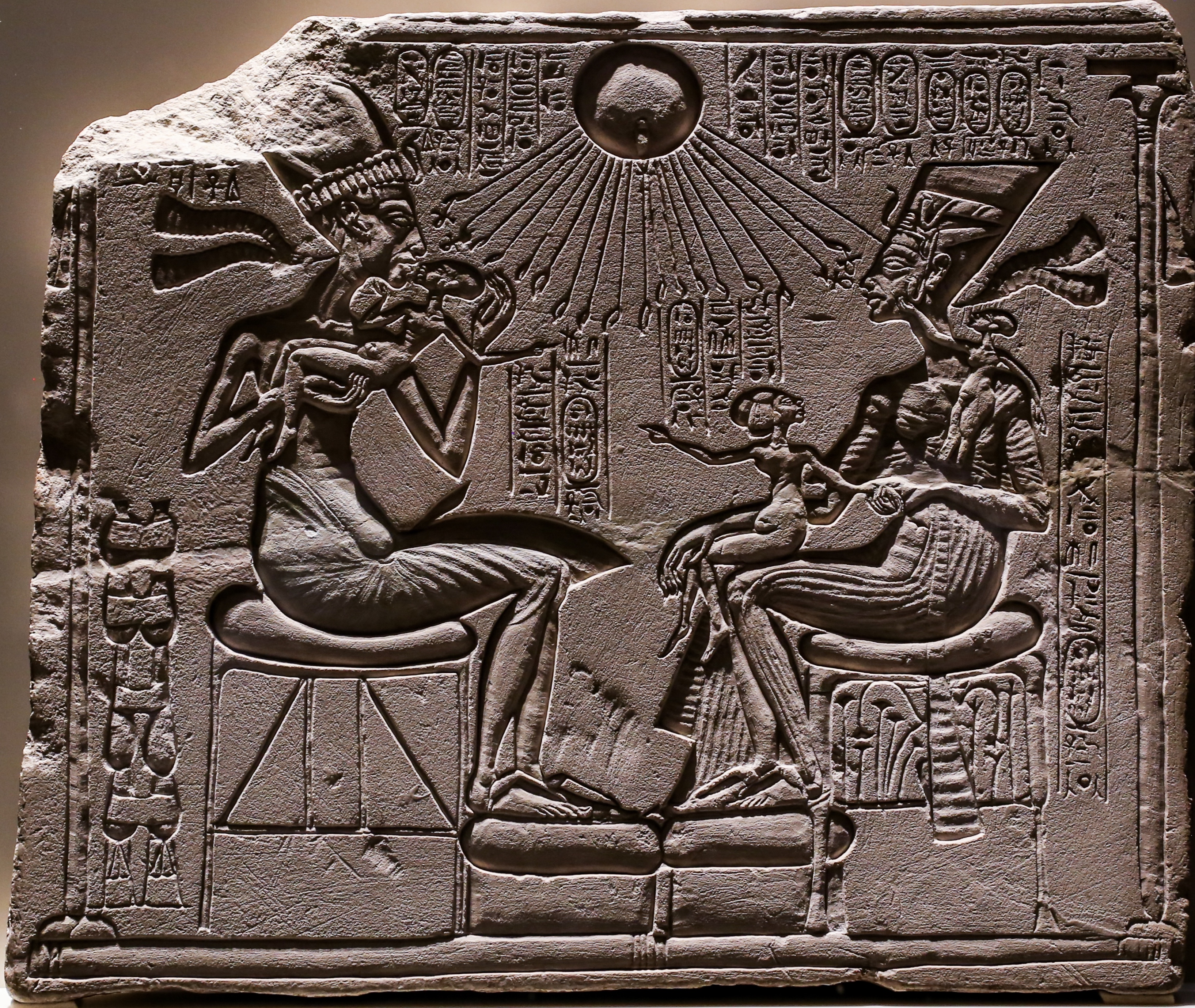
Relief al familiei regale: Akhenaton, Nefertiti și cele trei fiice; 1352–1336 î.Hr.; calcar pictat; 25 × 20 cm; Muzeul Egiptean din Berlin (Germania)
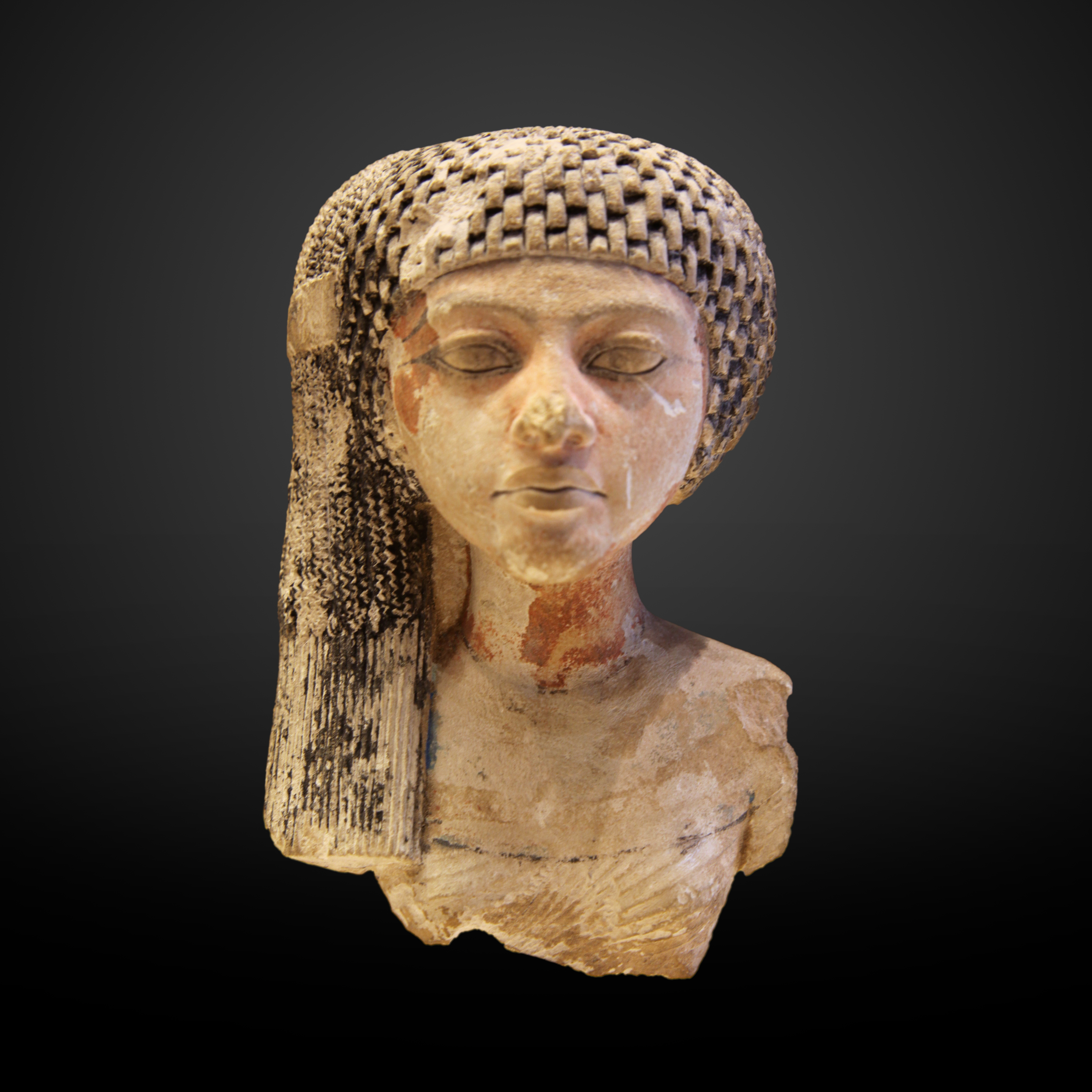
Portret al lui Meritaten; 1351–1332 î.Hr.; calcar pictat; înălțime: 15,4 cm; Luvru
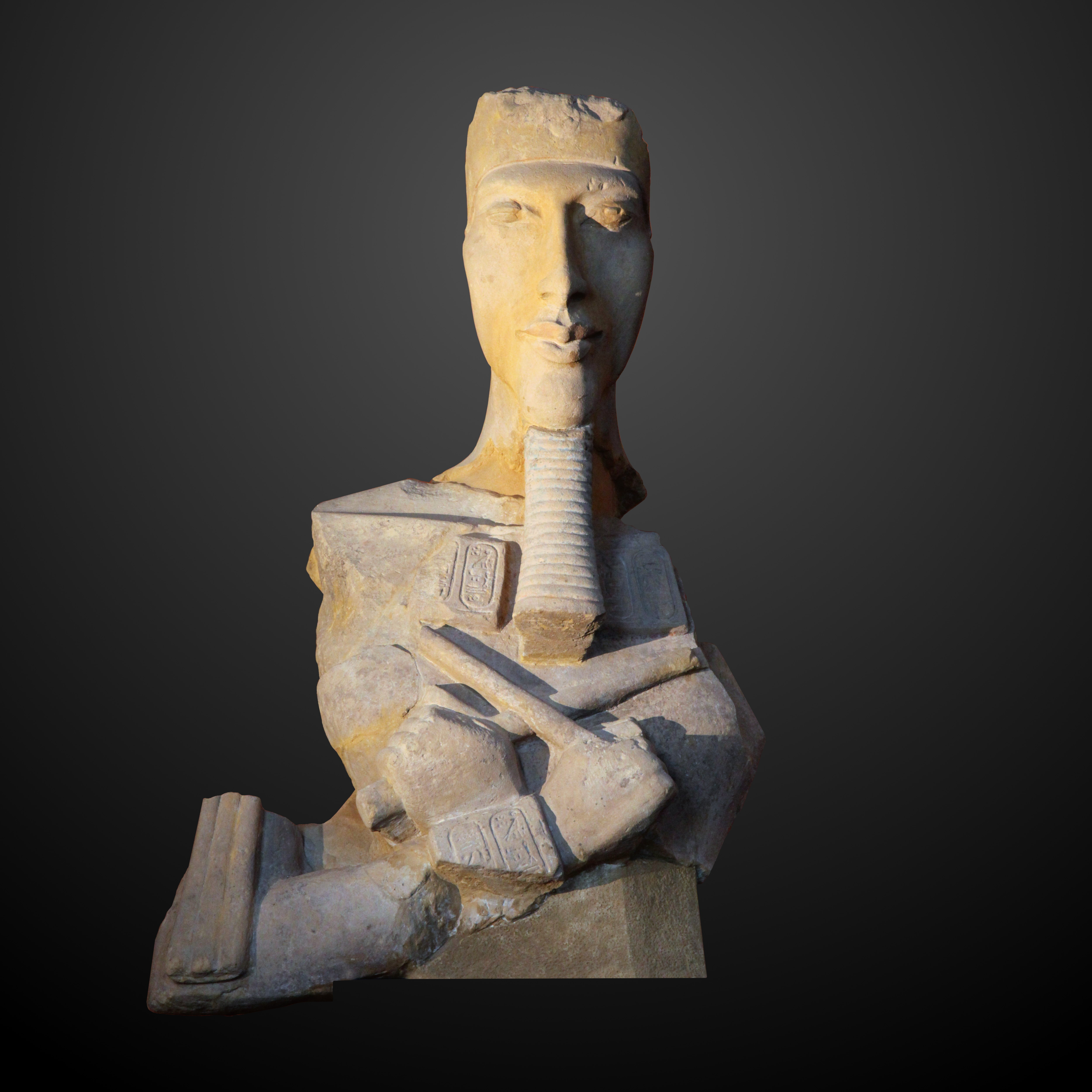
Statuie a lui Akhenaton; circa 1350 î.Hr.; gresie pictată; 1,3 × 0,8 × 0,6 m; Luvru
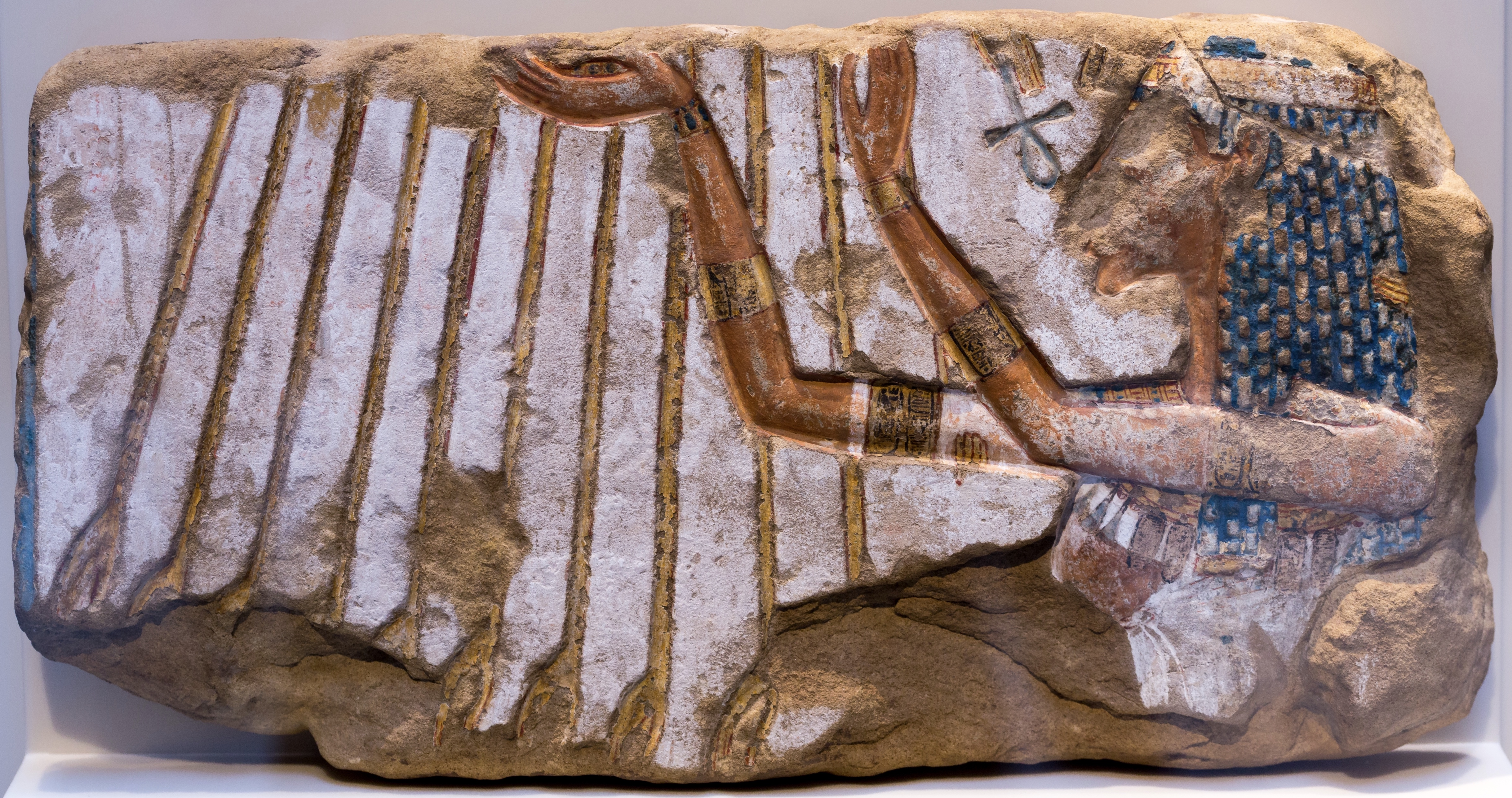
Bloc de talatat cu un relief în care apare Nefertiti la rugăciune; circa 1350 î.Hr.; gresie pictată; înălțime: 23.4 cm; de la Karnak; Muzeul Egiptean din Berlin
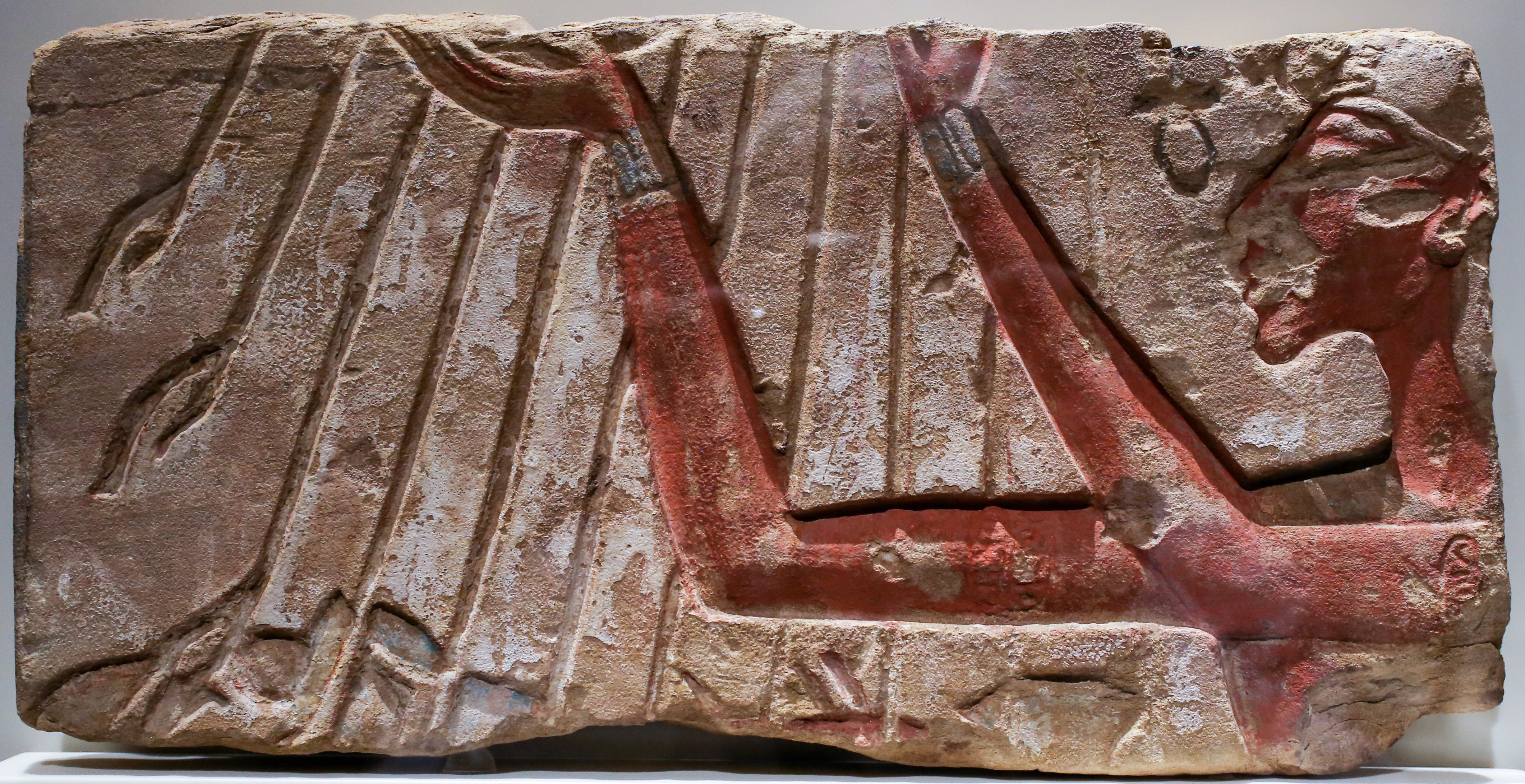
Bloc de talatat cu un relief în care apare Akhenaton la rugăciune; circa 1350 î.Hr.; gresie pictată; de la Karnak; Muzeul Egiptean din Berlin
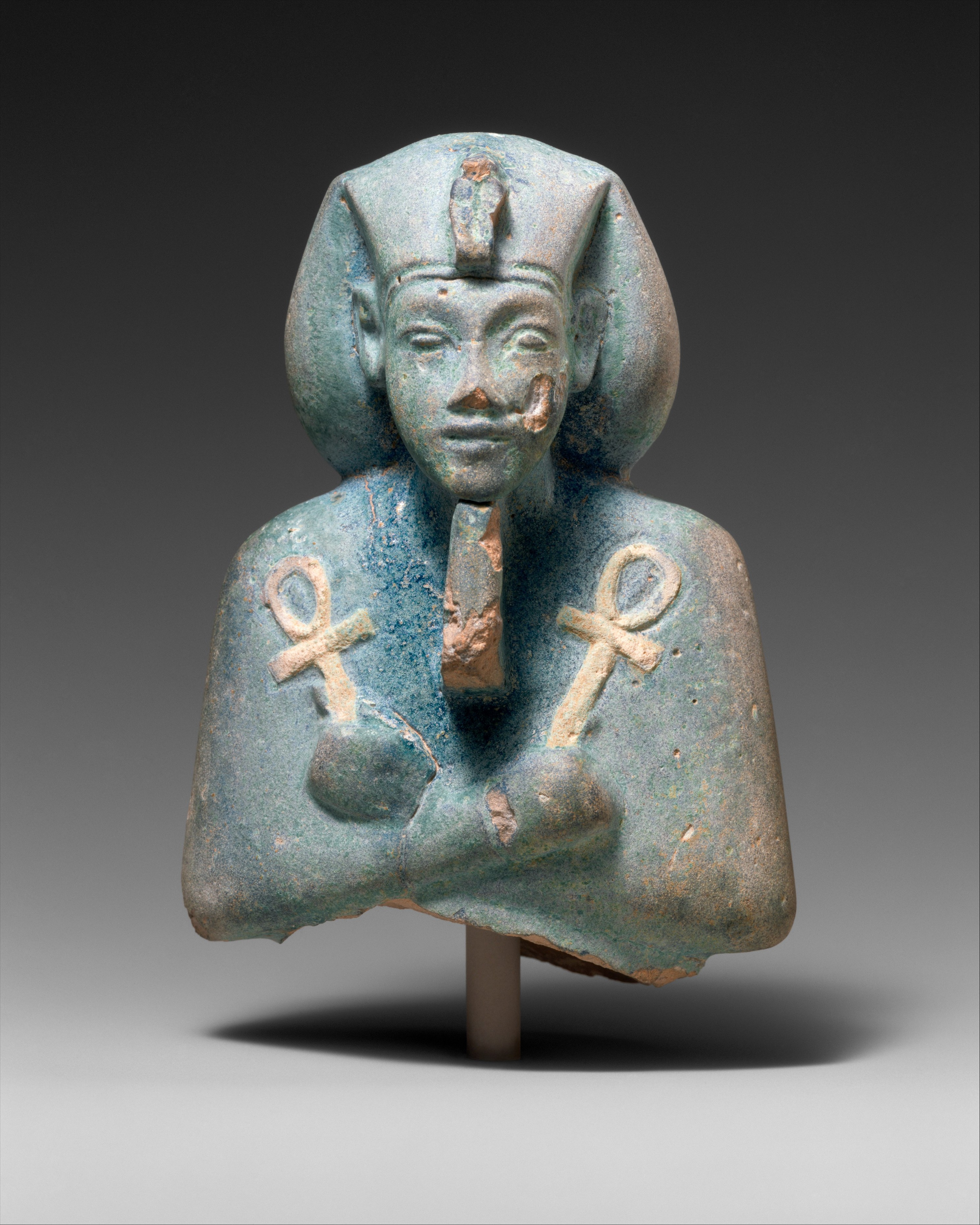
Ușabti al lui Akhenaton; 1353–1336 î.Hr.; faianță; înălțime: 11 cm, lățime: 7,6 cm, adâncime: 5,2 cm; Muzeul Metropolitan de Artă (New York City)
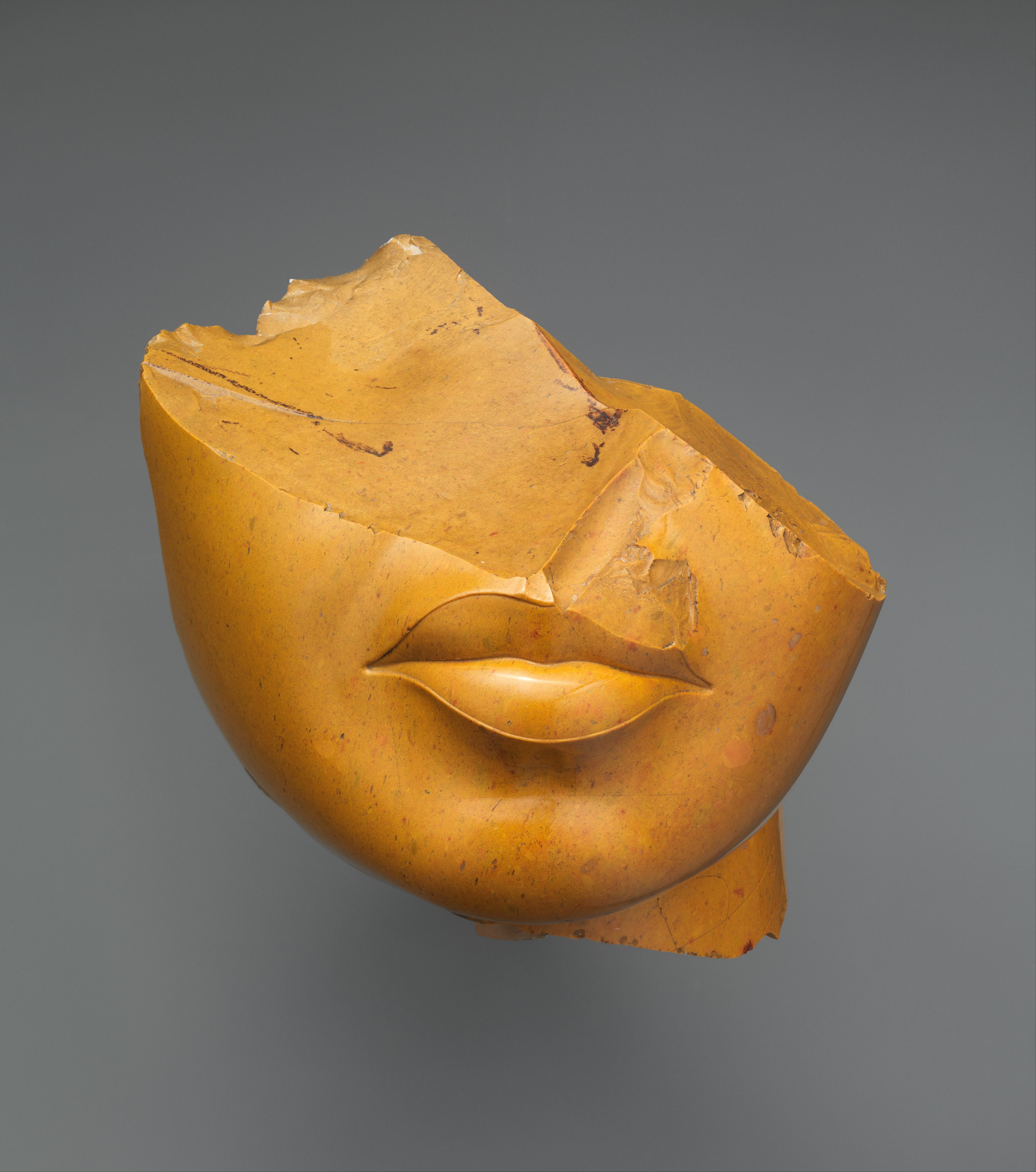
Fragment din fața unei regine; 1353–1336 î.Hr.; jasp galben; înălțime: 13 cm, lățime: 12,5 cm, adâncime: 12,5 cm; Muzeul Metropolitan de Artă
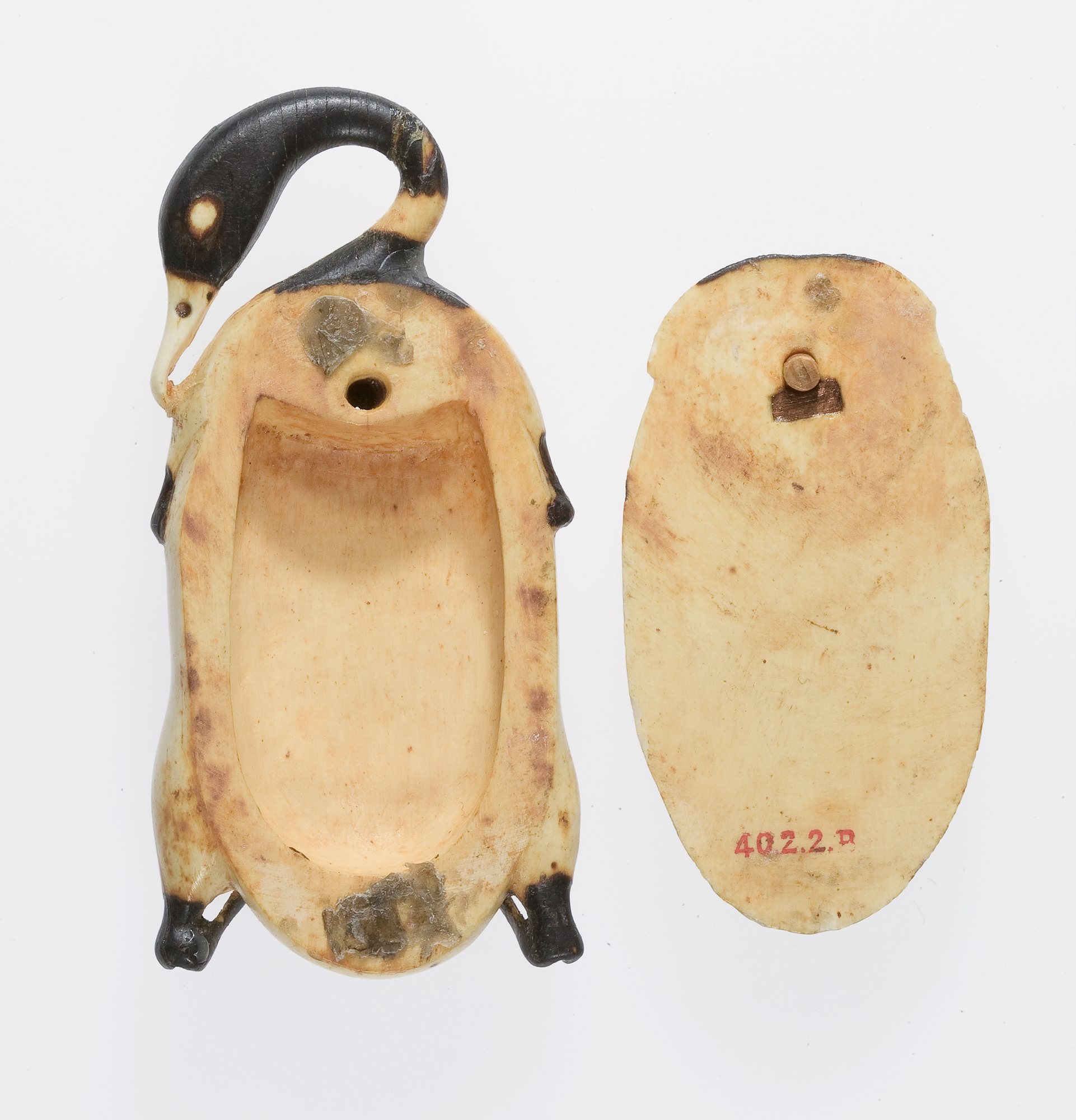
Văsuleț cosmetic în formă de rață; 1353-1327 î.Hr.; fildeș de hipopotam (colorat); (rața, în stânga) lungime: 9,5 cm, lățime: 4,6 cm, (capacul, în dreapta) lungime: 7,3 cm, lățime: 4 cm; Muzeul Metropolitan de Artă

### Perioada Târzie (circa 664–332 î.Hr.)

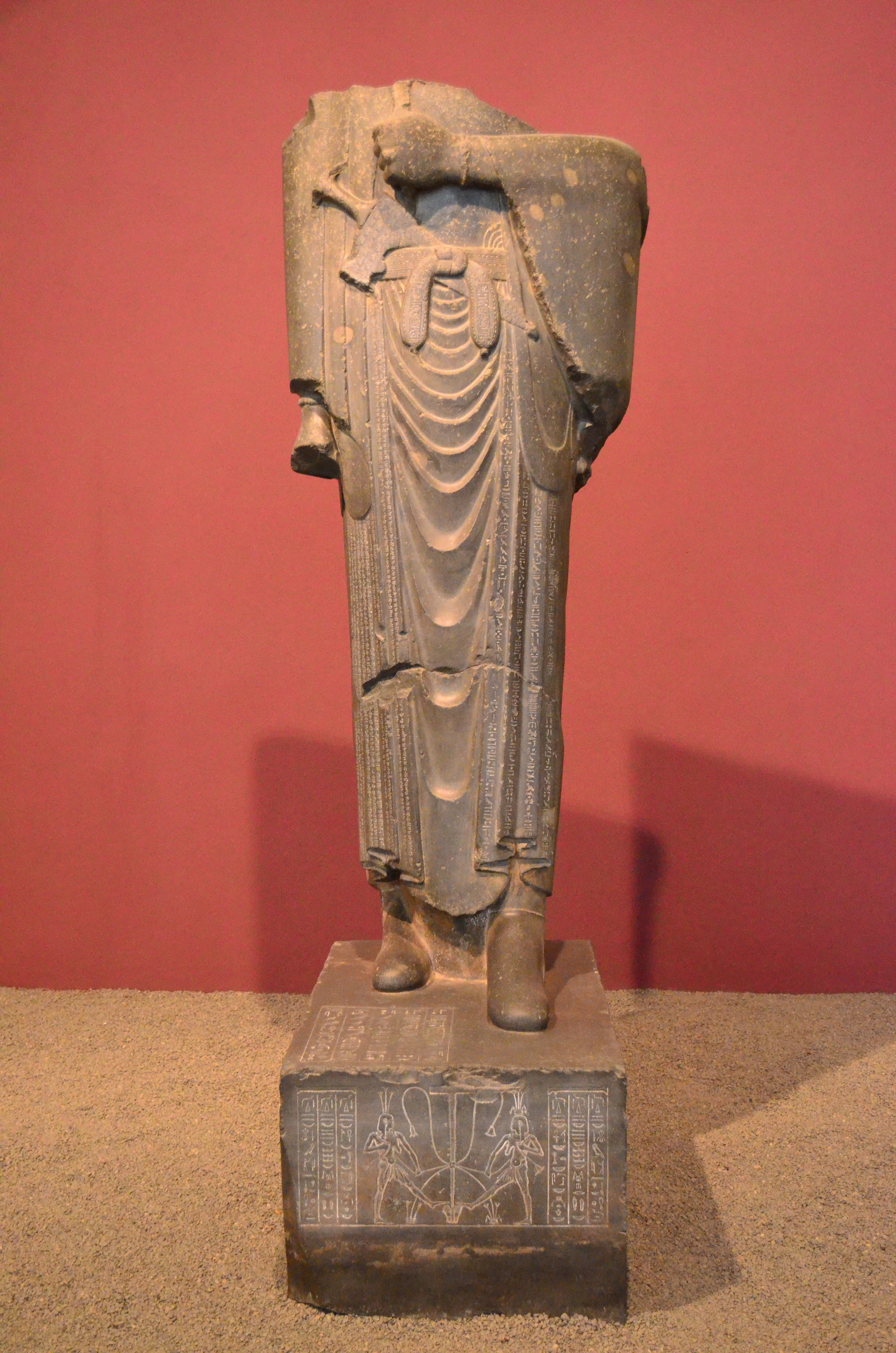
Statuia egipteană a împăratului ahemenid Darius I sub formă de faraon al dinastiei a XXVII-a; 522-486 î.Hr.; piatră; înălțime: 2,46 m; Muzeul Național al Iranului (Teheran)

Regii puternici ai dinastiilor a XVIII-a și a XIX-a și din prima parte a dinastiei a XX-a sunt succedați de monarhii mai puțin autoritare care nu reușesc să mențină unitatea Egiptului. Ultimul mare faraon, Ramses al III-lea, construiește un mare templu funerar pe malul vestic al Nilului, la Medinet-Habu, lângă Teba. Pe zidurile acestuia sunt înfățișate artistic diverse evenimente politice, precum victoria acestui faraon împotriva popoarelor mării, dar și desfășurarea unor ceremonii religioase.
Ca încercare de revenire la vechile tradiții, în Perioada Târzie se înregistrează o aparentă înviorare morală și artistică în peisajul istoric al Egiptului, aflat în epoca declinului său.
Se copiază statuile din perioada Regatului Vechi, basoreliefurile caută să se inspire din cele care împodobesc anticele mastabale. Dar ultima licărire a artei egiptene, nu va regăsi forța și vigoarea vremurilor străvechi. În aceasta perioadă, geniul civilizației egiptene a apus definitiv, mistuindu-se în decadență.
Suveranii kușiți (veniți din Napata) ai celei de-a XXV-a dinastii, acceptă religia și obiceiurile locale, printre care și modul egiptean de înhumare. Ei construiesc în continuare edificii religioase inspirându-se din motivele și temele monumentelor anterioare. Domnia kușită este întreruptă de năvălirea asirienilor.
Toate formele de artă, mai ales sculptura și prelucrarea bronzului devin adevărate industrii.
Se stabilesc contacte cu grecii și evreii, care conduc la propagarea artei egiptene.
Un tip de operă de artă care a devenit tot mai des întâlnită în timpul Perioadei Târzii este Stela lui Horus. Ea a apărut în perioada târzie a Noului Regatului și a Perioadei Intermediare, dar a devenit din ce în ce mai frecventă în secolul al IV-lea până în epoca ptolemeică. Statuile astea deobicei în reprezintă Horus pe Horul tânăr, ținând șerpi și stând pe un fel de fiară periculoasă. Reprezentarea lui Horus provine din mitul egiptean în care un Horus tânăr este salvat de la scorpion, ceea ce îl face să dobândească puteri asupra tuturor animalelor periculoase. Aceste statui au fost folosite „pentru evitarea atacurilor creaturilor dăunătoare și pentru vindecarea mușcăturile de șarpe și înțepăturile de scorpion”.

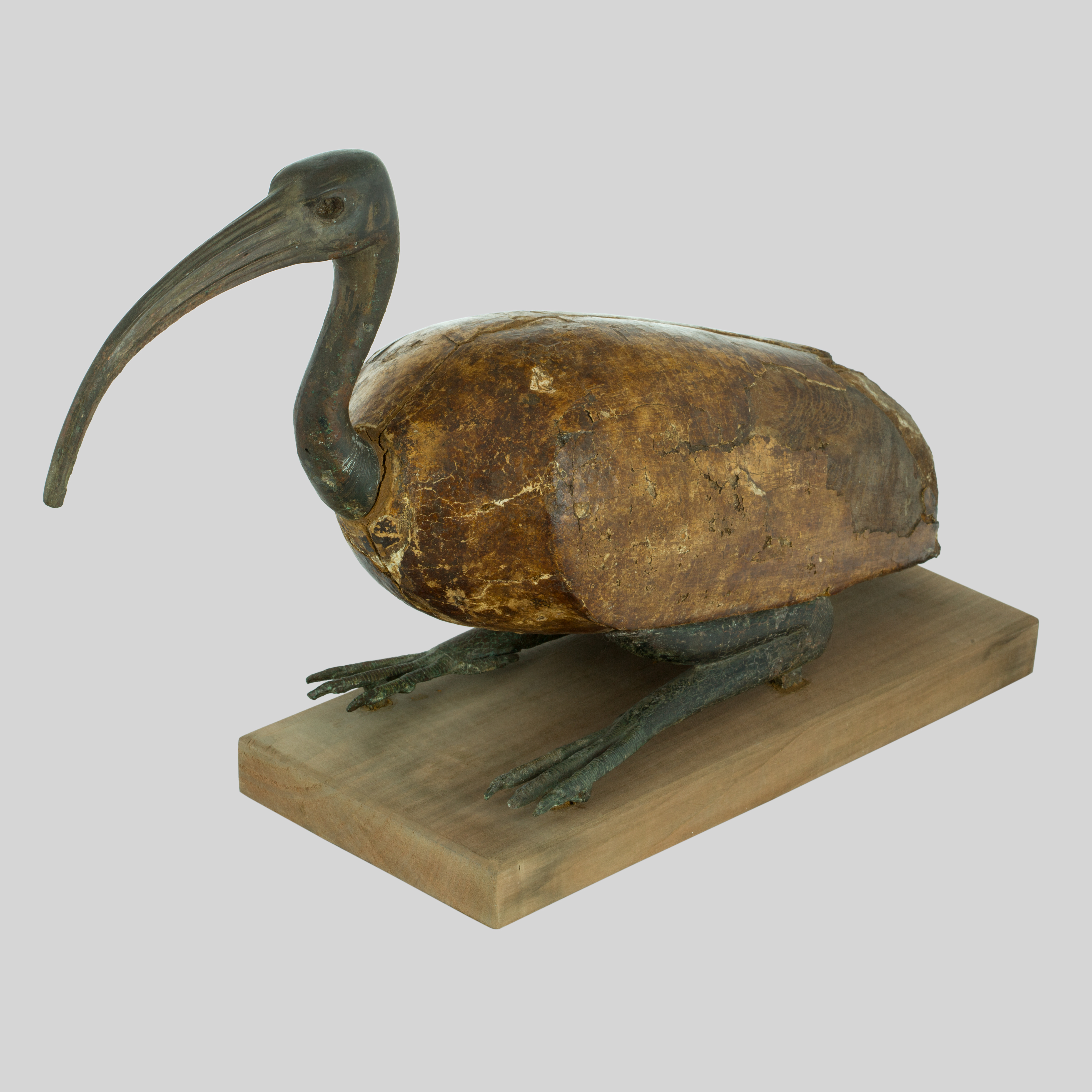
Figurina unui ibis; 664–525 î.Hr.; lemn și bronz; 30 cm; Muzeul de Arheologie din Cracovia (Cracovia, Polonia)
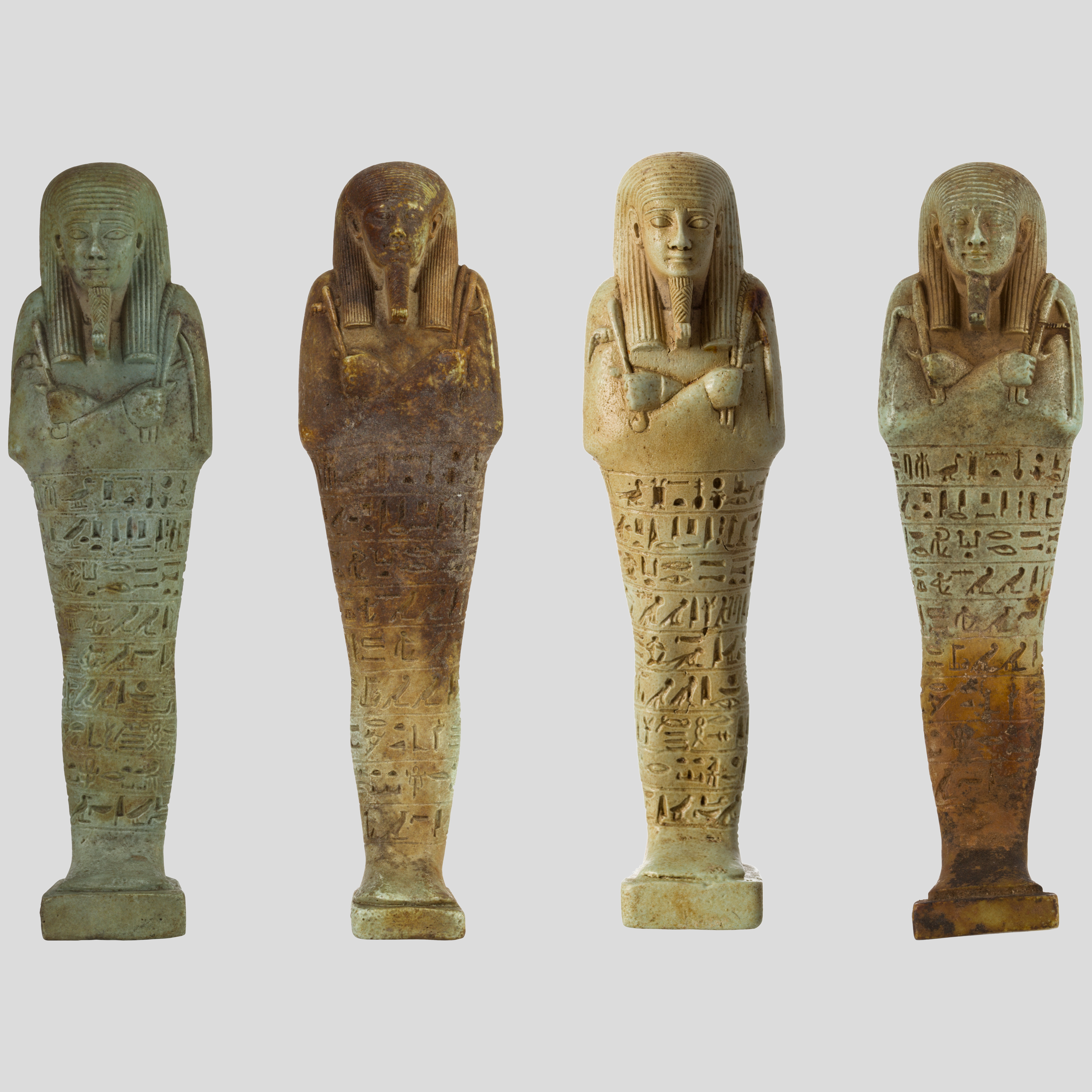
Ușabtiuri; 570–526 î.Hr.; faianță; 17,9 × 4,6–4,9 cm; Muzeul de Arheologie din Cracovia
Amuletă a lui Nefertem; circa 525 î.Hr.; faianță; 12,5 × 2,2 × 3,4 cm; Muzeul de Artă din Cleveland (Cleveland, SUA)
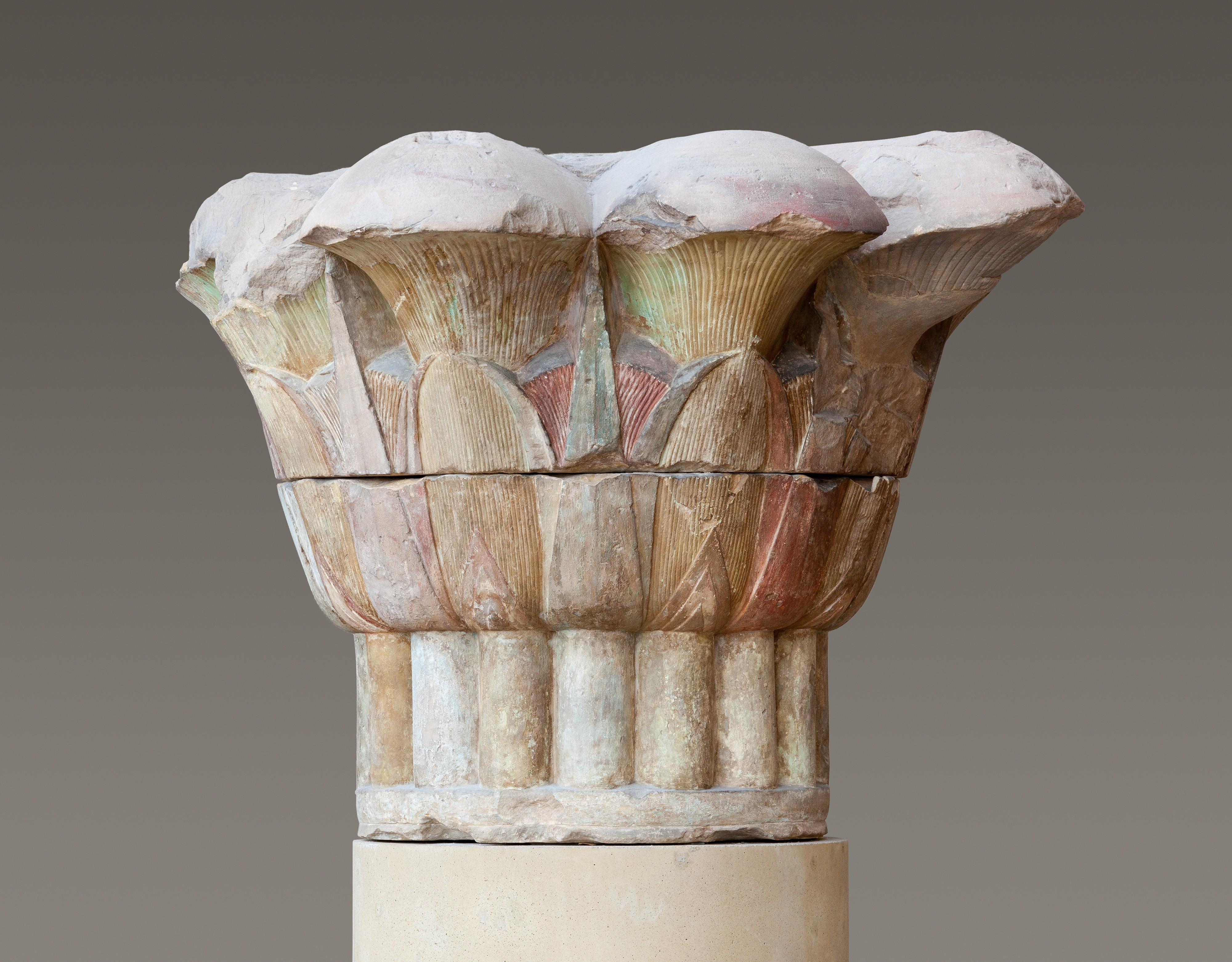
Capitel compozit în formă de floare de papirus; 380–343 î.Hr.; gresie pictată; înălțime: 126 cm; Muzeul Metropolitan de Artă (New York City)
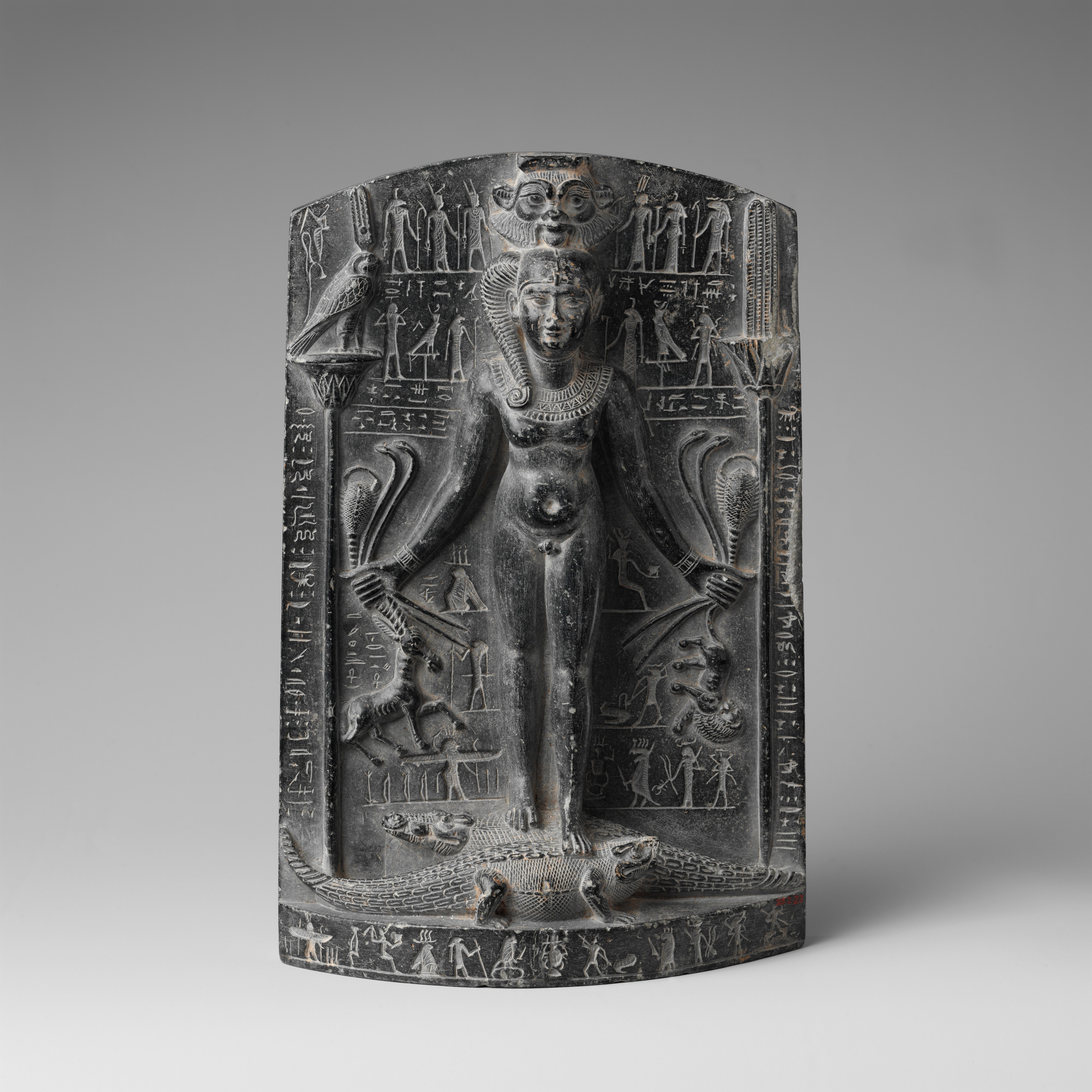
Stelă cu Horus; 332–280 î.Hr.; clorit cu șist; înălțime: 20,5 cm; Muzeul Metropolitan de Artă
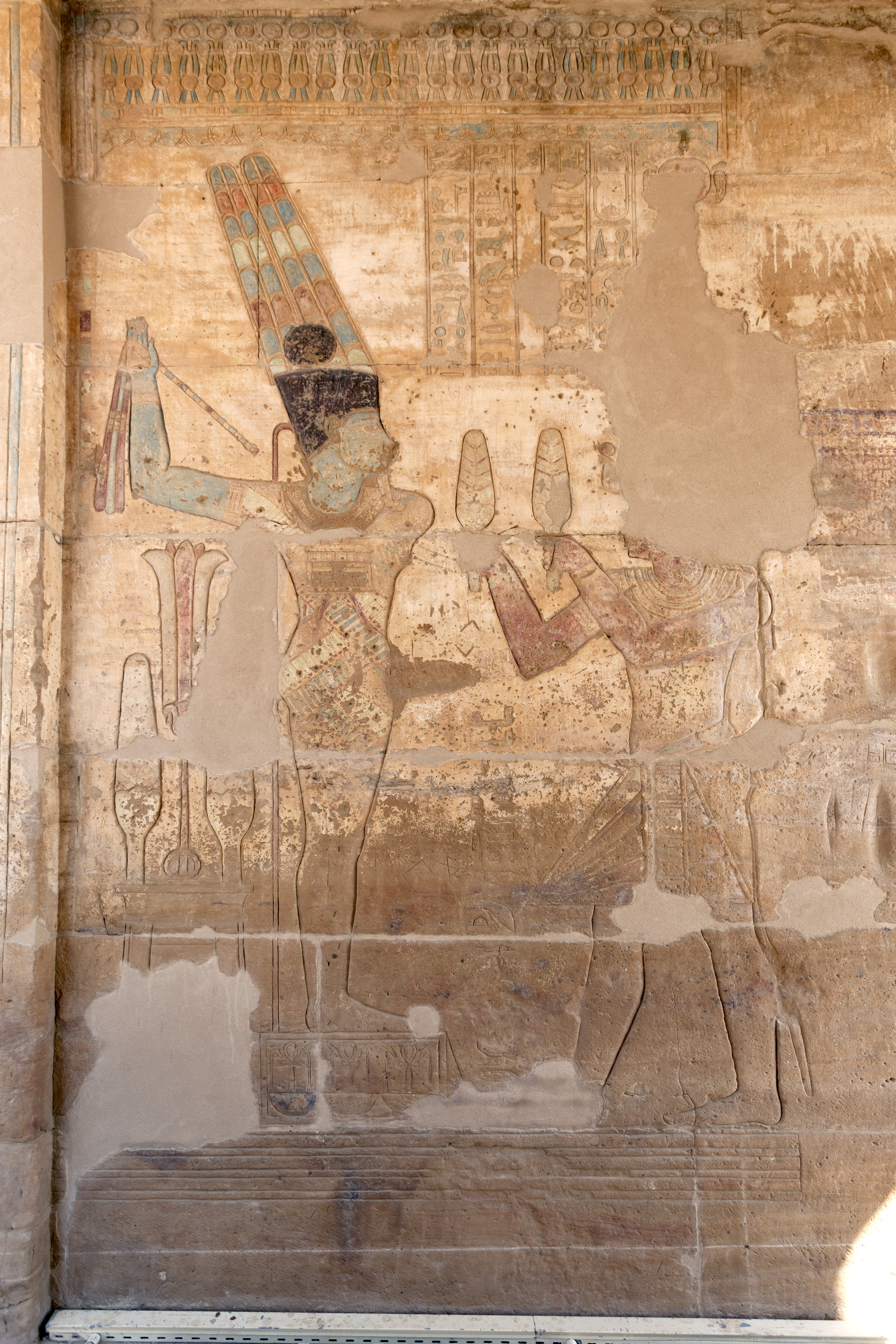
Relief care îl prezintă Darius I oferindu-i salată lui Amon, în Templul lui Hibis (Oaza Kharga, Egipt)

### Perioada Ptolemeică (305–30 î.Hr.)

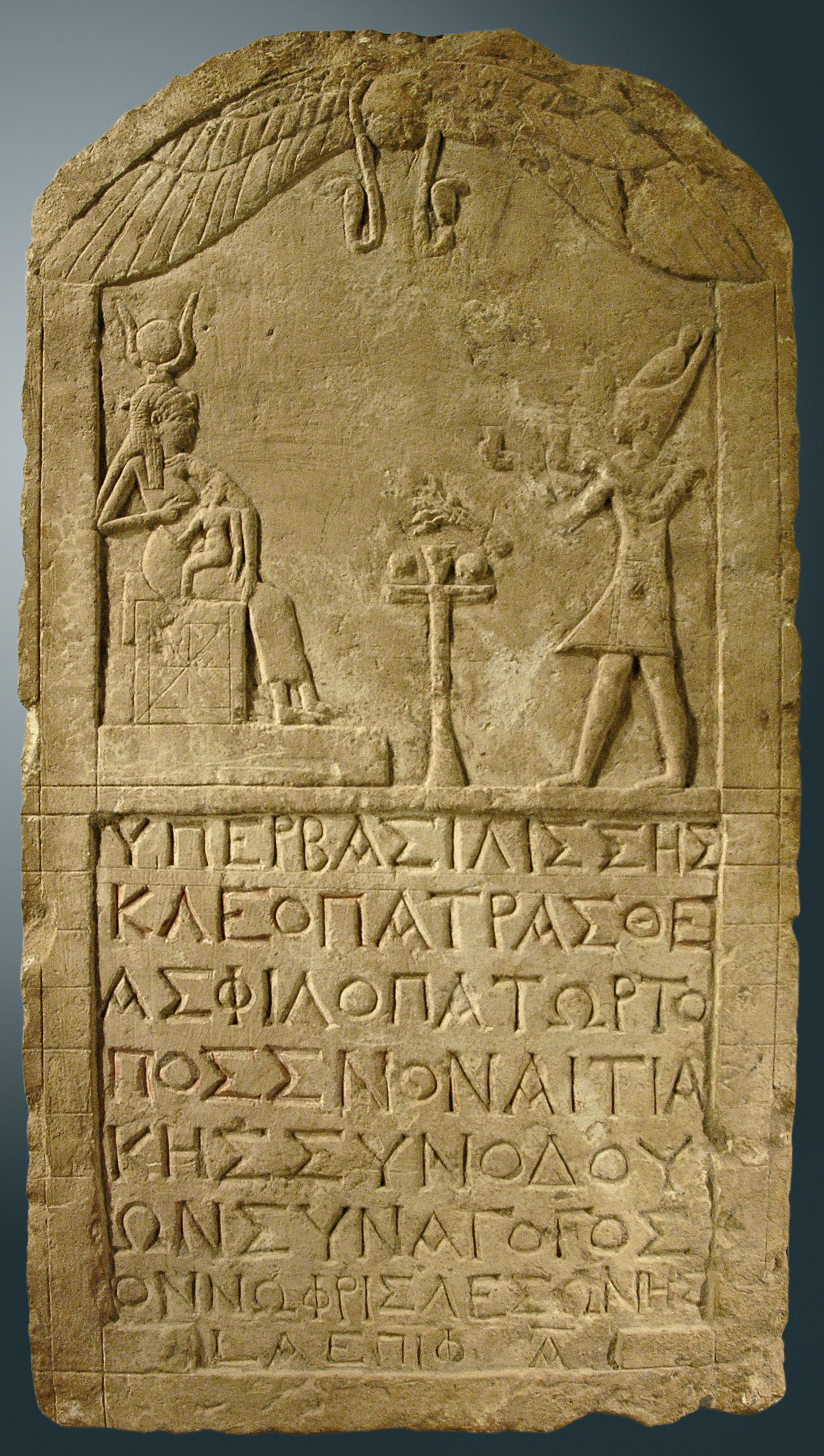
Stelă; 51 î.Hr.; calcar; 52,4 × 28 × 4 cm; Luvru

Descoperirile făcute de la sfârșitul secolului al XIX-lea în jurul orașului egiptean (acum scufundat), Heracleum, la Alexandria, includ o reprezentare din secolul al IV-lea î.Hr., neobișnuit de senzuală, detaliată și feministă (spre deosebire de îndumnezeită), care o înfățișează pe Isis, marcând o combinație între stilul egiptean și  formele elenistice. Cu toate acestea, acest lucru a fost atipic sculpturii ptolemeice, care a evitat, în general, amestecarea stilului egiptean cu cel elenistic folosit în arta de curte a dinastiei ptolemeice, în timp ce templele din restul țării continuau să folosească versiuni târzii ale formulelor tradiționale egiptene. Oamenii de știință au propus un „stil alexandrian” în sculptura elenistică.
Marmura era folosită pe scară largă în arta de curte, chiar dacă toată a trebuit să fie importată. Ca rezulatat au fost folosite diverse tehnici de economisire a marmurii, cum ar fi utilizarea unui număr de piese atașate cu stuc. De exemplu, un cap ar putea să aibă barba, spatele capului și părul în bucăți separate. Spre deosebire de arta altor regate elenistice, portretele regale ptolemeice sunt generalizate și idealizate, cu puțină preocupare pentru creerea unui portret individual. Multe portrete de mai târziu au avut clar fața reparată ca s-o arate pe cea un rege ulterior. O trăsătură egipteană era aceea de a acorda mai multă importanță reginelorm în comparație cu alte dinastii succesoare lui Alexandru, cuplul regal fiind adesea arătat ca pereche. Aceasta a precedat secolul al II-lea, când o serie de regine au exercitat o putere reală.
În secolul al II-lea, sculpturile arhitecturale ale templelor egiptene au început să refolosească modele de curte pe fețele lor, iar sculpturile preoților foloseau adesea un stil elenistic pentru ca să obțină capete de portret diferite individual. Multe statuete mici au fost produse, cele mai obișnuite tipuri fiind Alexandru, un „regele Ptolemeu” generalizat și o afrodită nud. Figurine din ceramică includ grotești și doamne la modă în stilul figurinelor de Tanagra. Grupurile erotice prezentau falusuri absurd de mari.

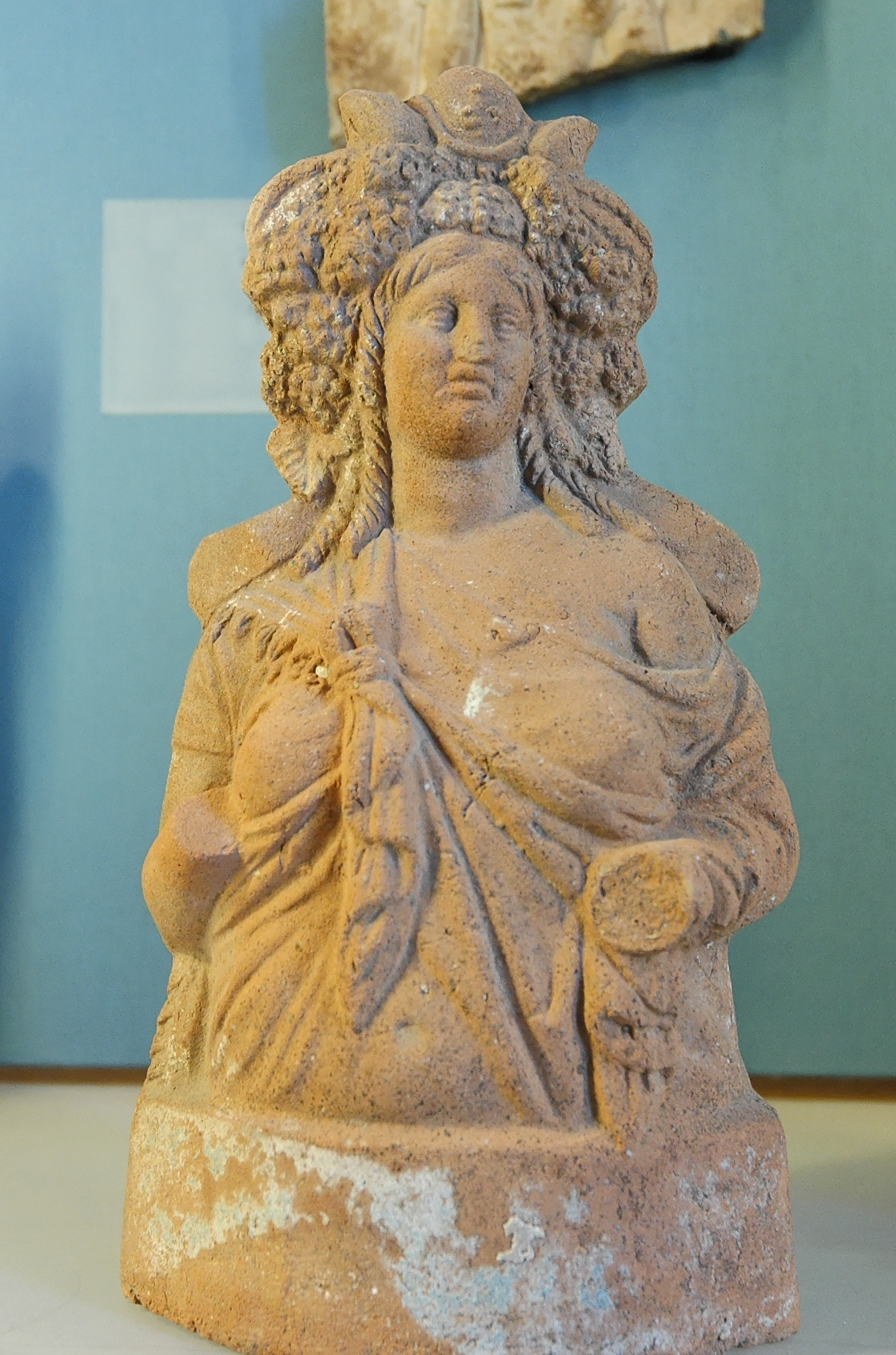
Afrodita-Isis; teracotă; înălțime: 23 cm; Luvru
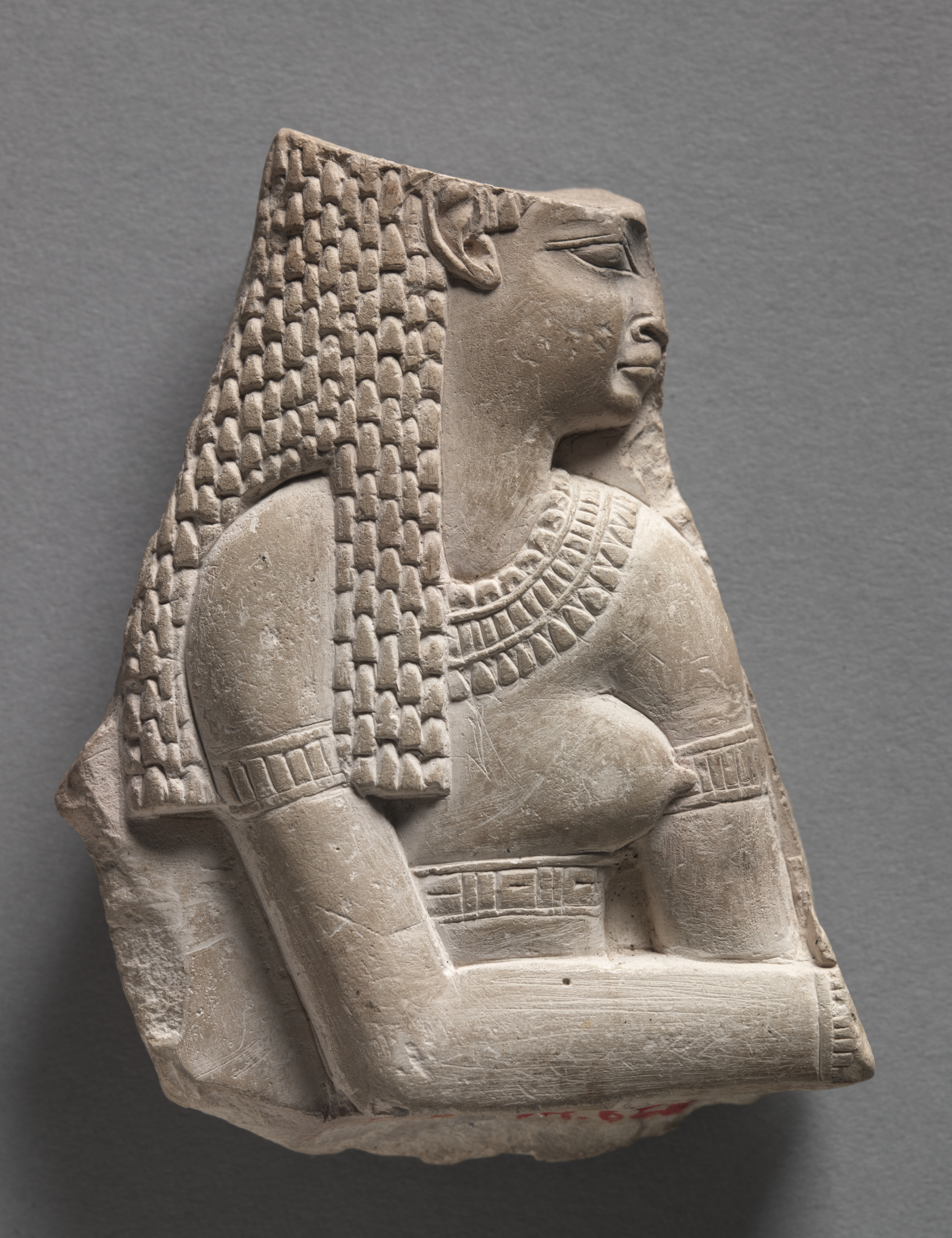
Bucată de basorelief; circa 305 î.Hr.; calcar; 8,3 × 6,5 × 1,4 cm; Muzeul de Artă din Cleveland (Cleveland, Ohio, SUA)
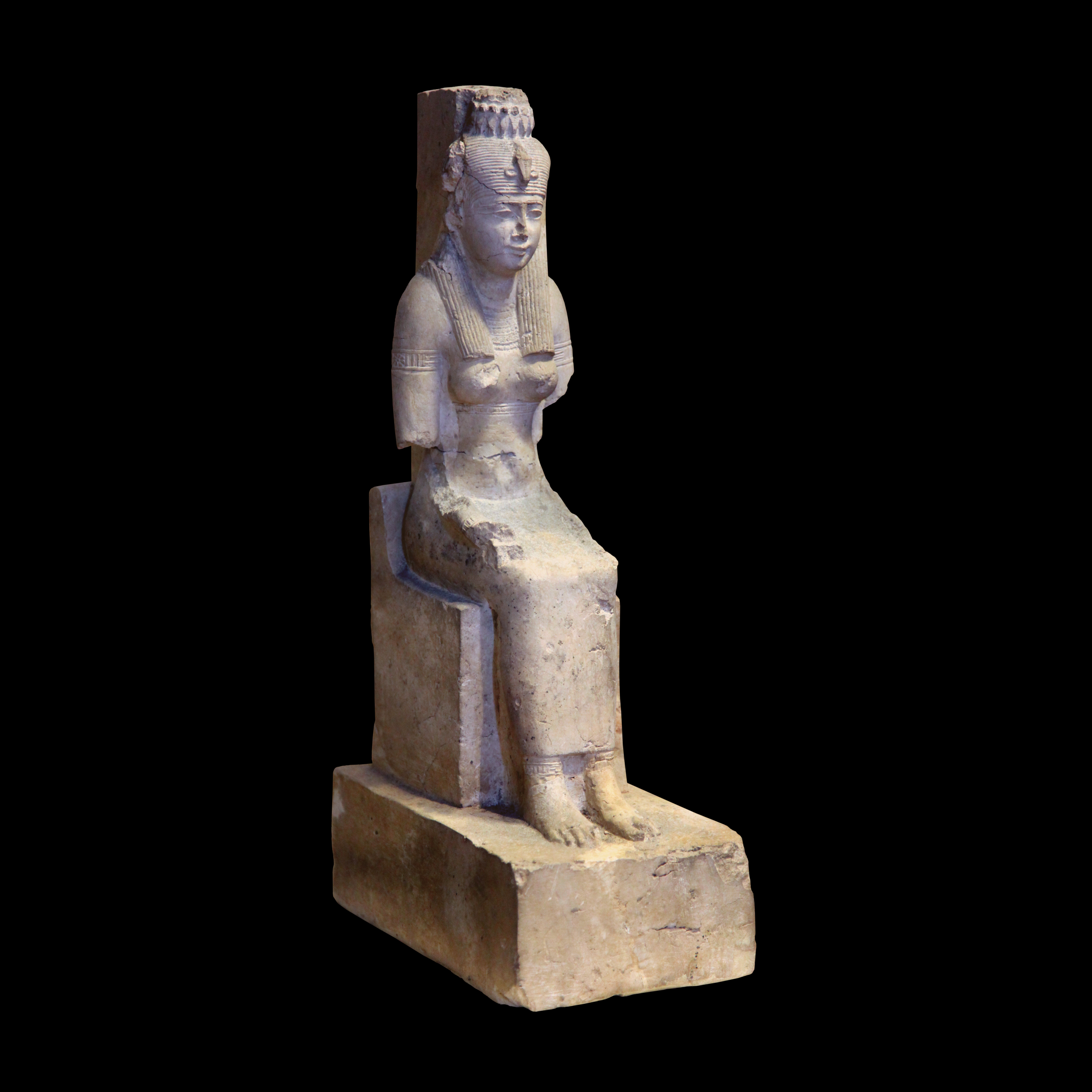
Statuie a zeiței Raet-Tawy; 332–30 î.Hr.; calcar; 46 × 13,7 × 23,7 cm; Luvru
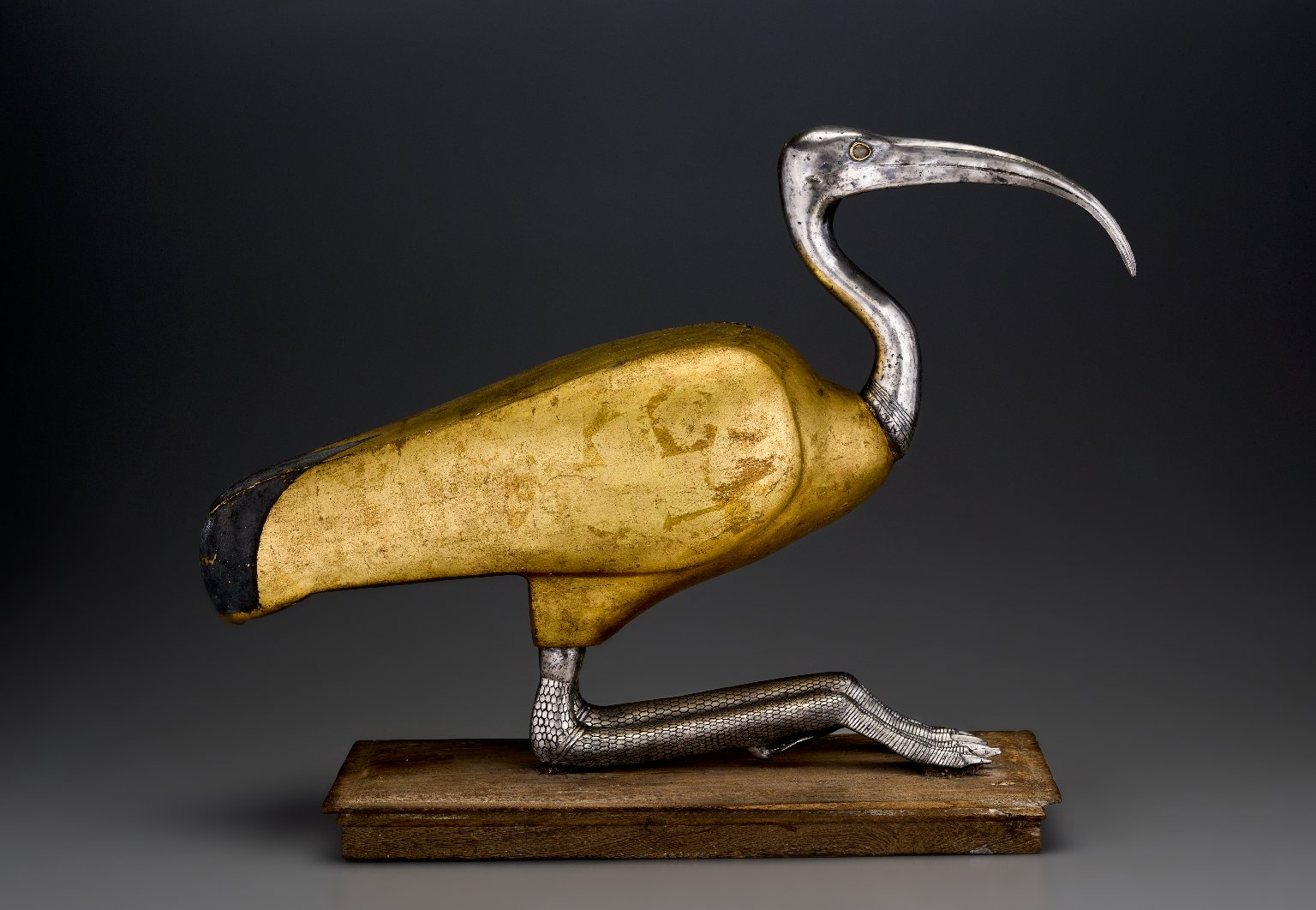
Siciriu de ibis; 305–30 BC î.Hr.; lemn, argint, aur și cuarț; 38,2 × 20,2 × 55,8 cm; Muzeul Brooklyn (New York City)
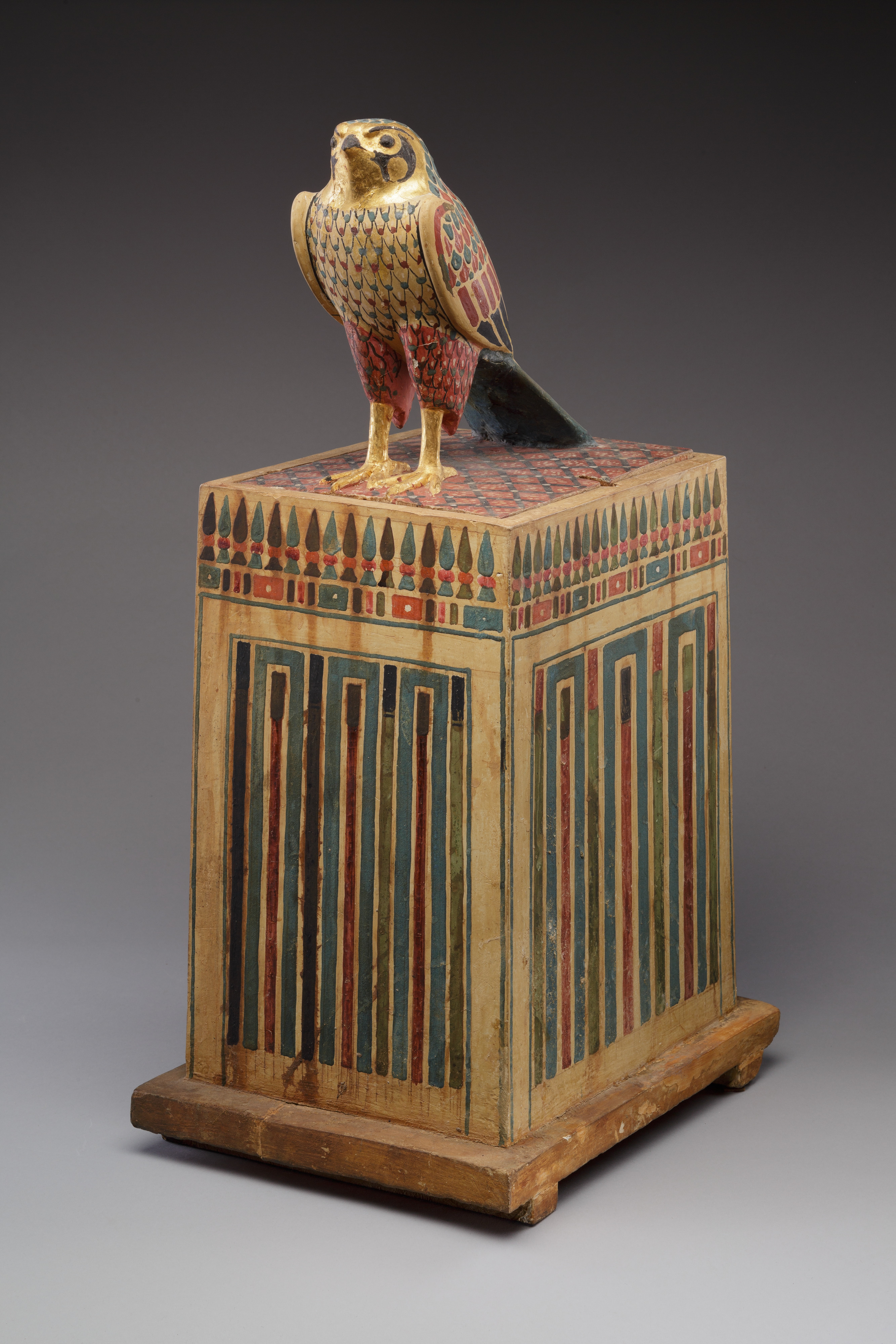
Cutie cu un șoim pe ea; 332–30 î.Hr.; lemn pictat și aurit, pânză, rășină și pene; 58,5 × 24,9 cm; Muzeul Metropolitan de Artă (New York City)
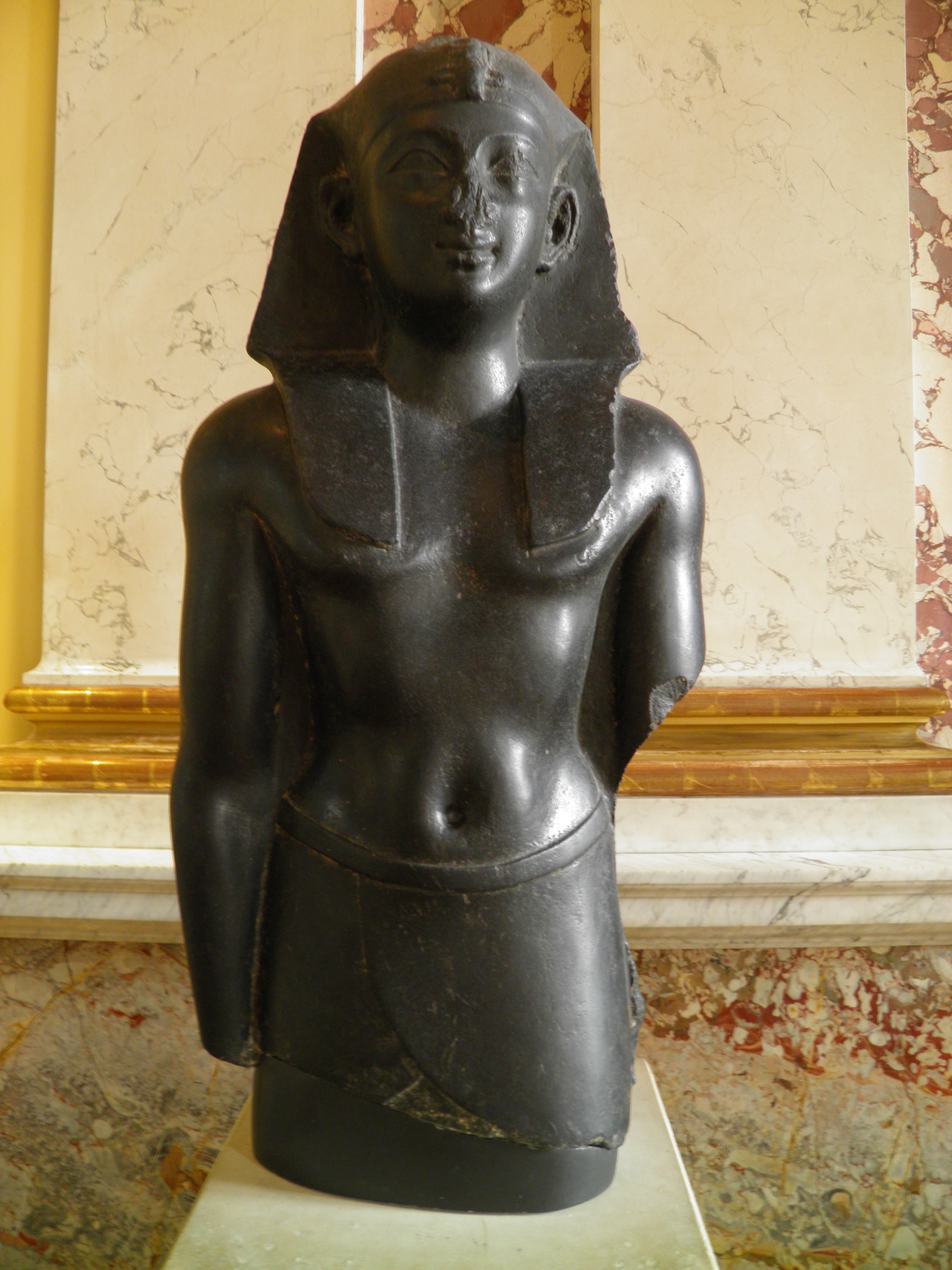
Statuie a unui rege ptolemeu; secolul I î.Hr.; bazalt; înălțime: 82 cm, lățime: 39,5 cm; Luvru

### Perioada Romană (30 î.Hr.-619 d.Hr.)
După cucerirea de către romani, Egiptul, prin artă și cultură, avea să impresioneze Imperiul Roman, exercitând o puternică influență asupra civilizației acestuia.
Astfel la Roma, se dezvoltă cultul lui Osiris și Isis. Romanii bogați din Egipt își conservau trupurile, după moarte, în mumii. Artiștii pictau portretul persoanei decedate și îl atașau sicriului, la fel ca măștile din Egiptul Antic. Portretele de Fayum de mumii sunt probabil cel mai cunoscut exemplu de artă egipteană din timpul Egiptului roman. Erau un tip de portret realist pictat pe scânduri de lemn atașate mumiilor clasei superioare din Egiptul roman.  Ele aparțin tradiției picturii pe panouri, una dintre cele mai apreciate forme de artă din lumea clasică.
Portretele datează din epoca romană imperială, de la sfârșitul secolului I î.Hr. sau începutul secolului I d.Hr.. Nu e clar când s-a încheiat producerea lor, dar cercetările recente sugerează mijlocul secolului al III-lea. Ele sunt printre cele mai mari grupuri dintre foarte puținii supraviețuitori ai tradiției picturii pe panouri din lumea clasică, care a fost continuată în tradițiile bizantine și occidentale în lumea postclasică, inclusiv tradiția locală a iconografiei copte din Egipt.

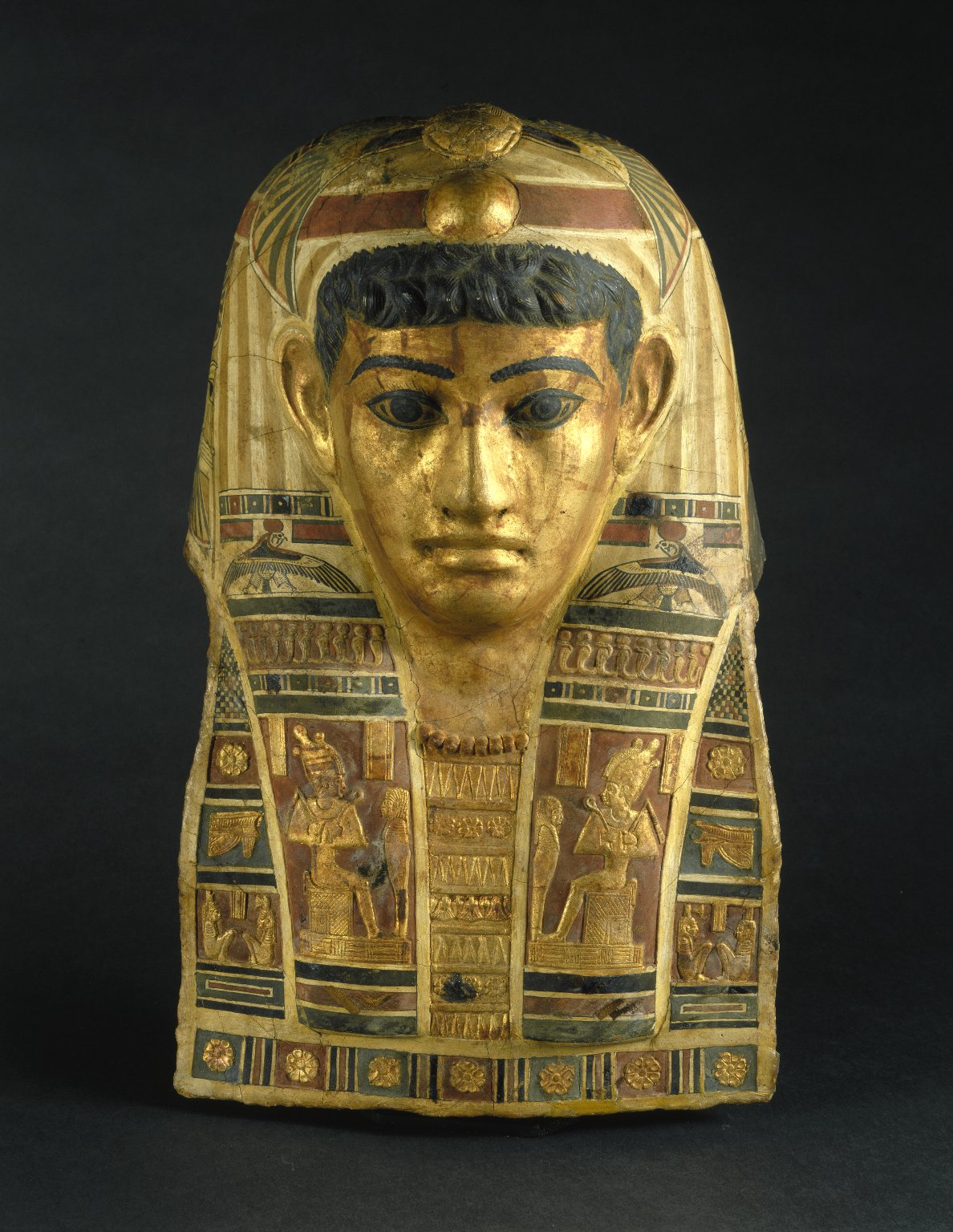
Masca mumiei unui bărbat; începutul secolului I d.Hr.; stuc pictat și aurit; 51,5 x 33 x 20 cm; Muzeul Brooklyn (New York City)
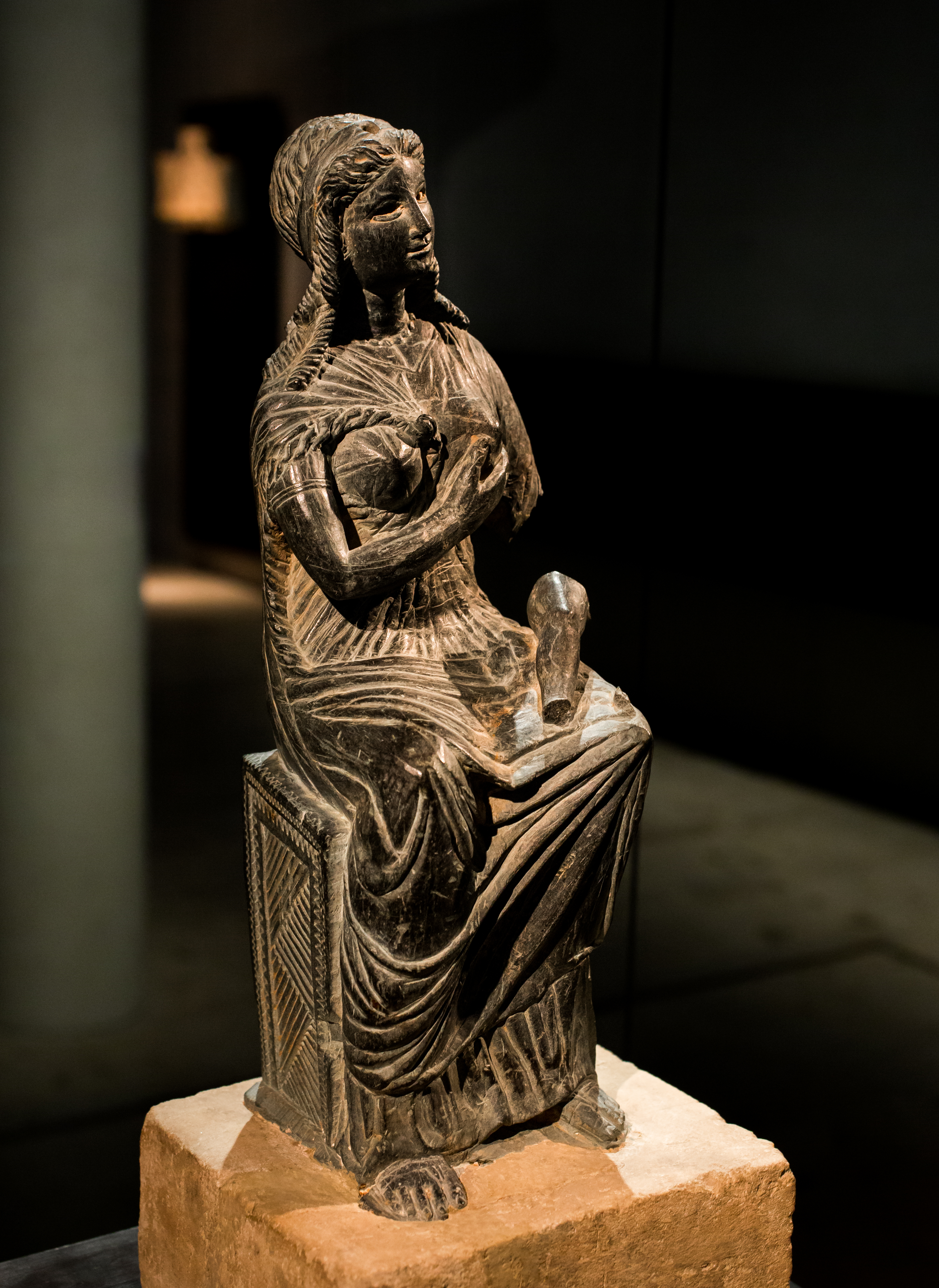
Isis cu Horus sub formă de copil (din care a mai rămas doar piciorul stâng); secolul I; siltit (baza: calcar); înălțime: 33,9 cm; de la Mata´na el-Asfu; Staatliche Sammlung für Ägyptische Kunst (Munchen, Germania)
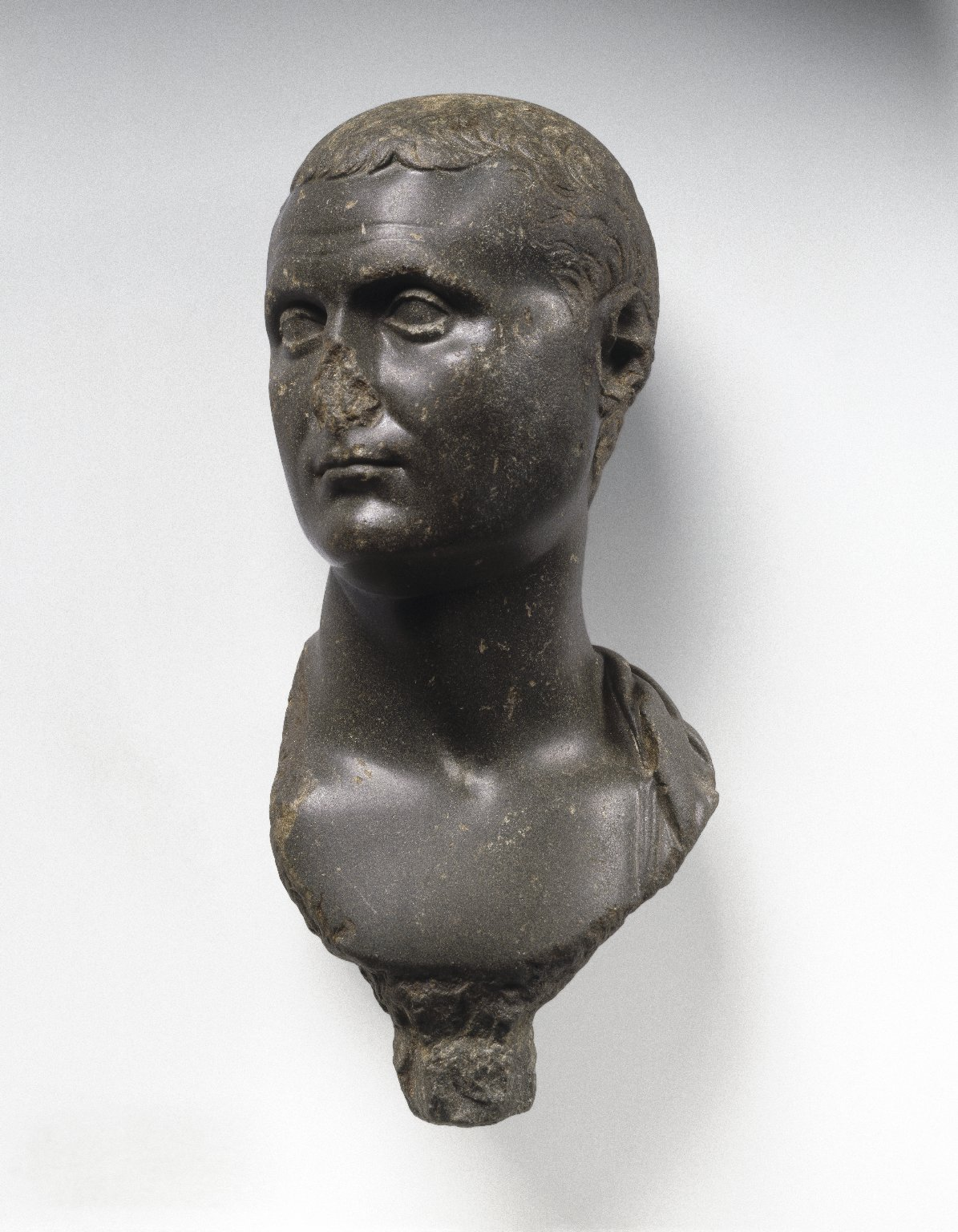
Bustul unui nobil roman; 30-50 d.Hr.; piatră; 22,9 x 10,8 x 12,7 cm; Muzeul Brooklyn
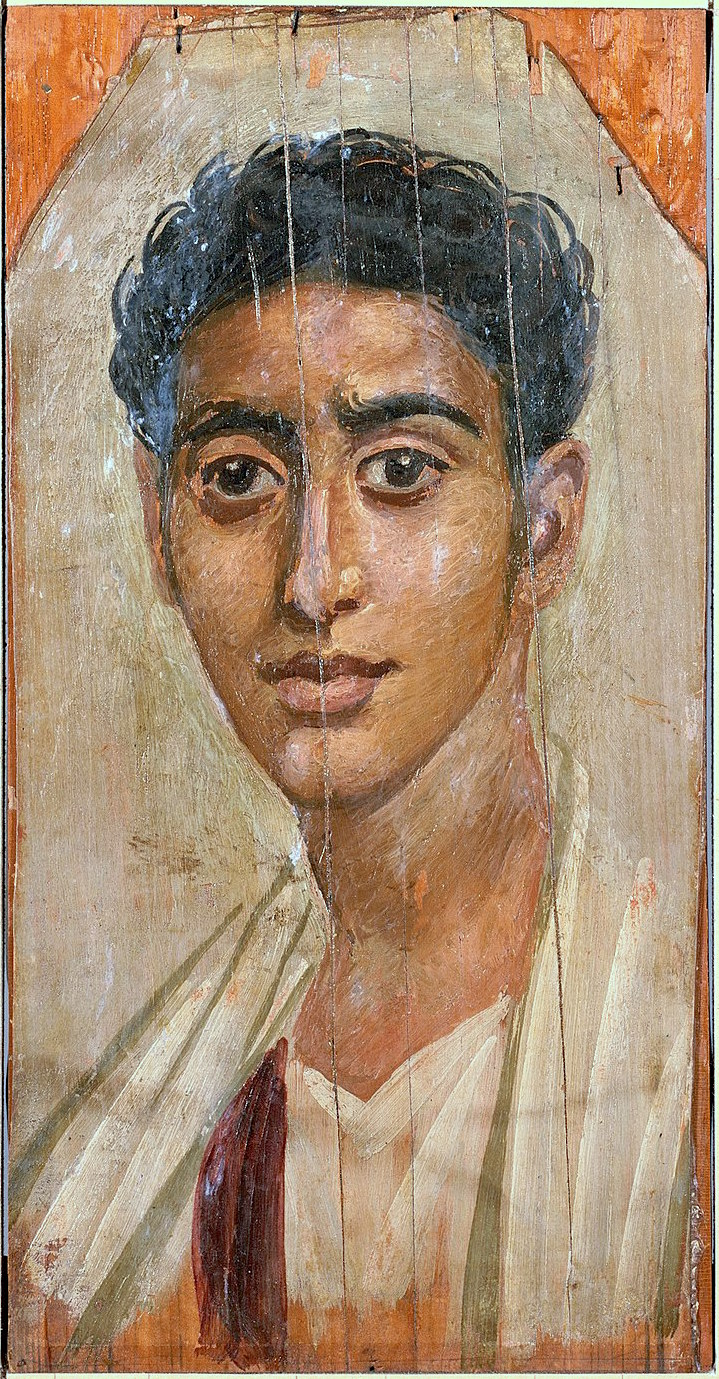
Portretul mumiei unui bărbat; sfârșitul secolului I; pictura encaustică pe lemn; Muzeul de Artă Walters (Baltimore, Maryland, SUA)
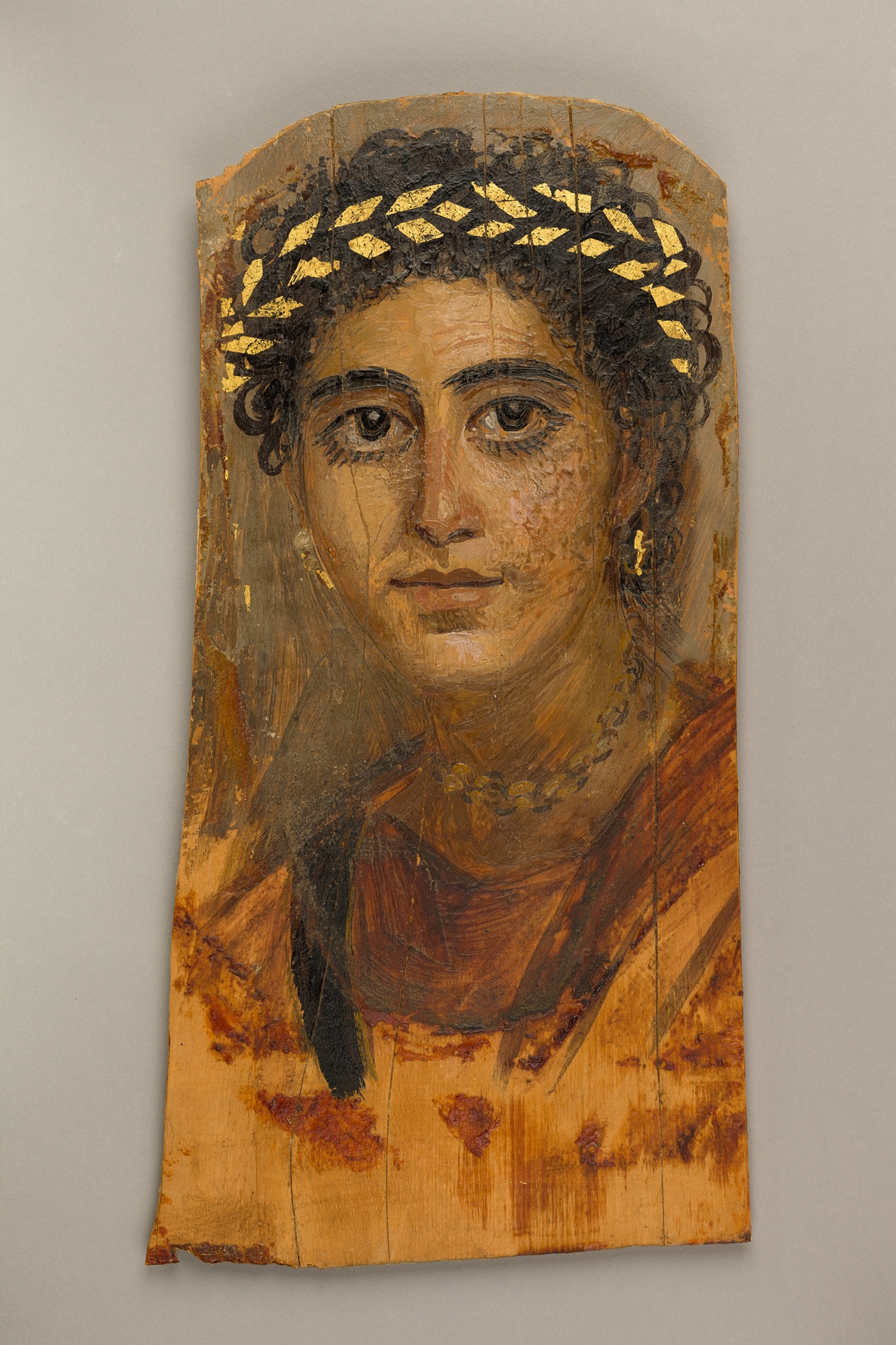
Portretul unei femei tinere în roșu; 90-120; pictura encaustică pe lemn cu frunze de aur; înălțime: 38 cm; Muzeul Metropolitan de Artă (New York City)
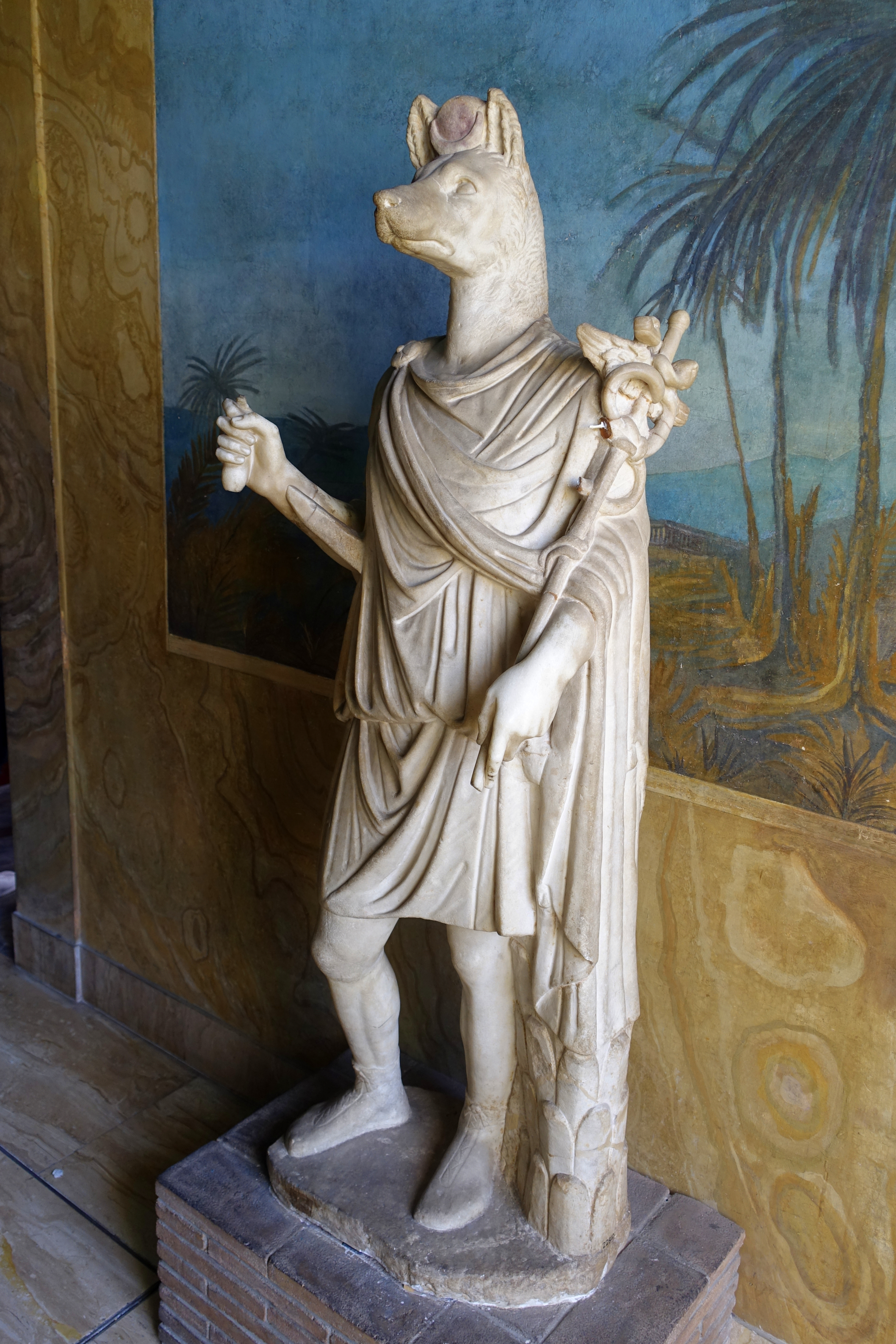
Statuie a lui Anubis; 100-138; marmură; înălțime: 1,2 m, lățime: 50 cm; din Tivoli (Roma); Muzeele Vaticane (Vatican)
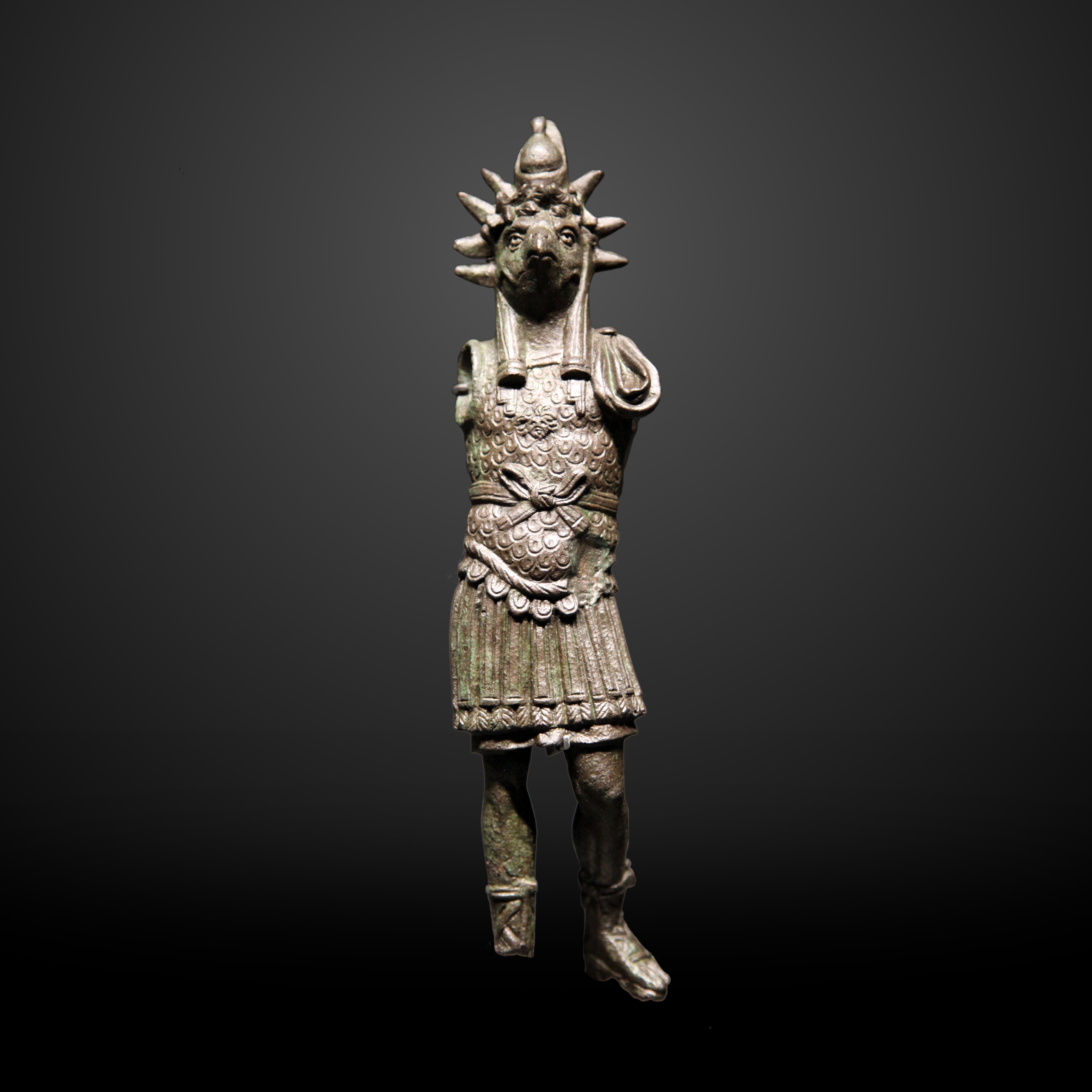
Horus sub formă de împărat; secolul al II-lea; bronz; înălțime: 26,5 cm; Luvru

## Caracteristici generale
Reprezentarea figurilor umane se baza pe un canon gemetric, astfel încât să fie asigurată păstrarea unui raport exact între părțile corpului. Imaginea bidimensională a oamenilor se caracterizează prin vedrea în profil a capului și picioarelor, și frontală a ochiului și bustului.  

### Caracterul religios
Ca parte componentă a civilizației egiptene, în toate formele sale, arta Egiptului antic este consacrată în primul rând faraonului, glorificării acestuia, considerat urmaș al zeilor, și are un profund caracter religios și funerar. Înca de la început, credința egipteană în viața de după moarte impune ca cei decedați să fie înmormântați alături de bunuri materiale, în speranța că acestea îi vor fi necesare în lumea de dincolo.
Respectând cu strictețe canoanele impuse de religie, aceasta artă a evoluat încet, fără transformări spectaculoase.

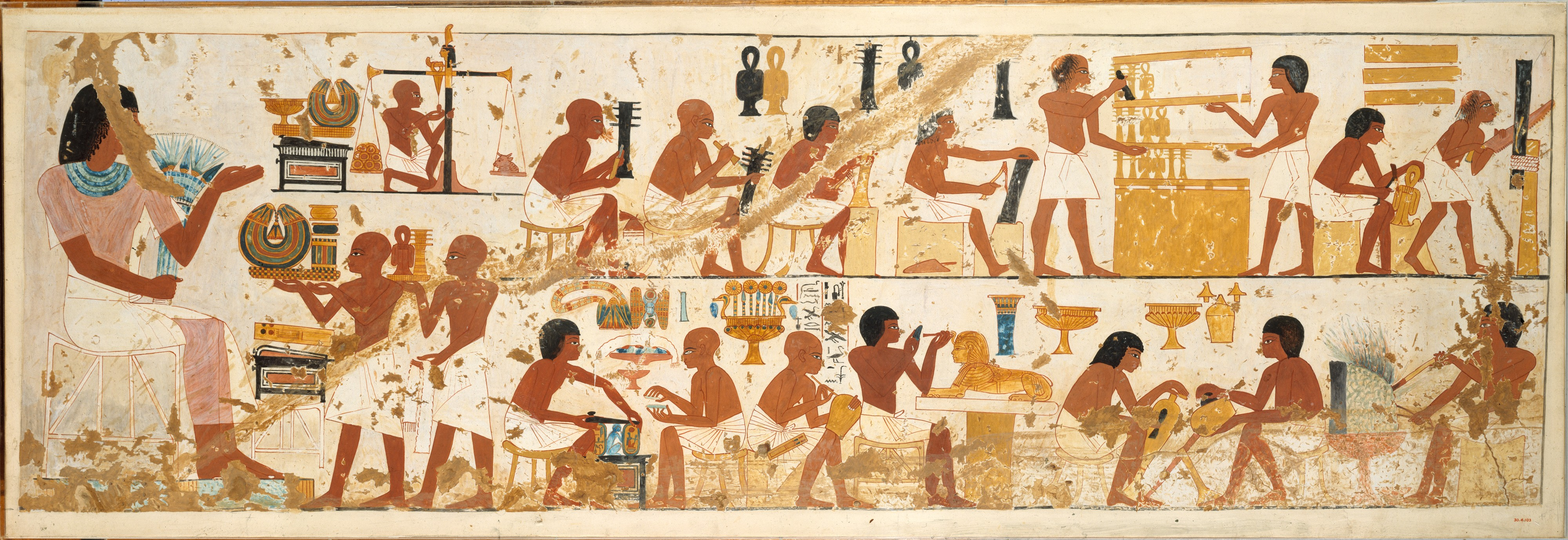
Reprezentare a unor meșteșugar din Egiptul Antic. Cea mai mare parte a operelor de artă erau anonime și erau realizate probabil în ateliere. Principalii clienți ai atelierelor erau faraonii și membrii curții regale

### Simbolismul
Simbolismul a invadat arta egipteană și a jucat un rol important în stabilirea sentimentului de ordine. Regalitatea faraonului, de exemplu, a reprezentat puterea sa de a menține ordinea. Animalele erau, de asemenea, figuri extrem de simbolice în arta egipteană. Unele culori erau expresive.
Limba egipteană antică avea patru termeni de bază de culori: kem (negru), hedj (alb/argintiu), wadj (verde/albastru) și desher (roșu/portocaliu/galben).  Albastrul, de exemplu, simboliza fertilitatea, nașterea și apele dătătoare de viață ale Nilului. Albastrul și verdele erau culorile vegetației și, prin urmare, ale regenerării. Osiris ar putea să fie reprezentat ca având pielea verde, în a XXVI-a Dinastie.
Acest simbolism al culorii explică popularitatea turcoazului și cea a faianței în obiectele funerare. Folositea negrului a exprimat în mod similar solul aluviun fertil al Nilului din care s-a născut Egiptul, astfel purtând conotații de fertilitate și regenerare. De aici și statuile regelilor sub forma lui Osiris, adesea cu pielea neagră. Negrul era asociat și cu viața de apoi și ca rezultat era culoarea zeităților funerare, ca Anubis.
Aurul indica divinitatea datorită aspectului său nenatural și asocierii cu materiale prețioase. Mai mult, aurul era considerat de vechii egipteni drept „carnea zeilor”. Argintul, denumit de egipteni „aur alb”, a fost, de asemenea, numit „oasele zeilor”.

### Anonimitatea
Artiștii egipteni antici ne-au lăsat rar numele lor. Opera de artă egipteană e anonimă și pentru că de cele mai multe ori era colectivă. Diodor din Sicilia, care a călătorit și trăit în Egipt, a scris: „Astfel, după ce meșterii s-au înțeles între ei în legătură cu înălțimea statuii, se duc să facă fiecare acasă la ei părțile pe care și le-au ales” (I, 98).

## Materiale

### Faianța
Faianța egipteană e un material ceramic, realizat din nisip de cuarț (sau cuarț zdrobit), cantități mici de var și cenușă de planet sau natron. Ingredientele erau amestecate împreună, glazurate și coapte. Faianța era folosită pe scară largă încă din Perioada Predinastică, până în timpurile islamice pentru incrustări și obiecte mici, în special ușabtiuri. Mai precis denumită „compoziție glazurată”, faianța egipteană a fost numită așa de egiptologii timpurii, după asemănarea sa superficială cu ceramica glazurată din Italia medievală (produsă inițial la Faenza).  Cuvântul egiptean pentru faianță era tjehenet, care înseamnă „orbitor” și probabil ers folosit, mai ales, ca un substitut mai ieftin pentru materiale mai prețioase ca turcoazul și lapis lazuliul.  Într-adevăr, faianța era produsă cel mai frecvent în nuanțe de albastru-verde, chiar dacă era posibilă o gamă largă de culori.

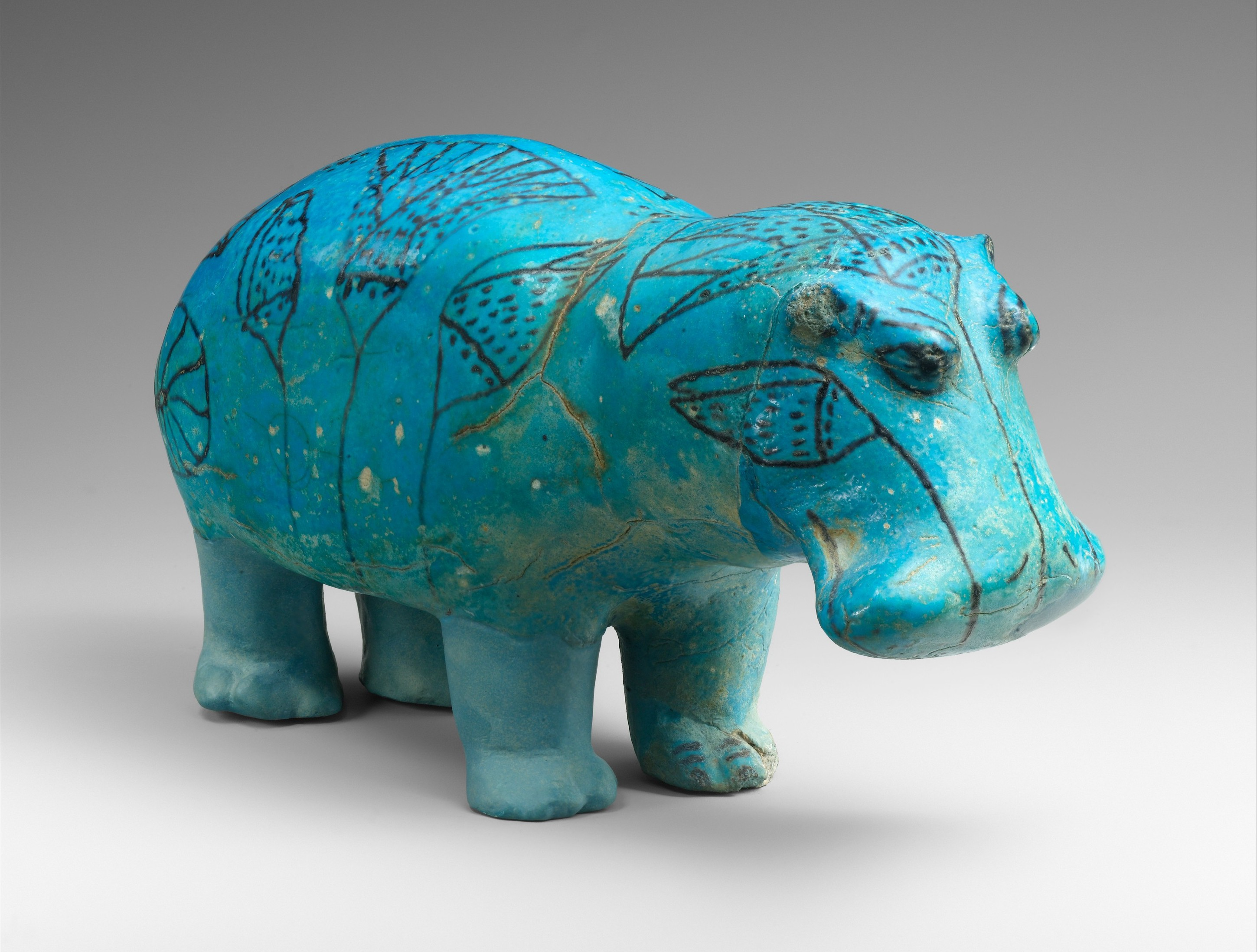
Hipopotamul William; 1961–1878 î.Hr.; faianță; 11,2 × 7,5 cm; Muzeul Metropolitan de Artă (New York City)
Ușabti; 1294-1279 î.Hr.; faianță; înălțime: 28,1 cm, lățime: 9,2 cm; Luvru
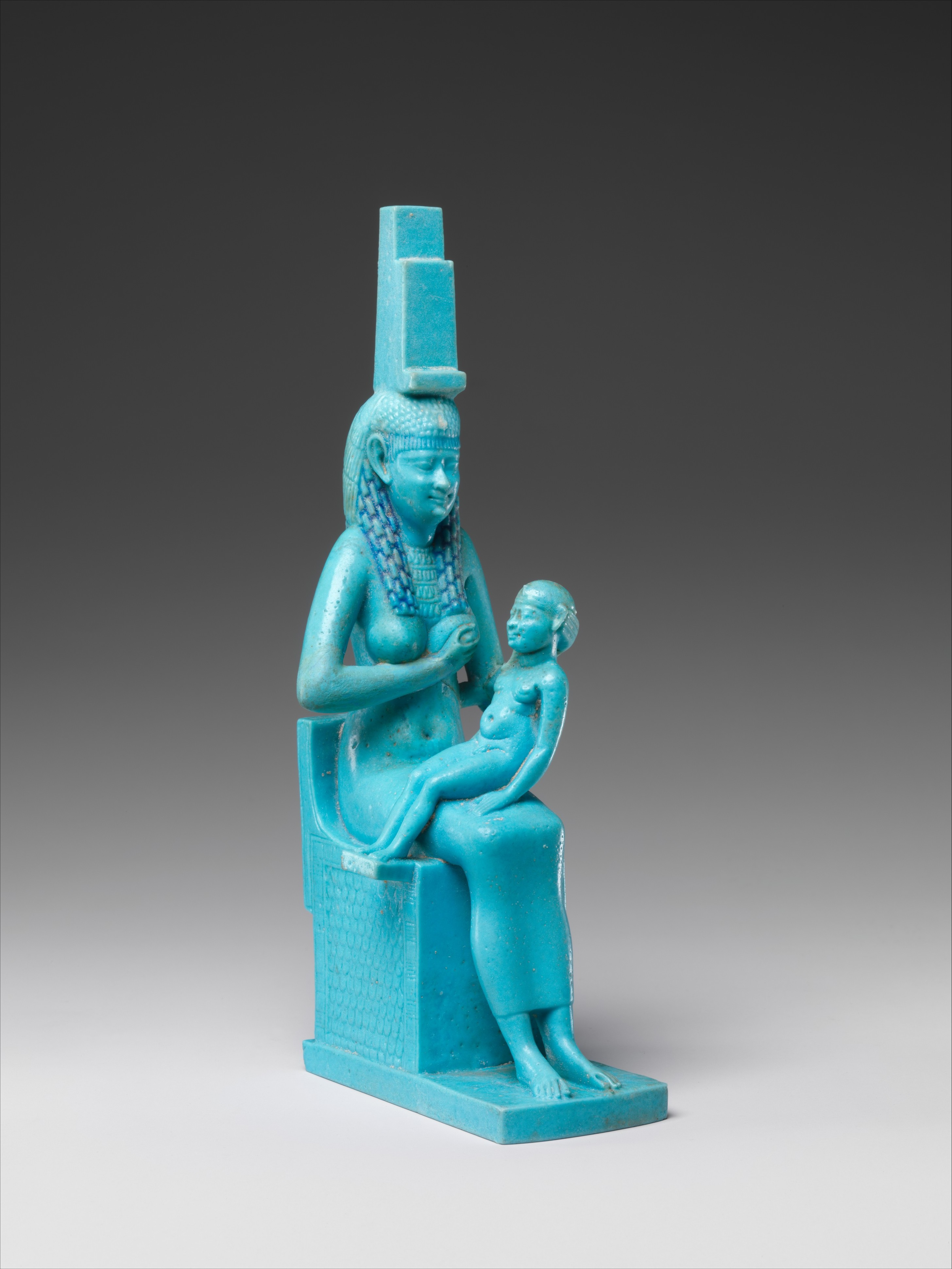
Statuetă a lui Isis și Horus; 332–30 î.Hr.; faianță; înălțime: 17 cm, lățime: 5,1 cm, adâncime: 7,7 cm; Muzeul Metropolitan de Artă
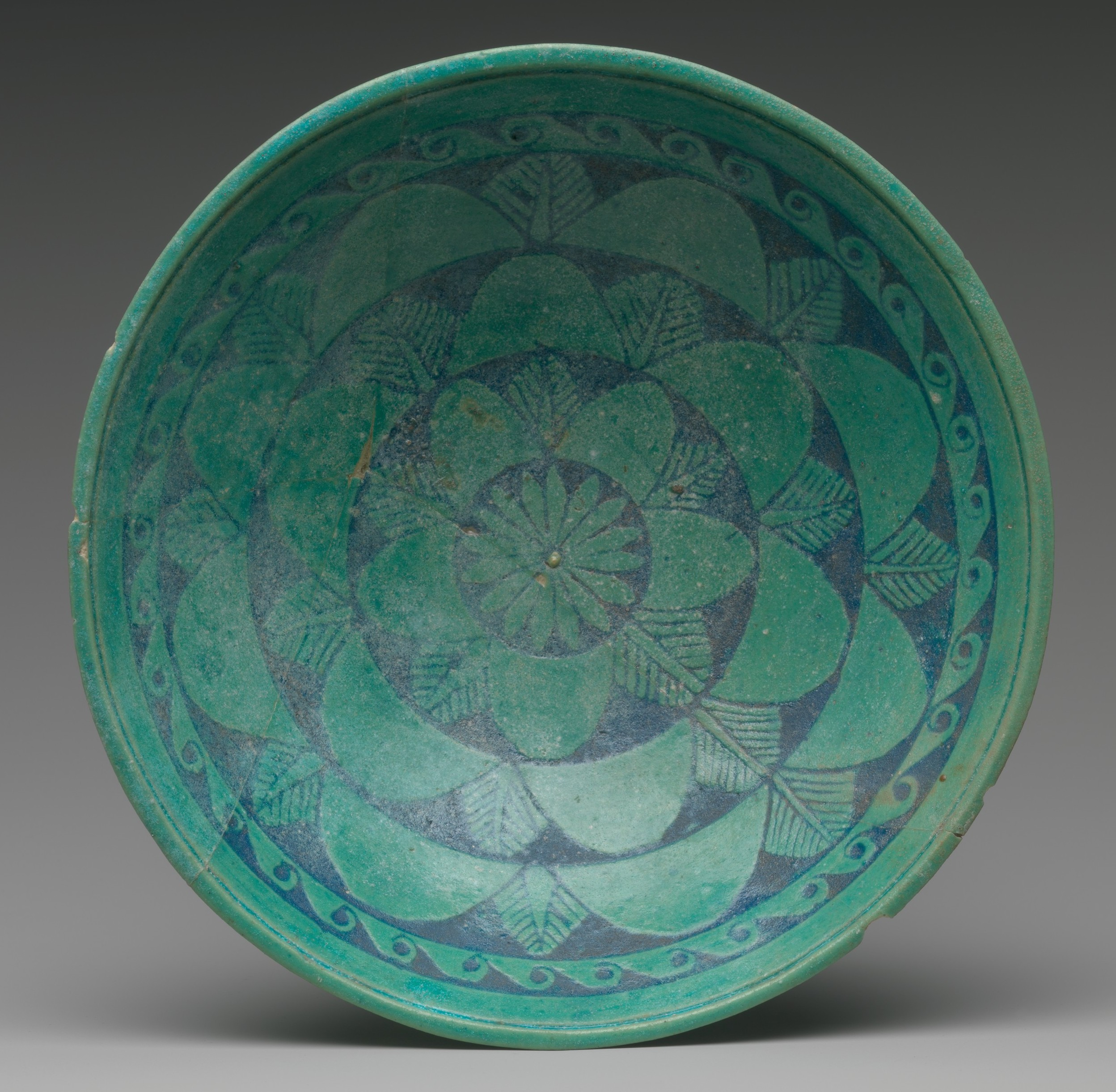
Bol; 200-150 î.Hr.; faianță; 4,8 × 16,9 cm; Muzeul Metropolitan de Artă

### Sticla
Chiar dacă materialele sticloase care sunt faianța și albastrul egiptean erau fabricate în Egipt dintr-o perioadă timpurie, tehnologia pentru fabricarea sticlei a fost perfecționată doar la începutul Dinastiei a XVIII-a. Probabil că a fost importată din Levant, deoarece cuvintele egiptene pentru sticlă sunt de origine străină. Obiectele funerare ale lui Amenhotep al II-lea au inclus numeroase artefacte de sticlă, care demonstrează o serie de tehnici diferite. În perioada asta, sticla era costisitoare și rară, fiind posibil și un monopol regal. Cu toate astea, până la sfârșitul Dinastiei a XVIII-a, Egiptul a produs probabil cantități suficiente ca să exporte sticlă în alte părți din estul Mediteranei. Atelierele de sticlă au fost descoperite la Amarna și Pi-Ramesses.  Materiile prime - dioxidul de siliciu, alcaliile și varul - erau disponibile cu ușurință în Egipt, deși lingouri gata făcute de sticlă albastră erau importate din Levant, fiind găsite în încărcătura epavei Uluburun din largul coastei de sud a Turciei. 

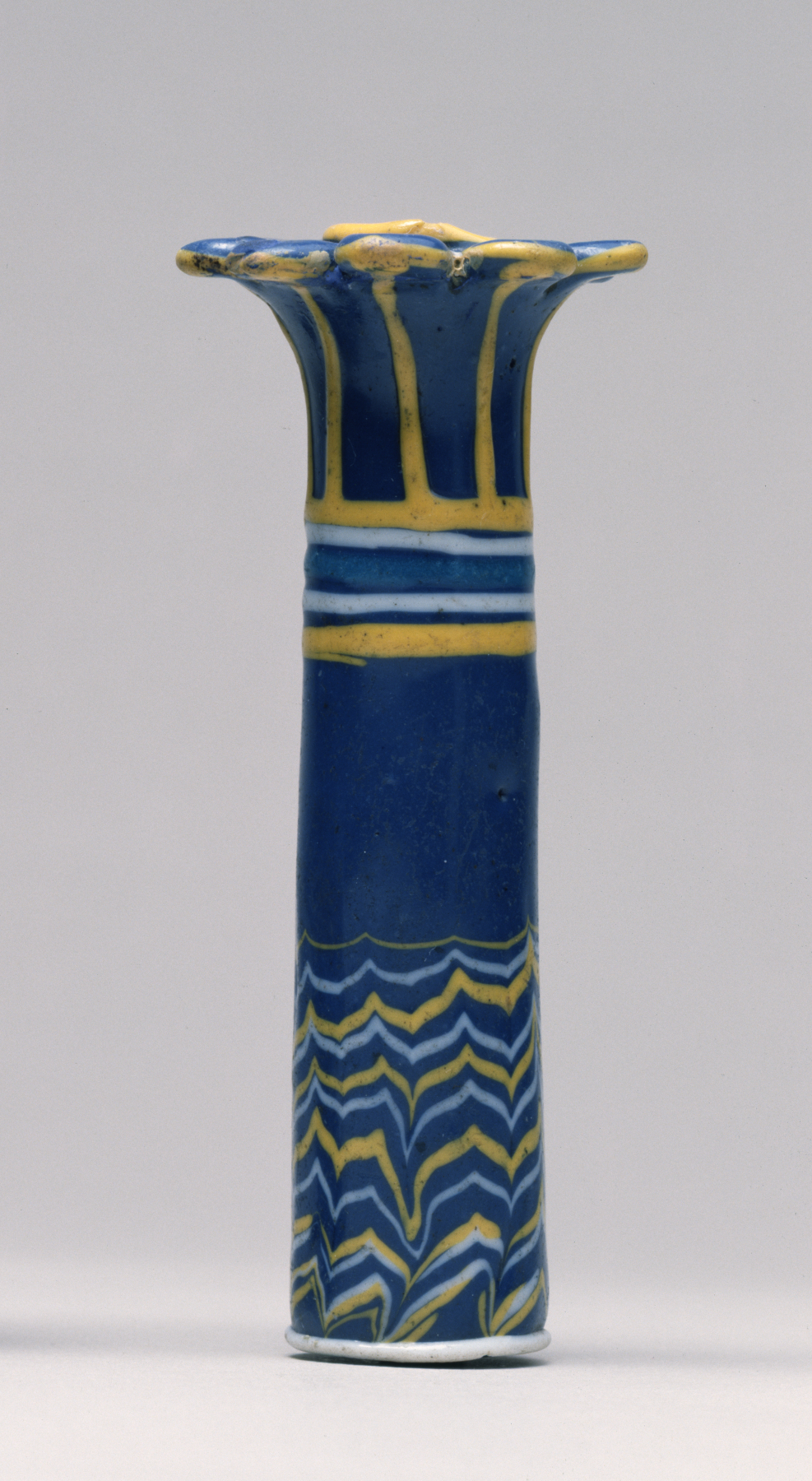
Vas de kohl în forma unei coloane în formă de papirus deschis; 1550-1086 î.Hr.; sticlă; înălțime: 8,9 cm; Muzeul de Artă Walters (Baltimore, SUA)
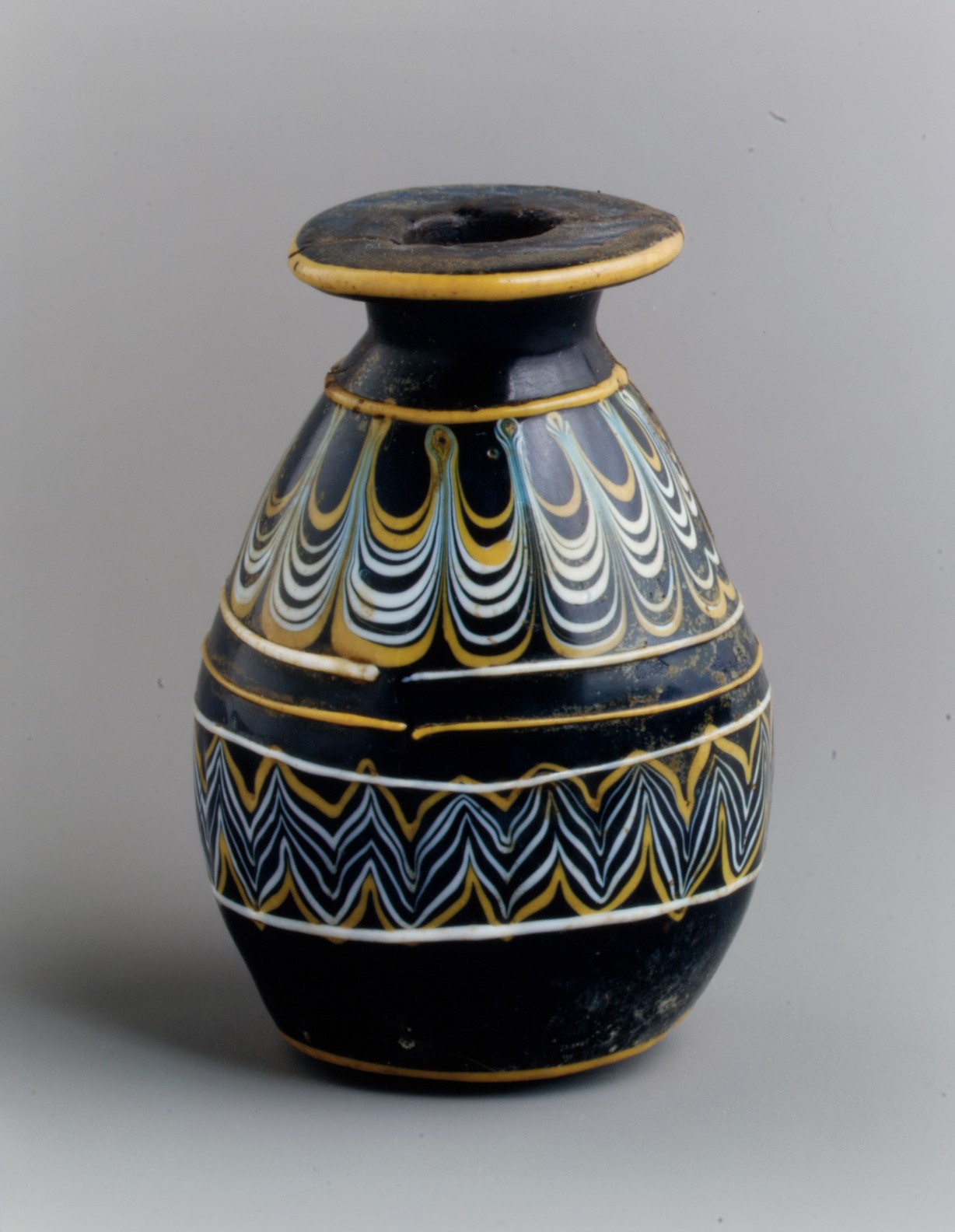
Vas; 1353-1336 î.Hr.; sticlă; înălțime: 8,1 cm; Muzeul Metropolitan de Artă (New York City)
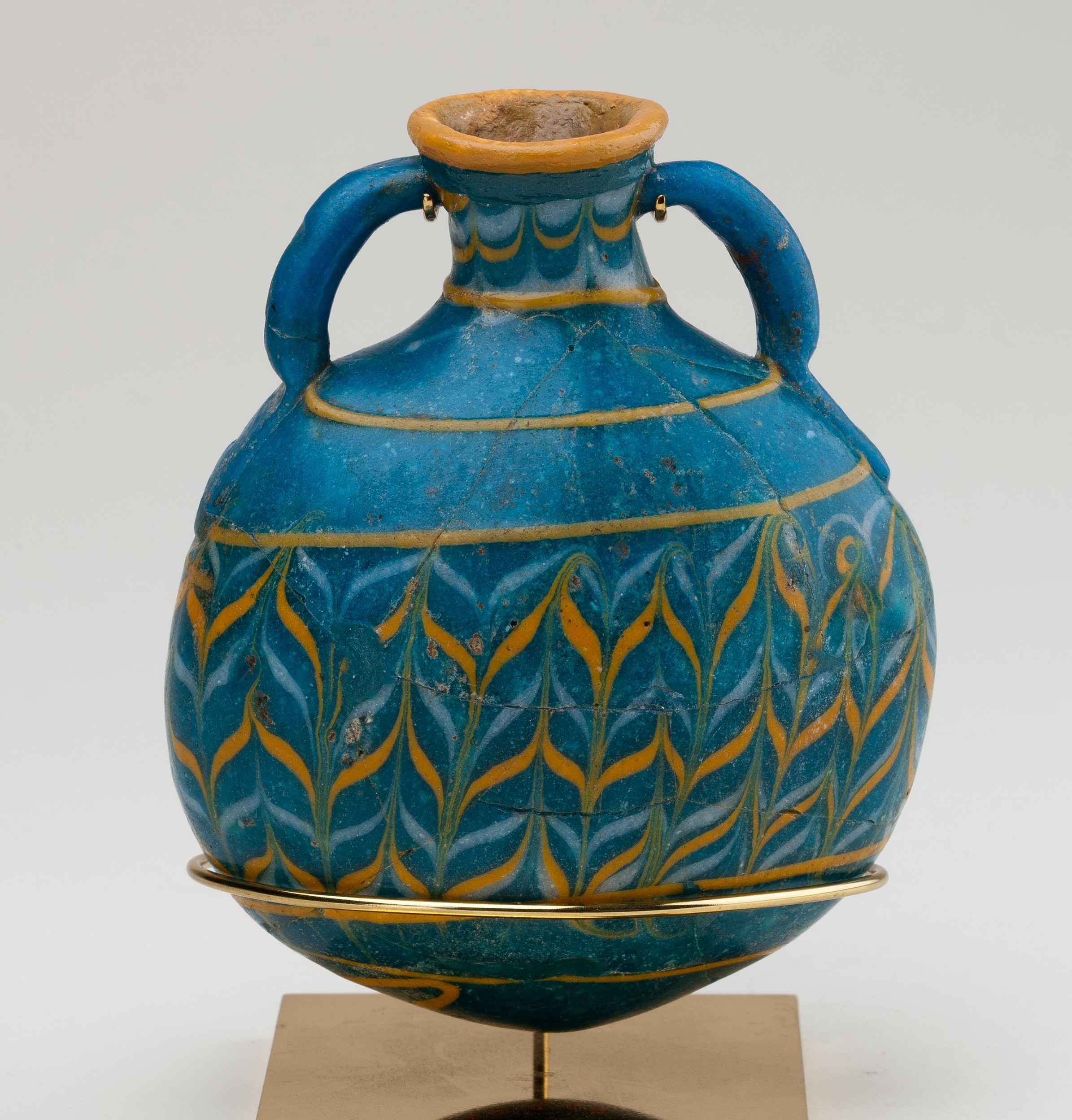
Vas; 1295–1070 î.Hr.; sticlă; înălțime: 10 cm; Muzeul Metropolitan de Artă
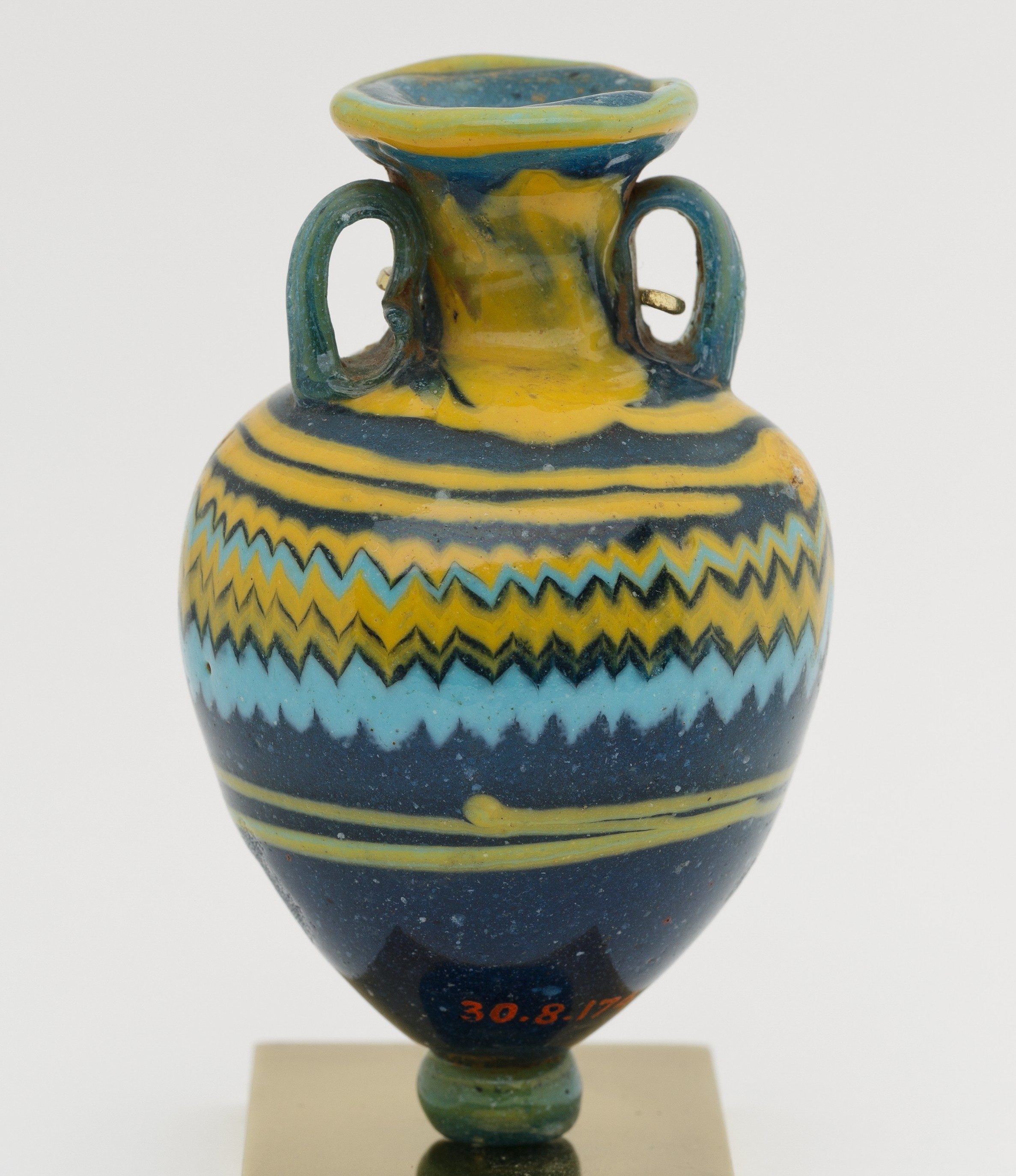
Vas mic (amforiskos); 664–332 î.Hr.; sticlă; înălțime: 7 cm; Muzeul Metropolitan de Artă

### Albastrul egiptean
Albastrul egiptean este un material legat de faianță și sticlă, dar diferit de ele. El era obținut din cuarț, alcalii, var și unul sau mai mulți agenți de colorare (de obicei compuși de cupru). Erau încălzite împreună până la fuzionare, ca să devină o masă cristalină de culoare uniformă (spre deosebire de faianță, la care miezul și stratul de suprafață sunt de culori diferite). Albastrul egiptean putea să fie lucrat manual sau presat în matrițe, pentru realizarea de statuete și alte obiecte mici. Este atestată prima dată în a IV-a Dinastie, dar a devenit deosebit de popular în perioada ptolemeică și în perioada romană, când era cunoscută sub numele de caeruleum.

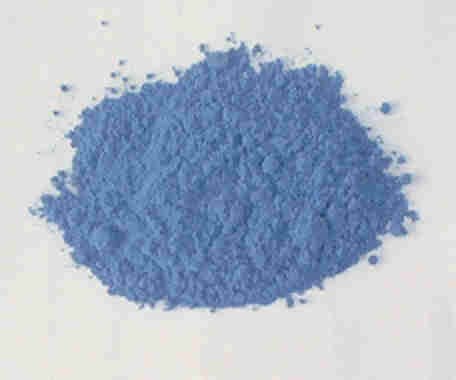
Pudră de albastru egiptean
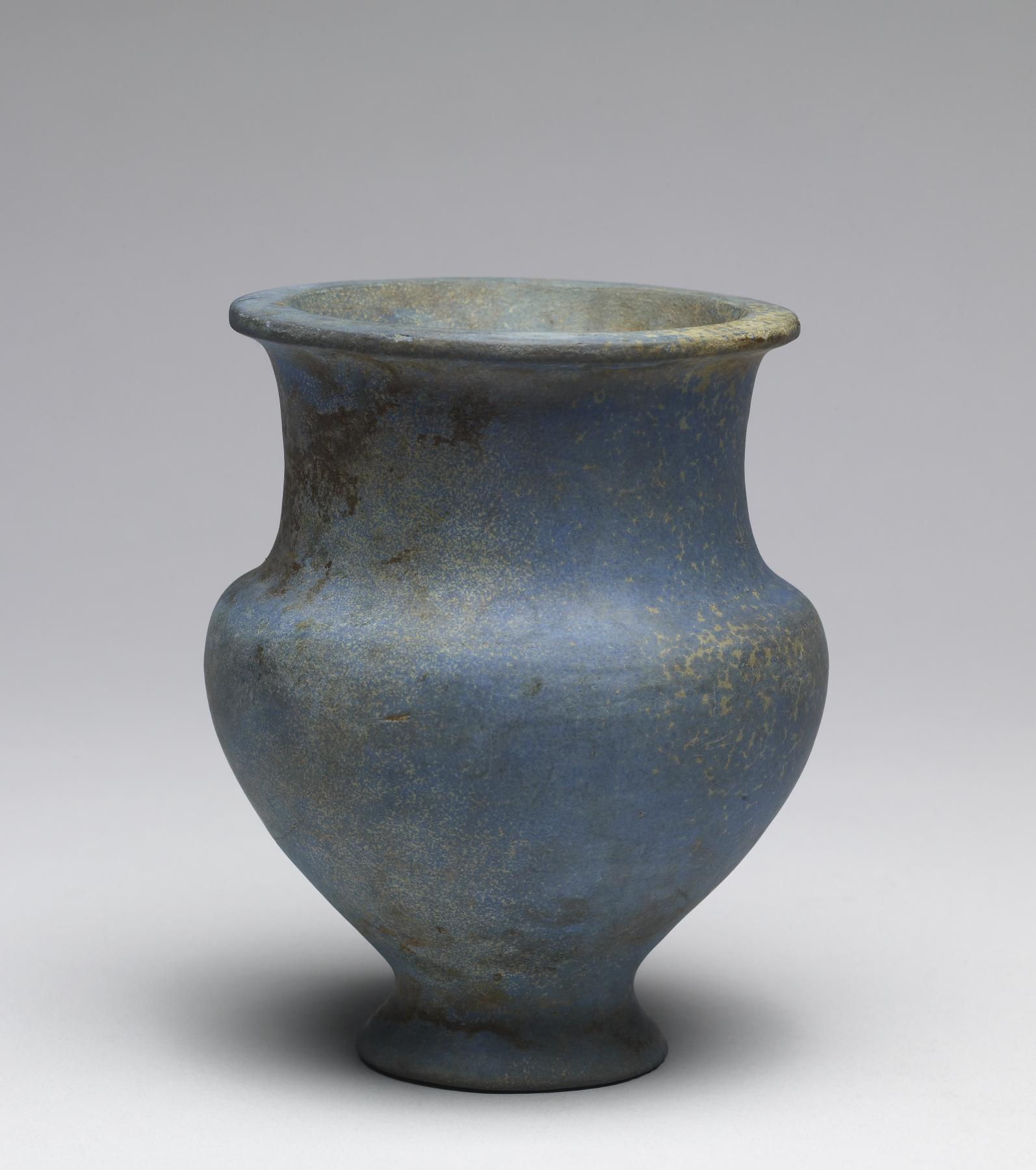
Amforă, un exemplu al așa-numitelor obiecte ceramice „albastre egiptene”; 1380–1300 î.Hr.; înălțime: 12,6 cm; Muzeul de Artă Walters (Baltimore, SUA)

### Metalele
Chiar dacă nu era un centru important al metalurgiei, Egiptul antic a dezvoltat tehnologii pentru extragerea și prelucrarea metalelor găsite în granițele sale și în țările învecinate.
Cuprul a fost primul metal care a fost exploatat în Egipt. Bucățele mici au fost găsite în mormintele badariene; obiecte mai mari au fost produse în Perioada Predinastică ulterioară, printr-o combinație de turnare în matrițe, călire și ciocănire la rece. Producția de artefacte de cupru a atins apogeul în Vechiul Regat, când a fost fabricat un număr mare de dălți de cupru pentru tăierea blocurilor de piatră ale piramidelor. Statuile de cupru ale lui Pepi I și Merenre de la Hierakonpolis sunt exemplare rare ale prelucrării metalelor pe scară largă.
Comoara de aur a lui Tutankhamon a ajuns să simbolizeze bogăția Egiptului Antic și ilustrează importanța aurului în cultura faraonică. Camera de înmormântare dintr-un mormânt regal se chema „casa de aur”. Potrivit religiei egiptene, carnea zeilor era făcută din aur. Un metal strălucitor care nu se oxida niciodată, a fost materialul ideal pentru reprezentările religioase ale zeităților, pentru obiectele funerare regale și pentru a adăugarea de strălucire în vârfurile obeliscurilor. Era folosit pe scară largă pentru bijuterii și era dat oficialilor ca recompensă pentru serviciile loiale („aurul onoarei”).
Argintul trebuia să fie importat din Levant, iar raritatea sa i-a dat inițial o valoare mai mare decât cea a aurului (care, la fel ca electrumul, era disponibil în interiorul granițelor Egiptului și Nubiei). Printre primele exemple de argintărie sunt brățările lui Hetepheres. Prin Regatul Mijlociu, argintul pare să fi devenit mai puțin valoros decât aurul, poate din cauza comerțului crescut cu Orientul Mijlociu. Tezaurul de la El-Tod constă într-o grămadă de obiecte de argint, făcute probabil în Marea Egee, în timp ce bijuteriile din argint realizate pentru femeile membre ale familiei regale a Dinastiei a XII-a au fost găsite la Dahshur și Lahun. În religia egipteană, se zicea că oasele zeilor erau făcute din argint.
Fierul a fost ultimul metal care a fost exploatat la scară largă de egipteni. Fierul meteoric era folosit pentru fabricarea de margele din perioada badariană. Totuși, tehnologia avansată necesară pentru topirea fierului nu a fost introdusă în Egipt până în Perioada Târzie. Înainte de ea, obiectele de fier erau importate și, prin urmare, erau foarte apreciate pentru raritatea lor. Scrisorile de la Amarna fac referire la cadourile diplomatice de fier trimise de conducătorii din Orientul Apropiat, în special hitiții, către Amenhotep al III-lea și Akhenaton.  Instrumentele și armele de fier au devenit comune în Egipt în Perioada Romană.

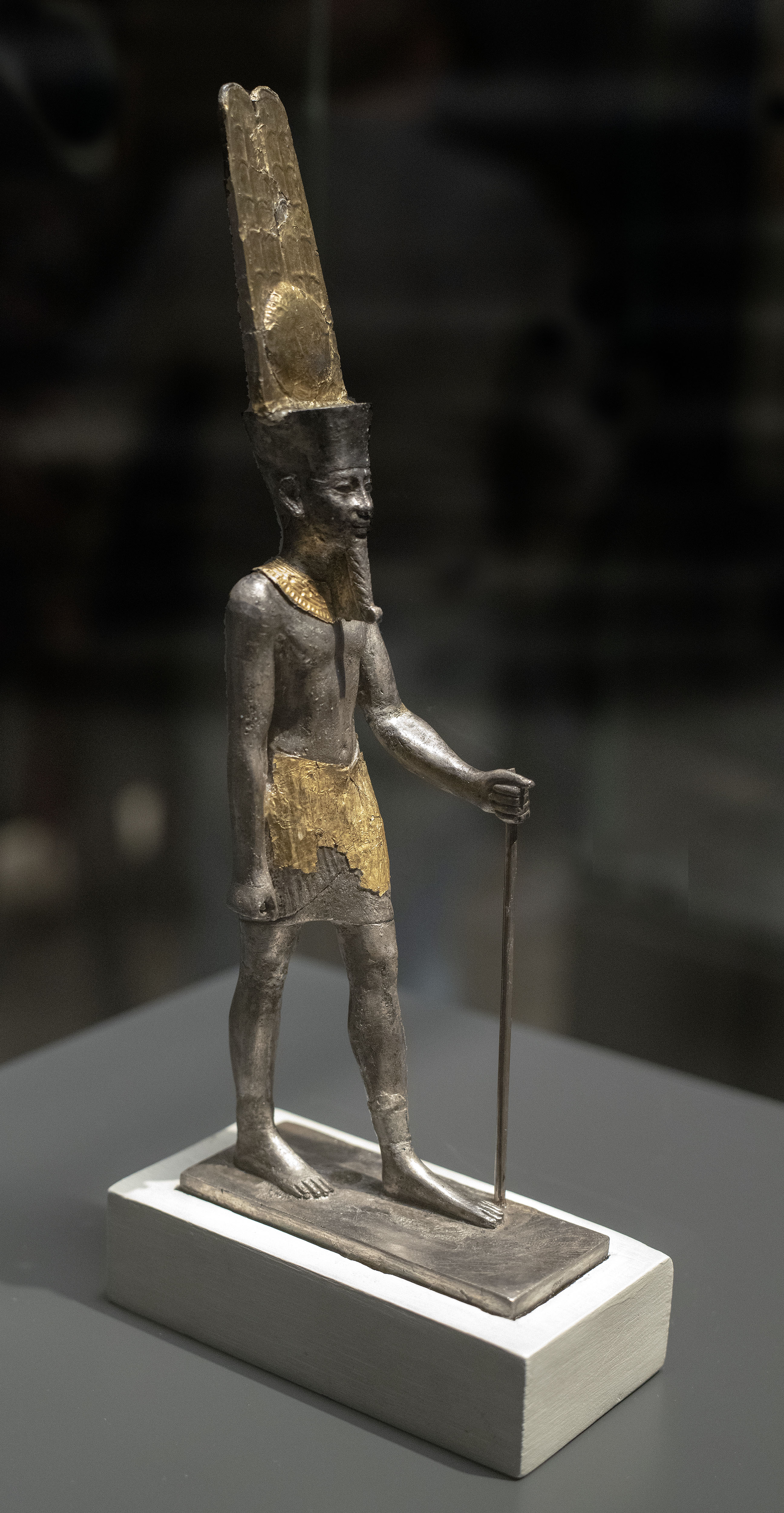
Figurină a lui Amun-Ra; 1069–664 î.Hr.; argint și aur; 24 × 6 × 8,5 cm, greutate: 0,7 cm; British Museum (Londra)
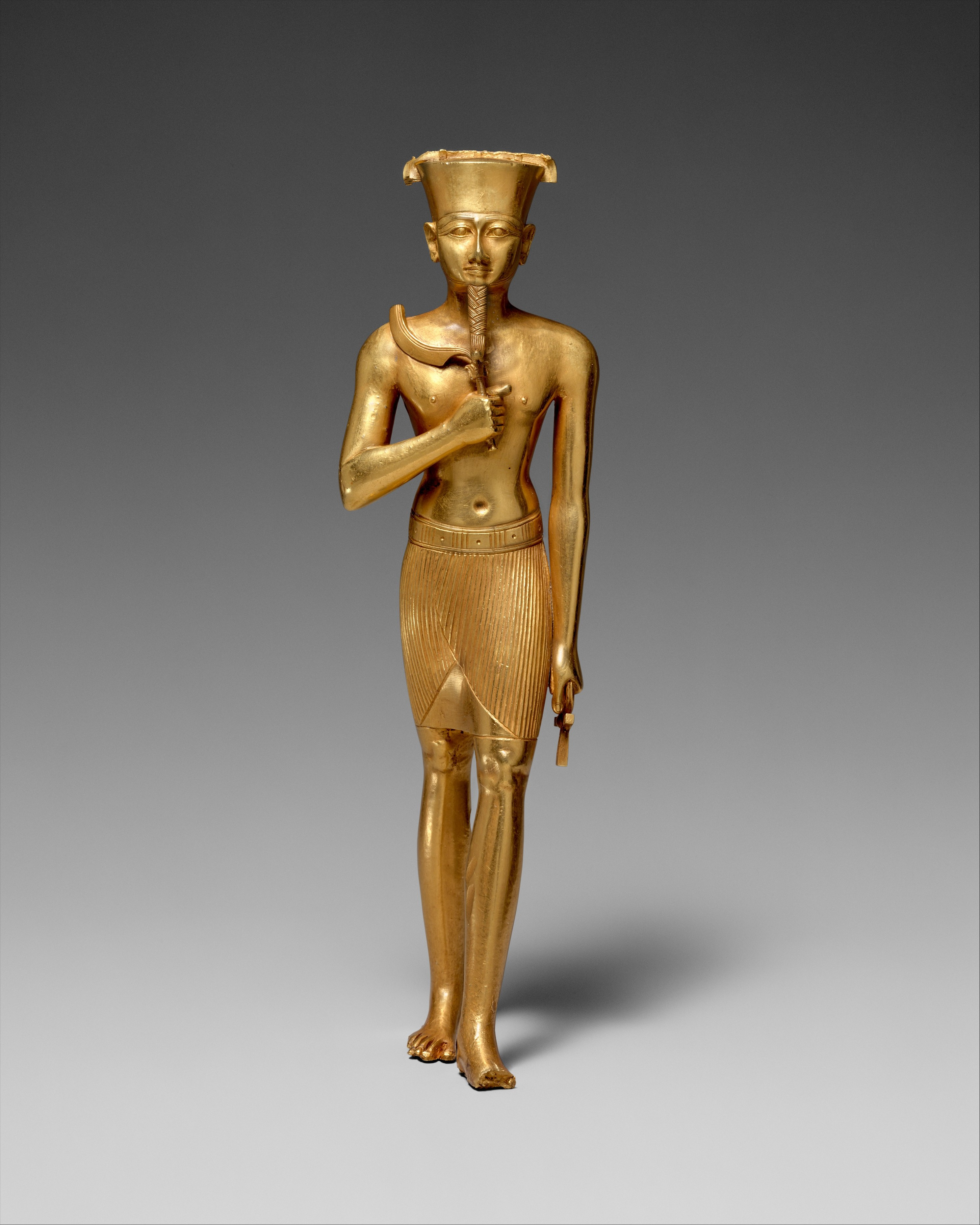
Statuetă a lui Amun; 945–715 î.Hr.; aur; 17,5 × 4,7 cm; Muzeul Metropolitan de Artă (New York City)
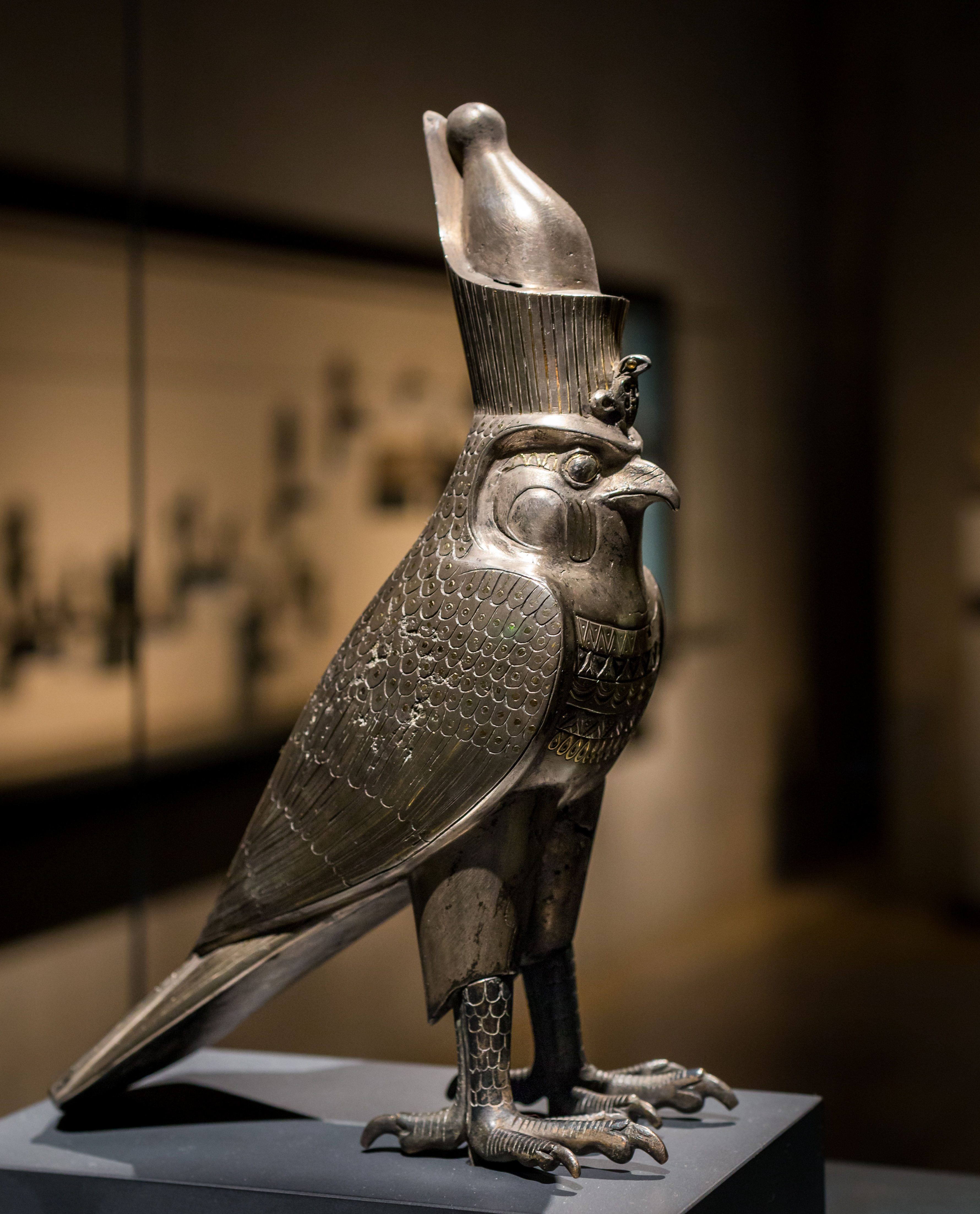
Figurină a lui Horus sub formă de șoim cu o coroană egipteană; circa 500 î.Hr.; argint și electrum; înălțime: 26,9 cm; Staatliche Sammlung für Ägyptische Kunst (Munchen, Germania)
Satuetă a lui Isis și Horus; 305–30 î.Hr.; bronz; 4,8 × 10,3 cm; Muzeul de Artă din Cleveland (Cleveland, Ohio, SUA)

### Lemnul
Din cauza irezistenței în timp, lemnul nu este deosebit de bine reprezentat printre artefactele din Egiptul Antic. Totuși, prelucrarea lemnului a fost realizată în mod evident la un standard ridicat dintr-o perioadă timpurie. Copacii autohtoni includeau curmalul și palmierul dom, ale căror trunchiuri puteau să fie folosite ca grinzi de clădiri sau transformate în scânduri. Tamarixul și acacia s-au folosit în fabricarea mobilei, în timp ce cenușa era folosită atunci când era necesară o mai mare flexibilitate (de exemplu la fabricarea bolurilor). Totuși, soiurile mai fine trebuiau importate, în special din Levant.

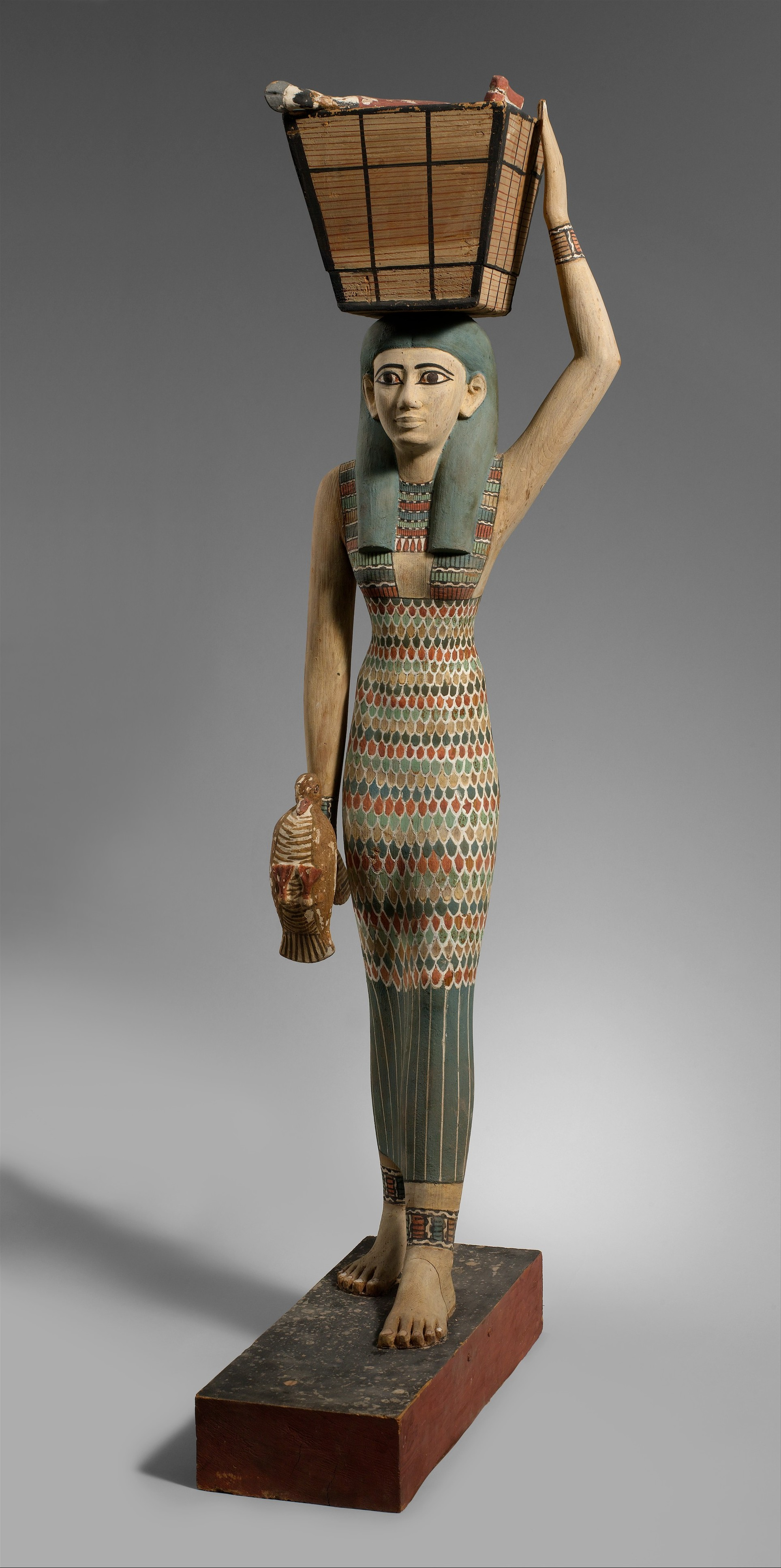
Figurina unei servitoare care duce provizii; 1981–1975 î.Hr.; lemn pictat și gesso; 112 × 17 cm; Muzeul Metropolitan de Artă (New York City)
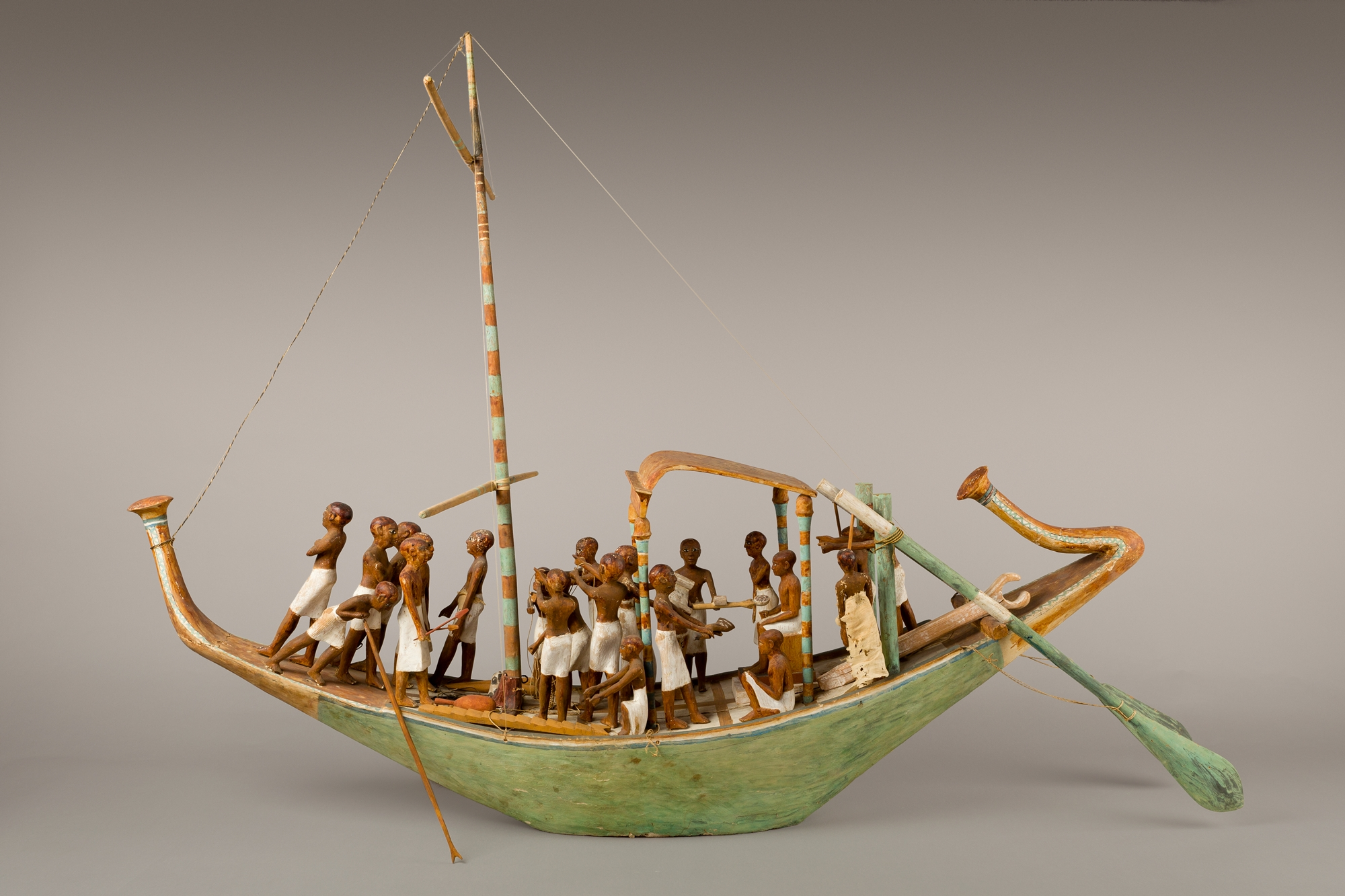
Model de barcă; 1981–1975 î.Hr.; lemn vopsit, ipsos, sfoară de in și țesătură de in; lungime: 145 cm;  Muzeul Metropolitan de Artă
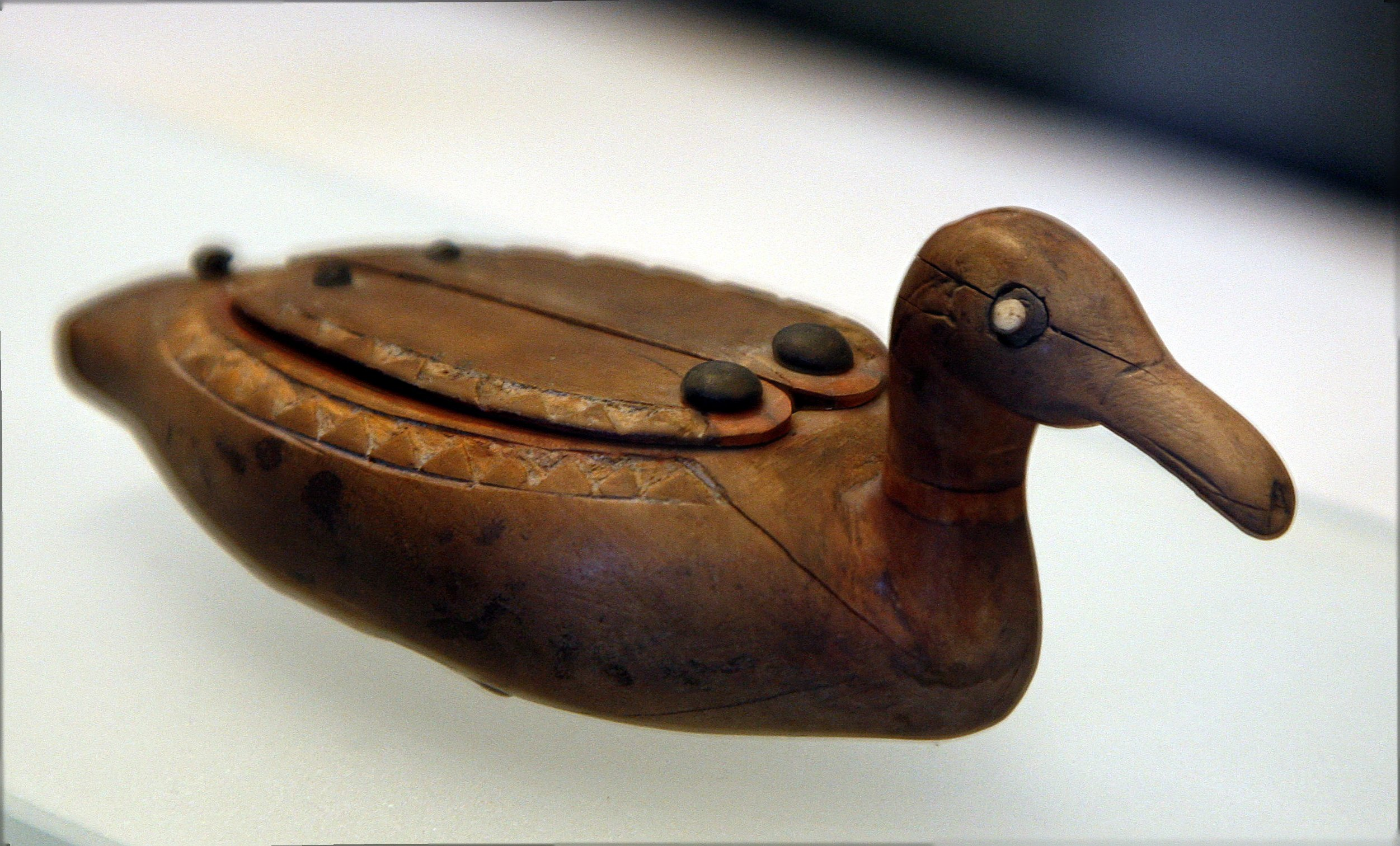
Cutiuță în formă de rață; secolele al XVI-lea-al XI-lea î.Hr.; lemn și fildeș; lungime: 16,5 cm, înălțime: 3,5 cm, lățime: 6,5 cm; Luvru
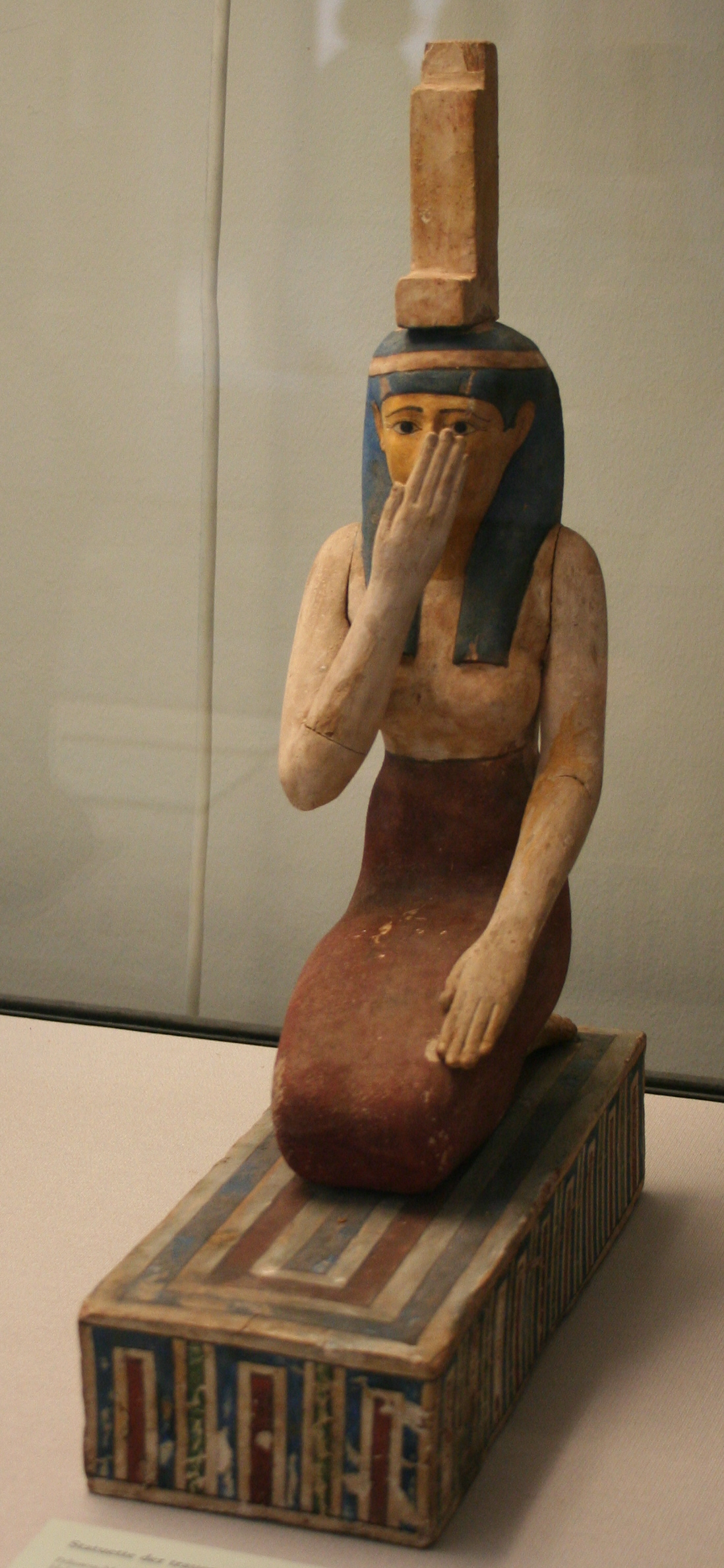
Figruină a lui Isis; din timpul Dinastiei Ptolemeice; înălțime: 40,5 cm; Roemer- und Pelizaeus-Museum Hildesheim (Hildesheim, Germania)

### Lapis lazuliul
Lapis lazuliul este o piatră semi-prețioasă albastru închis foarte apreciată de vechii egipteni datorită asocierii sale simbolice cu cerurile. Era importat pe rutele comerciale de lungă distanță din munții din nord-estul Afganistanului și a fost considerat superior tuturor celorlalte materiale, cu excepția aurului și argintului. Sticla colorată sau faianța erau niște imitații ieftine. Lapis lazuliul este atestat pentru prima dată în Perioada Predinastică. O întrerupere temporară a ofertei în timpul Dinastiilor a II-a și a III-a reflectă probabil schimbări politice în Orientul Apropiat. După aceea, a fost folosit pe scară largă pentru bijuterii, figurine mici și amulete.

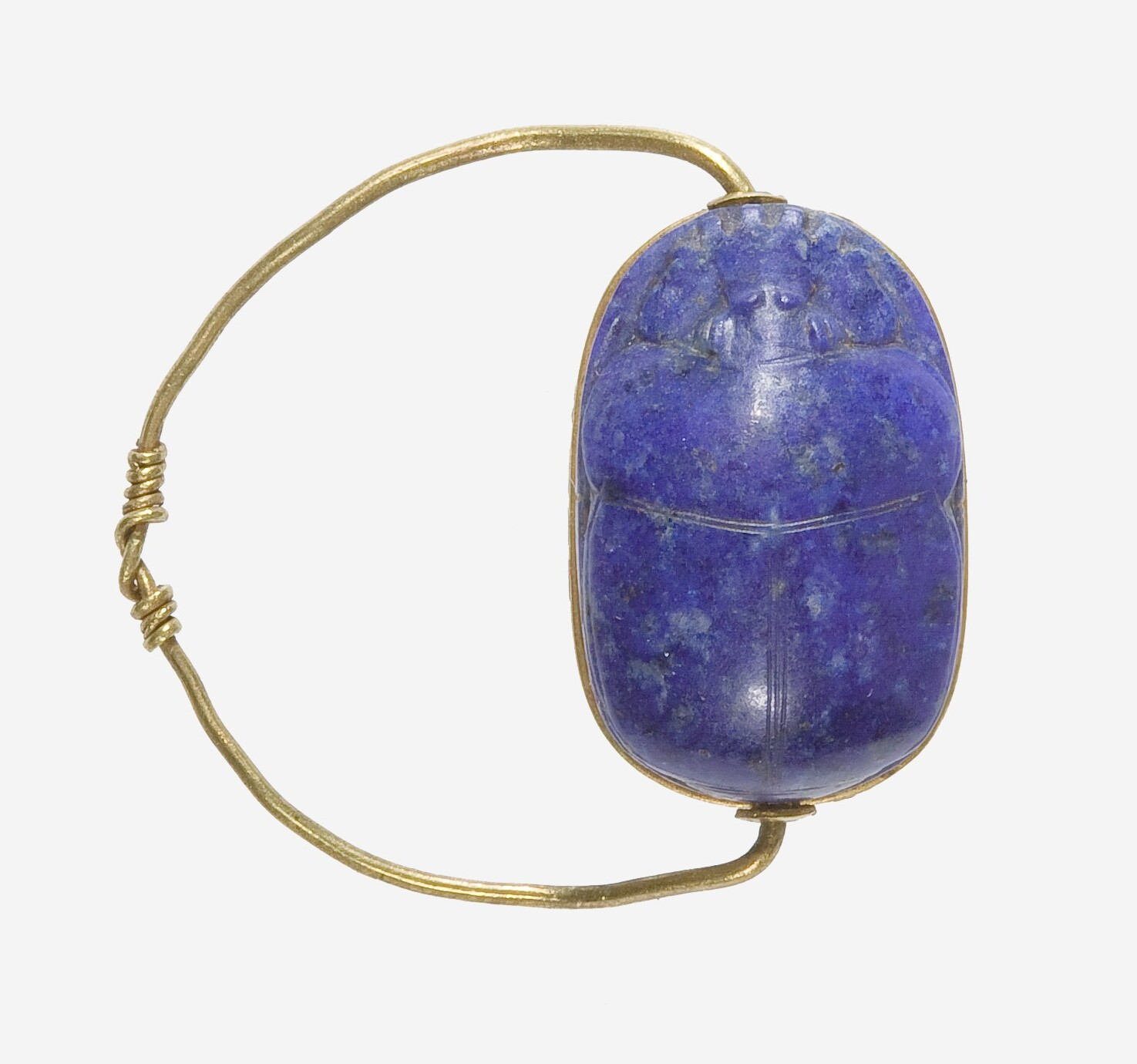
Inel cu un scarabeu; 1850–1750 î.Hr.; diametru; 2,5 cm; Muzeul Metropolitan de Artă (New York City)
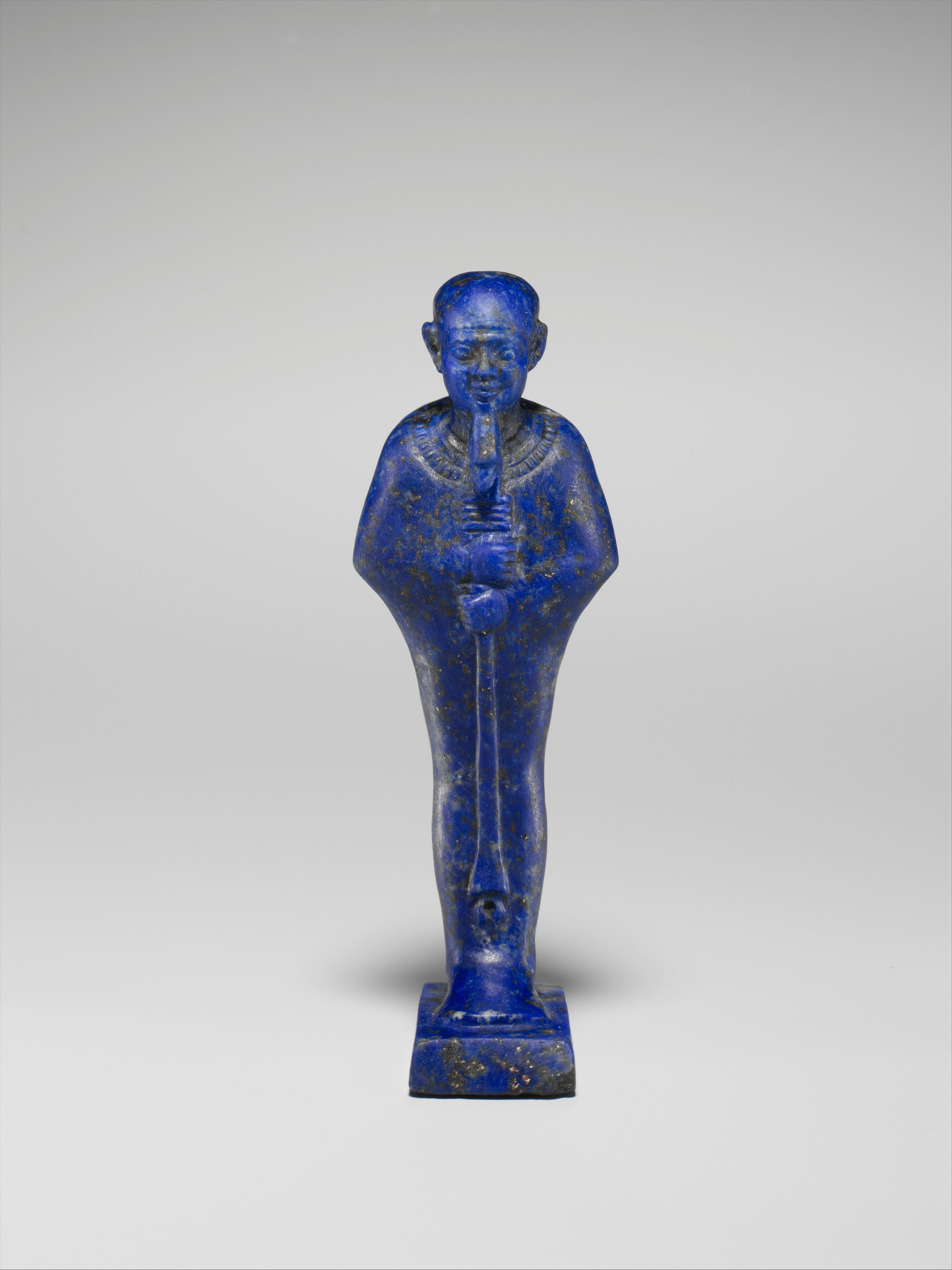
Figurină a lui Ptah; 945–600 î.Hr.; înălțimea figurinei: 5,2 cm, înălțimea bazei: 0,4 cm; Muzeul Metropolitan de Artă
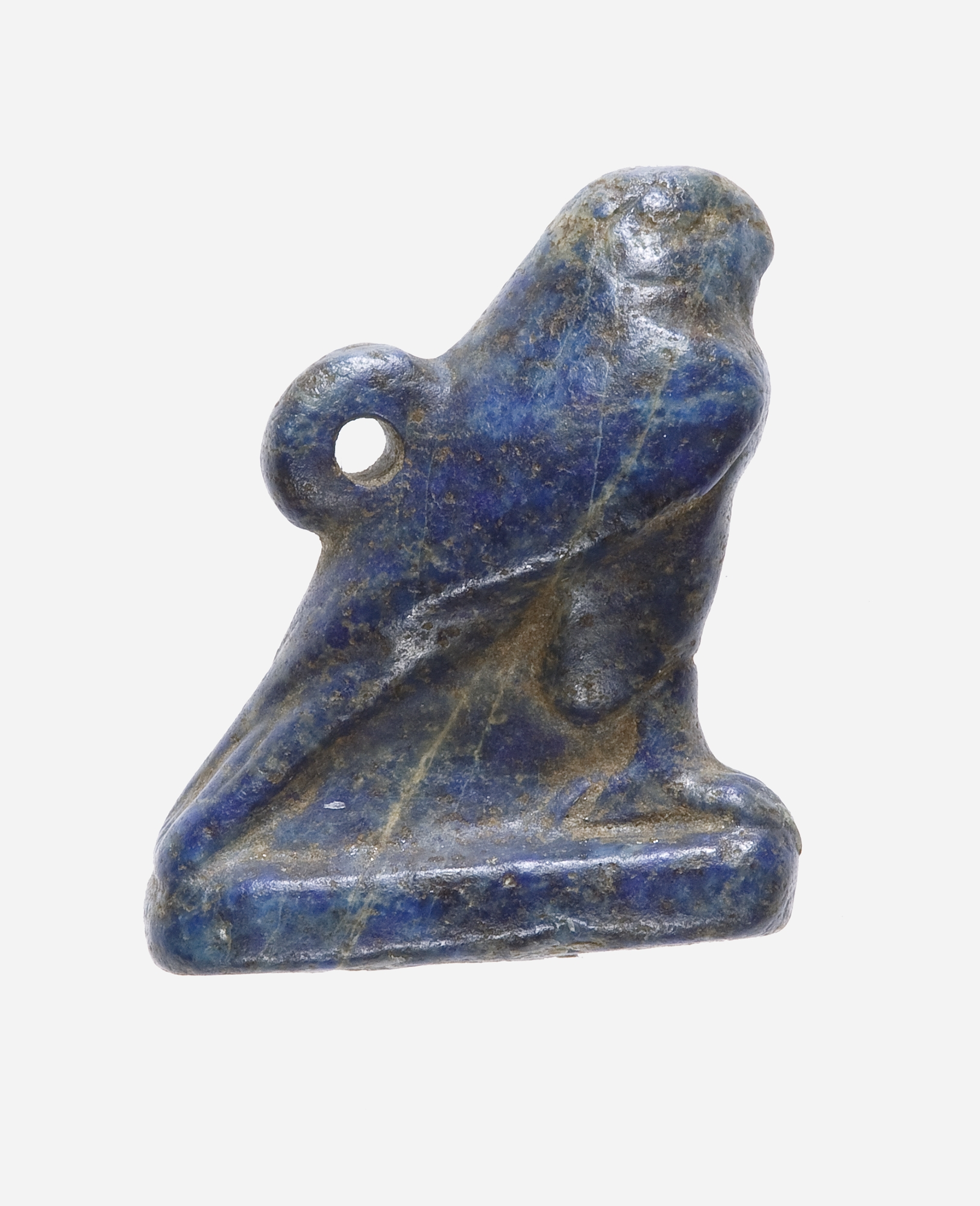
Amuletă în formă de șoim; 664–332 î.Hr.; înălțime: 2,2 cm; Muzeul Metropolitan de Artă
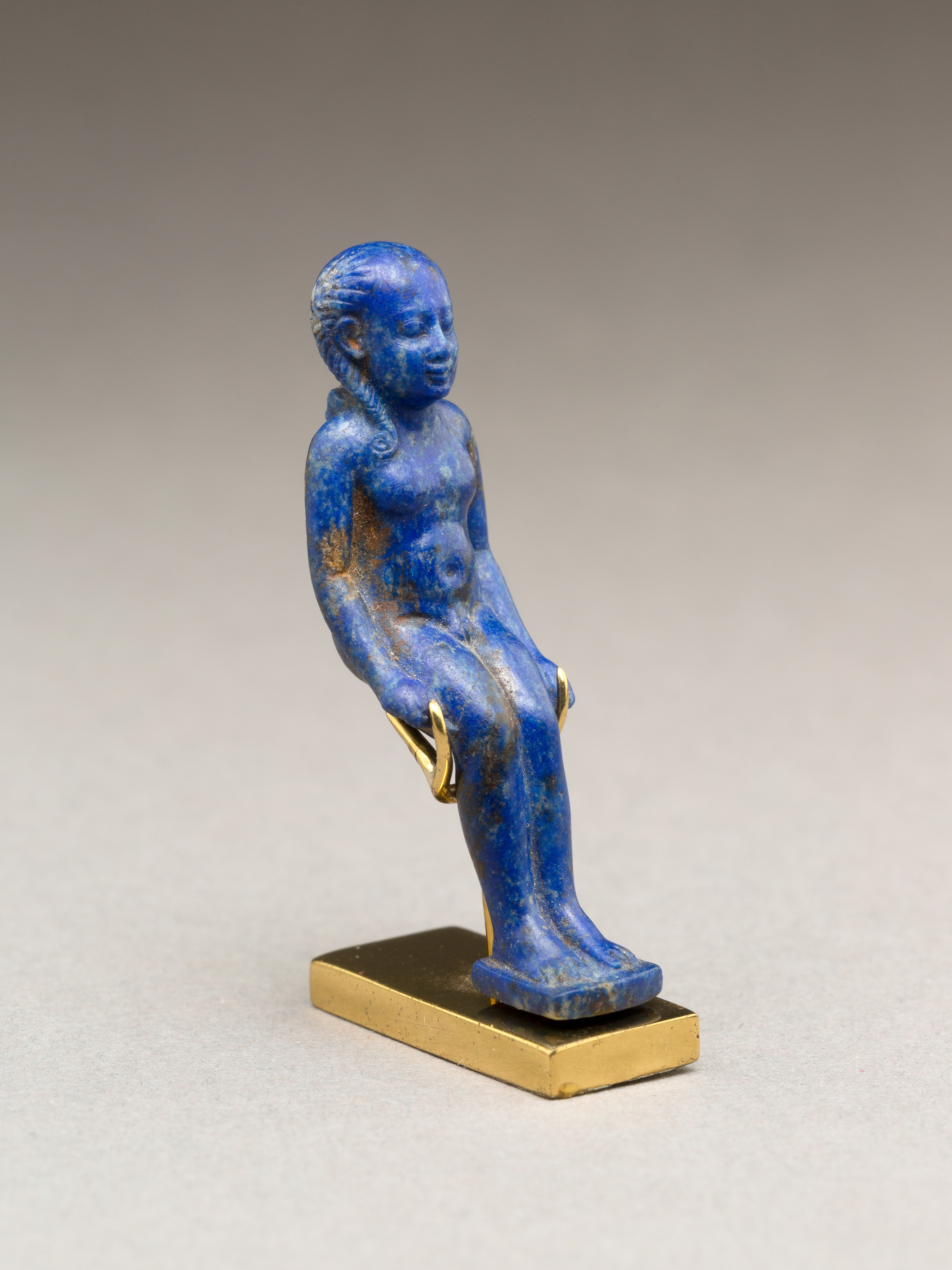
Amuletă în formă de copil zeu (Harpokrates?); 664–30 î.Hr.; înălțime: 4,3 cm, lățime: 1,2 cm, adâncime: 1,6 cm; Muzeul Metropolitan de Artă

### Alte materiale
- Jaspul este o formă impură de calcedonie cu benzi sau pete roșii, verzi sau galbene. Jaspul roșu, simbol al vieții și al aspectelor pozitive ale universului, era folosit pentru amulete. Era ideal pentru anumite amulete, cum ar fi amuleta din tit, sau cea de tyet (cunoscut și ca nodul lui Isis), să fie confecționate din jasp roșu, după cum se specifică în Vraja 156 din Cartea Morților. Jaspul verde mai rar folosit a fost indicat în special pentru producerea de scarabei.
- Serpentinul e termenul generic pentru silicații hidratați de magneziu. Provenea mai ales din deșertul estic și apare în mai multe nuanțe de culoare, de la un verde pal până la unul întunecat pe negru. Folosit încă din cele mai vechi timpuri, a fost căutat în special pentru producerea de scarabei.
- Steatitul este un mineral din familia cloriților; are marele avantaj că este foarte ușor de lucrat.  Amuletele făcute din steatit există din perioada Predinastică, iar în perioadele ulterioare erau acoperite de obicei într-un strat fin de faianță, fiind în formă de scarabei.
- Turcoazul este o piatră opacă, de la albastru deschis până la verde-albastru. Este un fosfat de aluminiu natural colorat de albastrul urmelor de cupru. Strâns legat de zeița Hathor, era extras în principal din mine din Peninsula Sinai (la Serabit el-Khadim). Egiptenilor le plăceau în mod deosebit nuanțele verzui, simbolice ale dinamismului și ale reînnoirii vitale. În Perioada Târzie, turcoazul (la fel ca lapis lazuliul) era sinonim cu bucurie și încântare.

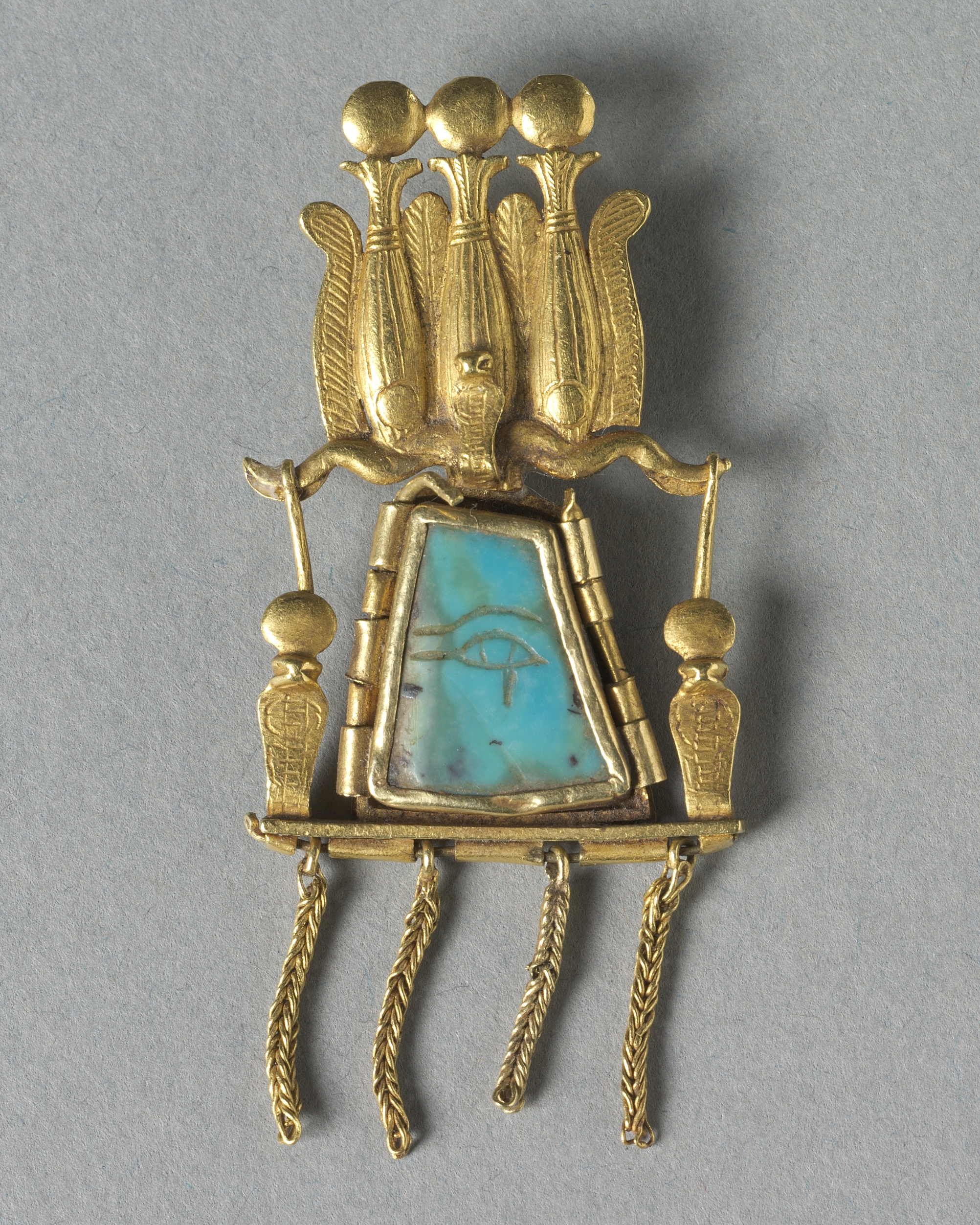
Pandantiv; circa 1069 î.Hr.; aur și turcoaz; 5,1 x 2,3 cm; Muzeul de Artă din Cleveland (Cleveland, SUA)
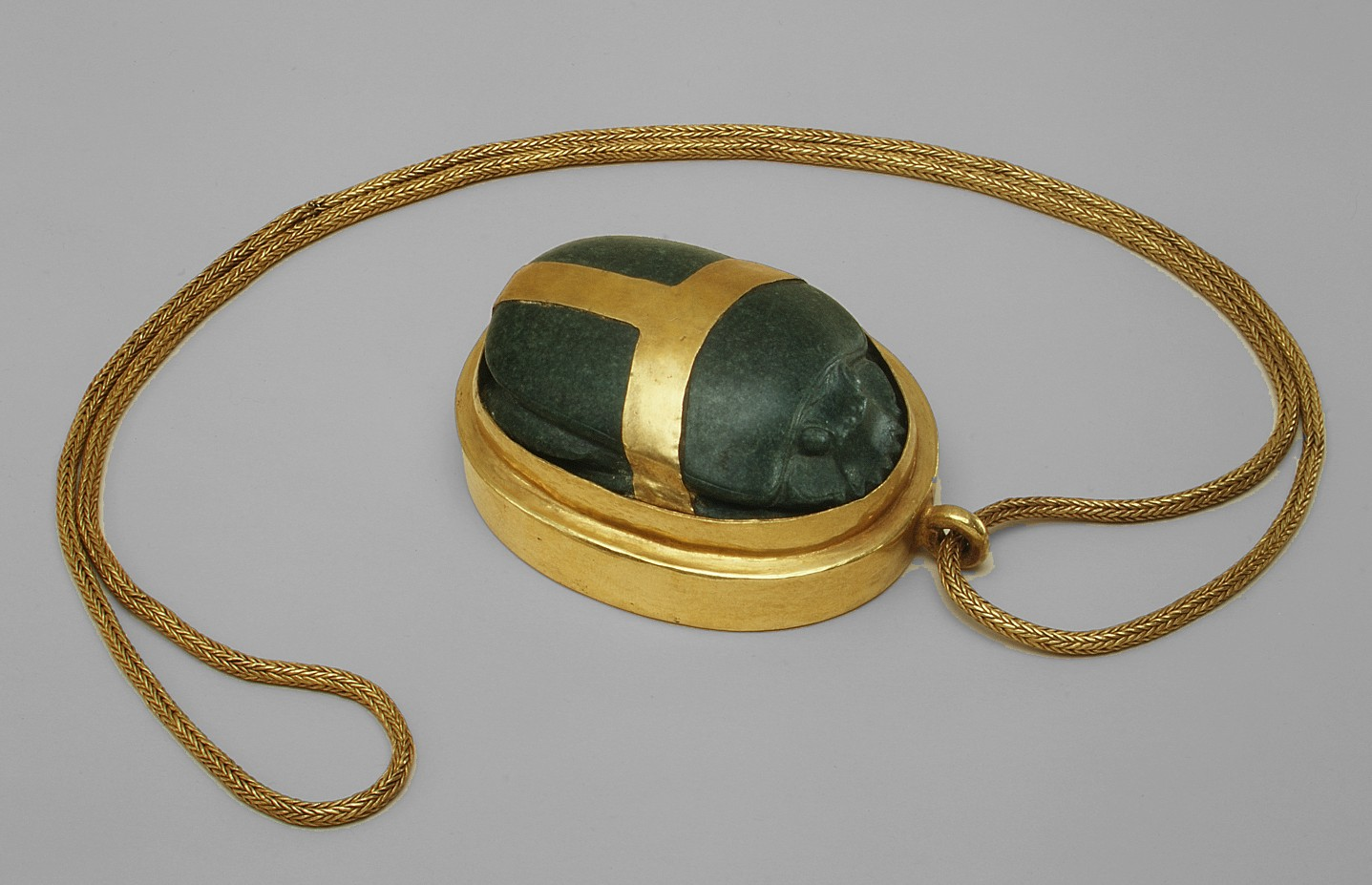
Scarabeu al lui Hatnefer; 1492–1473 î.Hr,; serpentin (scarabeu) și aur; 5,3 × 2,8 cm, lănțișorul: 77,5 cm; Muzeul Metropolitan de Artă (New York City)
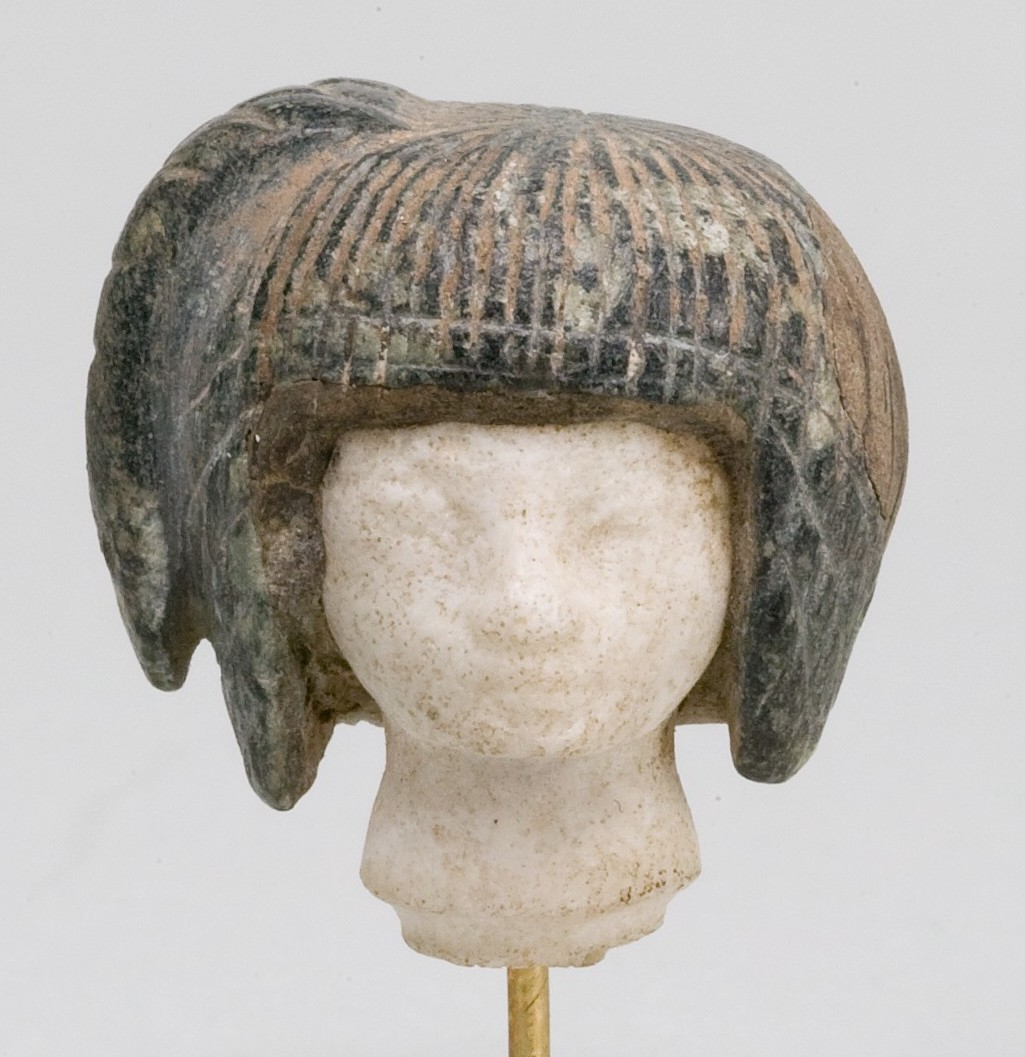
Capul unei fete; 1390–1353 î.Hr.; travertin (capul) și steatit (părul); 2,8 × 2,7 cm; Muzeul Metropolitan de Artă
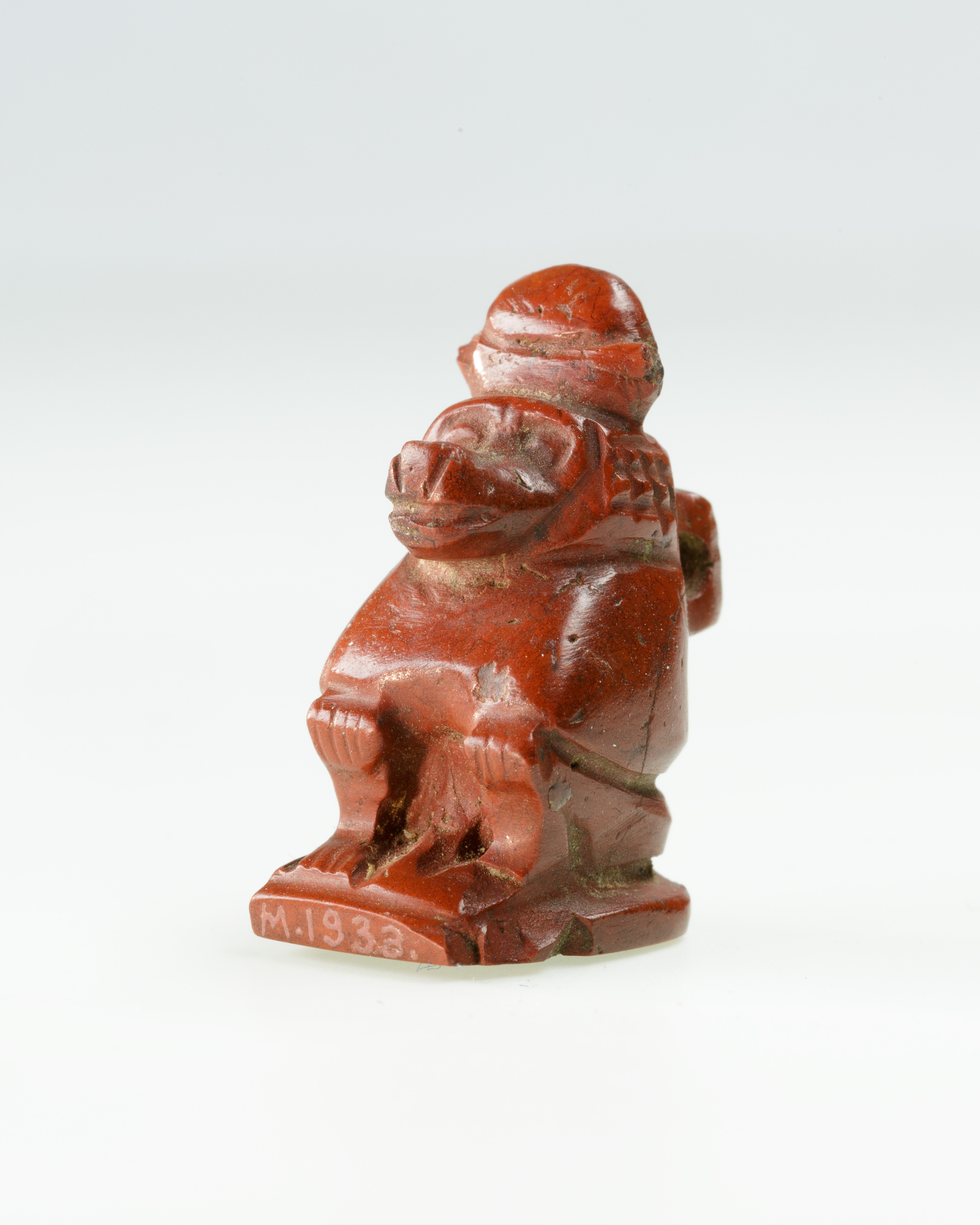
Amuletă; 1295–1070 î.Hr.; jasp roșu; 2,3 × 1,2 cm; Muzeul Metropolitan de Artă

## Sculptura

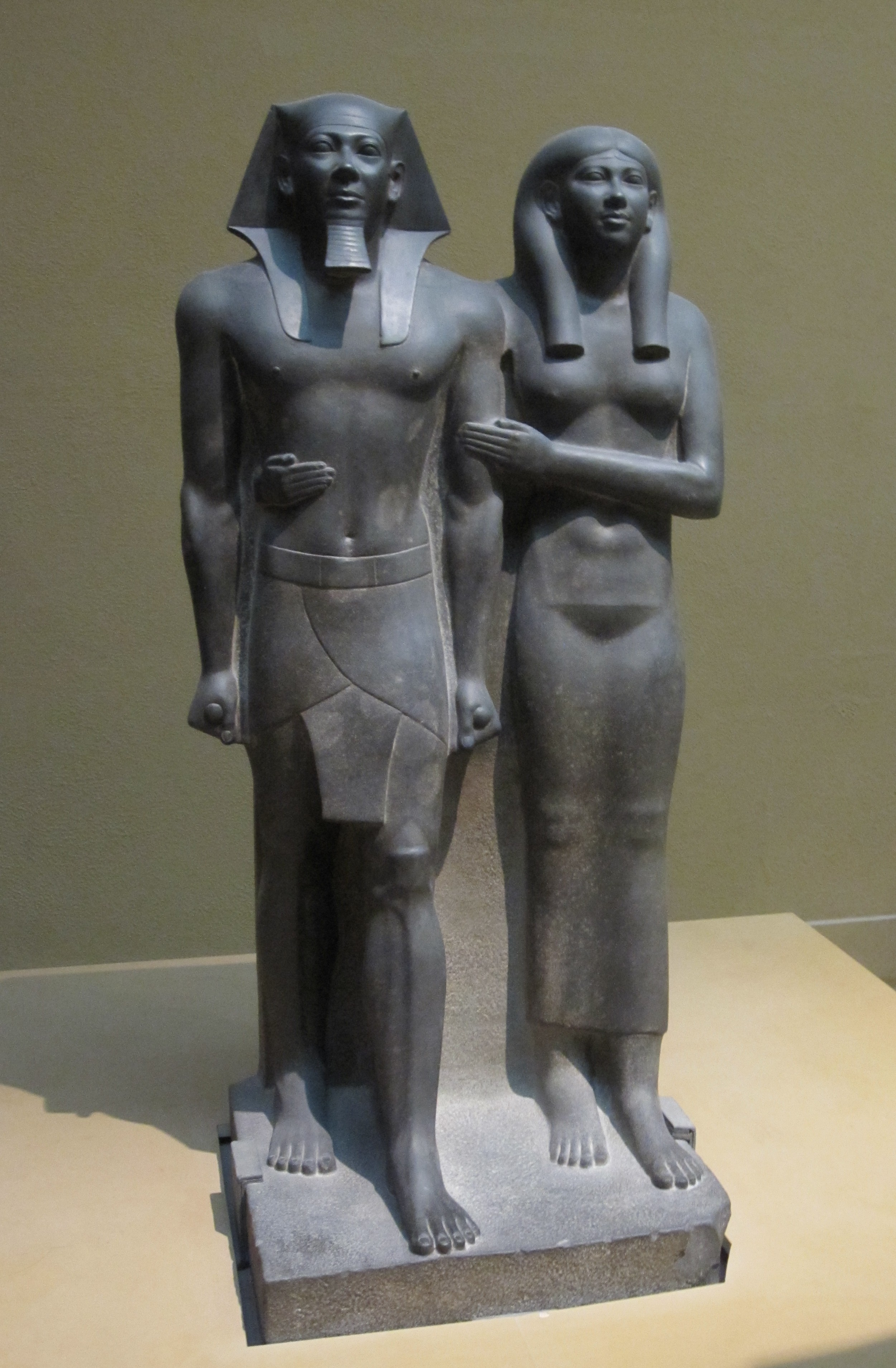
Faraonul Menkaure și regina Khamerernebty a 2-a; 2490–2472 î.Hr.; șist cu urme de policromie; 142,2 × 57,1 × 55,2 cm; Muzeul de Arte Fine (Boston, SUA)

Sculptura monumentală a templelor și mormintelor Egiptului antic este bine cunoscută, dar opere mici, rafinate și delicate există într-un număr mult mai mare. Egiptenii foloseau tehnica reliefului scufundat, care este cel mai bine privit în lumina soarelui pentru contururile și formele care trebuie evidențiate de umbre. Pozițiile distinctive ale statuilor în picioare orientate în față cu un picior în fața celuilalt era folosită pentru echilibrul și rezistența operei. Poziția asta singură a fost folosită de la începutul istoriei artei egiptene și până în perioada ptolemeică, chiar dacă statuile așezate erau de asemenea comune.
Faraonii egipteni erau mereu văzuți ca niște zei, dar alte zeități sunt mult mai puțin obișnuite în statuile mari, cu excepția cazului în care îl reprezintă pe faraon ca o altă zeitate; cu toate astea, celelalte zeități sunt înfățișate frecvent în picturi și reliefuri. Majoritatea sculpturilor mai mari care au supraviețuit provin din temple sau morminte; statui masive au fost construite ca să-i reprezinte pe zei, faraoni și reginele lor, de obicei pentru zone deschise în, sau în afara templelor. Cea mai sacră imagine de cult a unui zeu într-un templu, de obicei deținută în naos, era sub forma unei bărci relativ mici în care era o imagine a zeului și, aparent, de obicei din metale prețioase - niciuna dintre ele nesupraviețuind.
Prin Dinastia a IV-a (2680-2565 î.Hr.), ideea statuii Ka a fost ferm stabilită.  Acestea erau puse în morminte ca loc de odihnă pentru porțiunea ka a sufletului și, astfel, există un număr mare de statui mai puțin convenționale ale administratorilor binevoitori și ale soțiilor lor, multe de lemn, deoarece Egiptul este unul dintre puținele locuri din lume în care clima permite lemnului să supraviețuiască peste milenii.
Mormintele timpurii conțineau și mici modele de sclavi, animale, clădiri și obiecte, cum ar fi bărcile (și mai târziu figurine ușabti) necesare defunctului ca să-și continue stilul de viață în viața de apoi. Cu toate astea, majoritatea sculpturilor din lemn s-au pierdut până la descompunere, sau probabil au fost folosite ca combustibil. Figurinele mici ale zeităților sau personificările lor animale sunt foarte frecvente și se găsesc făcute din materiale ca ceramica. De asemenea, existau un număr mare de obiecte mici sculptate, de la figuri ale zeilor până la jucării și ustensile sculptate.  Alabasterul era folosit pentru versiunile lor scumpe, chiar dacă lemnul pictat era cel mai obișnuit material și era obișnuit pentru micile modele/miniaturi de animale, sclavi și bunuri plasate în morminte pentru a asigura viața de apoi.
Erau urmate convenții foarte stricte în timpul creării de statui și reguli specifice guvernau reprezentarea fiecărui zeu egiptean. De exemplu, zeul cerului (Horus) trebuia să fie reprezentat cu un cap de șoim, zeul riturilor funerare (Anubis) trebuia să fie arătat cu un cap de șacal. Lucrările artistice au fost clasificate în funcție de conformitatea lor cu aceste convenții, iar convențiile erau urmate atât de strict încât, peste trei mii de ani, aspectul statuilor s-a schimbat foarte puțin. Convențiile astea auveau scopul de a transmite calitatea atemporală și care nu îmbătrânește a ka-ului figurii. Hieratismul: lipsa de expresivitate a chipurilor și reprezentarea statică a trupurilor. Personajele au bărbia ușor ridicată, calota craniană lăsată pe spate, ochii măriți și privirea îndreptată la infinit. Acest calm, liniște și lipsă de expresivitate simbolizează detașarea personajelor de viața pământeană și așteptarea judecății zeilor care să le confere dreptul la nemurire după cântărirea faptelor bune și rele.
O altă caracteristică a sculpturii egiptene antice e diferența dintre modurile în care erau înfățișați bărbații și femeile.  Femeile erau adesea reprezentate într-o formă idealizată, tinere și drăguțe. Bărbații erau arătați fie într-o manieră idealizată, fie într-o imagine mai realistă.

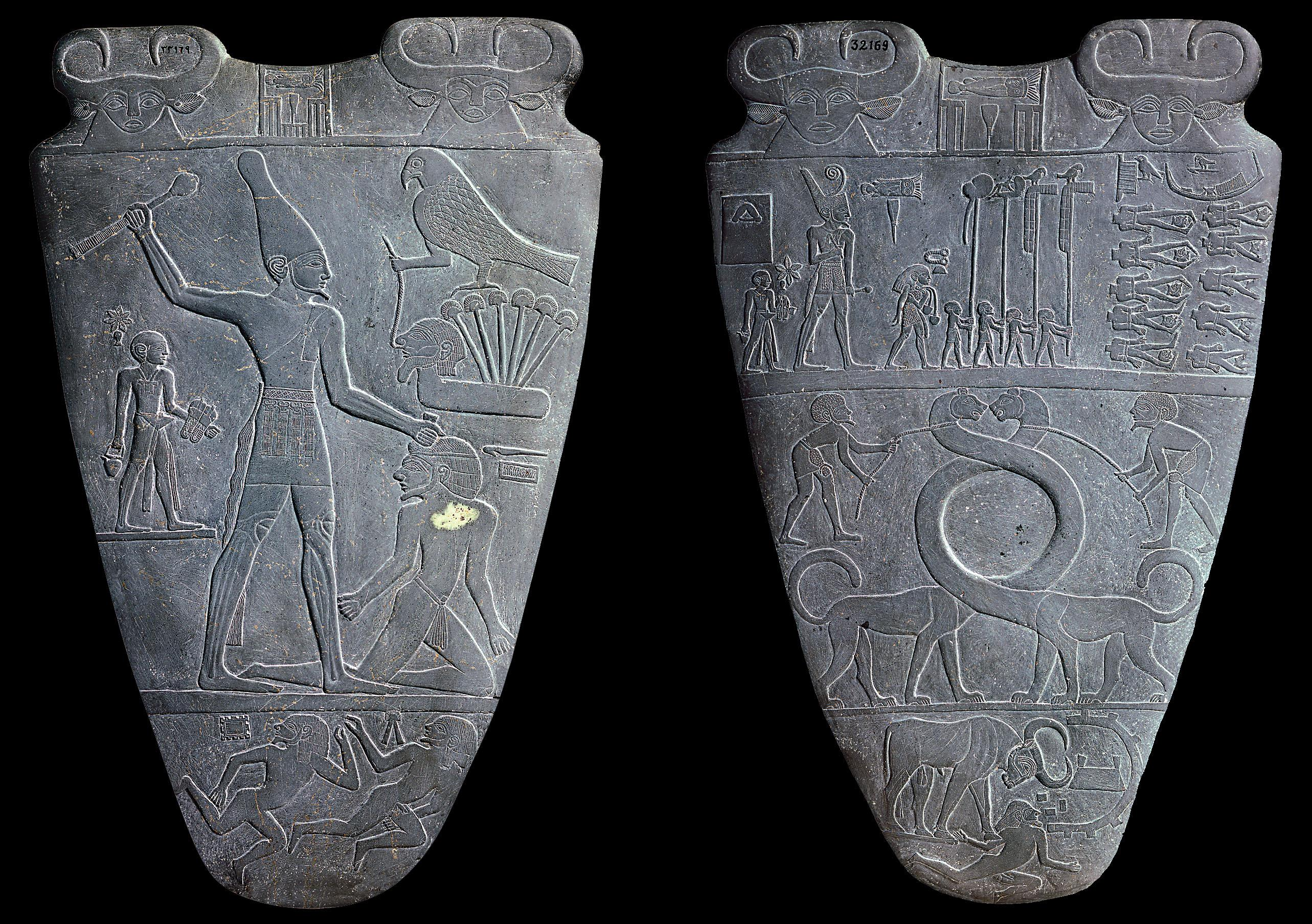
Ambele fețe ale Paletei lui Narmer; circa 3100 î.Hr.; șist verde; înălțime: 63 cm; de la Hierakonpolis; Muzeul Egiptean din Cairo (Egipt)
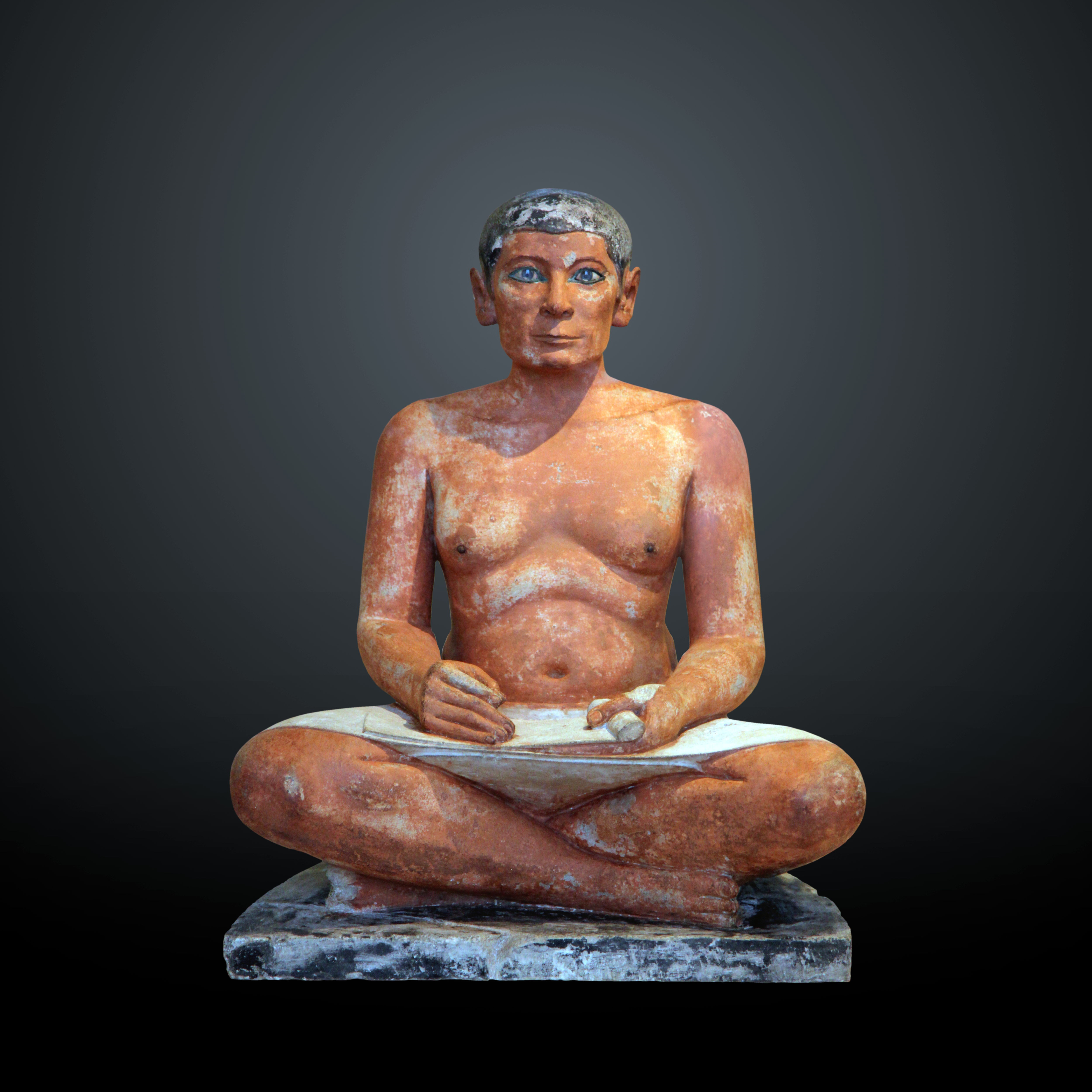
Scribul; 2613–2494 î.Hr.; calcar pictat și încrustat cu cuarț; înălțime: 53,7 cm; Louvre
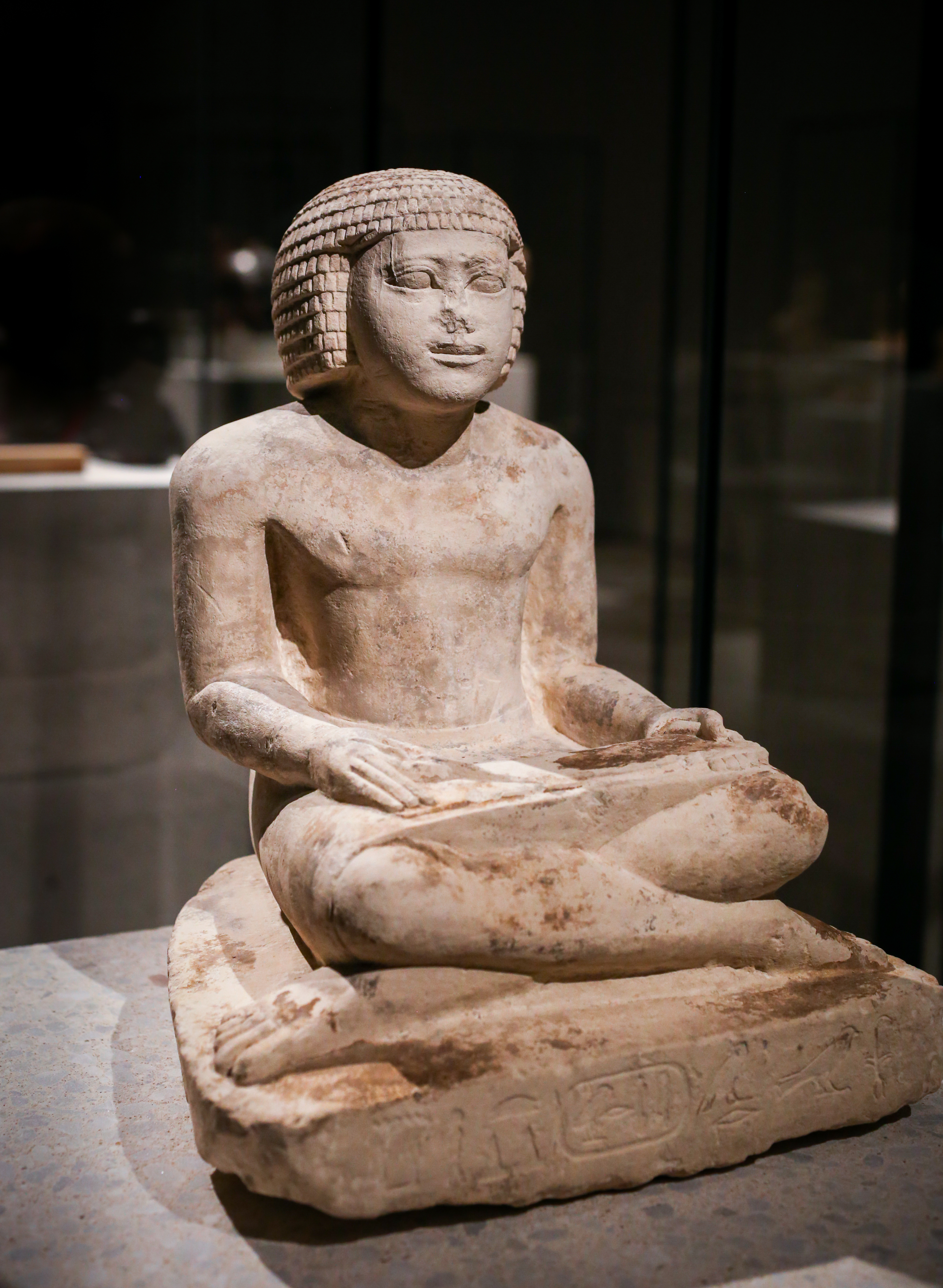
Statuie a lui Henka, administrator al celor două piramide ale faraonului Sneferu; 2500-2350 î.Hr.; calcar; înălțime: 40 cm; Muzeul Egiptean din Berlin (Germania)
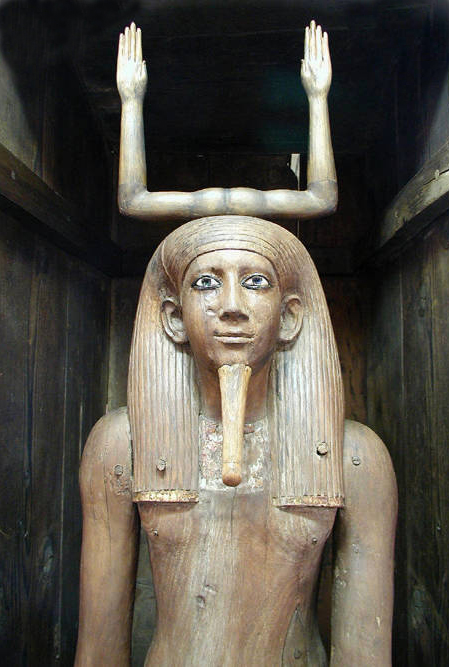
Statuia ka a regelui Hor, care oferea un loc fizic unde ka-ul să se manifeste; circa 1700 î.Hr.; lemn, cuarț și ipsos, cu urme de aur; înălțime: 1,7 m; de la Dahshur (Egipt); Muzeul Egiptean din Cairo
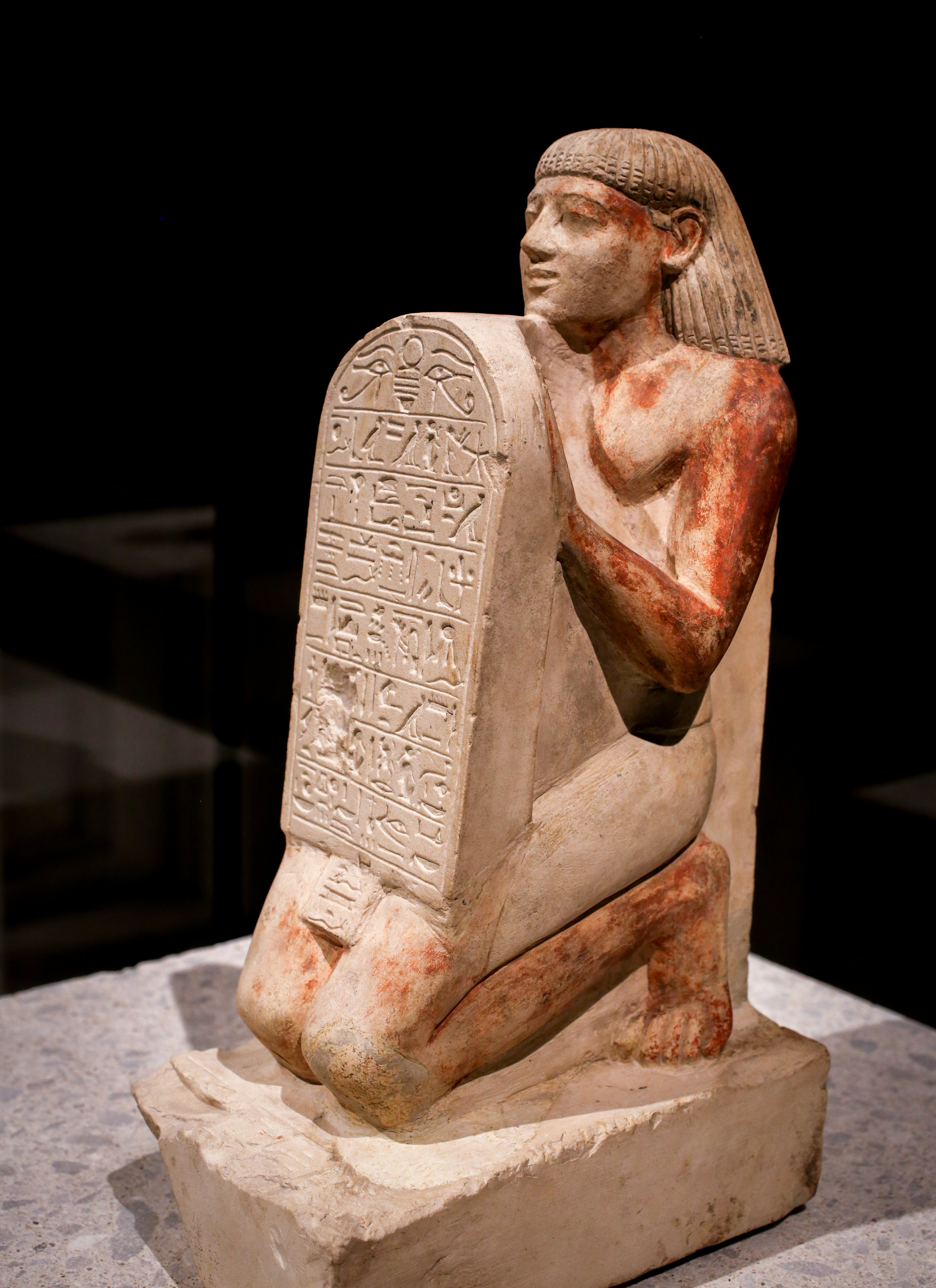
Statuie a lui Amenemhat stând în genunchi și ținând o stelă cu inscripții; circa 1500 î.Hr.; calcar; Muzeul Egiptean din Berlin
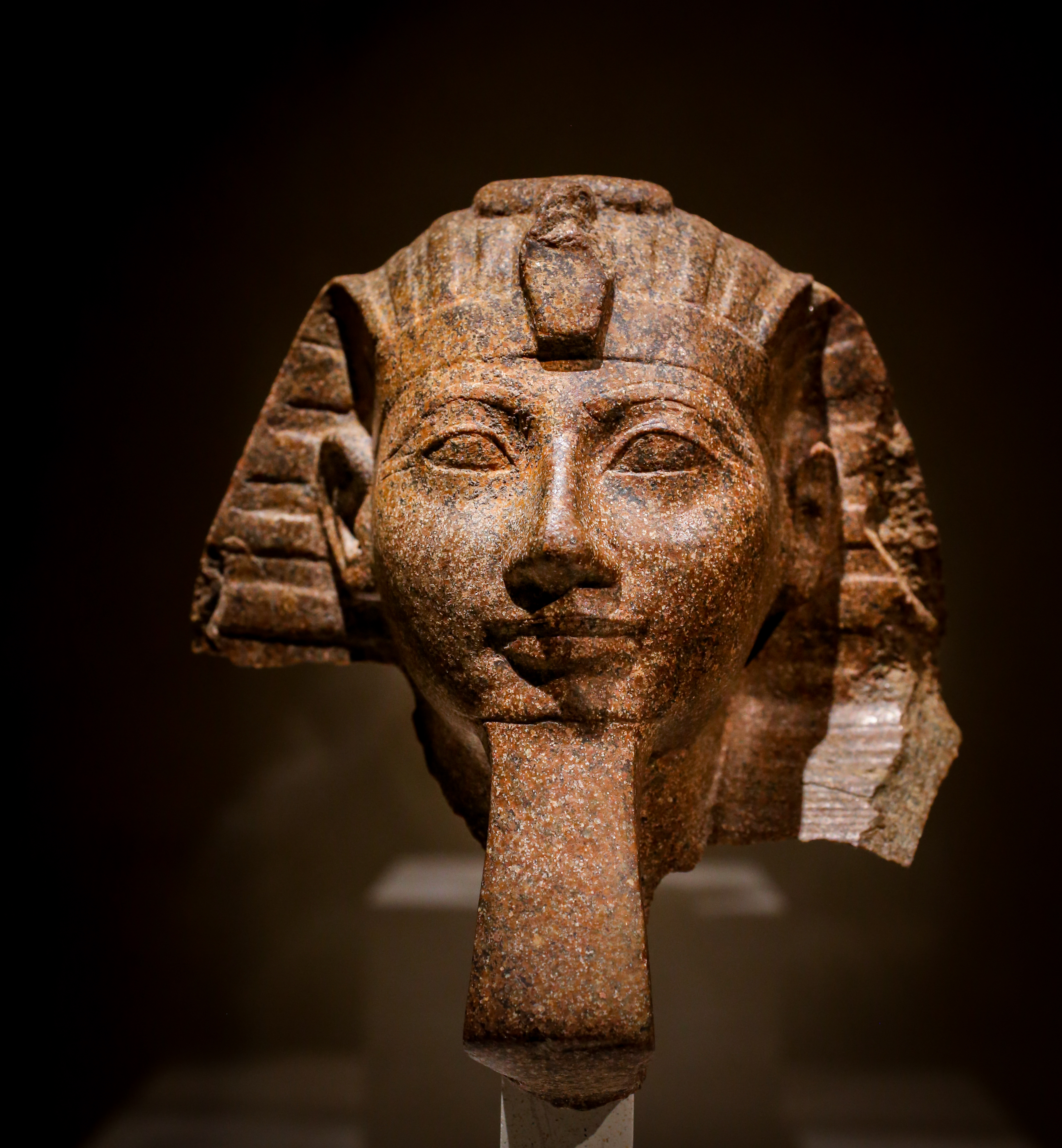
Cap al faraonilor Hatșepsut sau Tutmes al III-lea; 1480-1425 î.Hr.; cel mai probabil granit; înălțime: 16,5 cm; Muzeul Egiptean din Berlin
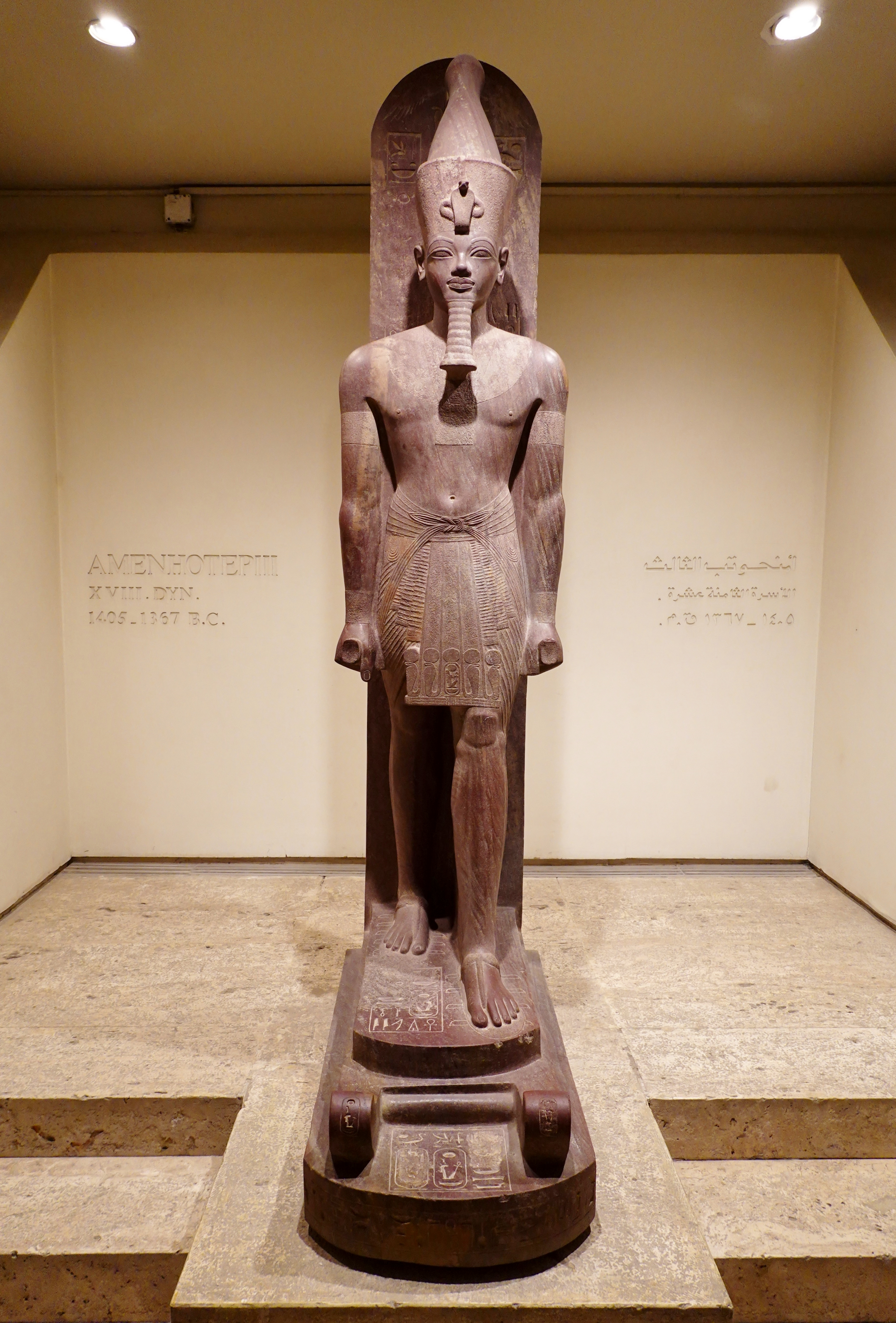
Amenhotep al III-lea; 1390-1352 î.Hr.; cuarțit; înălțime: 2,49 m; Muzeul din Luxor (Luxor, Egipt)
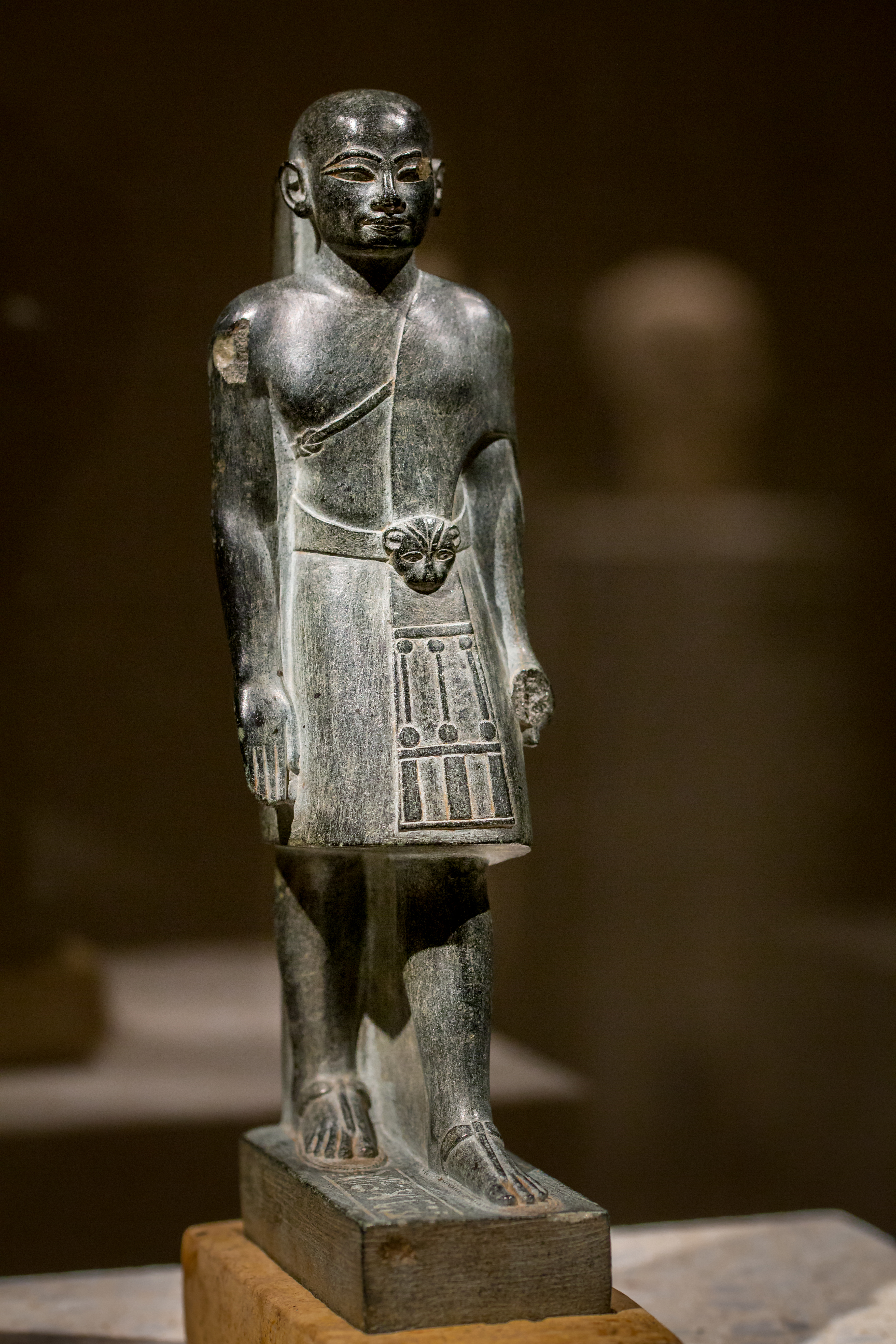
Statuetă a lui Taitai; 1380-1300 î.Hr.; greywacke; înălțime: 27,5 cm; Muzeul Egiptean din Berlin
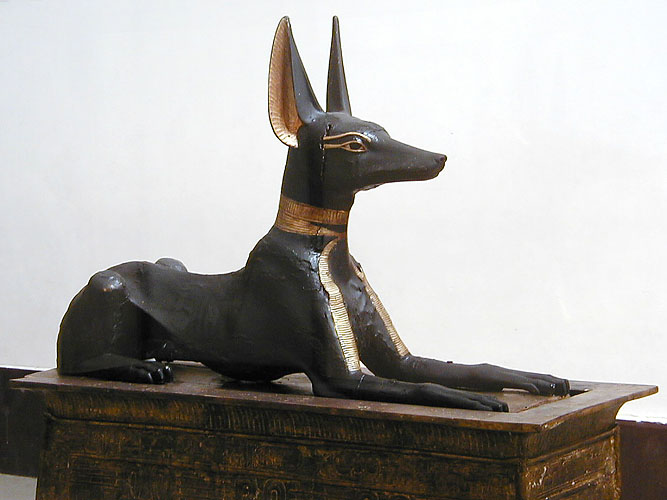
Statuie a lui Anubis sub formă de câine; 1336–1327 î.Hr.; lemn pictat, și cu aur; 1,1 × 2,7 × 0,52 m; din Valea Regilor; Muzeul Egiptean din Cairo
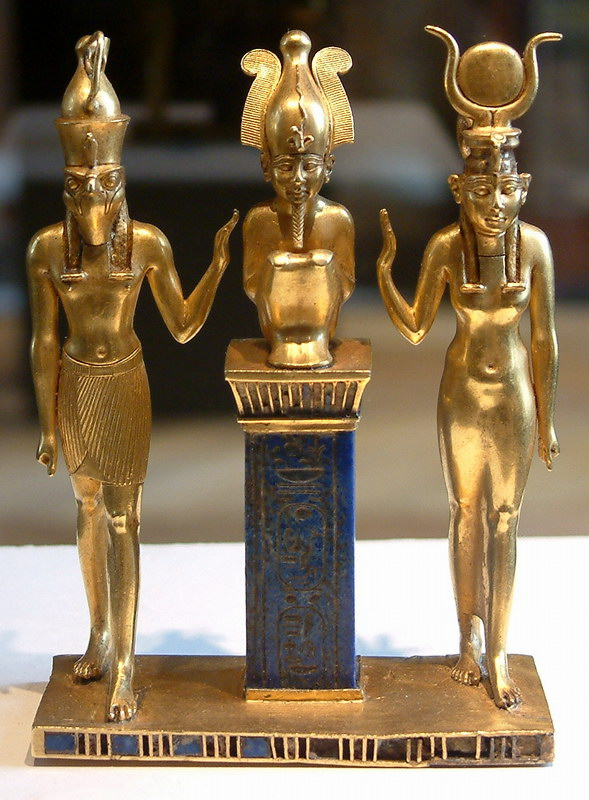
Osiris pe un piedestal, cu Horus în stânga și Isis în dreapta; 875–850 î.Hr.; aur și lapis lazuli; 9 cm; Louvre
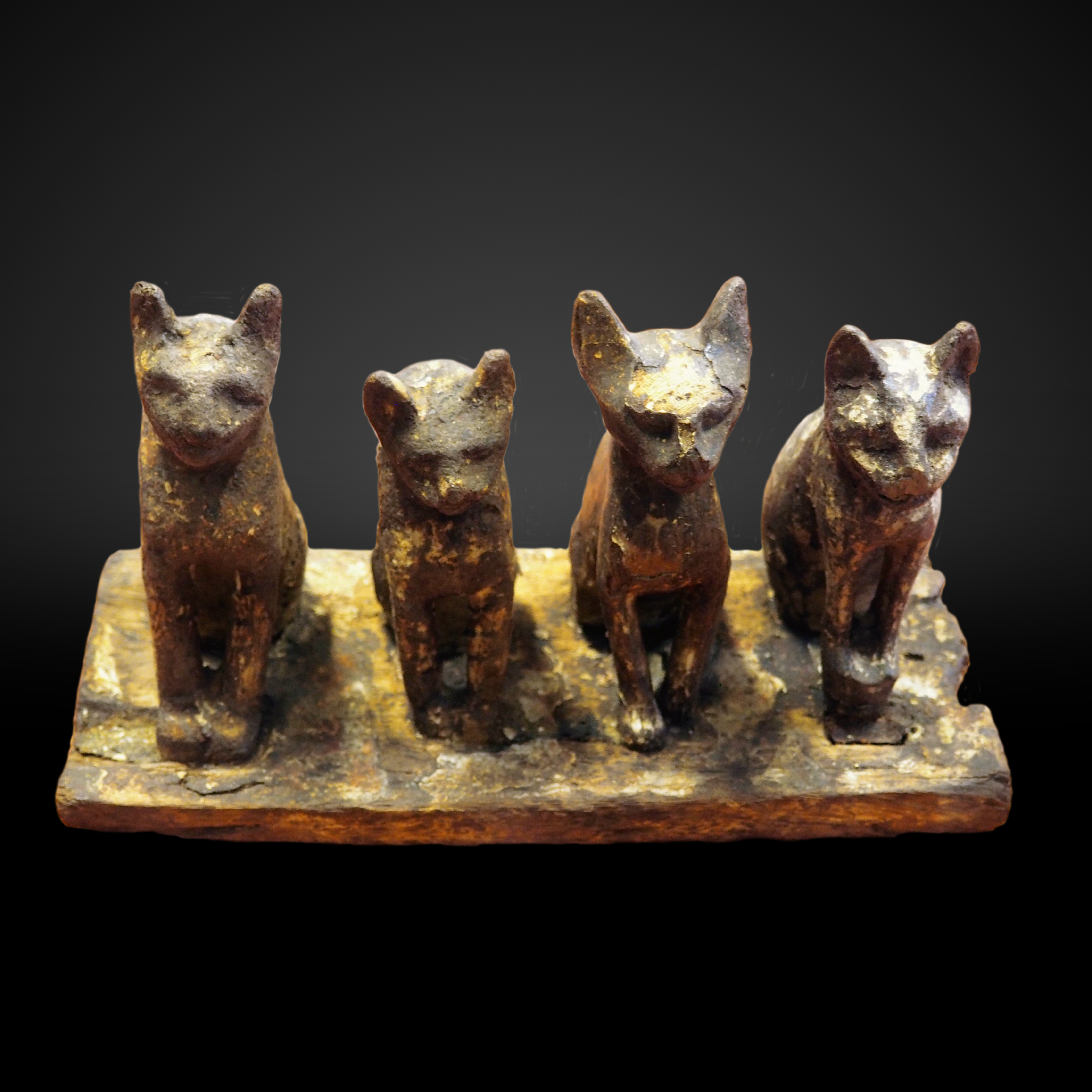
Patru pisici; 664-332 î.Hr.; lemn; înălțime: 14 cm, lățime: 27 cm; Louvre
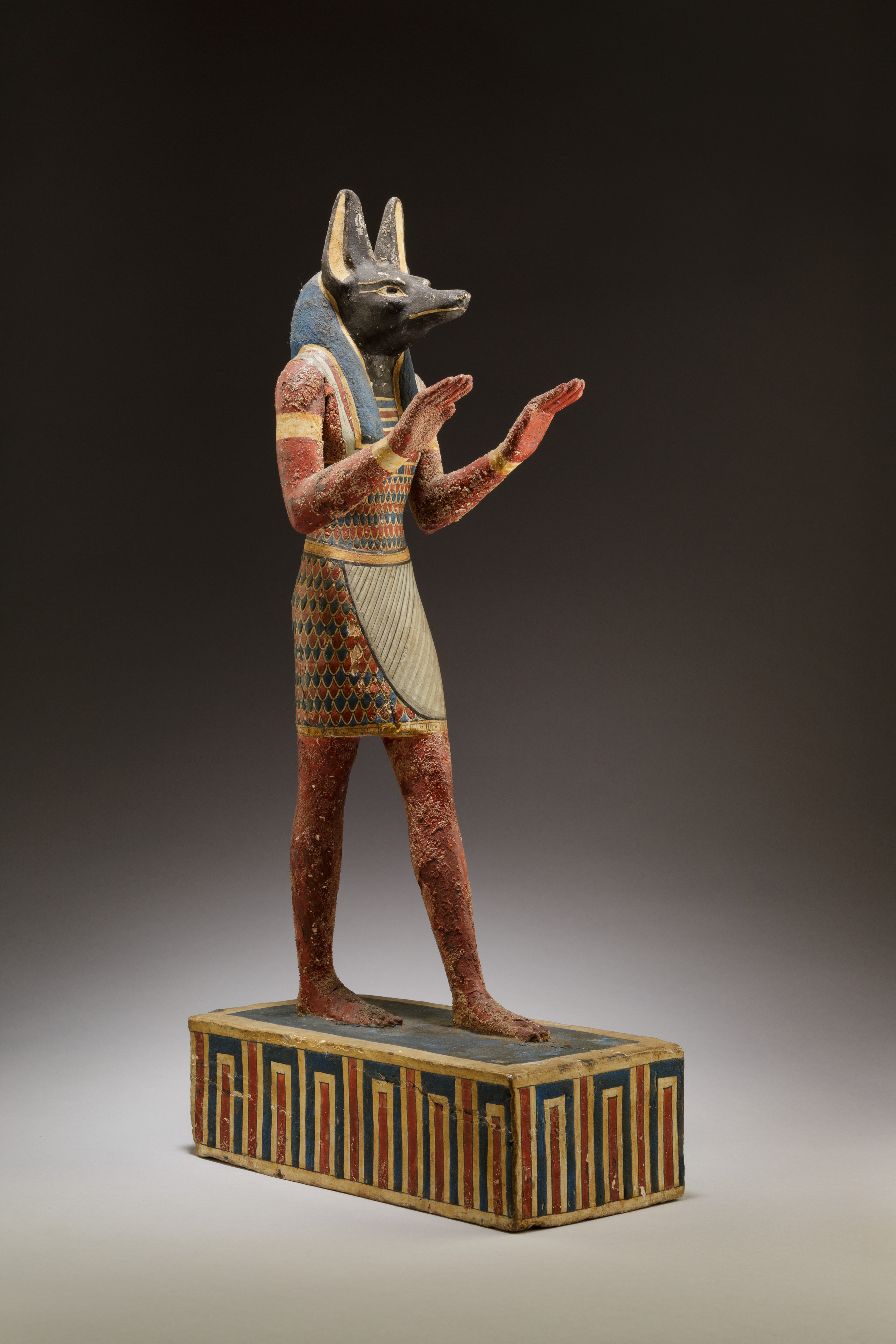
Statuetă a lui Anubis; 332–30 î.Hr.; lemn pictat, și cu ipsos; 42,3 cm; Muzeul Metropolitan de Artă

### Stelele

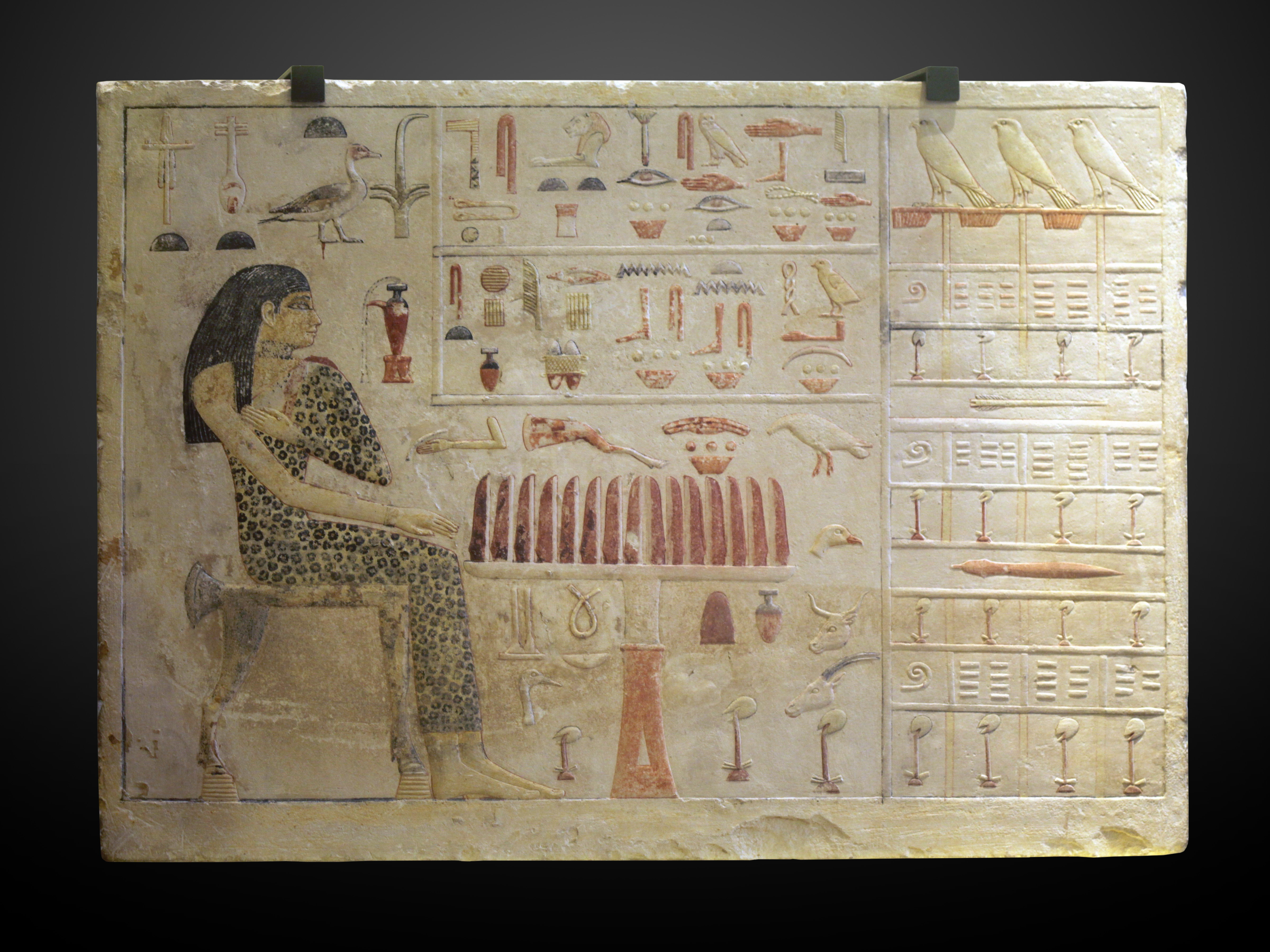
Stelă a prințesei Nefertiabet mâncând; 2589–2566 î.Hr.; calcar pictat; 37,7 × 52,5 × 8,3 cm; din Giza; Luvru

O stelă este o tabletă verticală din piatră sau lemn, adesea cu un vârf curbat, pictată și sculptată cu text și imagini, specifică antichității. Un exemplu cunoscut de stelă este Piatra din Rosetta sau Piatra Rosetta care este acoperită cu același text scris în trei limbi antice și care a stat la baza descifrării unei inscripții hieroglifice, pentru prima dată în epoca modernă. De-a lungul istoriei egiptene au fost produse numeroase exemple cu diverse scopuri, inclusiv funerare, votive și comemorative. Stele funerare, atestate de la începutul primei dinastii, purtau de obicei numele și titlurile decedatului. Stele votive, înscrise cu rugăciuni către zeități, erau dedicate de către credincioșii care căutau un rezultat favorabil unei anumite situații. În Regatul Mijlociu, multe sute erau  create de pelerini, ca să poată să participe la procesiunea anuală a lui Osiris. O varietate anume de stele votive comune în Regatul Nou sunt stelele cu urechi, sculptate cu urechi umane ca să încurajeze zeitatea să asculte rugăciunea sau cererea.
Stele comemorative erau create ca să proclame realizări notabile (de exemplu, stela din Horwerra, înregistrând o expediție minieră la Serabit el-Khadim, iar Stela de restaurare a lui Tutankhamon sărbătorește restaurarea cultelor tradiționale la sfârșitul perioadei Amarna);  să sărbătorească victoriile militare (de exemplu, stela din Israel din Meren-Ptah); și ca să stabilească frontiere (de exemplu, Stela Semna a lui Senusret al III-lea și stele de graniță din jurul Amarnei).

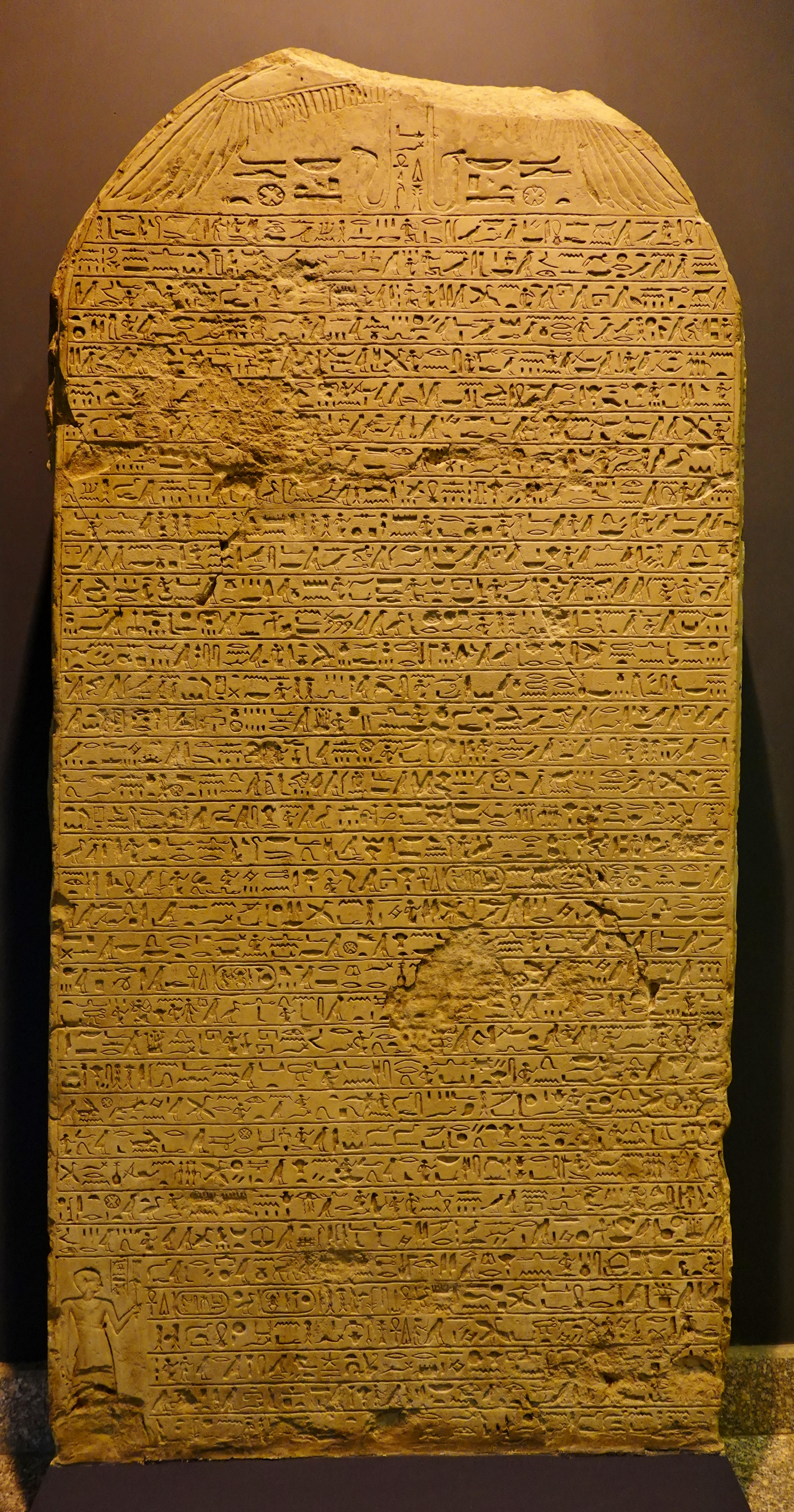
Stela lui Kamose; circa 1550 î.Hr.; calcar; înălțime: 2,3 m; lățime: 1,1 m, adâncime: 28,5 cm; de la Karnak (Egipt); Muzeul din Luxor (Luxor, Egipt)
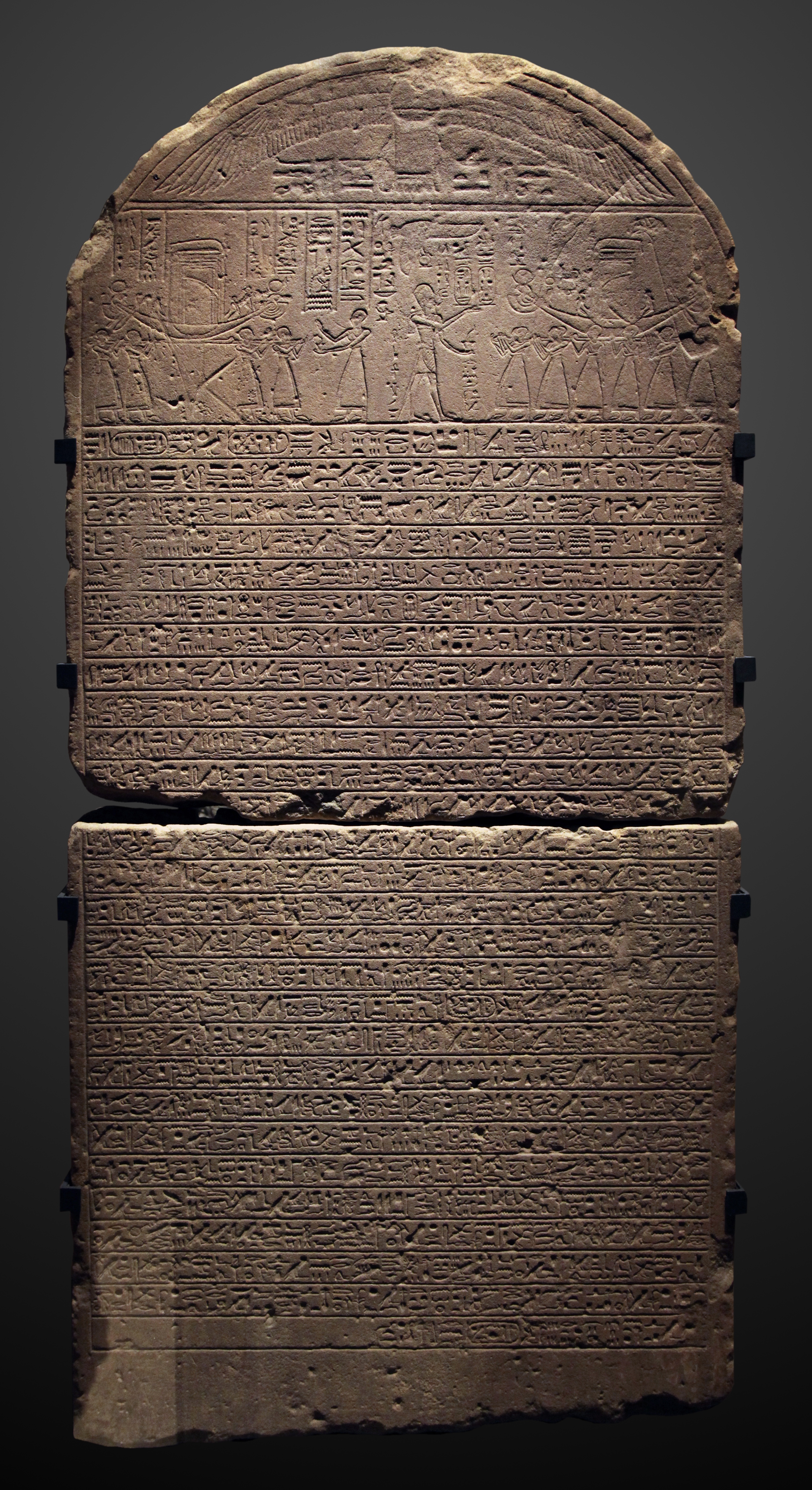
Stela lui Bentresh; 1069-715 î.Hr.; gresie; 227 x 106 x 14 cm; Luvru
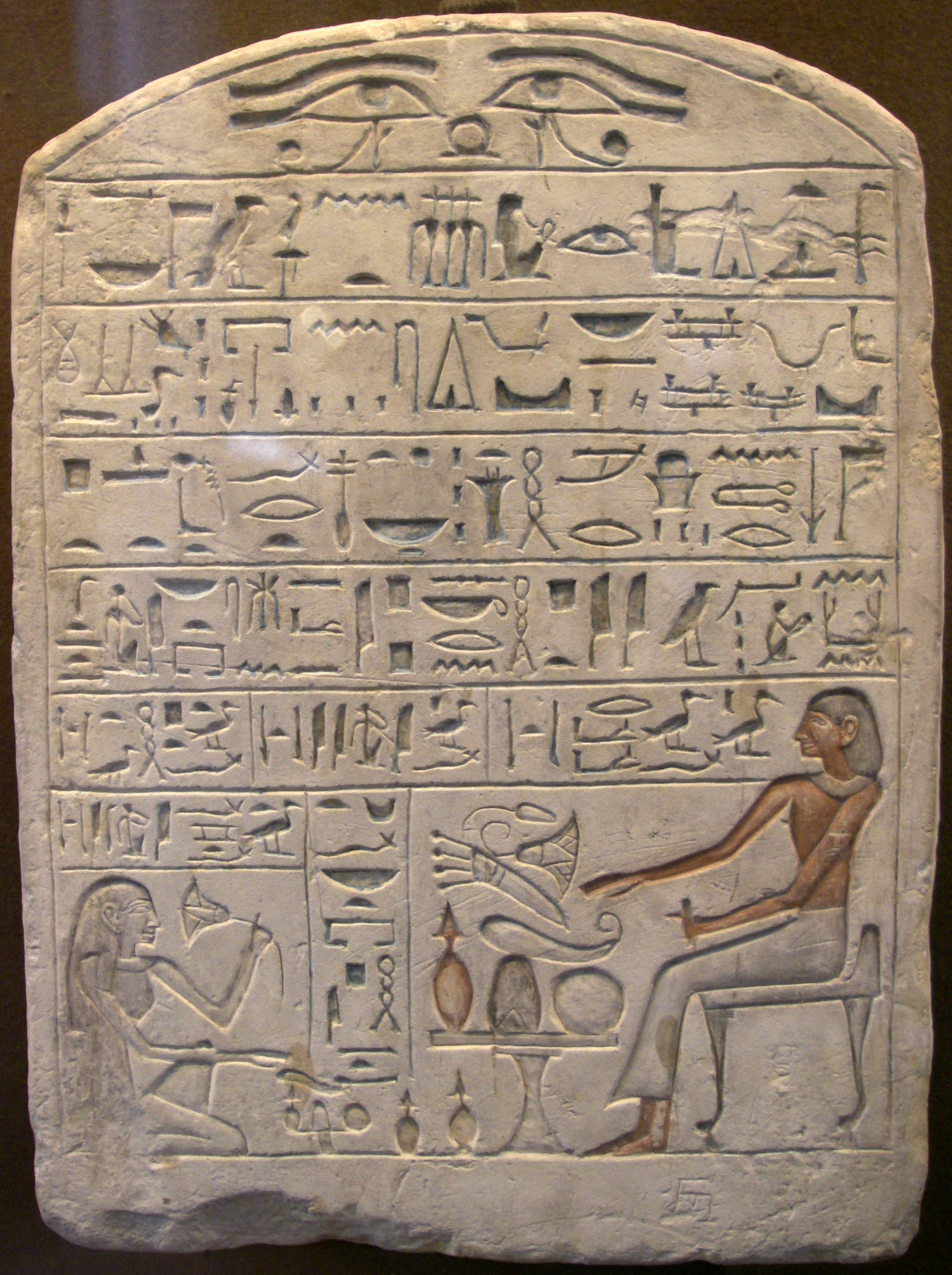
Stela lui Pepi I; secolul al XVIII-lea î.Hr.; calcar pictat; Ermitaj (Sankt Petersburg, Rusia)
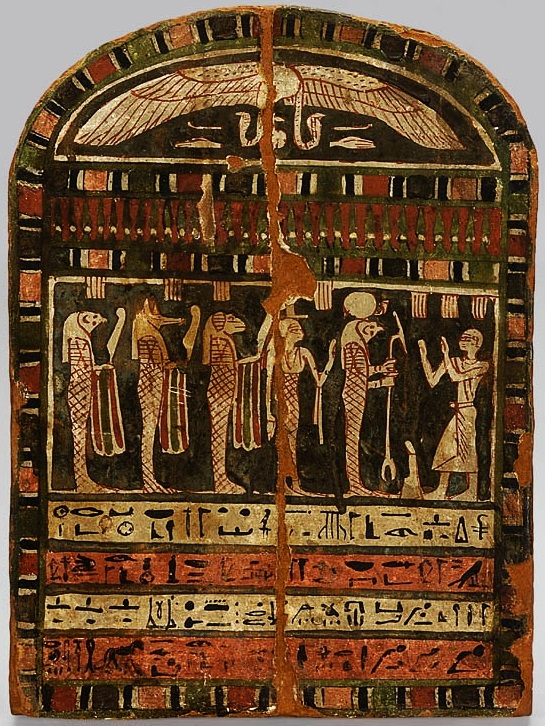
Stela lui Nacht-Mahes-eru; 664–610 î.Hr.; policromie pe lemn; 42 × 31,5 × 3,5 cm; Muzeul Național din Varșovia (Polonia)

### Piramidioanele
Un piramidion este piatra din vârful unei piramide. Numit benbenet în limba egipteană antică. E posibil ca piramidioanele să fi fost acoperite cu foiță de aur pentru aca să reflecte razele soarelui. În Regatul Mijlociu, erau adesea inscripționate cu titluri regale și simboluri religioase.

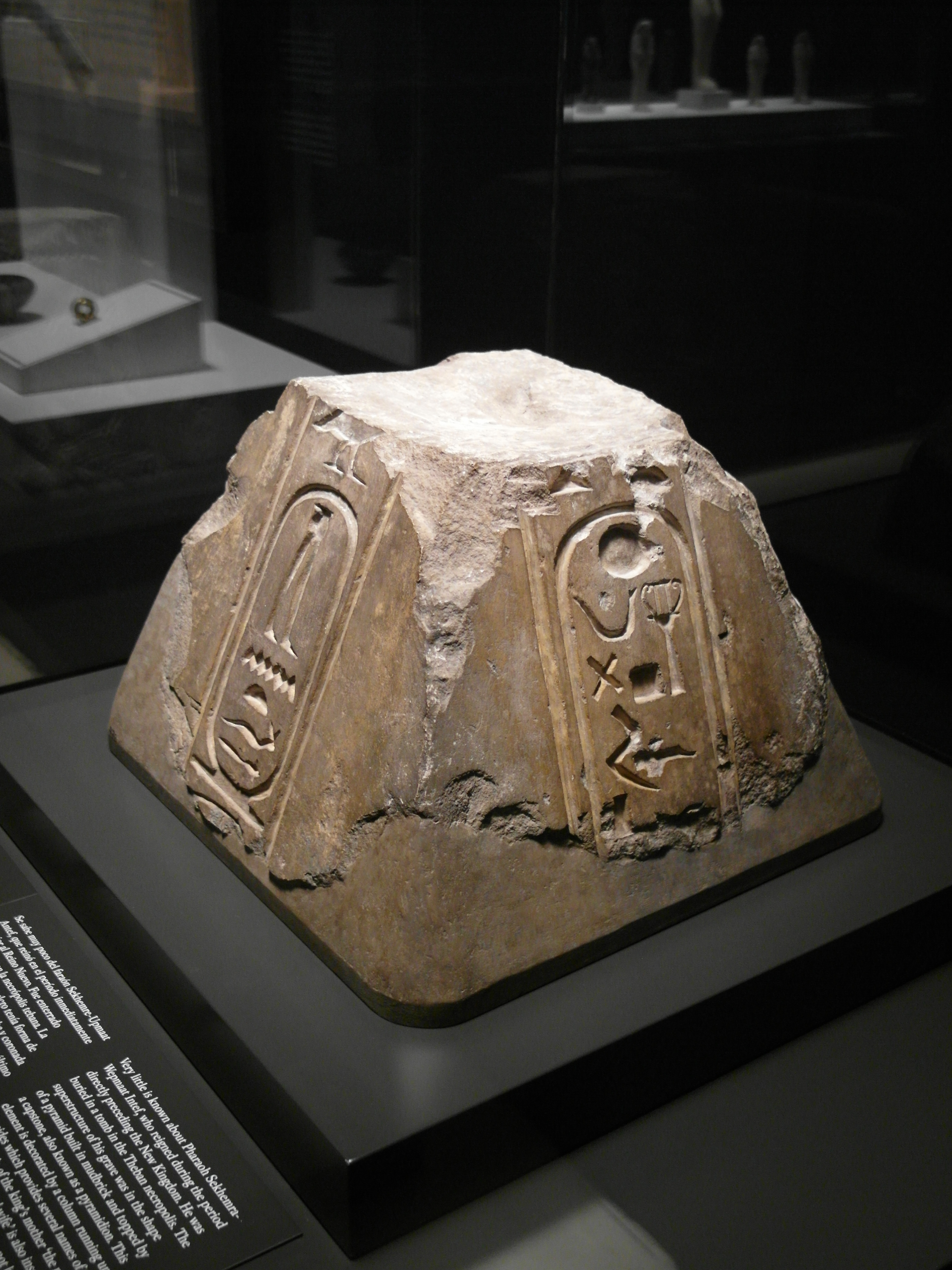
Fragment de piramidion; circa 1600 î.Hr.; de la Teba (Egipt); British Museum (Londra)
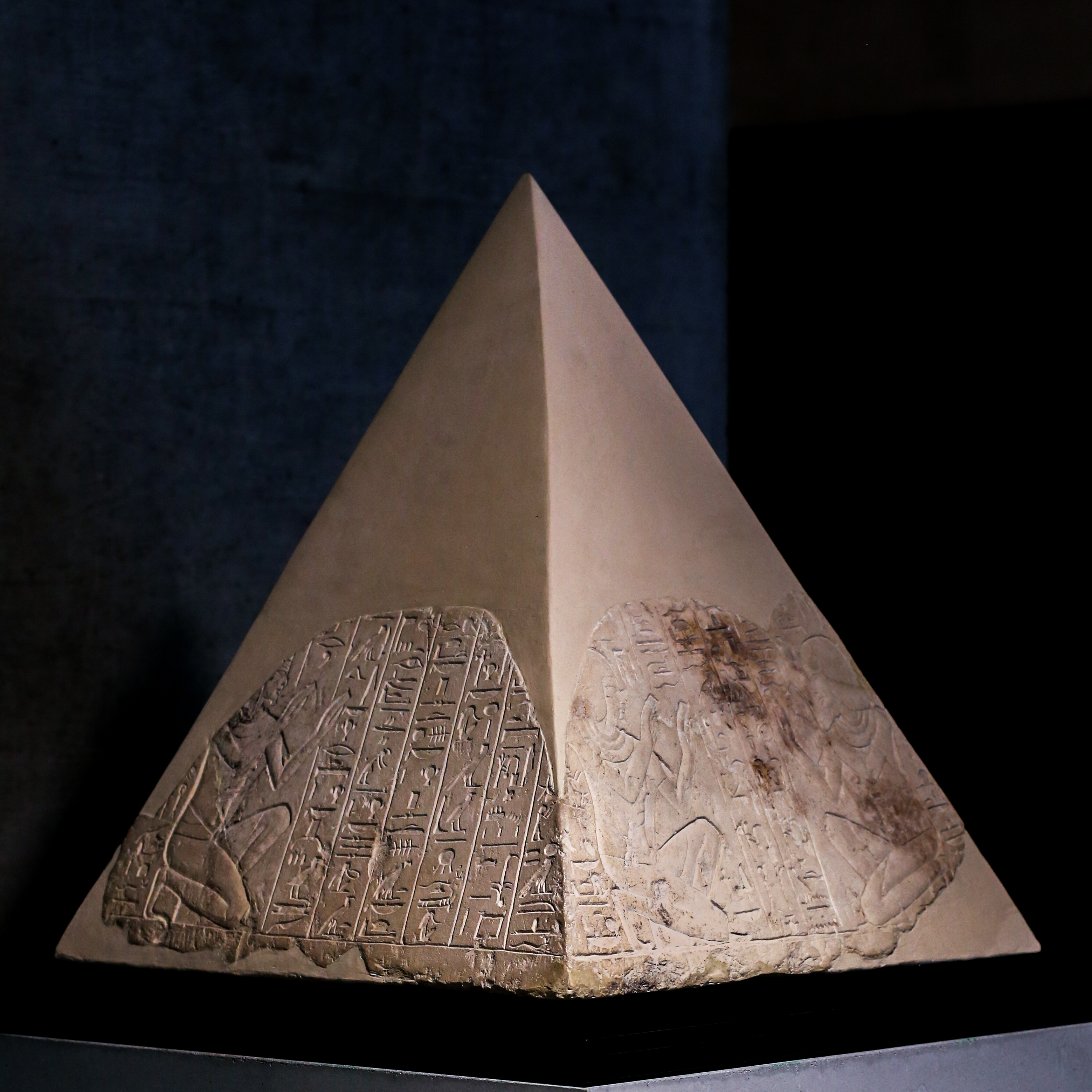
Piramidion de la piramida lui Nebamun; circa 1380 î.Hr.; calcar pictat; înălțime: 23 cm; Staatliche Sammlung für Ägyptische Kunst (Munchen, Germania)
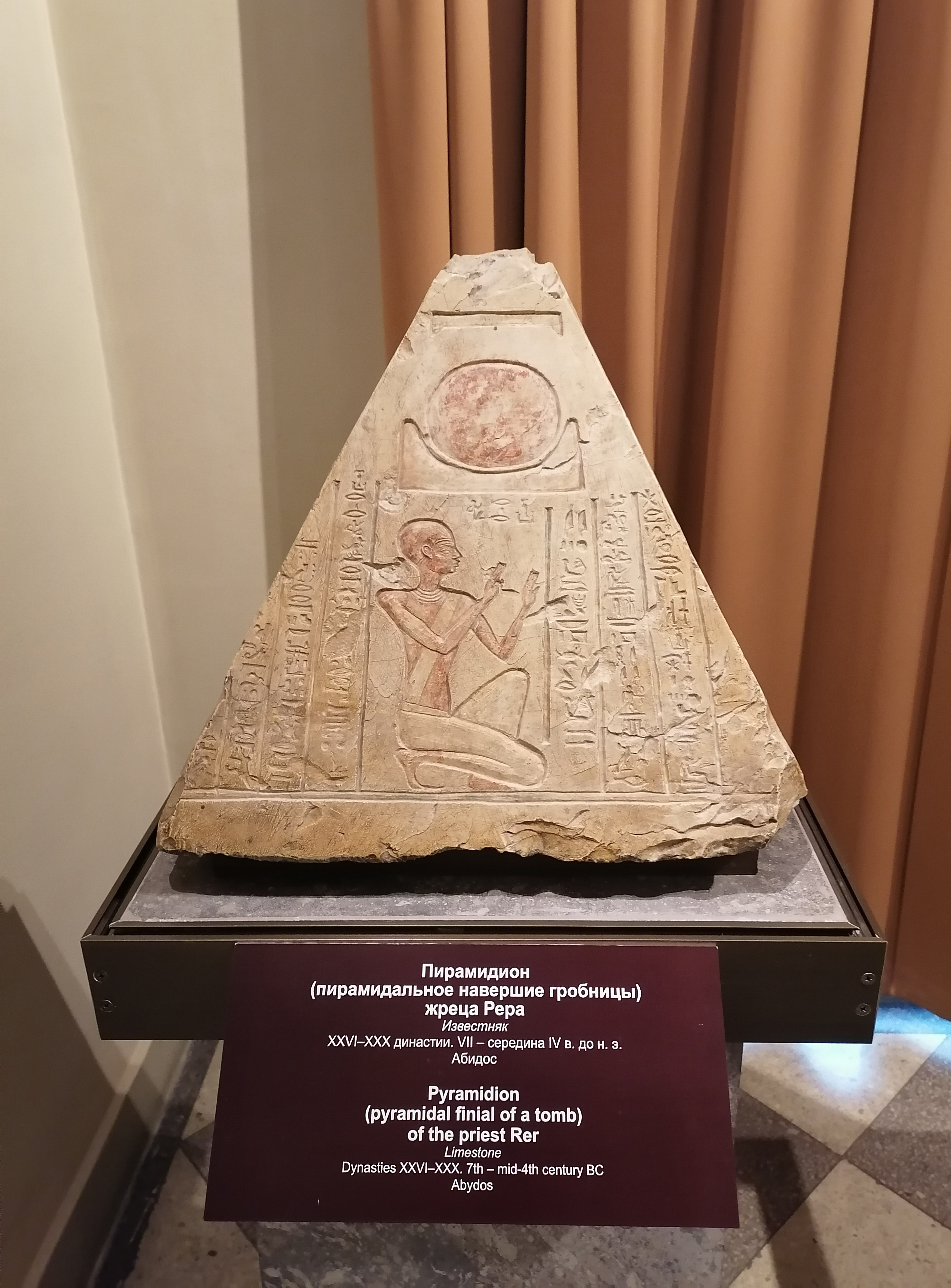
Piramidion găsit în mormântul preotului Rer din Abydos (Egipt); secolul al VII-lea î.Hr.; calcar; Ermitaj (Sankt Petersburg, Rusia)
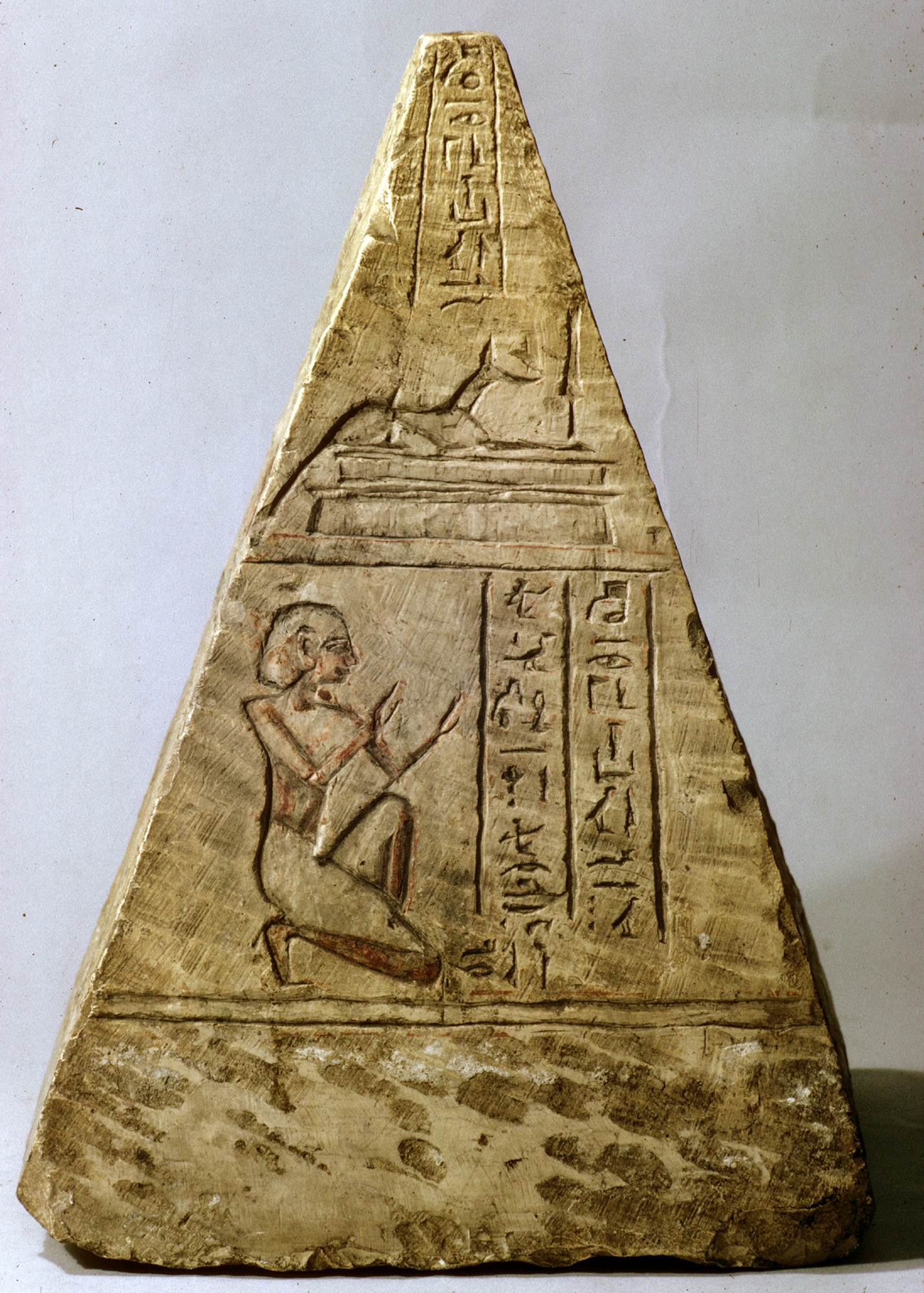
Piramidion al lui Iufaa; 664–525 î.Hr.; calcar pictat; înălțime: 36 cm; Muzeul Metropolitan de Artă (New York City)

## Pictura
Nu toate reliefurile egiptene erau pictate, iar operele de artă mai puțin prestigioase în morminte, temple și palate erau pictate doar pe o suprafață plană. Suprafețele de piatră erau pregătite cu un strat de ceva alb sau, dacă era aspră, un strat de tencuială grosieră, cu un strat de gesso mai neted deasupra; unele calcare mai fine ar putea lua vopsea direct. Pigmenții erau în mare parte de origine minerală, aleși să reziste la lumina puternică a soarelui, fără să pălească. Mediul de legare utilizat în pictură rămâne neclar: au fost sugerate tempera de ouă și diverse gume și rășini. După vopsire, un lac sau rășină era de obicei aplicat ca acoperire de protecție și multe picturi cu o anumită expunere la elemente au supraviețuit remarcabil de bine, deși cele de pe pereții complet expuși au supraviețuit rar. Obiectele mici, inclusiv statuetele din lemn, erau adesea pictate folosind tehnici similare.
Multe picturi egiptene antice au supraviețuit în morminte și, uneori, în temple, datorită climatului extrem de uscat al Egiptului. Picturile au fost adesea realizate cu intenția de a face o viața de zi cu zi plăcută pentru cei decedați. Temele includeau călătoria prin lumea de apoi sau zeitățile protectoare care îl duceau pe defunct la zeii lumii de dincolo (cum ar fi Osiris). Unele picturi mormântale arată activități la care decedatul era implicat atunci când era în viață și voiau să continue pentru veșnicie.
Din perioada Noului Regat și după ea, Cartea Morților era îngropată împreună cu persoana înmormântată. Acesta era considerat important pentru o introducere în viața de apoi.

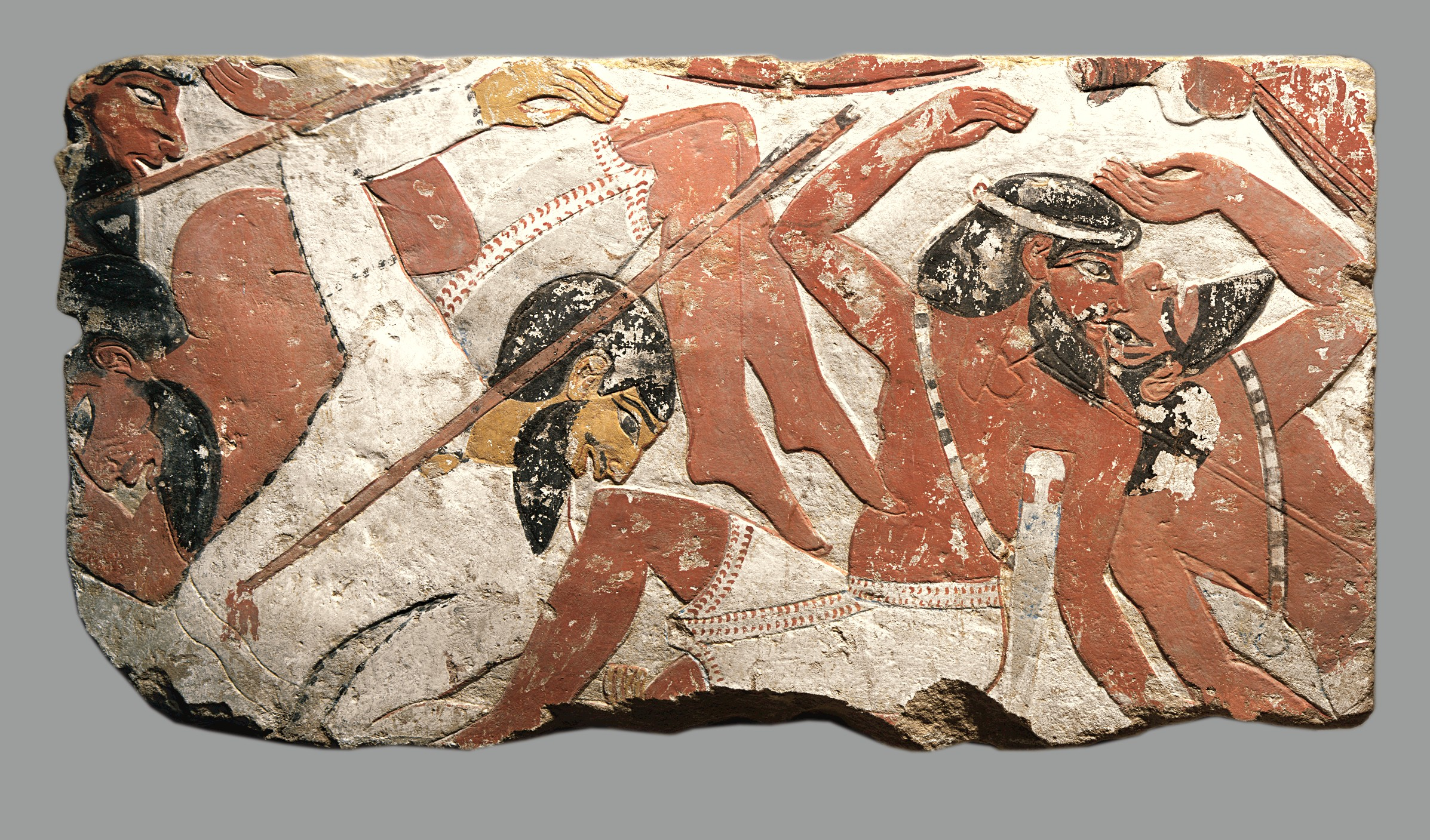
Bloc, parte dintr-un basorelief care reprezintă o bătălie; 1427–1400 î.Hr.; gresie pictată; înălțime: 61,5 cm; Muzeul Metropolitan de Artă (New York City)
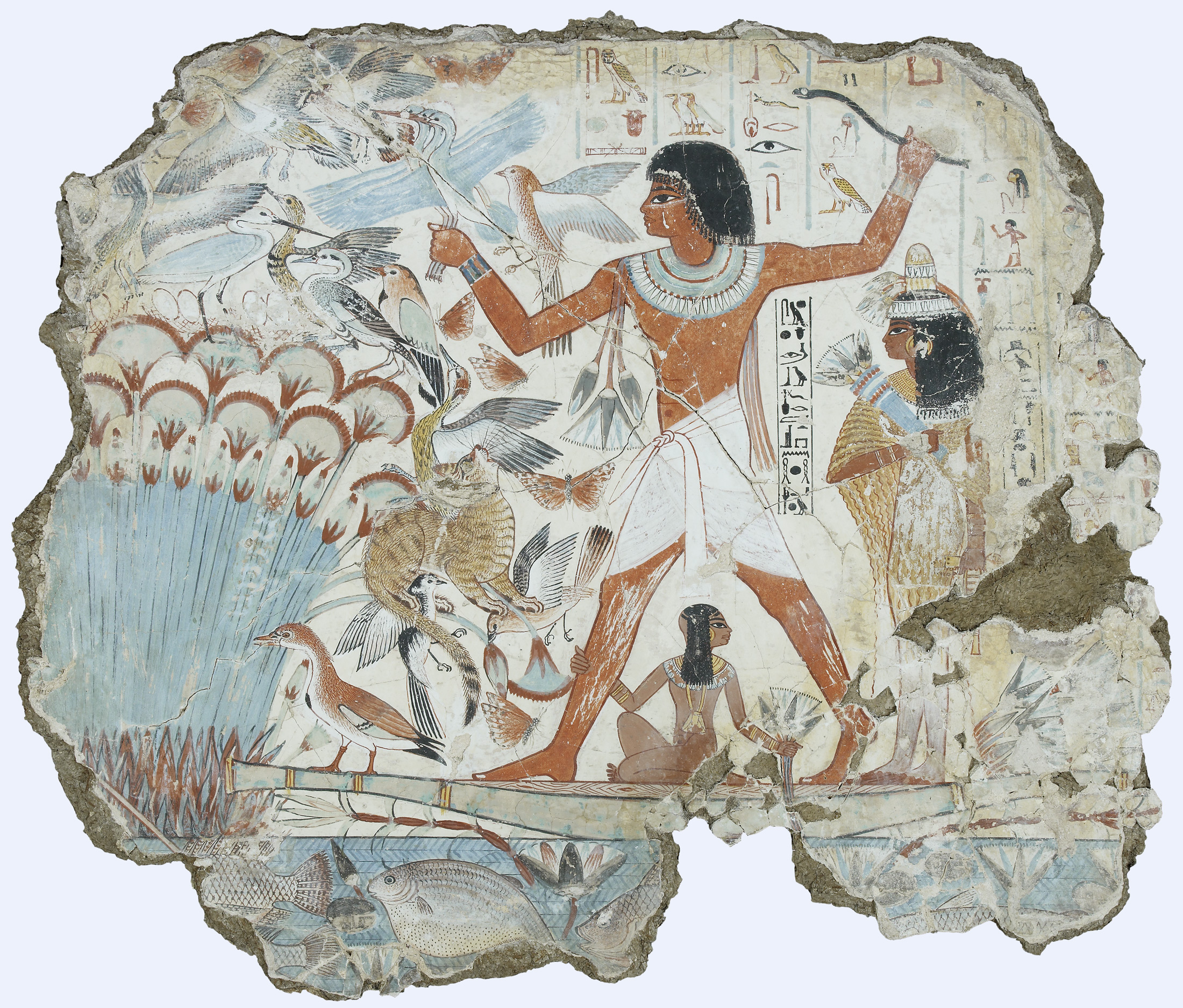
Frescă în care apare Nebamun vânând păsări; circa 1350 î.Hr.; ipsos pictat; 98 × 83 cm; British Museum (Londra)
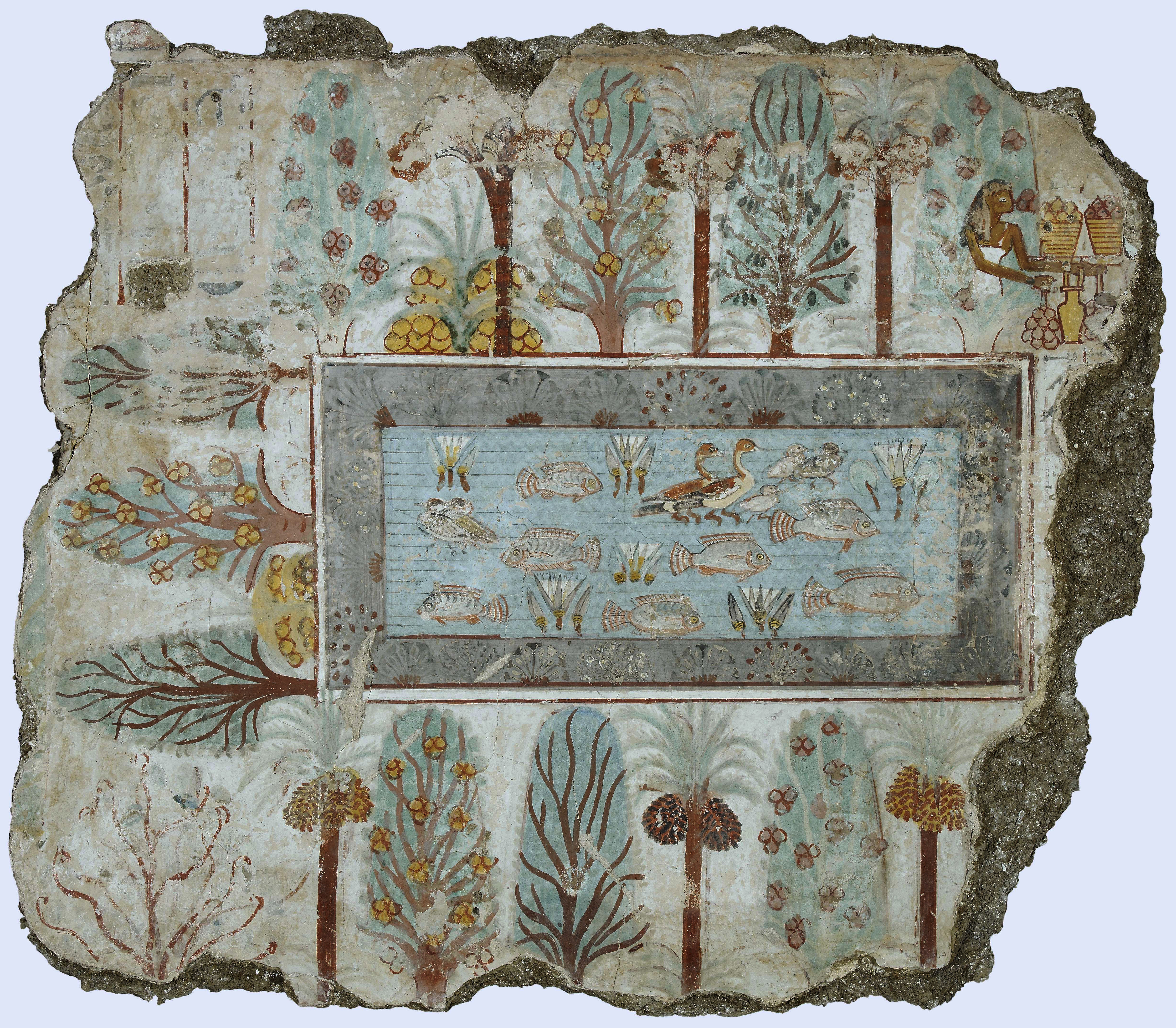
Frescă în care apare o piscină dintr-o grădină a lui Nebamun; circa 1350 î.Hr.; ipsos pictat; înălțime: 64 cm; British Museum
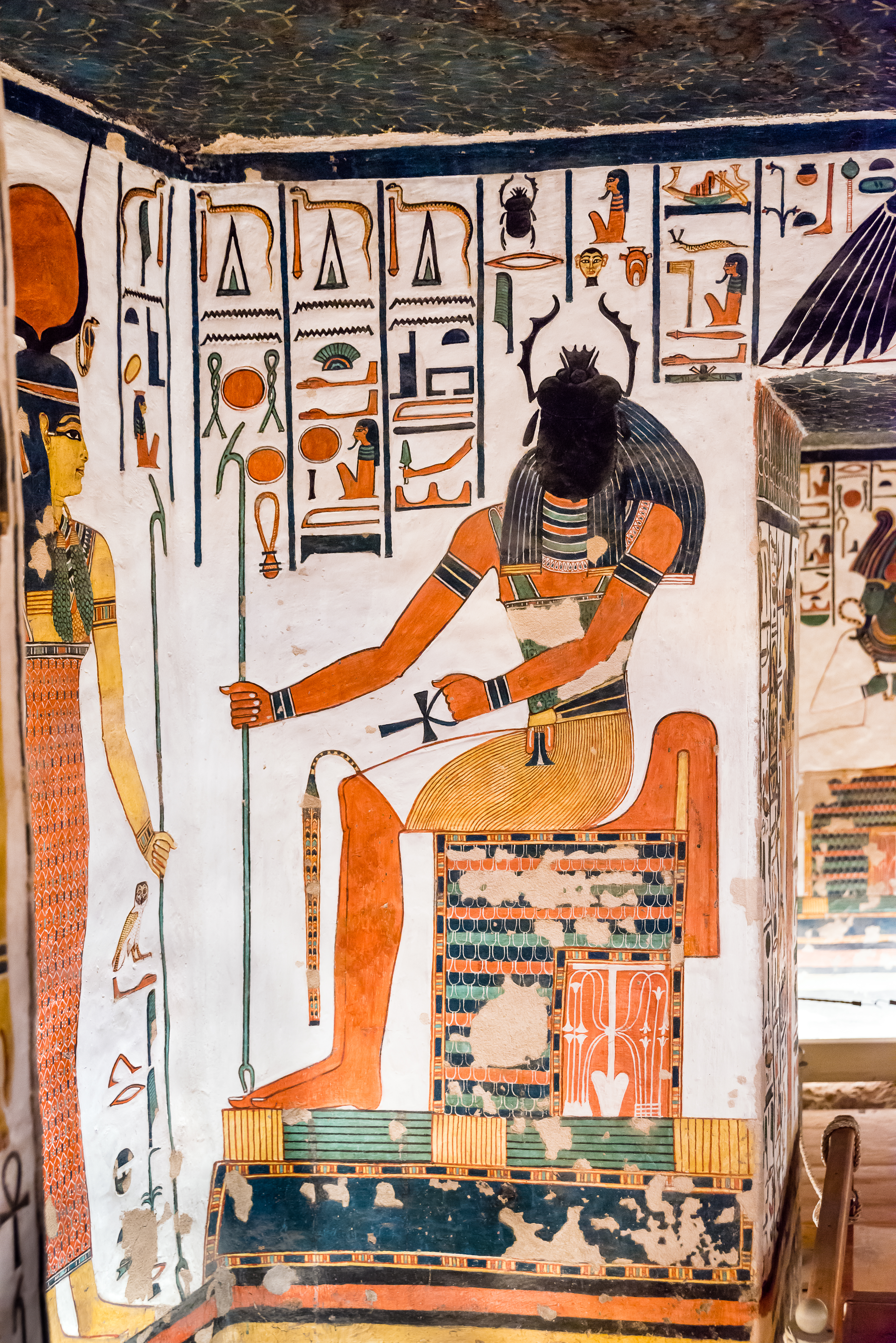
Fresce în Mormântul lui Nefertari, în care apare Khepri stând pe un tron pătrat foarte colorat
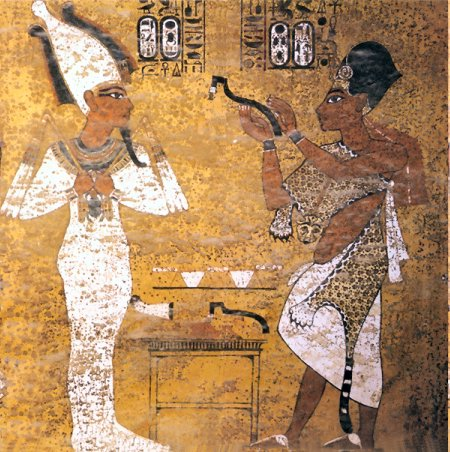
Frescă din mormântul lui Tutankhamon în care apare Ay în dreapta
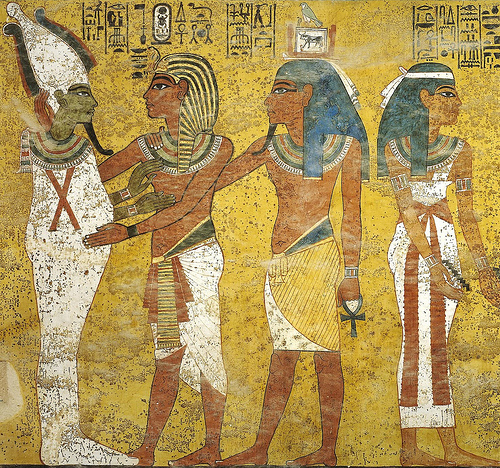
Frescă din mormântul lui Tutankhamon în care apare Osiris
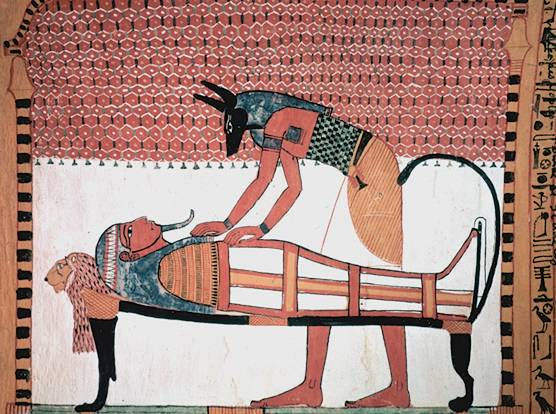
Frescă din mormântul lui Sennedjem în care apare Anubis și mumia decedatului
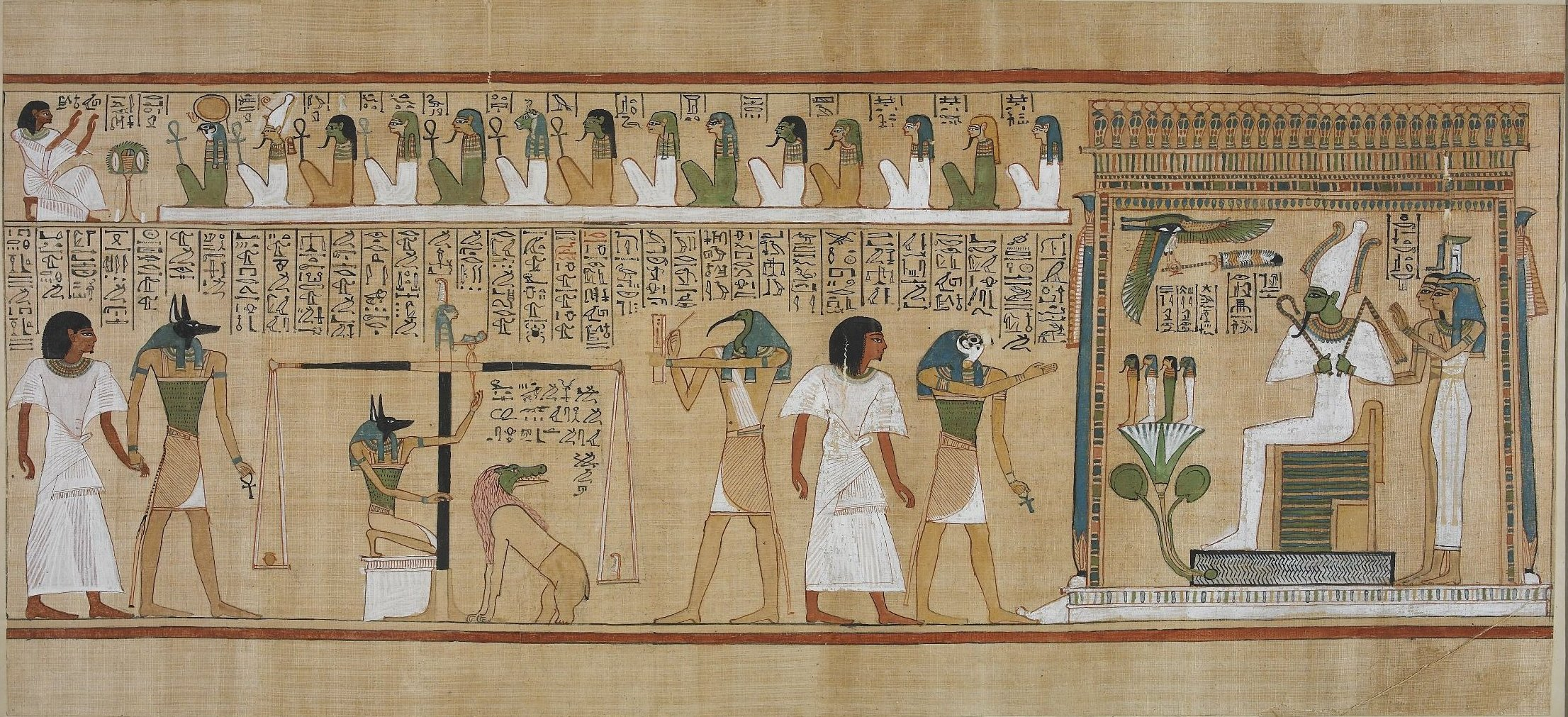
Cartea Morților a lui Hunefer; circa 1275 î.Hr.; cerneală și pigmenți pe papirus; 45 × 90.5 cm; British Museum

## Arhitectura

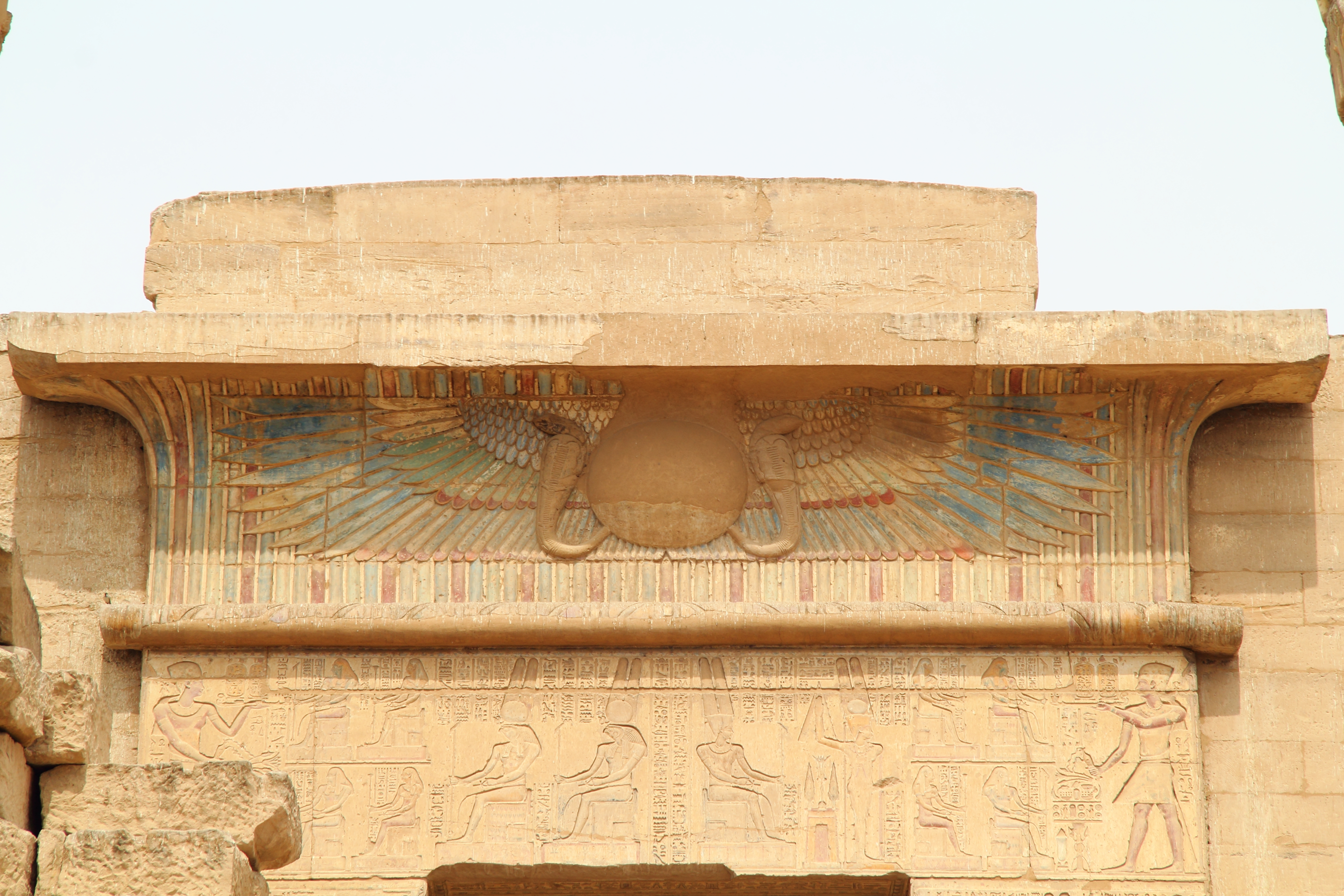
Disc solar înaripat pe un cavetto din Complexul de Temple Medinet Habu. Soarele înaripat reprezintă o formă a zeului șoim Horus, fiul lui Isis, triumfător asupra inamicilor săi. Reprezentarea era, de asemenea, un element comun de protecție deasupra intrărilor în temple. Discurile cu aripi sunt un motiv foarte folosit în arhitectura și arta neoegiptene

Arhitecții egipteni antici foloseau cărămizi uscate la soare și coapte la cuptor, gresie fină, calcar și granit. Arhitecții își planificau cu atenție toată munca. Pietrele trebuiau să se potrivească precis între ele, deoarece nu se foloseau nămol sau mortar. La construirea piramidelor, rampe au fost folosite ca să permită lucrătorilor să se ridice blocurile de piatră pe măsură ce înălțimea construcției creștea. Când partea superioară a structurii a fost finalizată, artiștii o decorau de sus în jos. Pereții exteriori ai structurilor ca piramidele conțineau doar câteva mici deschideri. Hieroglifele și basoreliefurile culorate strălucitoare erau folosite din belșug pentru decorarea clădirilor egiptene, cu multe motive, ca scarabeul, discul solar sau vulturul. Ele descriau schimbările pein care faraonul trecea ca să devină zeu. Coloanele avea nu numai un rol atât funcțional (să susține construcția), cât și unul estetic, fiind viu colorate iar unele inscripționate cu hieroglife. De multe ori fusul coloanei imită tije florale, iar capitelul pot să fie în formă de palmier, floare de lotus, floare de papirus sau hatoric (în formă de capete ale zeiței Hathor). Cele mai cunoscute temple sunt cel din Luxor și cel din Karnak.
Încă din 2600 î.e.n., arhitectul Imhotep a folosit coloane de piatră a căror suprafață era sculptată ca să reflecte forma organică a trestiilor, precum papirusul și lotusul. Forma lor se crede că derivă de la altarele arhaice construite din stuf. Sculptate din piatră, coloanele erau decorate cu multe hieroglife sculptate și pictate, texte, rrezentări ritualice și motive naturale. Unul dintre cele mai importante tipuri sunt coloanele în formă de papirus. Originea tipului ăstuia de coloane se întoarce la a V-a Dinastie. Ele sunt compuse din tulpini de lotus (papirus), care sunt trase într-un mănunchi decorat cu benzi: capitelul se umflă și apoi se îngustează din nou ca o floare în mugure. Baza, care se conturează luând forma unei jumătăți de sferă ca tulpina lotusului. La Templul din Luxor, coloanele seamănă cu mănunchiuri de papirus, poate simbolizând mlaștina din care vechii egipteni credeau că s-a desfășurat creația lumii.

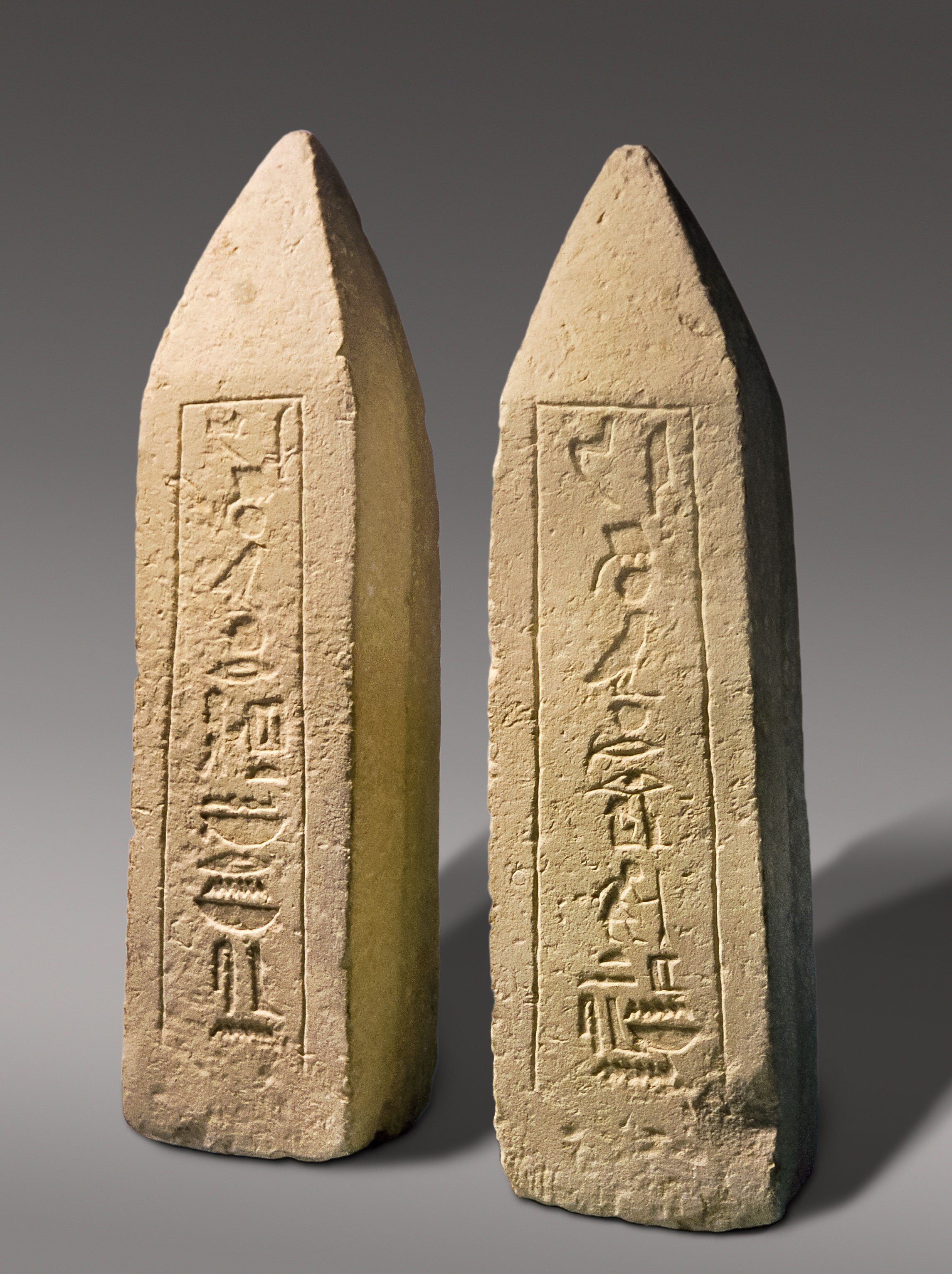
Pereche de obeliscuri ale lui Nebsen; 2323-2100 î.Hr.; calcar; (cel din stânga) înălțime: 52,7 cm, (cel din dreapta) înălțime: 51,1 cm; Muzeul Metropolitan de Artă (New York City)
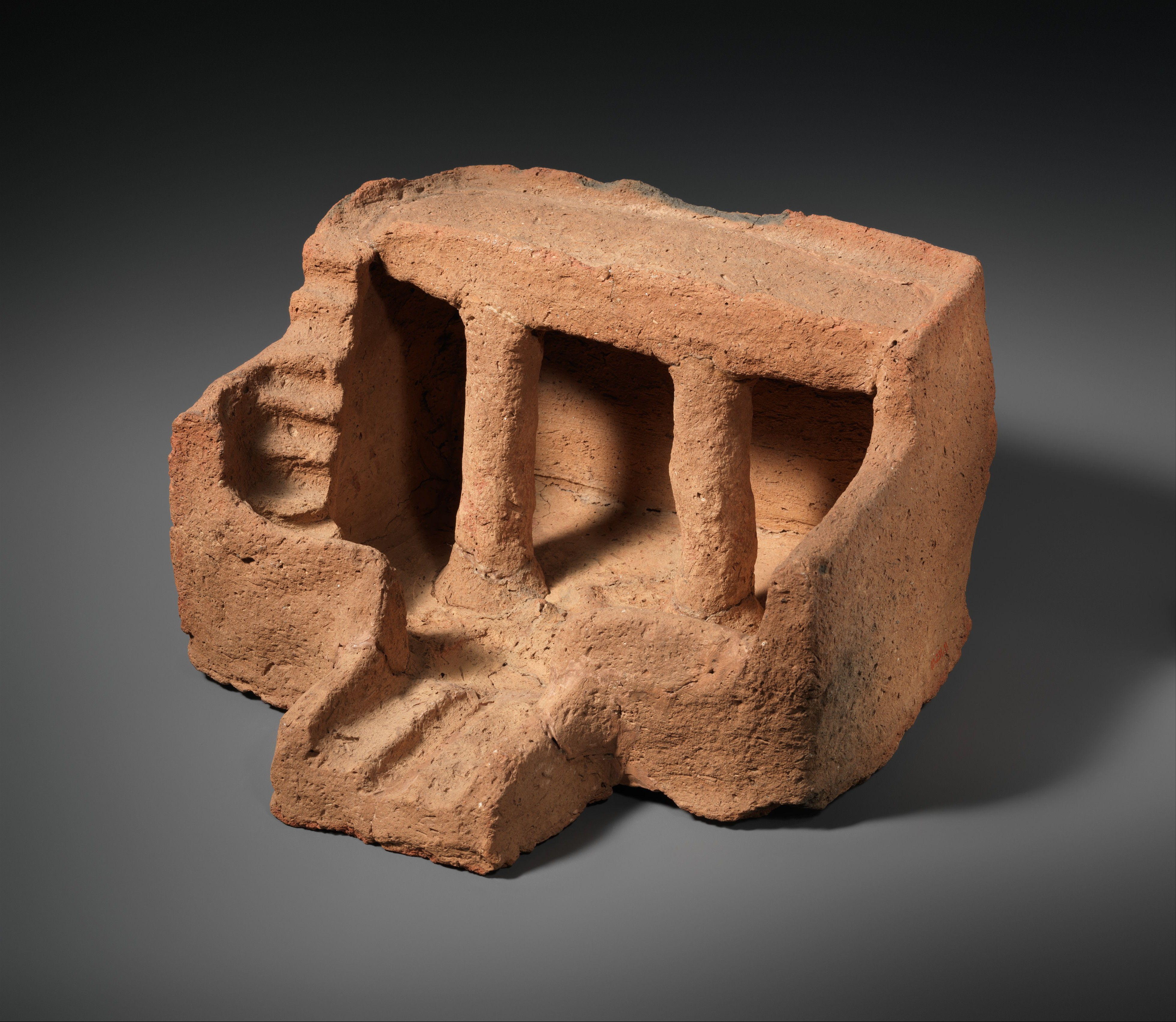
Casă în miniatură; 1750-1700 î.Hr.; ceramică; 27 x 27 x 17 cm; Muzeul Metropolitan de Artă
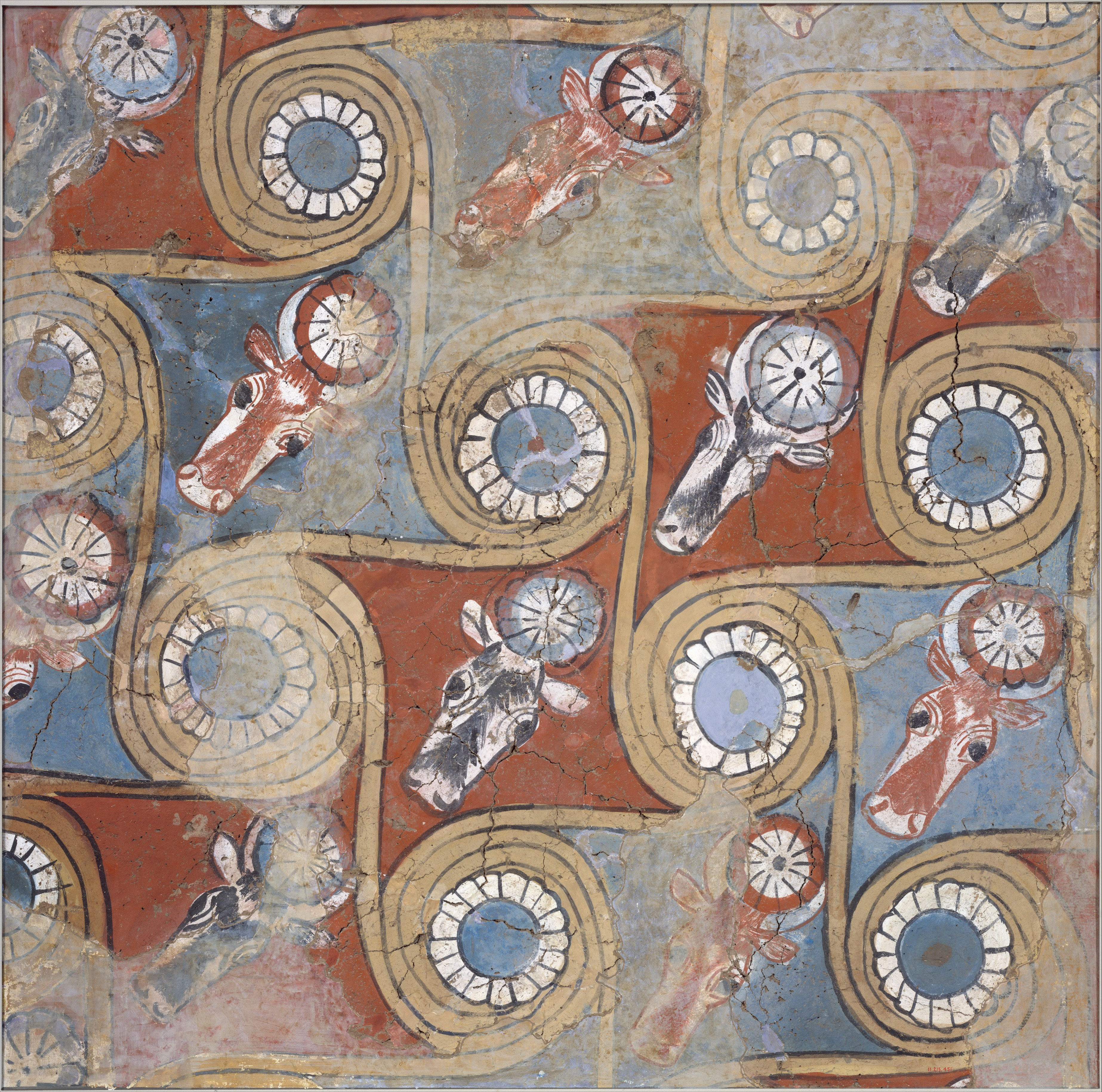
Tavan pictat din palatul lui Amenhotep al III-lea; circa 1390–1353 î.Hr.; noroi uscat, tencuială de noroi și vopsea gesso; 140 x 140 cm; Muzeul Metropolitan de Artă
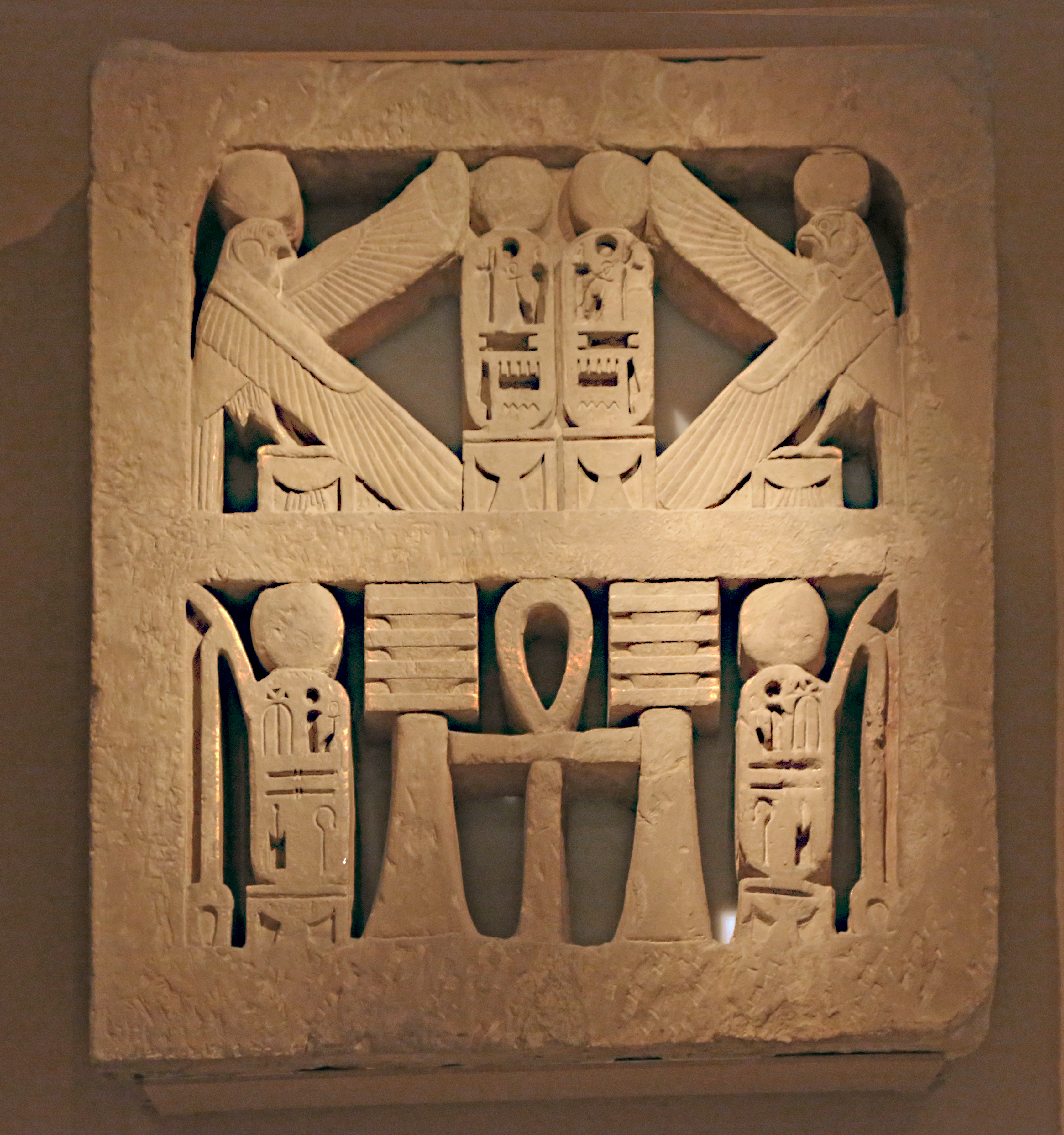
Grilaj de fereastră dintr-un palat al lui Ramses al III-lea; 1184-1153 î.Hr.; gresie pictată; înălțime: 103,5 cm, lățime: 102,9 cm, adâncime: 14,6 cm; Muzeul Metropolitan de Artă
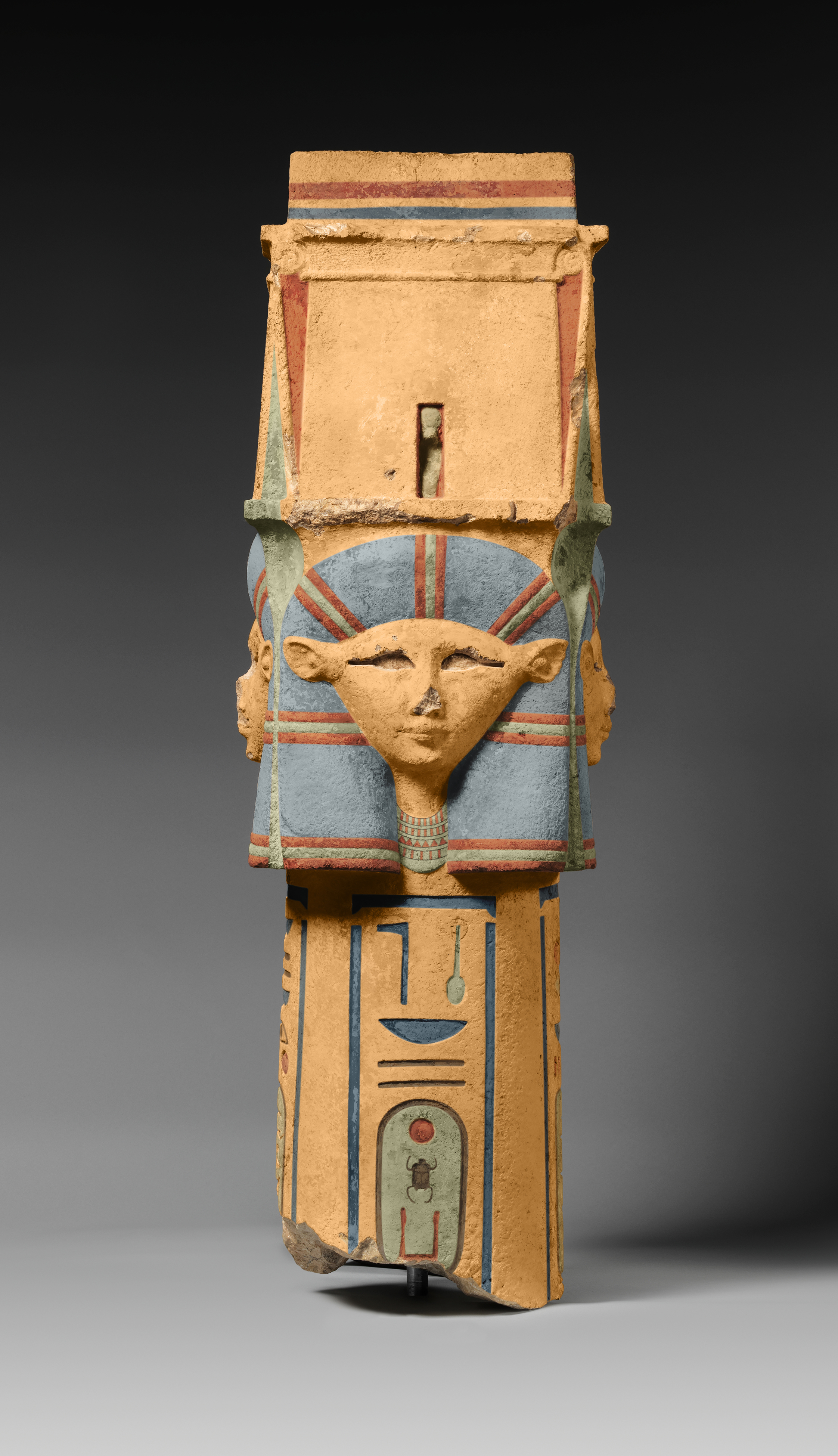
Bucată de coloană cu capitel hatoric; 380–362 î.Hr.; calcar; înălțime: 102 cm, lățime: 34,3 cm; Muzeul Metropolitan de Artă
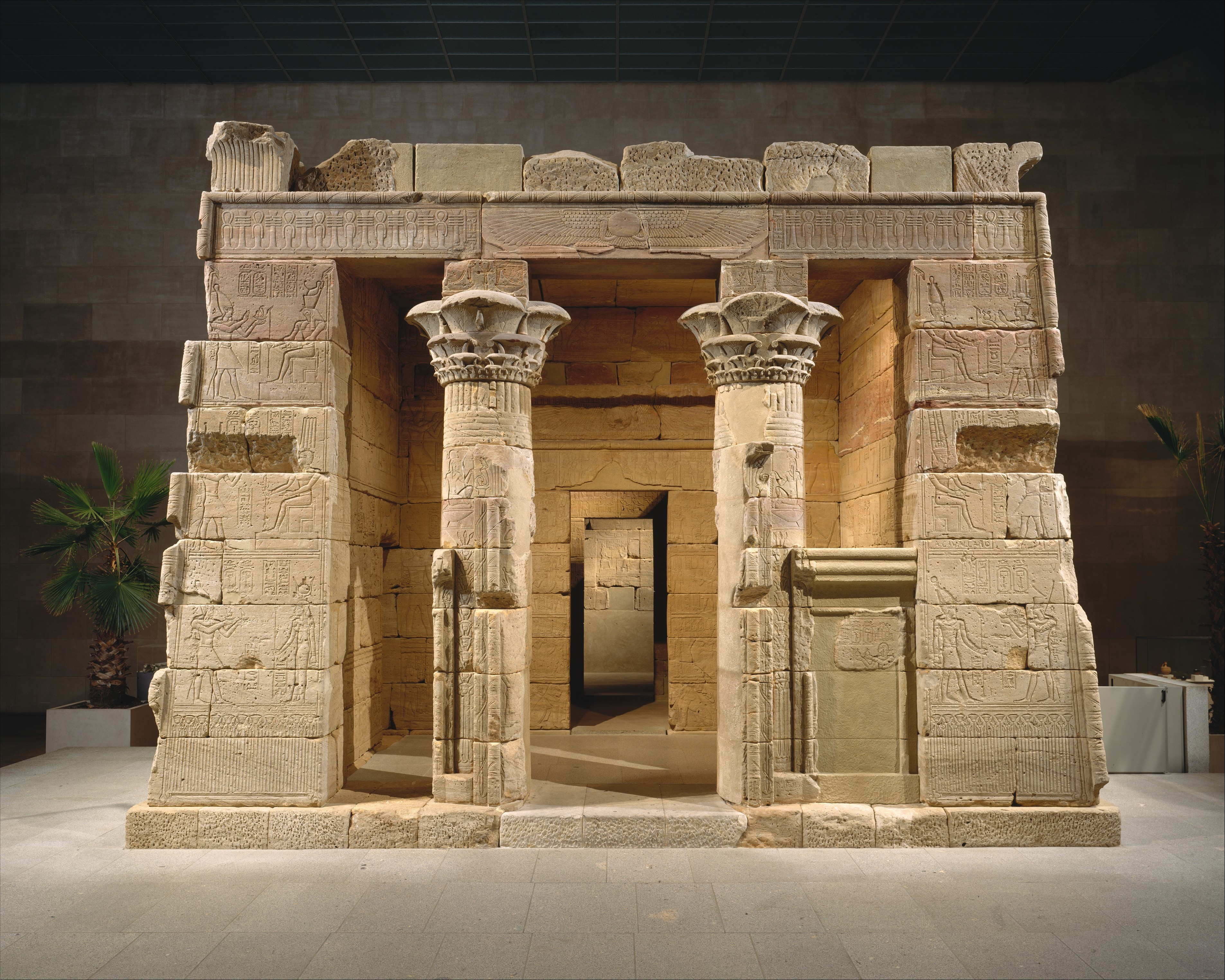
Templul din Dendur; finalizat până în 10 î.Hr.; gresie eoliană; templul propriu: înălțime: 6,4 m, lățime: 6,4 m; lungime: 12,5 m; Metropolitan Museum of Art, New York
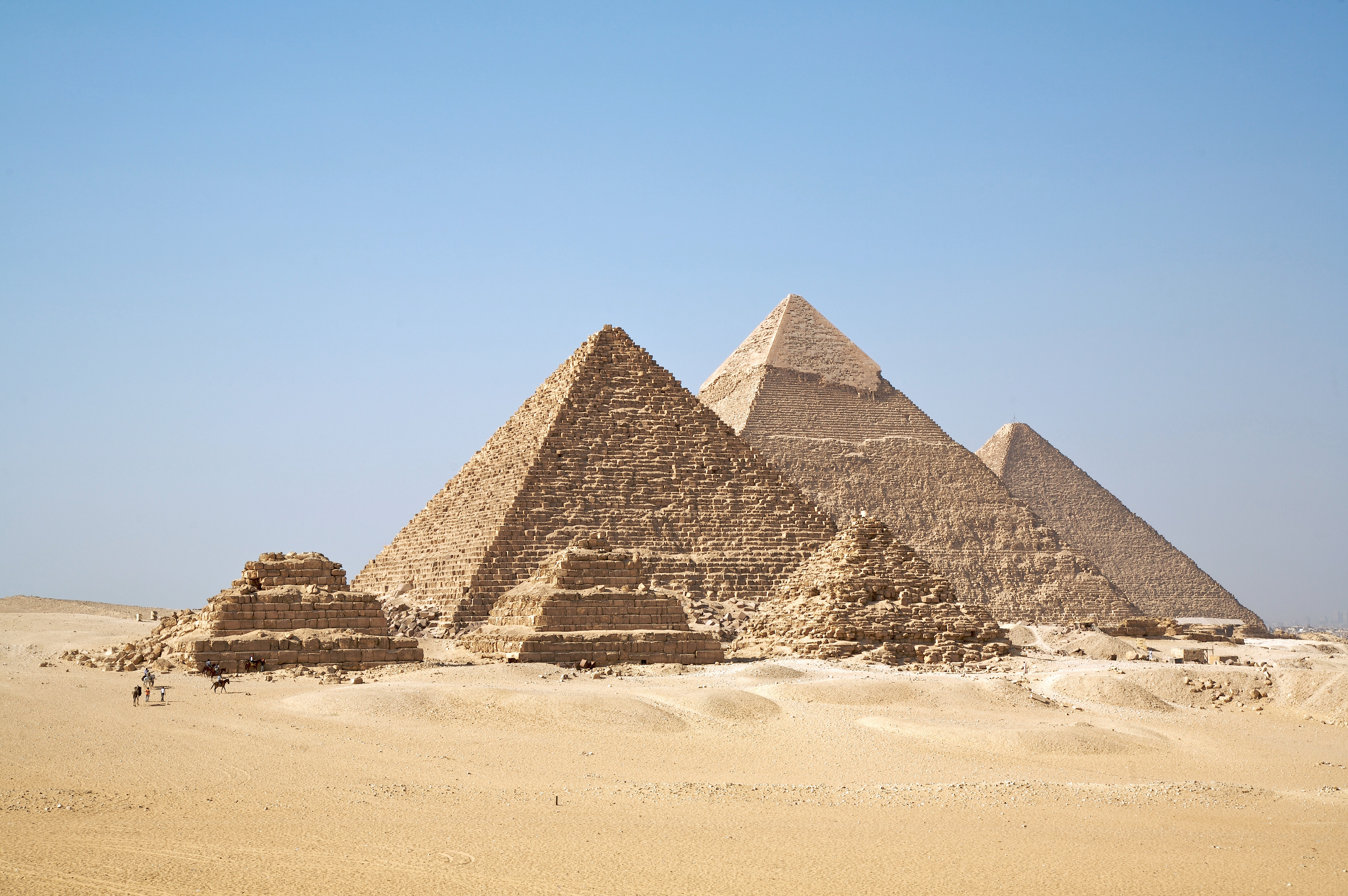
O priveliște a piramidelor de la Giza. De la stânga la dreapta, cele mai mari trei sunt: Piramida lui Menkaura, Piramida lui Khafra și cea a lui Khufu
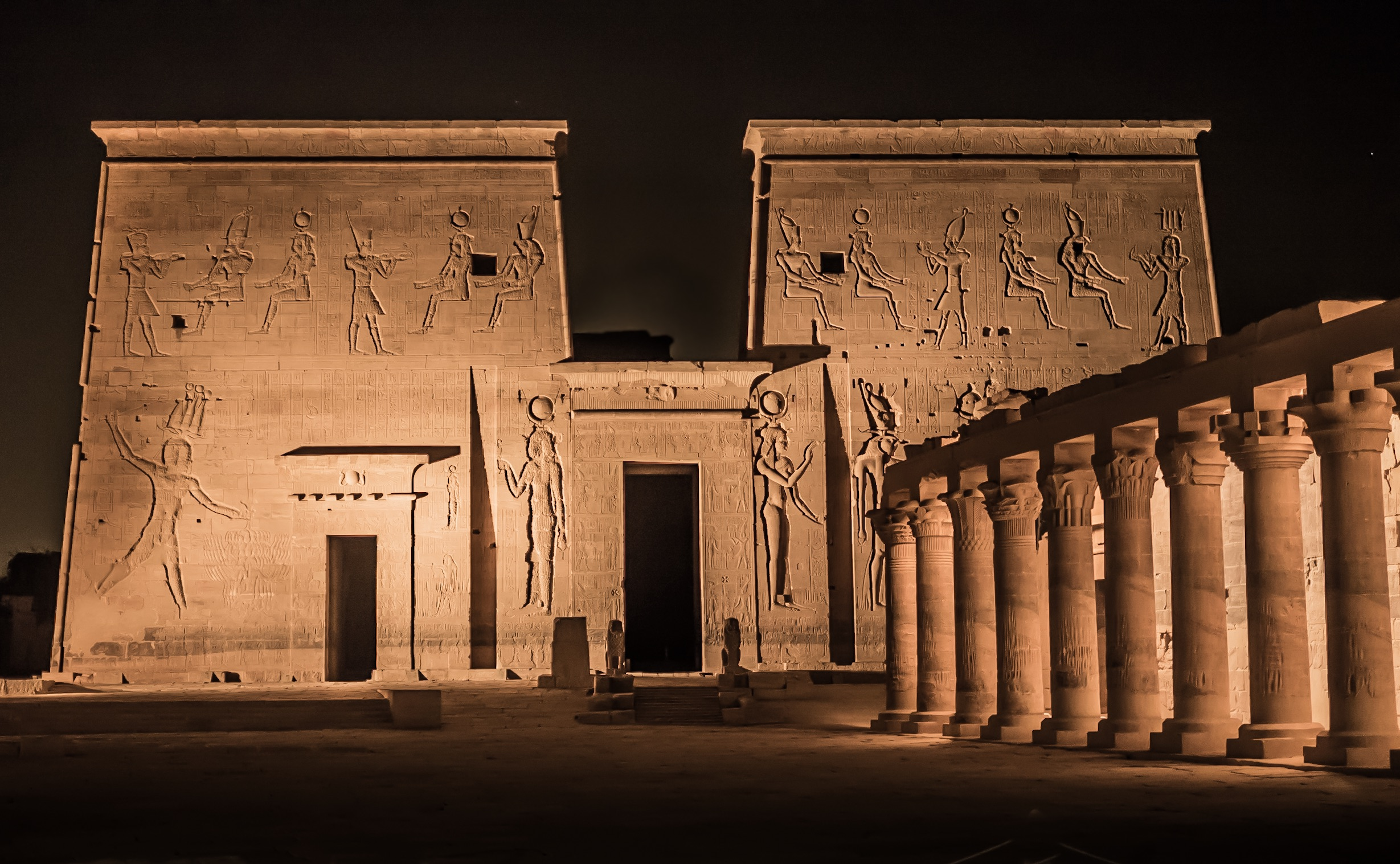
Templul lui Isis din Philae (Egipt) este un exemplu de arhitectură egipteană bine conservată și sculptură arhitecturală
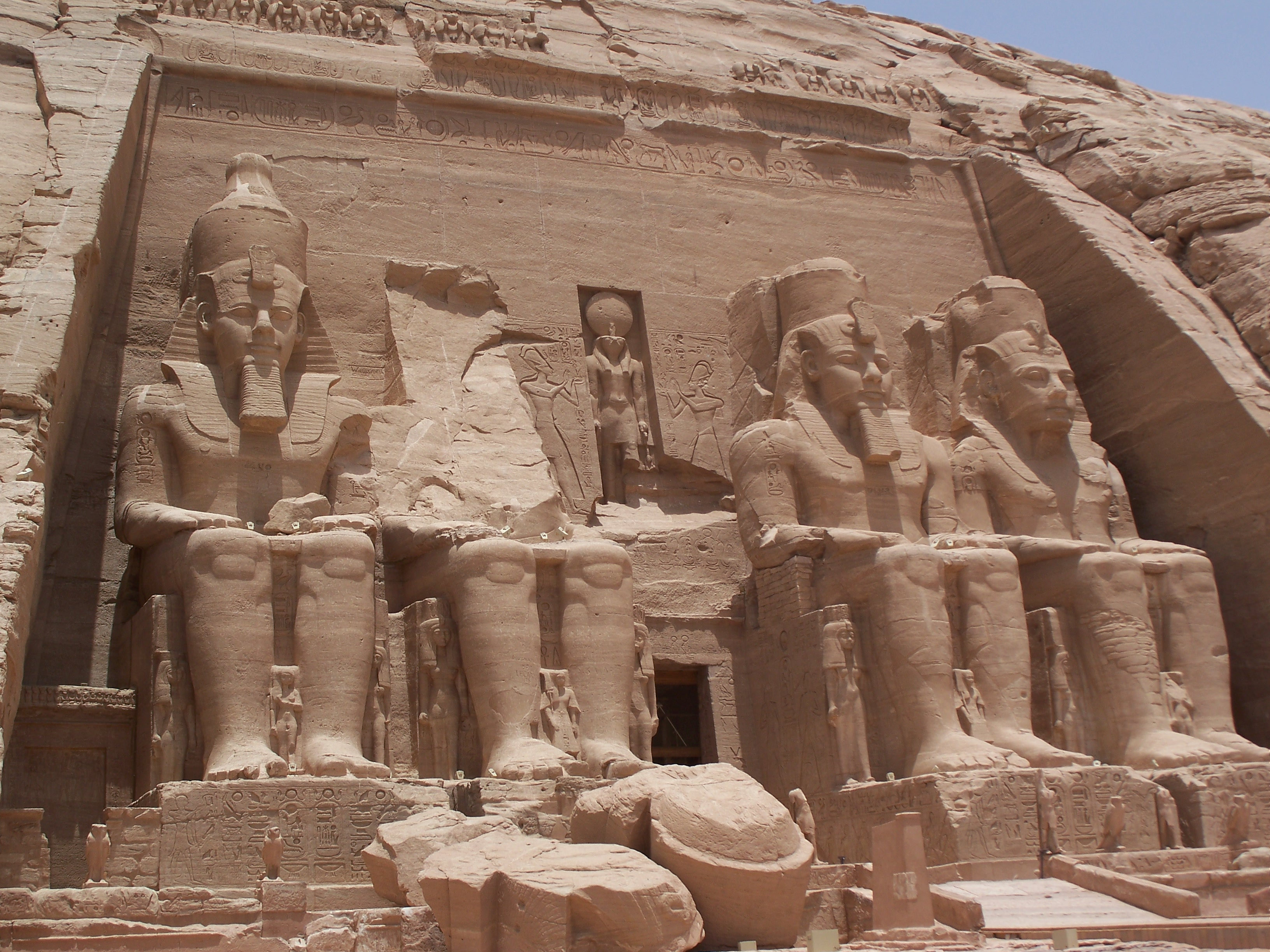
Marele Templu al lui Ramesses al II-lea de la Abu Simbel, fondat în circa 1264 î.Hr., în Guvernoratul Aswan (Egipt)
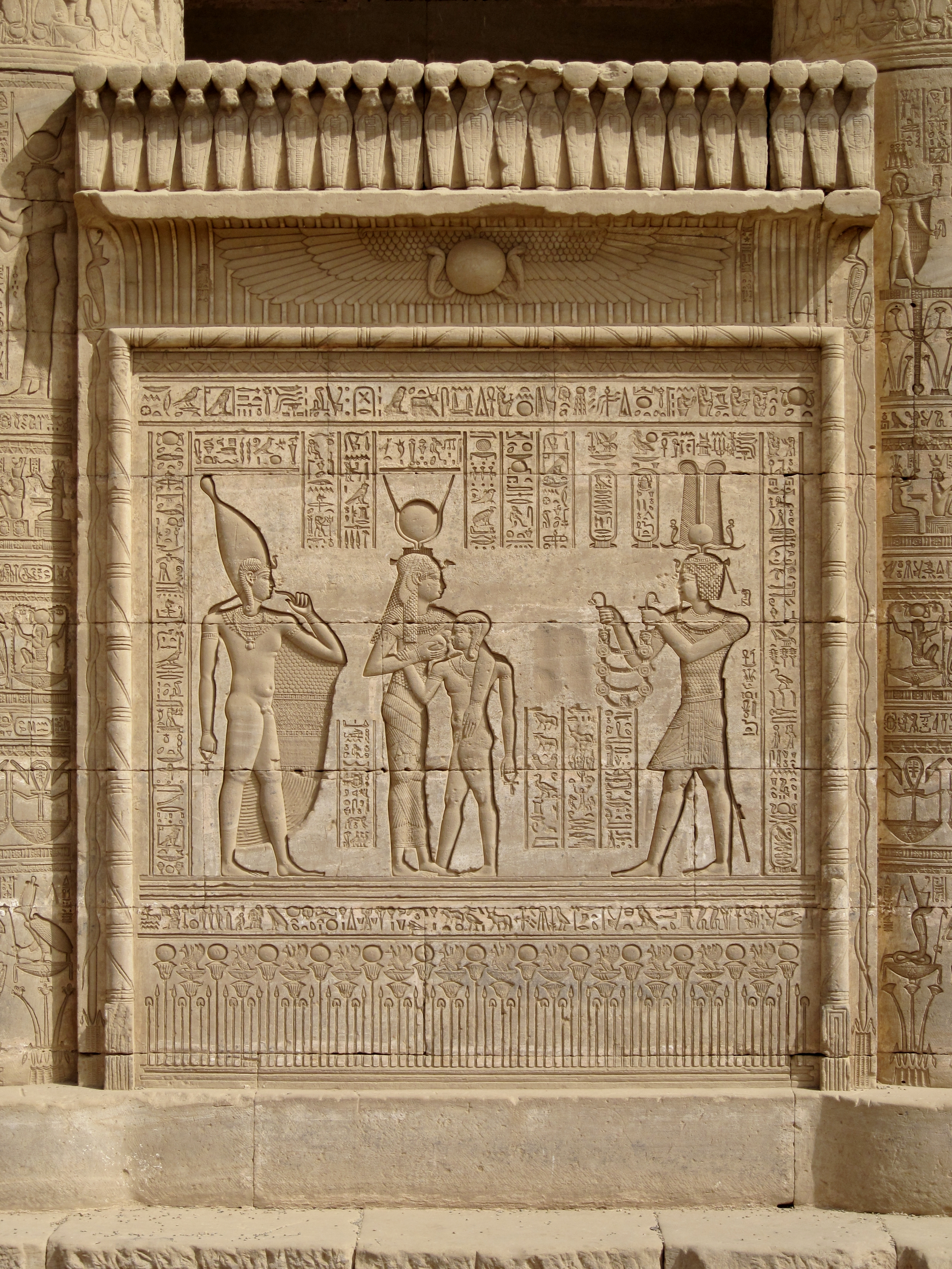
Basorelief din Complexul Dendera din Egipt
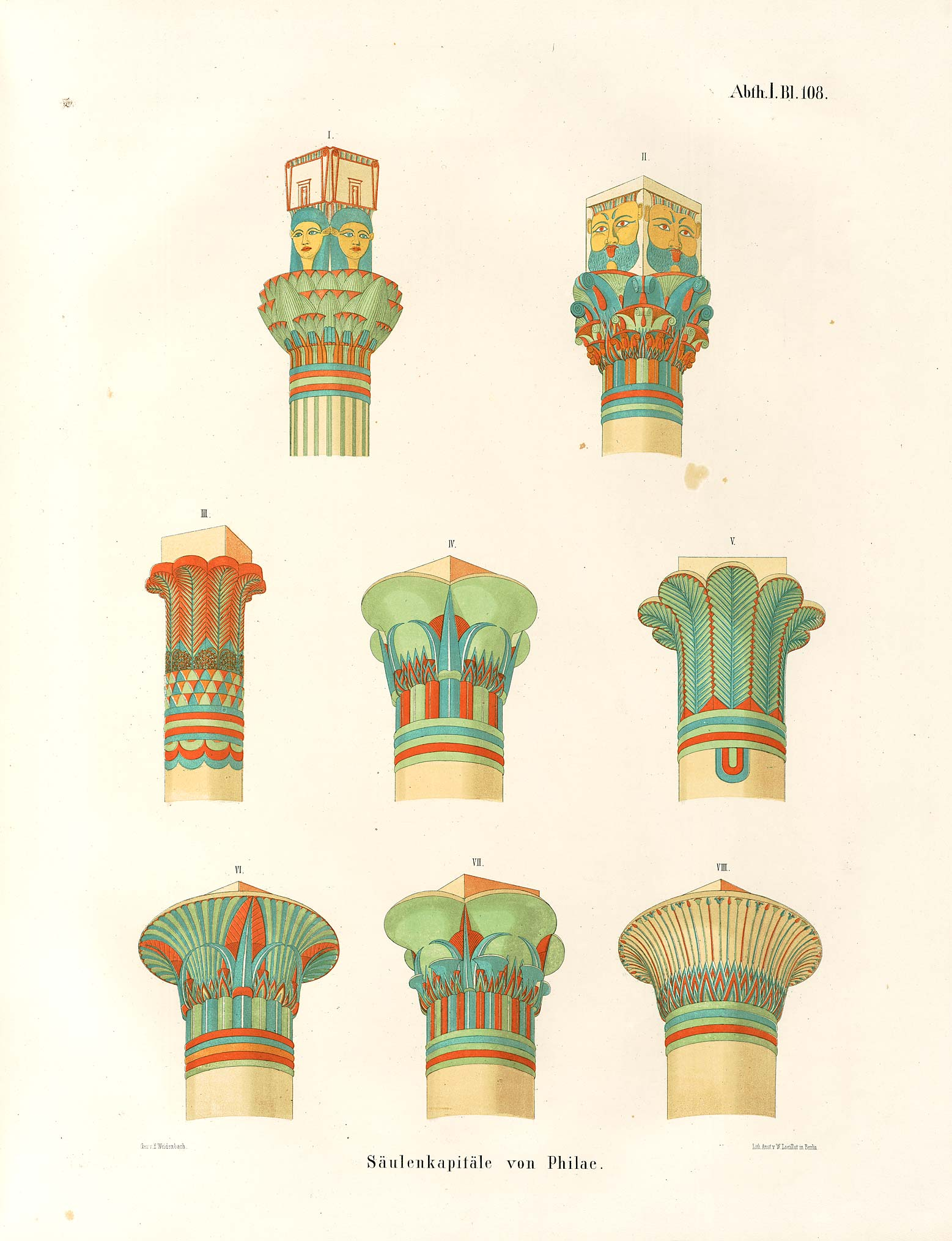
Ilustrații cu diverse tipuri de capiteluri, desenate de egiptologul Karl Richard Lepsius
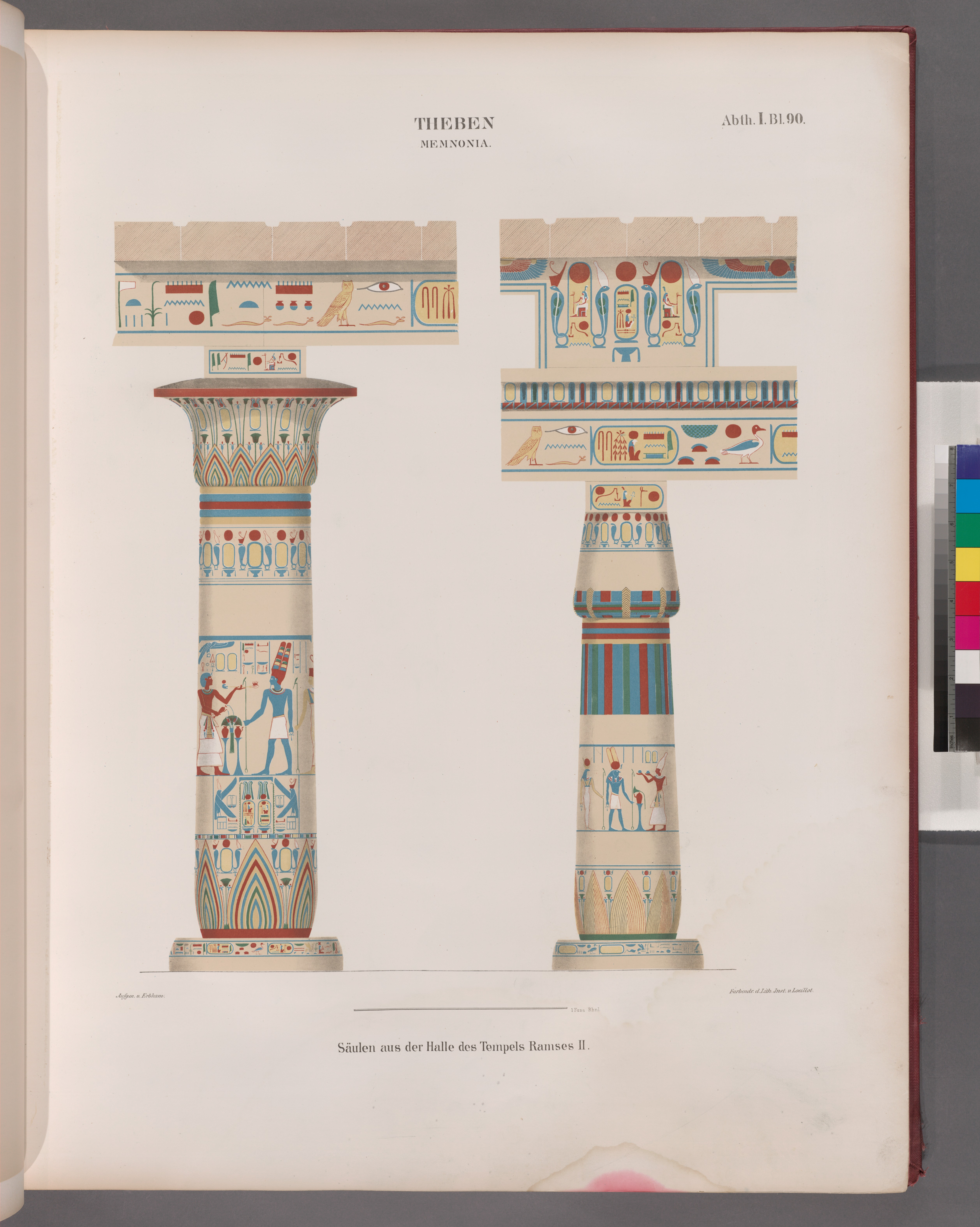
Ilustrații cu două tiprui de coloane din Templul lui Ramses al II-lea, desenate în 1849

## Bijuteriile
Vechii egipteni erau pasionați de ornamente și decorațiuni personale din cele mai vechi timpuri predinastice. Înmormântările badariene conțineau adesea șiruri de mărgele obținute din steatit glazurat, scoici și fildeș.  Bijuteriile din aur, argint, cupru și faianță sunt atestate și în perioada Predinastică timpurie; materiale mai variate au fost introduse în secolele anterioare Primei Dinastii. Prin Vechiul Regat, combinația de carneol, turcoaz și lapis lazuli fusese stabilită pentru bijuteriile regale, și urma să devină standard în Regatul Mijlociu. Piesele mai puțin sofisticate ar putea folosi oase, sidef sau scoici Cowrie. Alegerea specială a materialelor depindea de considerente practice, estetice și simbolice. Unele tipuri de bijuterii au rămas populare permanent, în timp ce altele au intrat și au ieșit din modă. În prima categorie au fost colierele, brățările și brâurile. Șorțurile cu mărgele sunt atestate pentru prima dată în Prima Dinastie, în timp ce gulerele largi au devenit un tip standard din Vechiul Regat. În Regatul Mijlociu, căzuseră din favoare, pentru a fi înlocuiți cu inele și ornamente pentru urechi (inele). Bijuteriile din Regatul Nou sunt în general mai elaborate și mai sofisticate decât cele din perioadele anterioare și au fost influențate de stiluri din Grecia Antică și din Levant.  Multe exemple fine au fost găsite în mormântul lui Tutankhamon. Bijuteriile, atât cele regale, cât și cele private, erau pline de simbolism religios. De asemenea, erau folosite ca să afișeze bogăția și rangul purtătorului. Bijuteriile regale au fost mereu cele mai elaborate, după cum exemplifică piesele găsite la Dahshur și Lahun, realizate pentru prințesele din Dinastia a XVII-a, curtenii favorizați fiind răsplătiți cu „aurul onoarei”.
Tehnicile de confecționare a bijuteriilor pot să fie reconstruite din artefacte care au supraviețuit și din frescele unor morminte. Un atelier de bijutieri este prezentat în mormântul lui Mereruka; alte câteva morminte din Noul Regat, din Teba, conțin scene asemănătoare.

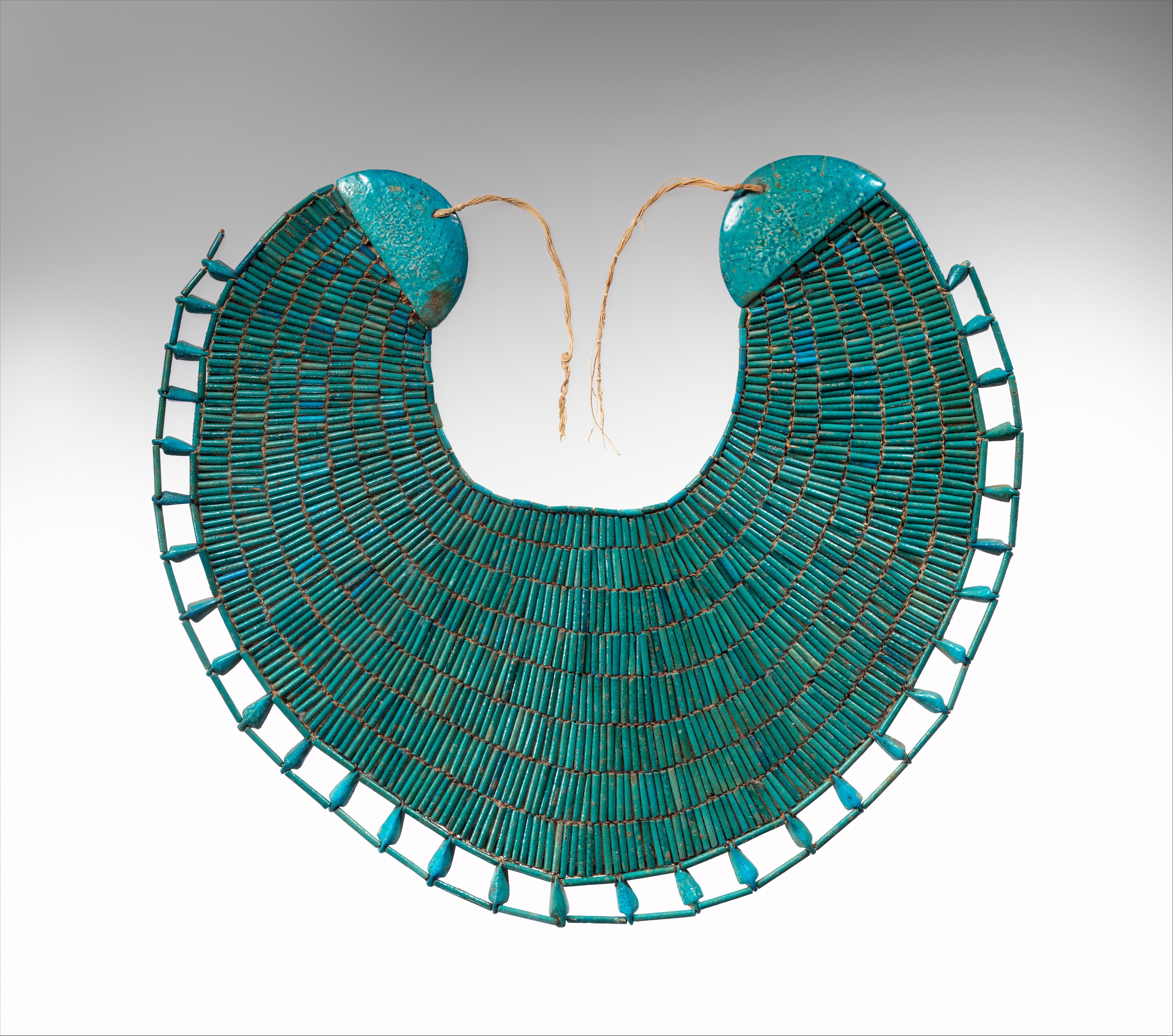
Guler al lui Wah; 1981-1975 î.Hr.; faianță și ață de in; înălțime: 34,5 cm, lățime: 39 cm; Muzeul Metropolitan de Artă (New York City)
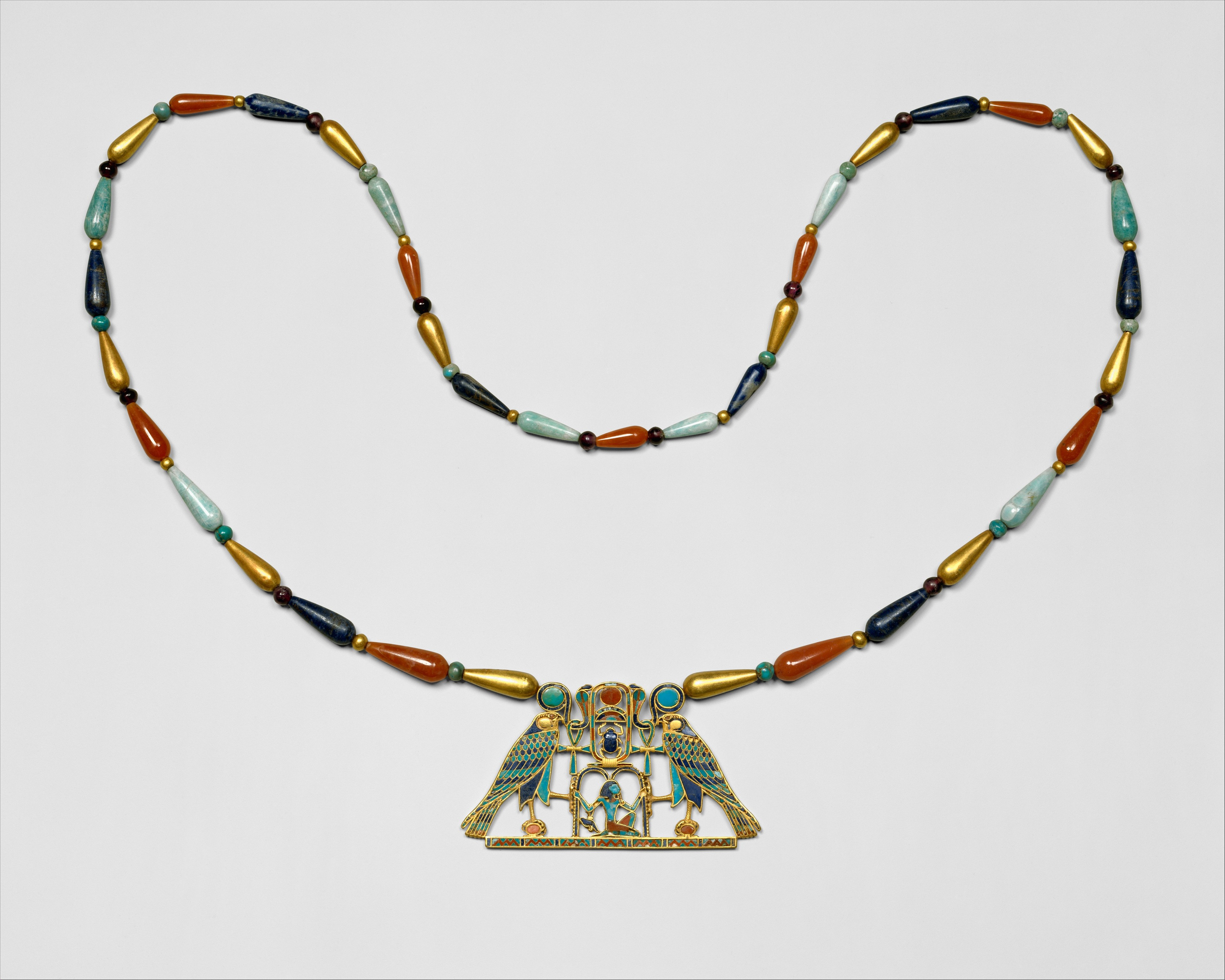
Colier cu pectoral (bijuterie purtată pe piept), al prințesei Sithathoriunet; 1887–1813 î.Hr.; aur, carneol, lapis lazuli, turcoaz, granat și feldspat; înălțimea pectoralului: 4,5 cm; Muzeul Metropolitan de Artă
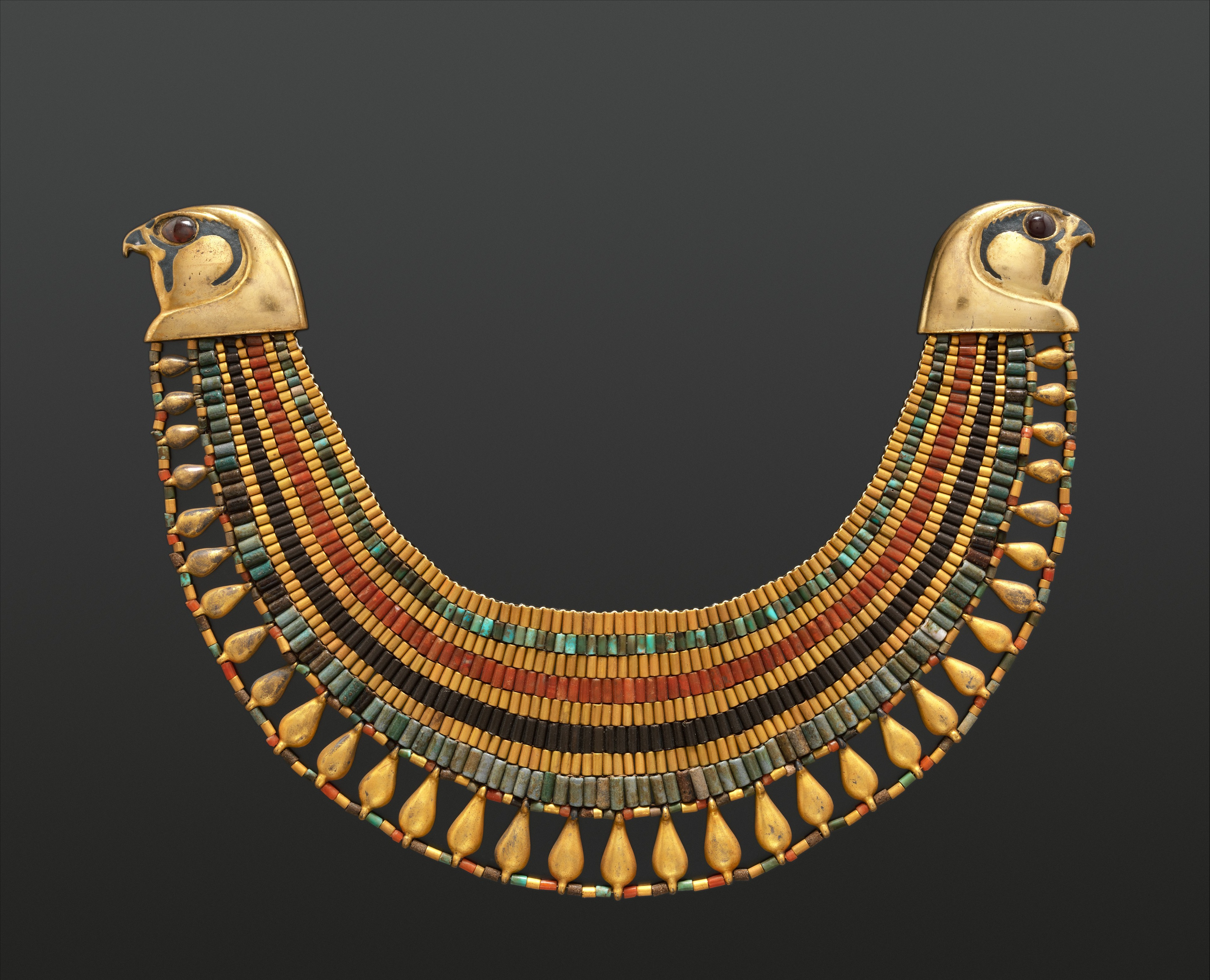
Guler al lui Senebtisi; 1850-1775 î.Hr.; faianță, aur, carneol și turcoaz; diametru exterior: 25 cm, lățime maximă: 7,5 cm; Muzeul Metropolitan de Artă
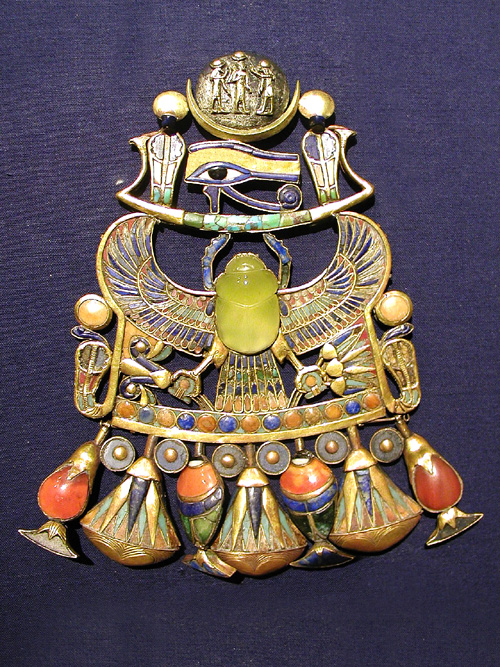
Pectoral al lui Tutankhamon; 1336–1327 î.Hr.; aur, argint și sticlă meteorică; înălțime: 14,9 cm; Muzeul Egiptean din Cairo (Egipt)
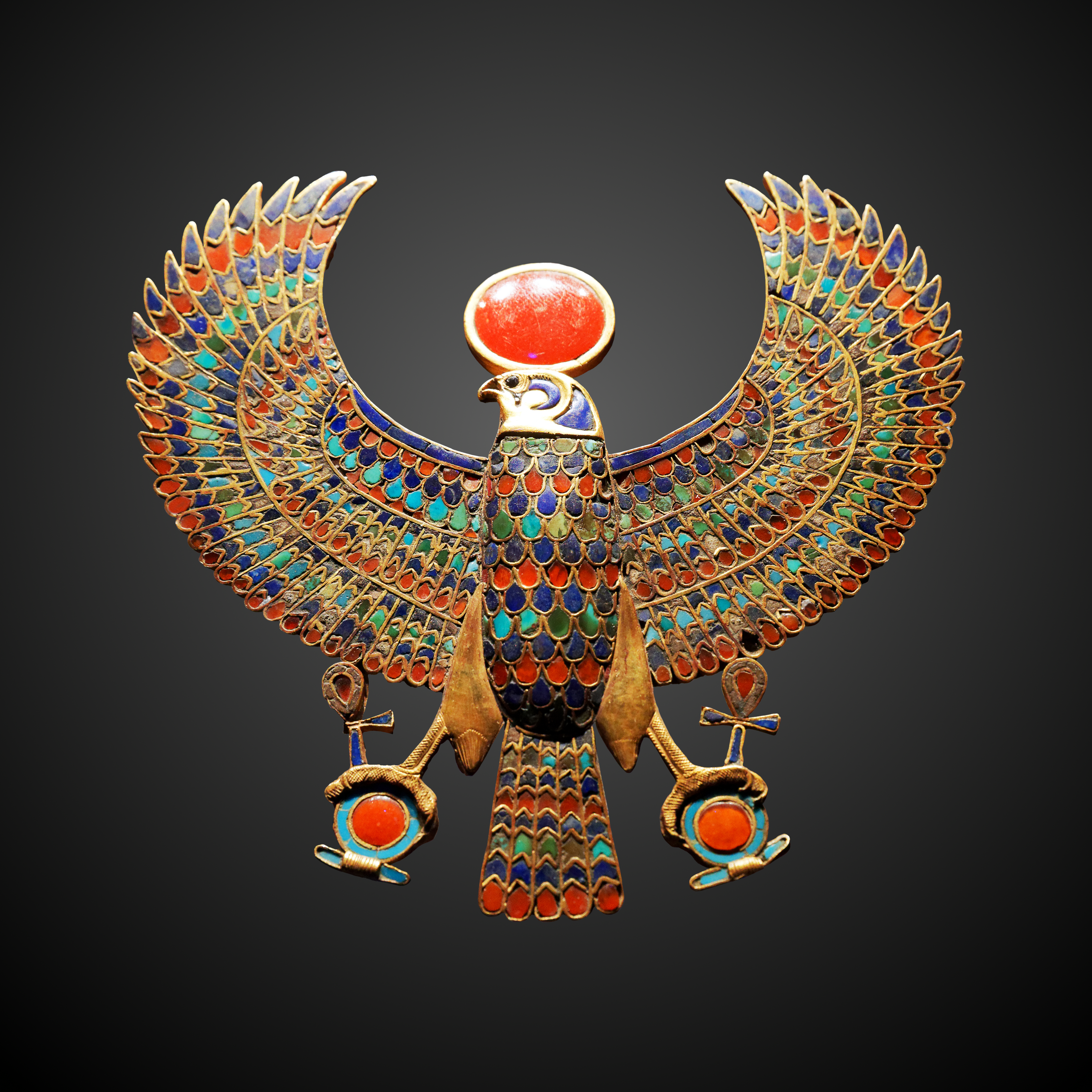
Pectoral cu Horus cu un disc solar; circa 1325 î.Hr.; aur cu pietre pretioase; lățime: 12,6 cm; Muzeul Egiptean din Cairo
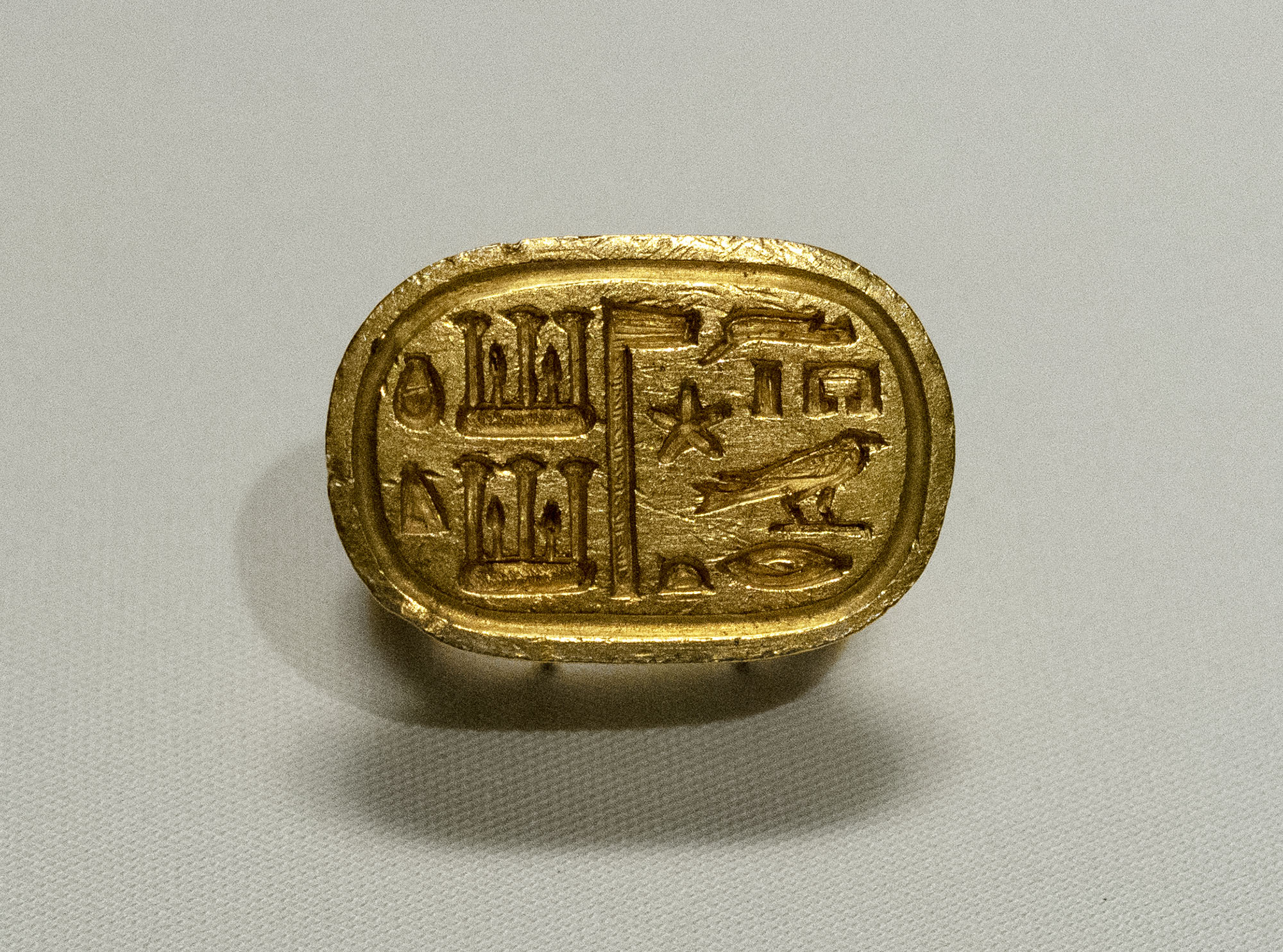
Inel cu sigiliu; 664–525 î.Hr.; aur; diametru: 3 cm, lungime: 3,4 cm (rama sigiliului); British Museum (London)
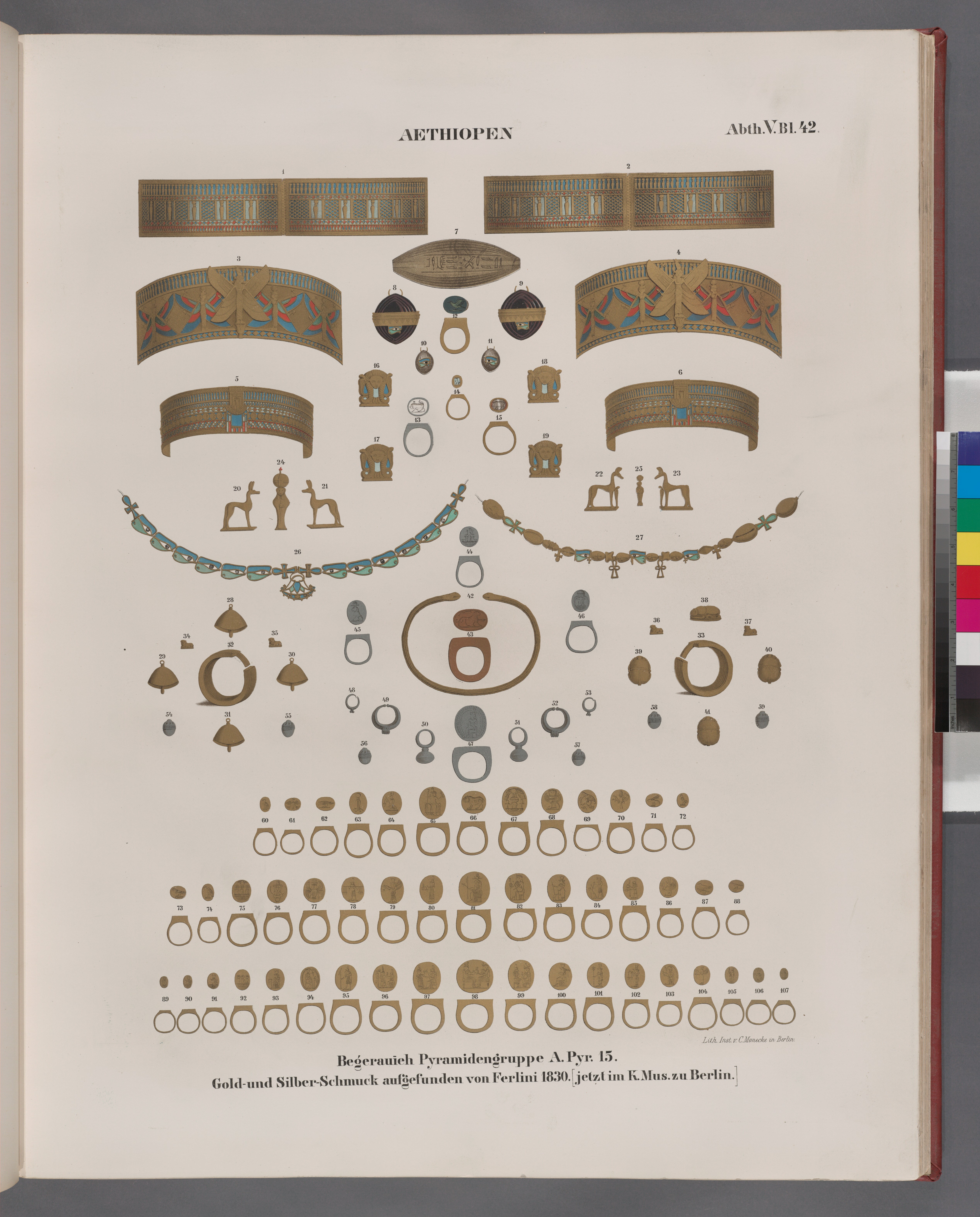
Ilustrații din 1849 ale Comorii Ferlini, descoperită în 1830 de Giuseppe Ferlini; în Biblioteca Publică din New York
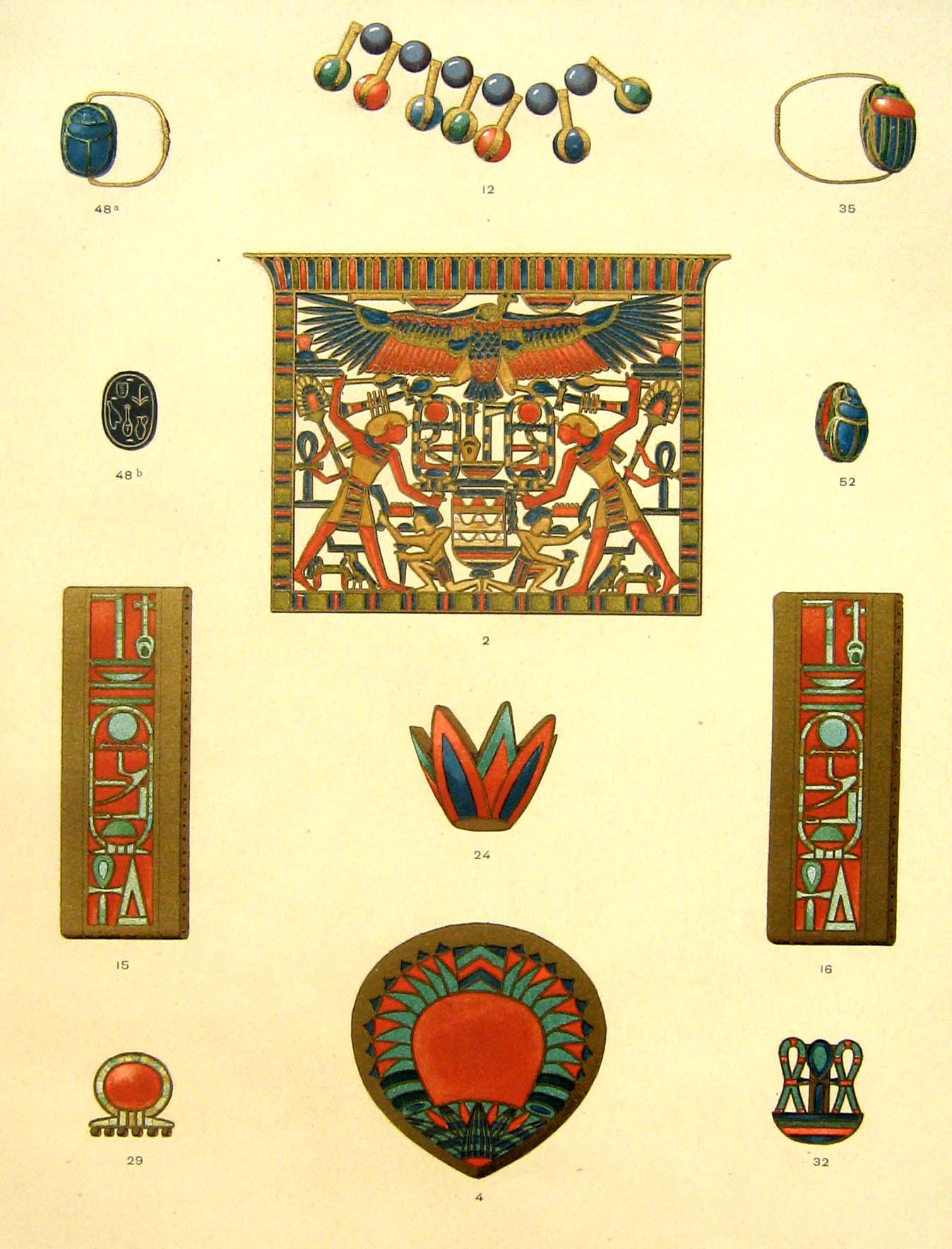
Ilustrații ale unor bijuterii din mormântul prințesei Merit

## Amuletele
O amuletă un mic obiect magic purtat pentru protecția sa magică proprietarului sau ca să transmită anumite calități (de exemplu, o amuletă leu ar putea să transmită forță sau o amuletă pătrată poate să transmită rectitudine). Atestate încă din perioada badariană, amuletele au erau produse atât pentru vii, cât și pentru morți. Anumite amulete erau puse în locuri specifice în bandajele mumiei. Scarabeul inimii era o formă specializată de amuletă, care avea scopul de a proteja inima decedatului în viața de apoi. Amuletele erau produse dintr-o mare varietate de materiale, inclusiv faianță, sticlă și pietre prețioase - culoarea jucând adesea un rol simbolic important - și într-o mare varietate de forme. Ele pot să înfățișeze obiecte sacre (cum ar fi stâlpul Djed, nodul Tyet sau ochiul Wedjad); animale (capetele de taur erau deosebit de frecvente în perioada predinastică târzie); sau hieroglife (de exemplu, Ankh sau Sa). Începând cu Noul Regat, zeități - în special zeități gospodărești precum Bes și Taweret -erau subiecte populare pentru amulete.

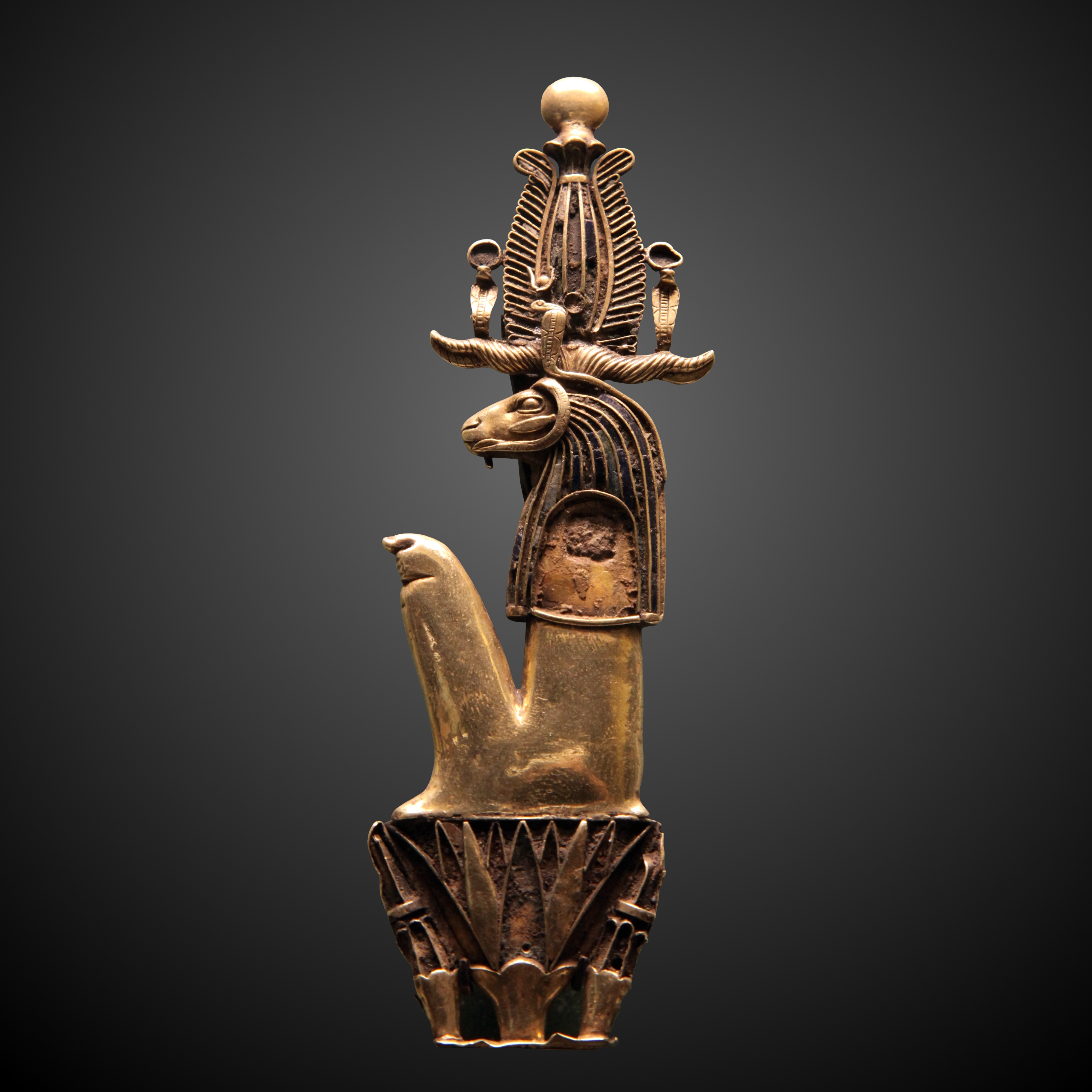
Amuletă în forma lui Heryshaf stând pe niște lotus; 1069-332 î.Hr.; aur; înălțime: 11,5 cm, lățime: 3,4 cm; Luvru
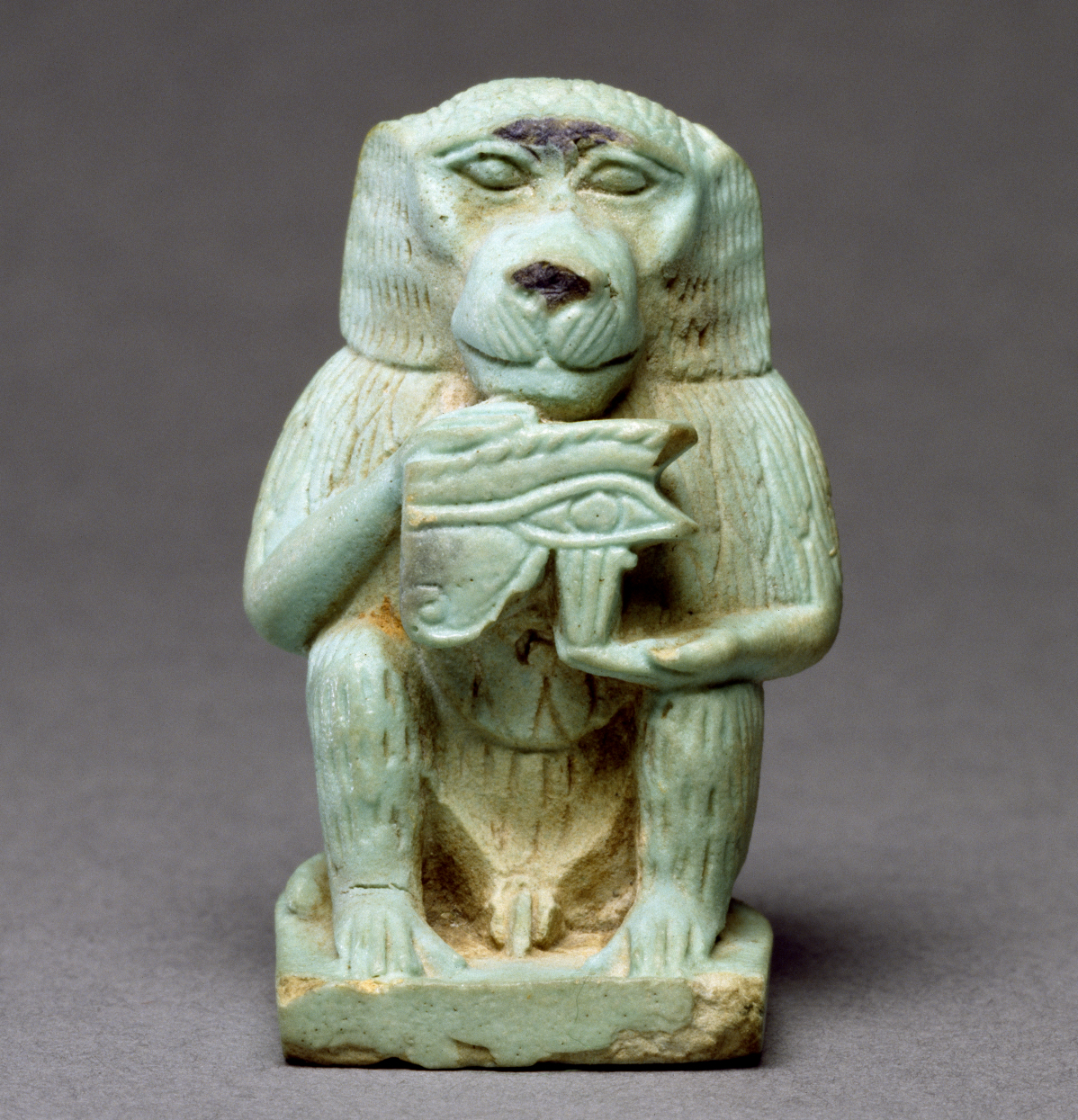
Amuletă care îl înfățișează pe Thot sub formă babuin, ținând un Ochi al lui Horus; 664–332 î.Hr.; faianță egipteană cu glazură verde deschis; înălțime: 3,9 cm, lățime: 2,4 cm, adâncime: 2,5 cm; Muzeul de Artă Walters (Baltimore, SUA)
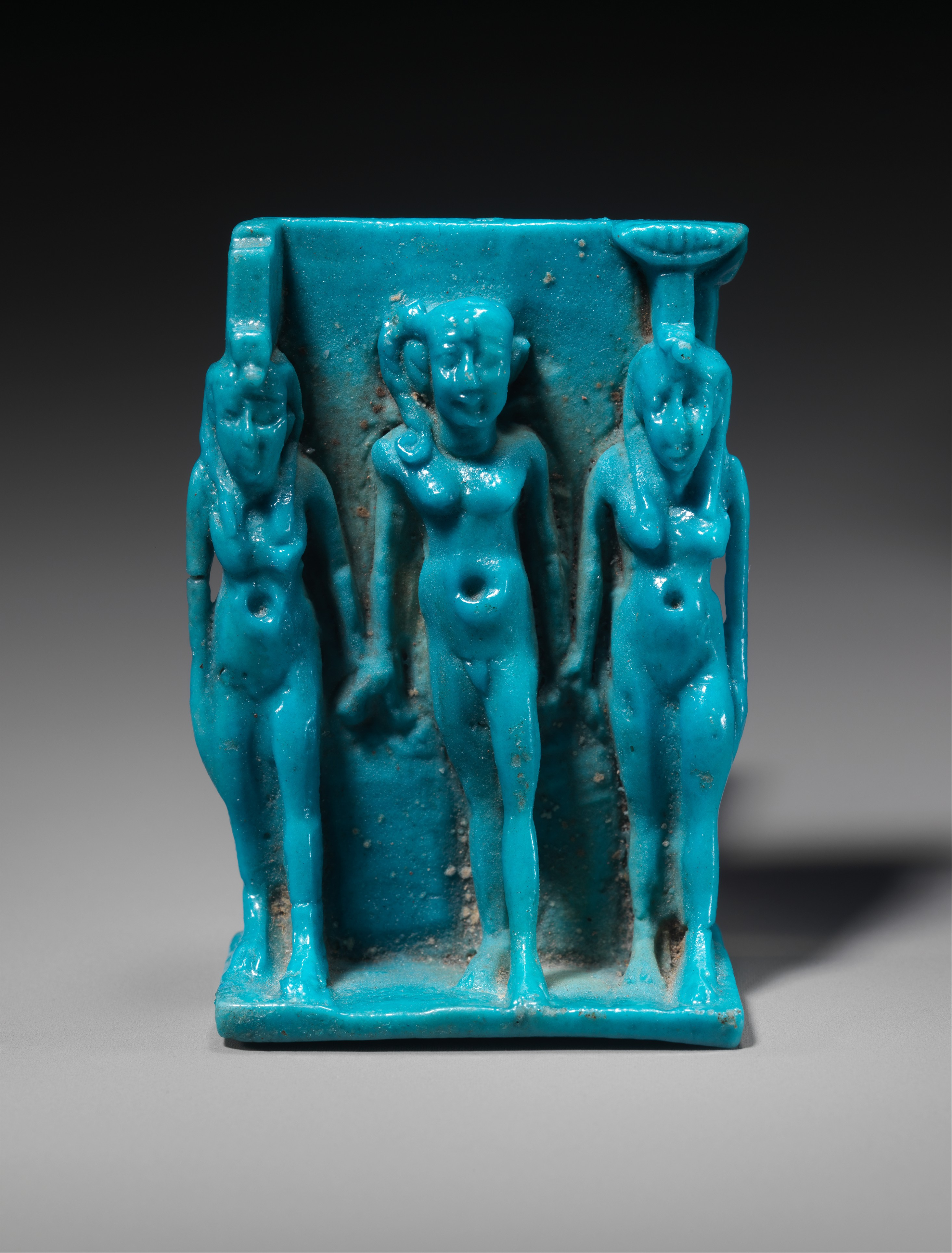
Amuletă pe care apar Isis, Horus și Nephthys; 664–332 î.Hr.; faianță; înălțime: 4,5 cm, lățime: 3 cm, adâncime: 2,2 cm; Muzeul Metropolitan de Artă (New York City)
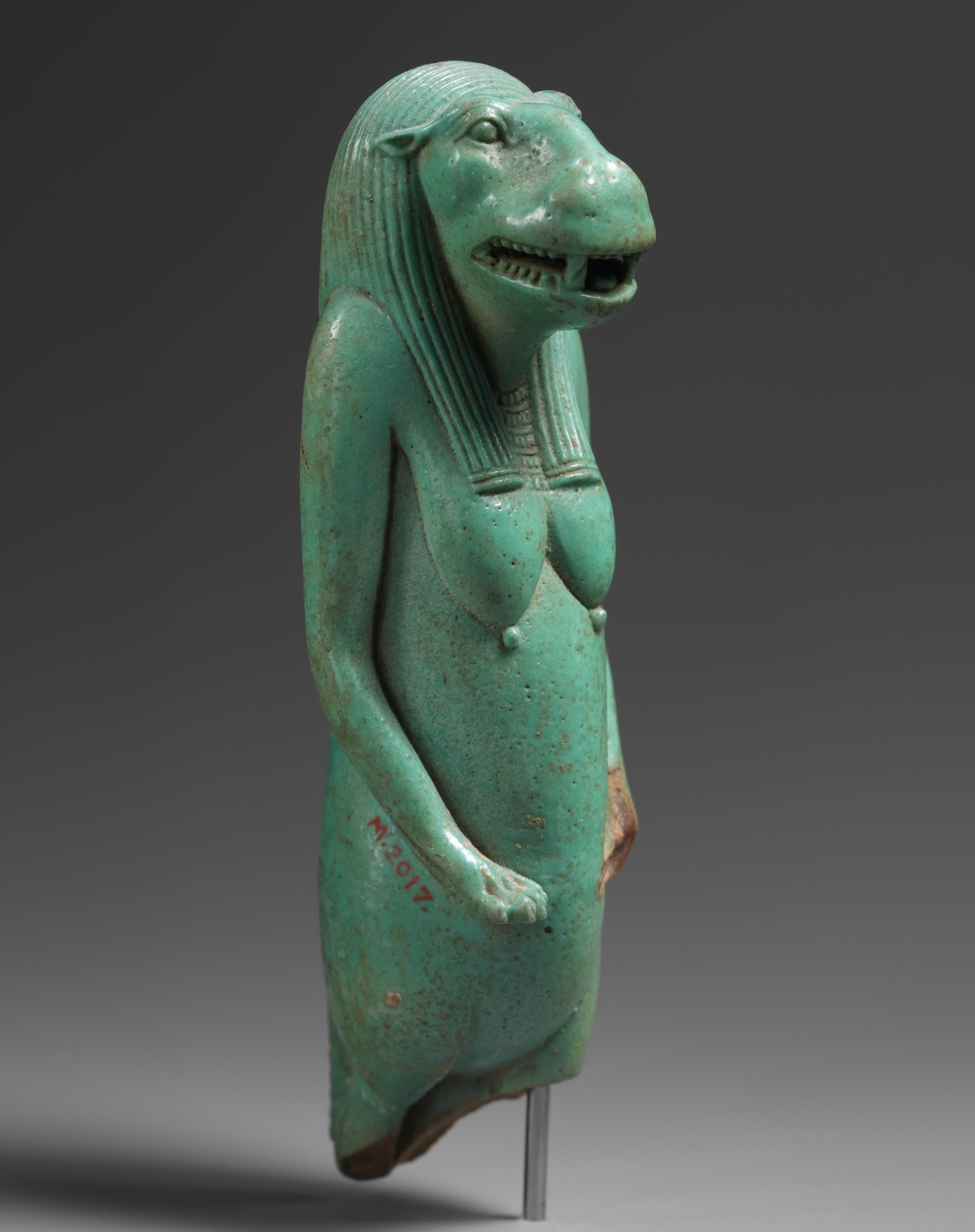
Amuletă care o înfățișează pe Taweret; 664–332 î.Hr.; faianță; înălțime: 9,7 cm; Muzeul Metropolitan de Artă

### Amuletele în formă de scarabei
Amuleta protectoare a inimii era în formă de scarabeu, manifestarea a zeului solar Khepri. Era un simbol al vieții noi și al învierii. Sacarabeul era văzut împingând un bulgăre de noroi de-a lungul pământului și de aici a apărut ideea gândacului care rostogolește soarele pe cer. Scarabeul inimii era o amuletă mare, care era înfășurată în bandajele mumiei, peste inima mortului. Erau confecționați dintr-o serie de materiale verdezi și închise, inclusiv faianță, sticlă, steatit, șist, feldspat, hematit și obsidian. Negrul era asociat cu viața de apoi, în timp ce albastru și verde erau asociate cu nașterea și apele care Nilului care dau viață

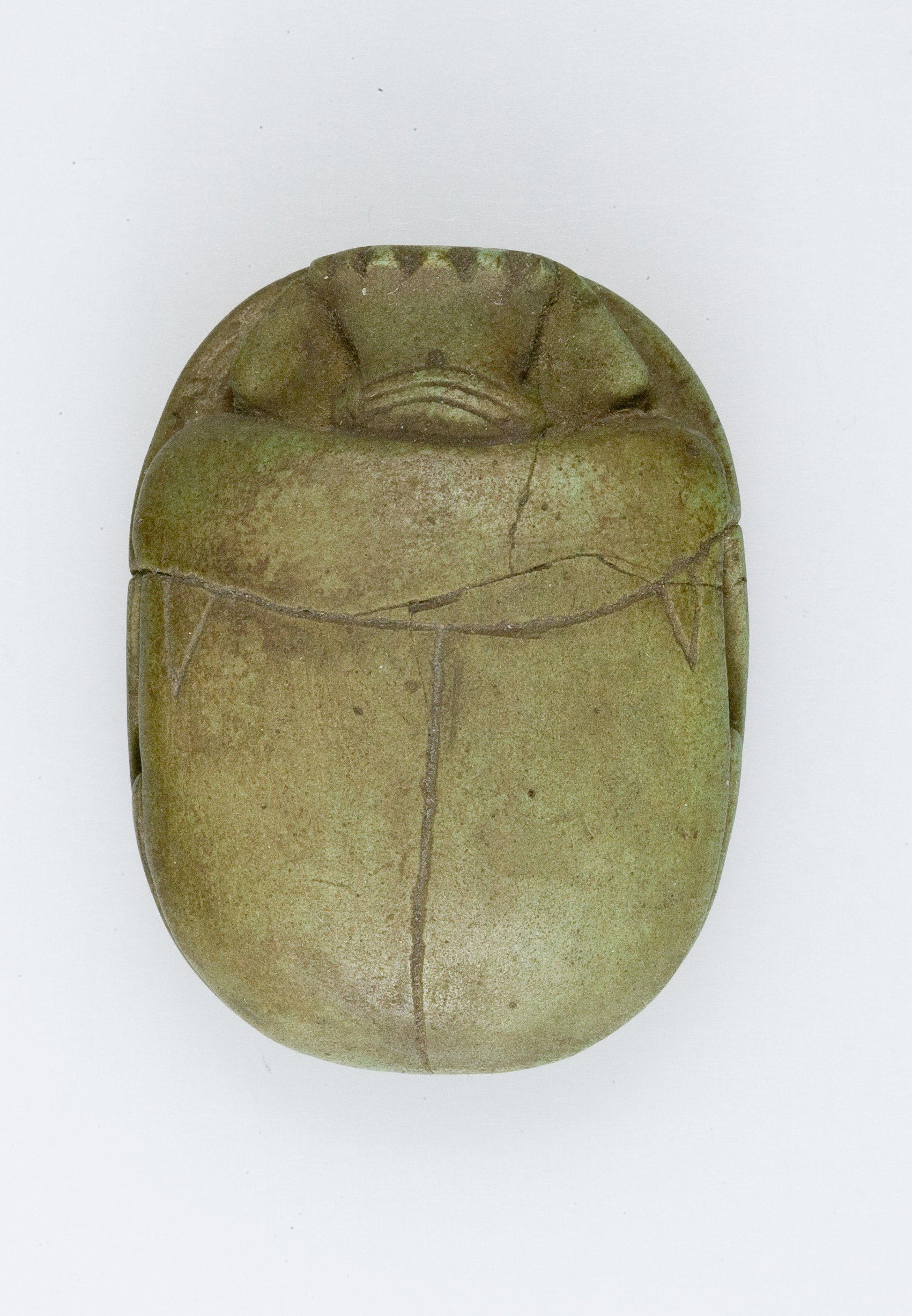
Scarabeu al inimii cântăreței lui Amun Iakai; 1550–1186 î.Hr.;  sticlă; lungime: 4,8 cm, lățime: 3,5 cm, înălțime: 1,5 cm; Muzeul Metropolitan de Artă (New York City)
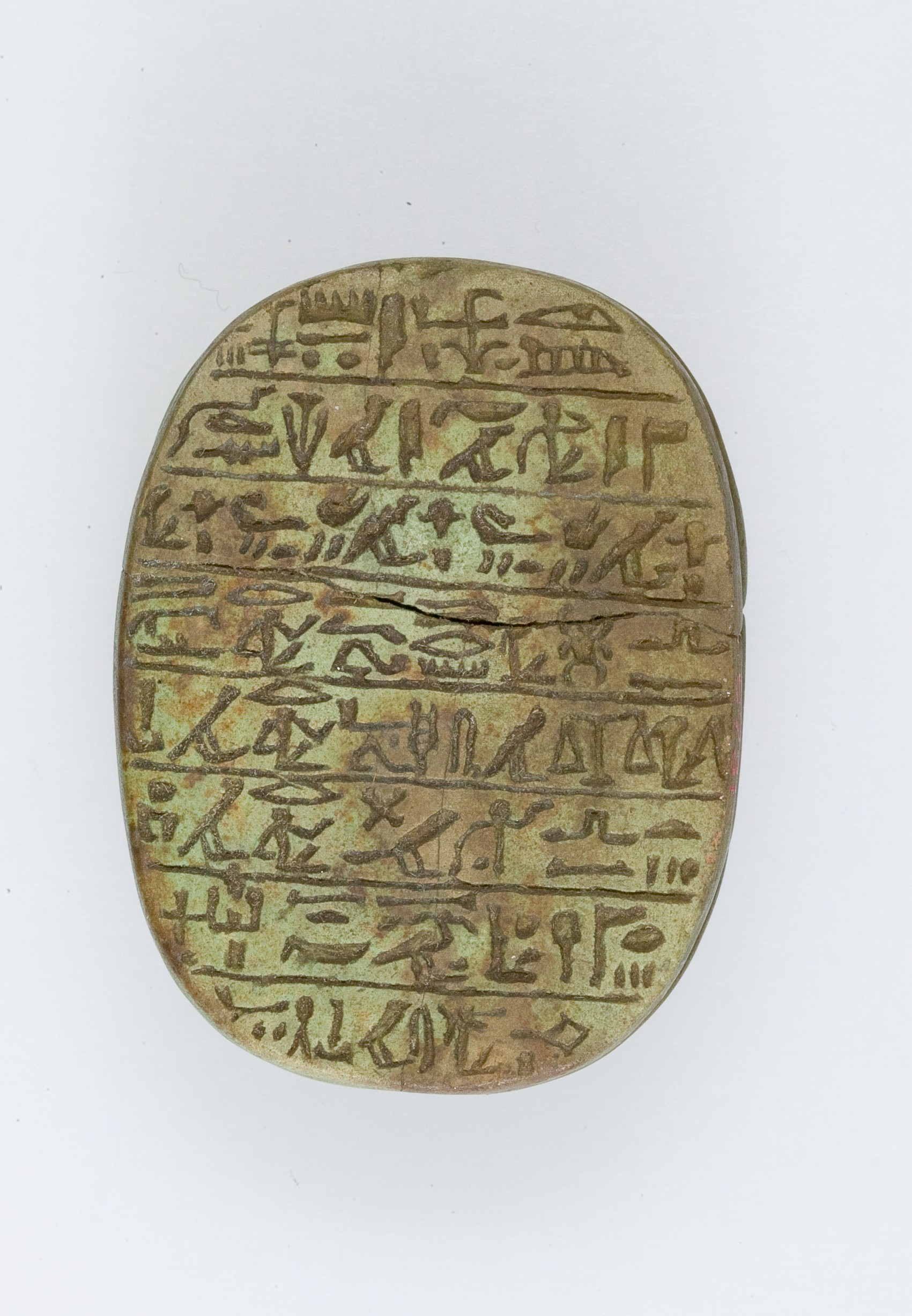
Spatele scarabeului inimii cântăreței lui Amun Iakai; 1550–1186 î.Hr.; sticlă; lungime: 4,8 cm, lățime: 3,5 cm, înălțime: 1,5 cm; Muzeul Metropolitan de Artă
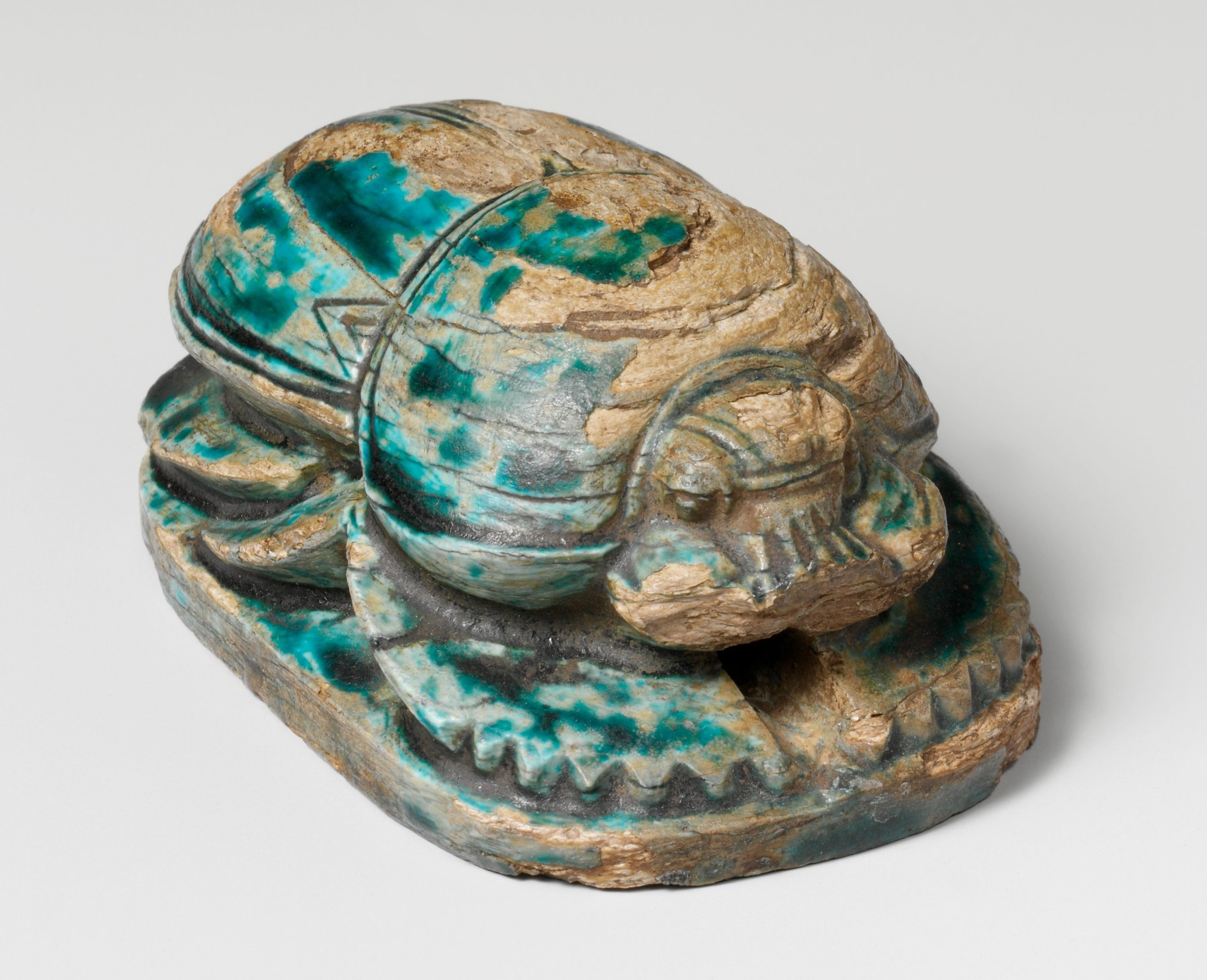
Scarabeu comemorativ al lui Amenhotep al III-lea; 1390–1352 î.Hr.; steatit cu glazură albastră; lungine: 8 cm; Muzeul Metropolitan de Artă
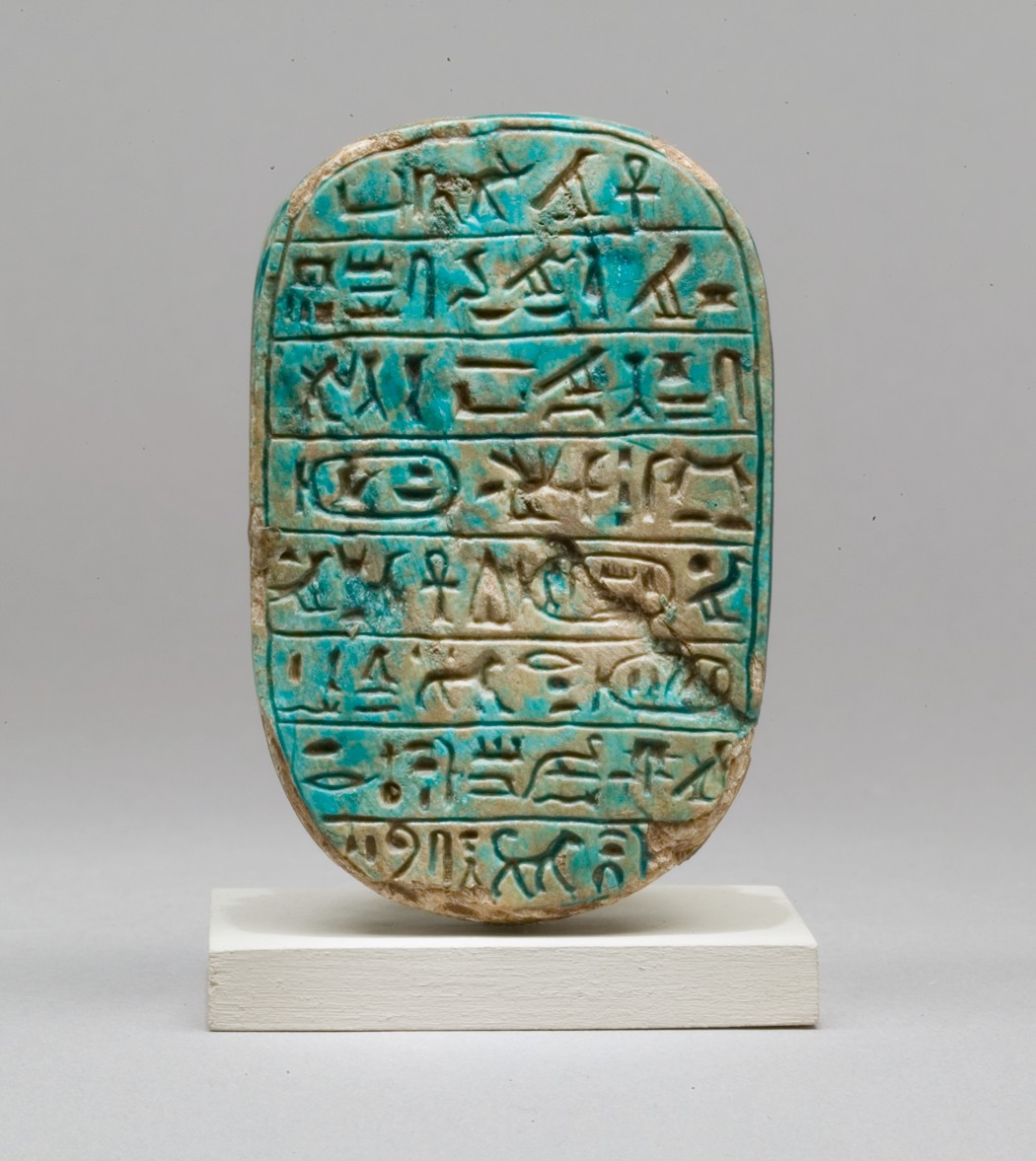
Spatele scarabeului comemorativ al lui Amenhotep al III-lea; 1390–1352 î.Hr.; steatit cu glazură albastră; lungine: 8 cm; Muzeul Metropolitan de Artă

## Ceramica
Diverse tipuri de obiecte de ceramică eu fost depozitate în morminte. Unele dintre ele reprezentau părți interioare ale corpului, cum ar fi plămânii, ficatul și intestinele mai mici, care au fost îndepărtate înainte de îmbălsămare.

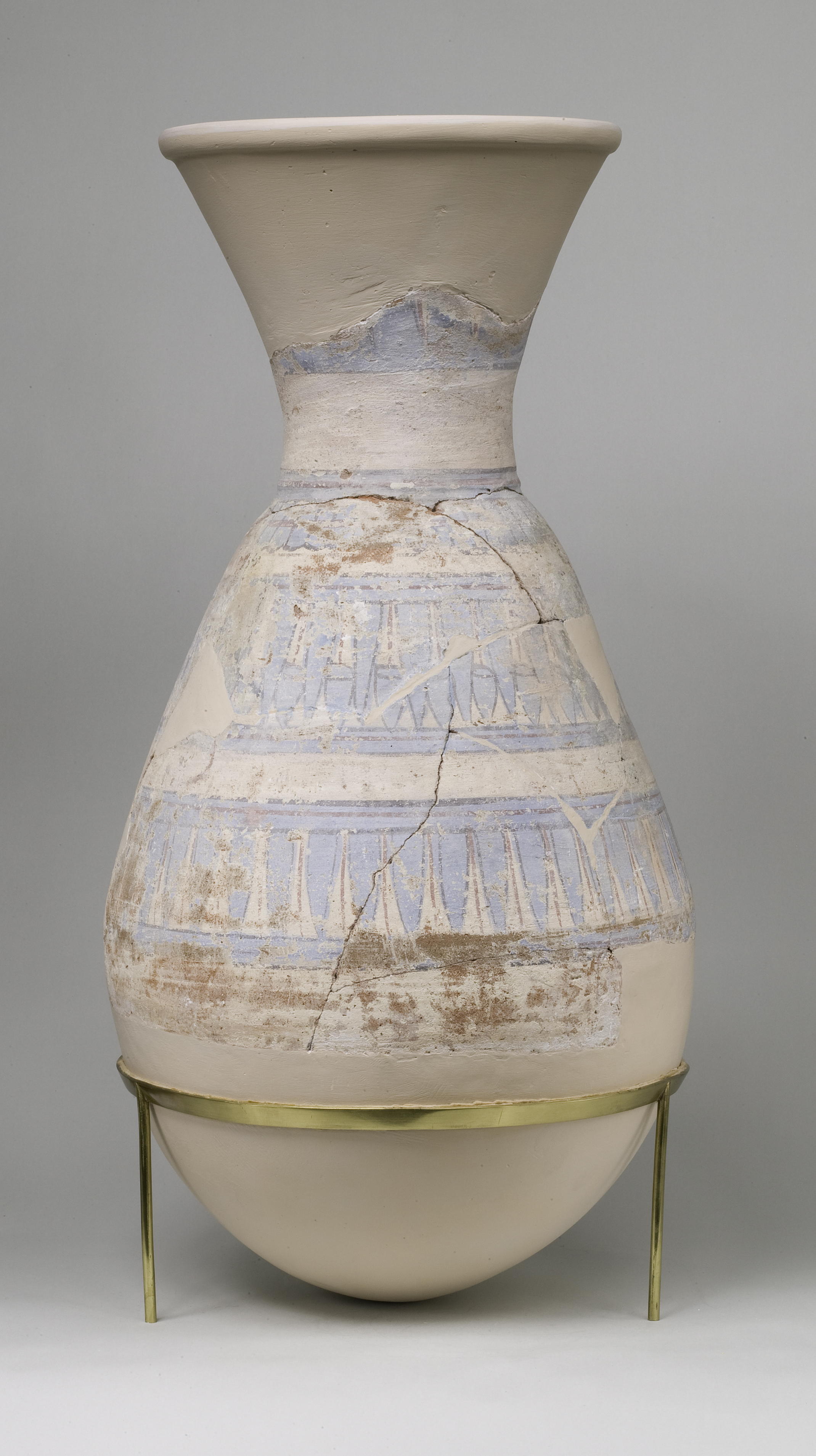
Vas pictat albastru, de la Malqata; 1390–1353 î.Hr.; ceramică pictată; înălțime: 69 cm; Muzeul Metropolitan de Artă (New York City)
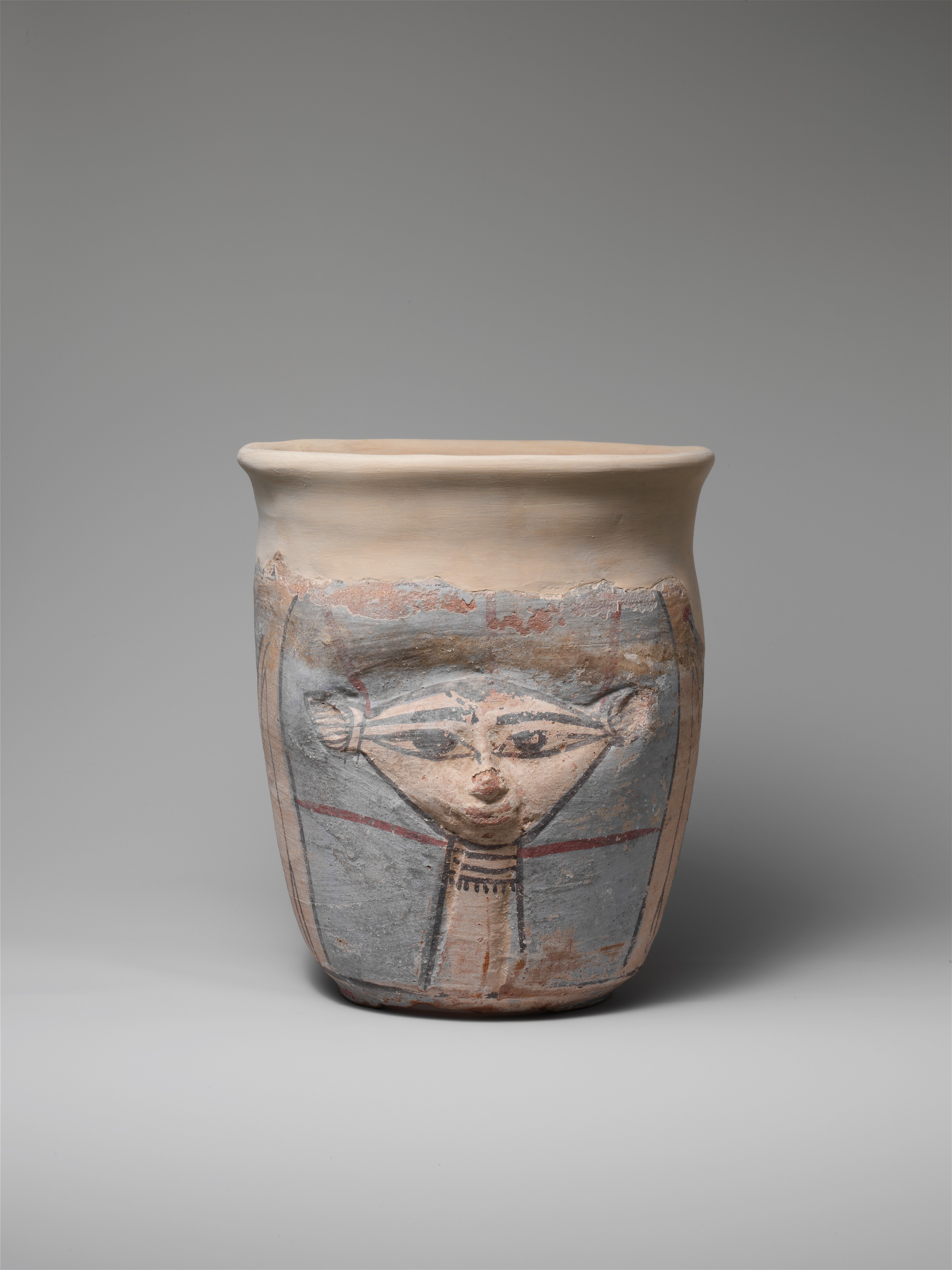
Vas în forma capului zeiței Hathor; 1390–1353 î.Hr.; ceramică pictată; înălțime: 24,5 cm; Muzeul Metropolitan de Artă
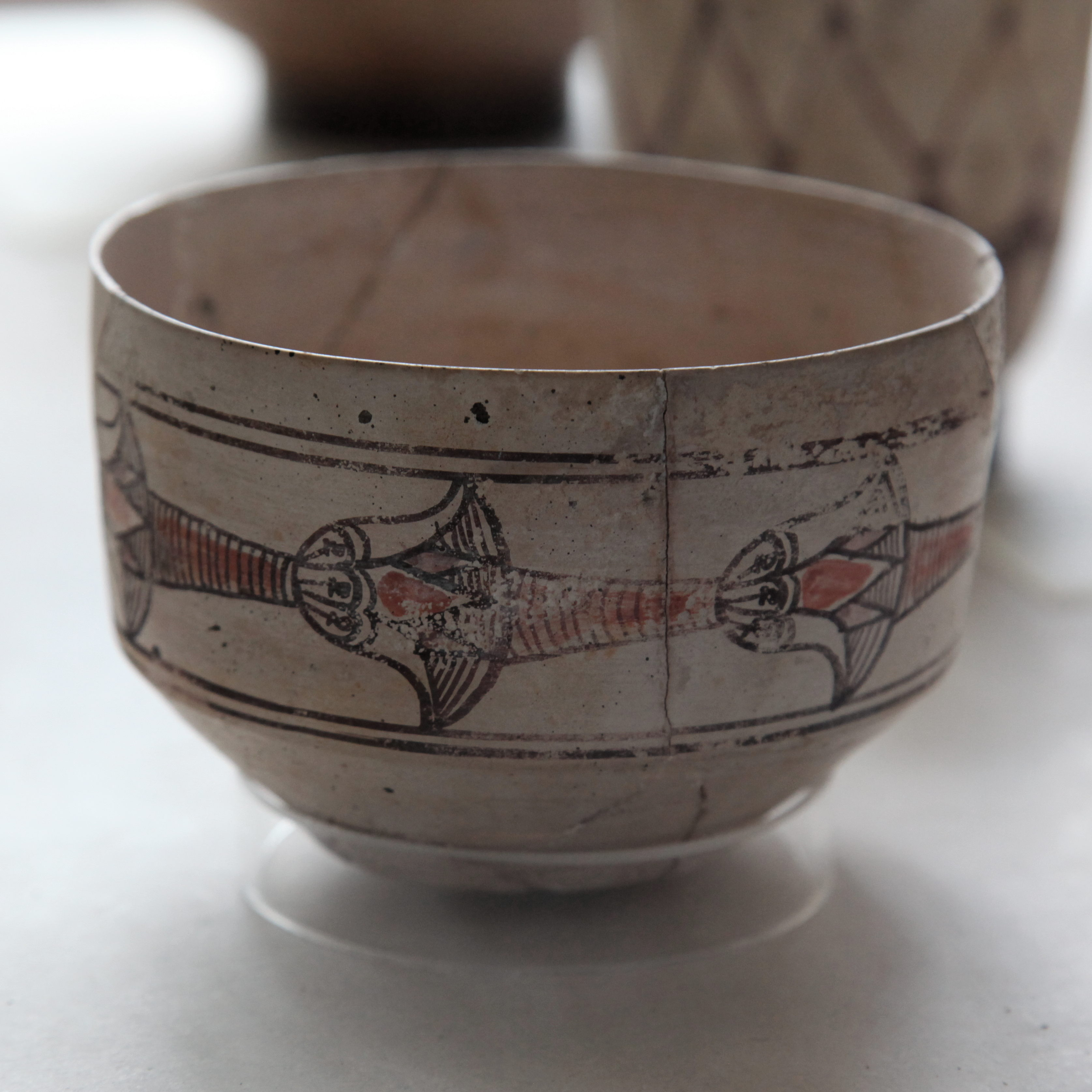
Vas decorat cu flori de papirus; 653-640 î.Hr.; teracotă; Luvru
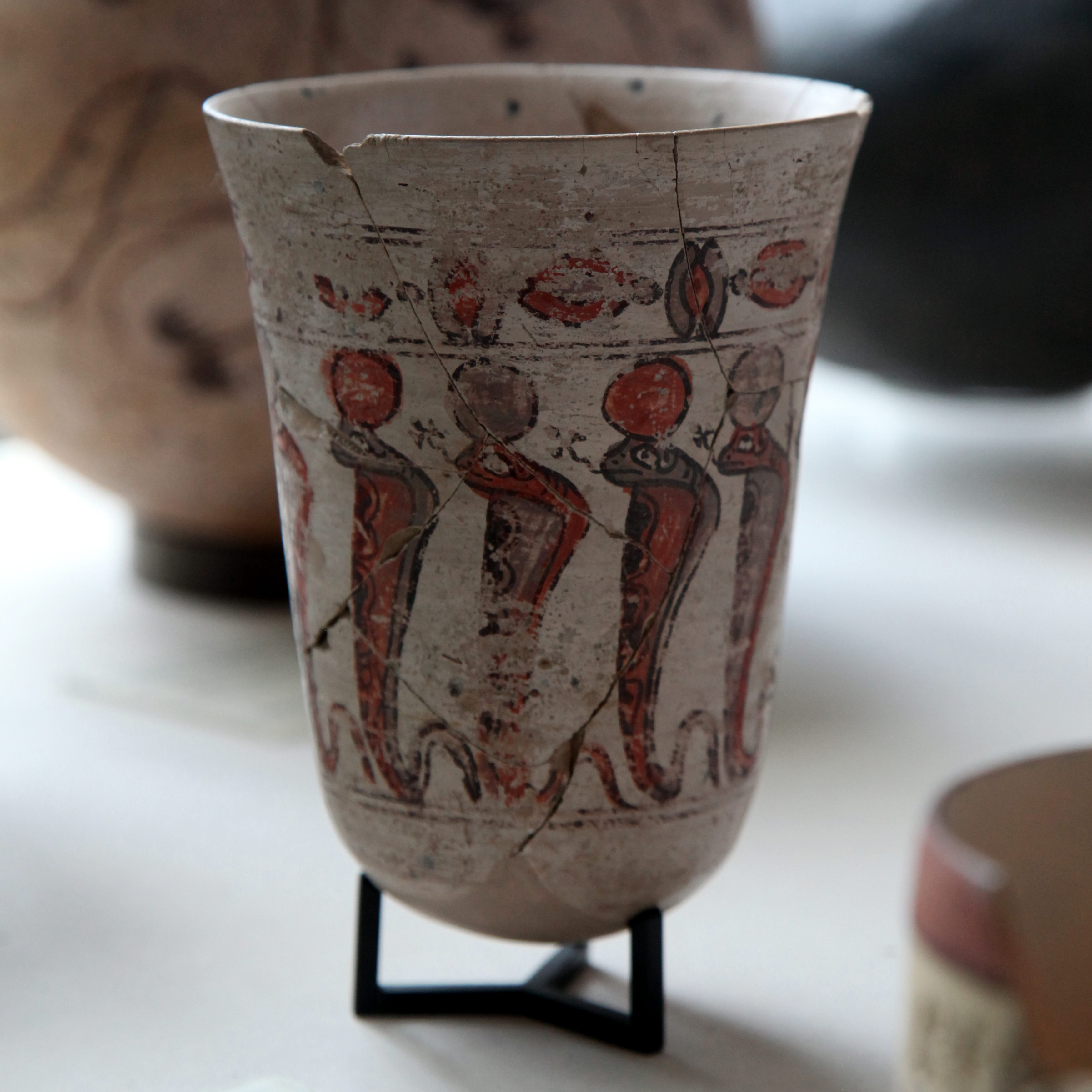
Cupă decorată cu uraeusuri; 653-640 î.Hr.; teracotă; Luvru

## Caligrafia
Scrierea egipteană a rămas un sistem remarcabil de conservator, păstrând o minoritate alfabetizată, în timp ce limba vorbită a suferit schimbare considerabile de-a lungul timpului. Stelele egiptene sunt decorate cu hieroglife fin sculptate.
Folosirea scrierii hieroglifice a apărut din sistemele de simboluri proto-alfabetice din Epoca Bronzului Timpurie, în jurul secolului al XXXII-lea î.Hr. (Naqada III), cu prima frază descifrăbilă scrisă în limba egipteană care datează din A II-a Dinastie (secolul al XXVIII-lea î.Hr.).  Hieroglife egiptene s-au dezvoltat într-un sistem de scriere matur, folosit pentru inscripții monumentale în limba clasică din perioada Regatului Mijlociu; în perioada asta, sistemul folosea aproximativ 900 de semne distincte. Folosirea sistemului ăstuia de scriere a continuat în Noul Regat și în Perioada Târzie, și până în perioada persană și în cea ptolemeică. Utilizarea târzie a hieroglifelor se găsește și în perioada romană, extinzându-se până în secolul al IV-lea d.Hr..

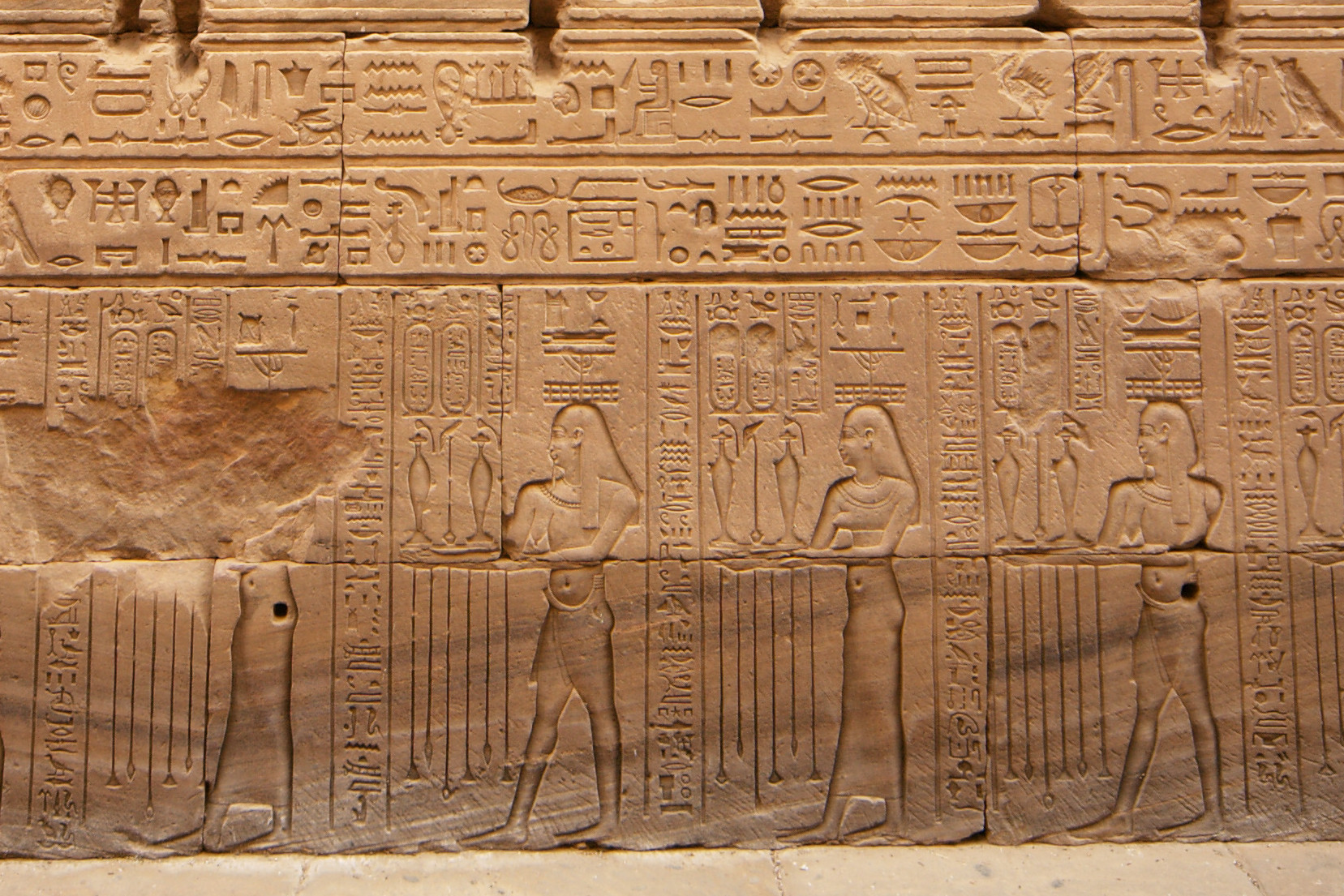
Relief cu hieroglife în Templul din Edfu (Edfu, Egipt)
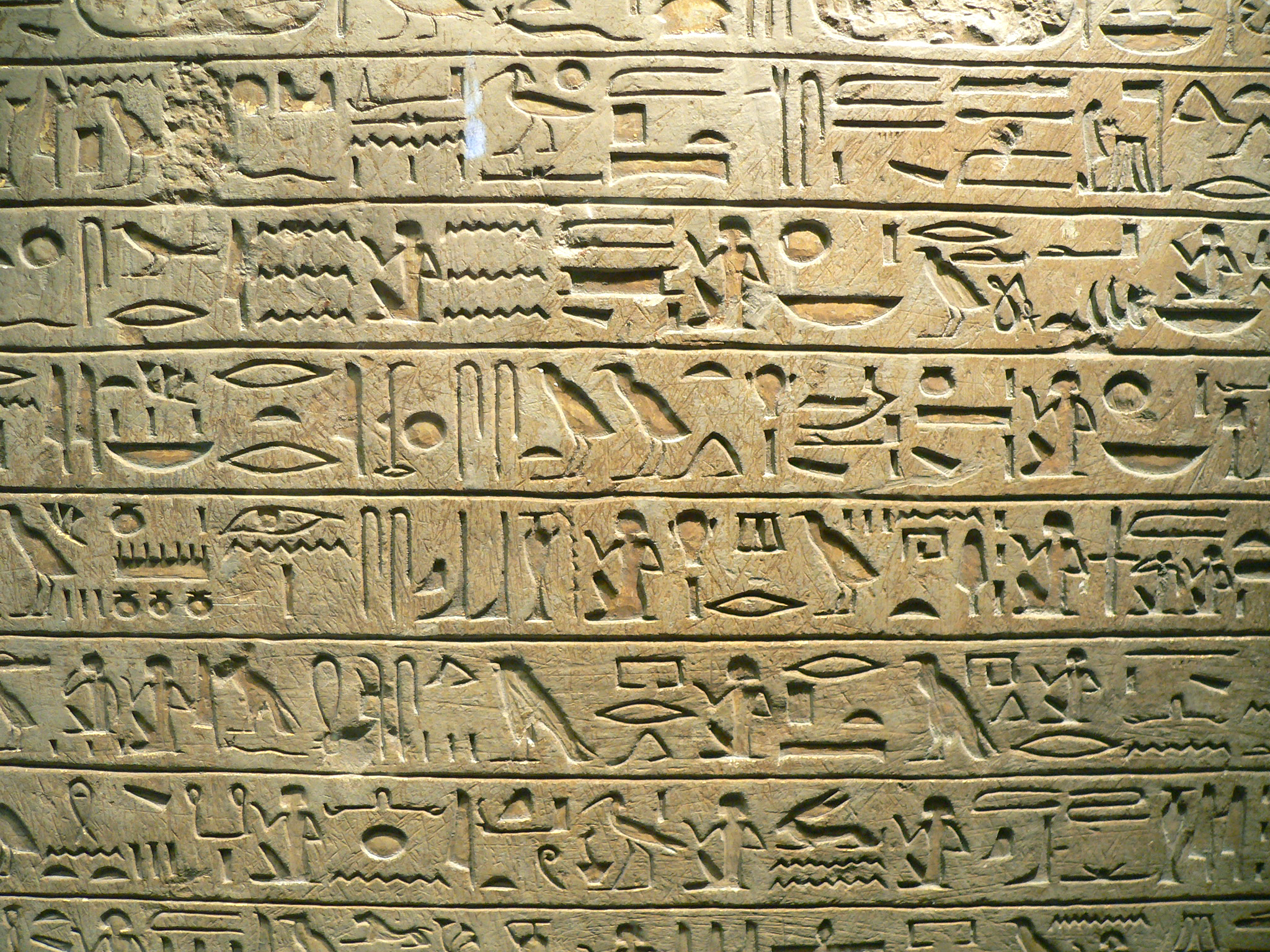
Hieroglife pe Stela Minnakht din circa 1321 î.Hr., în Luvru
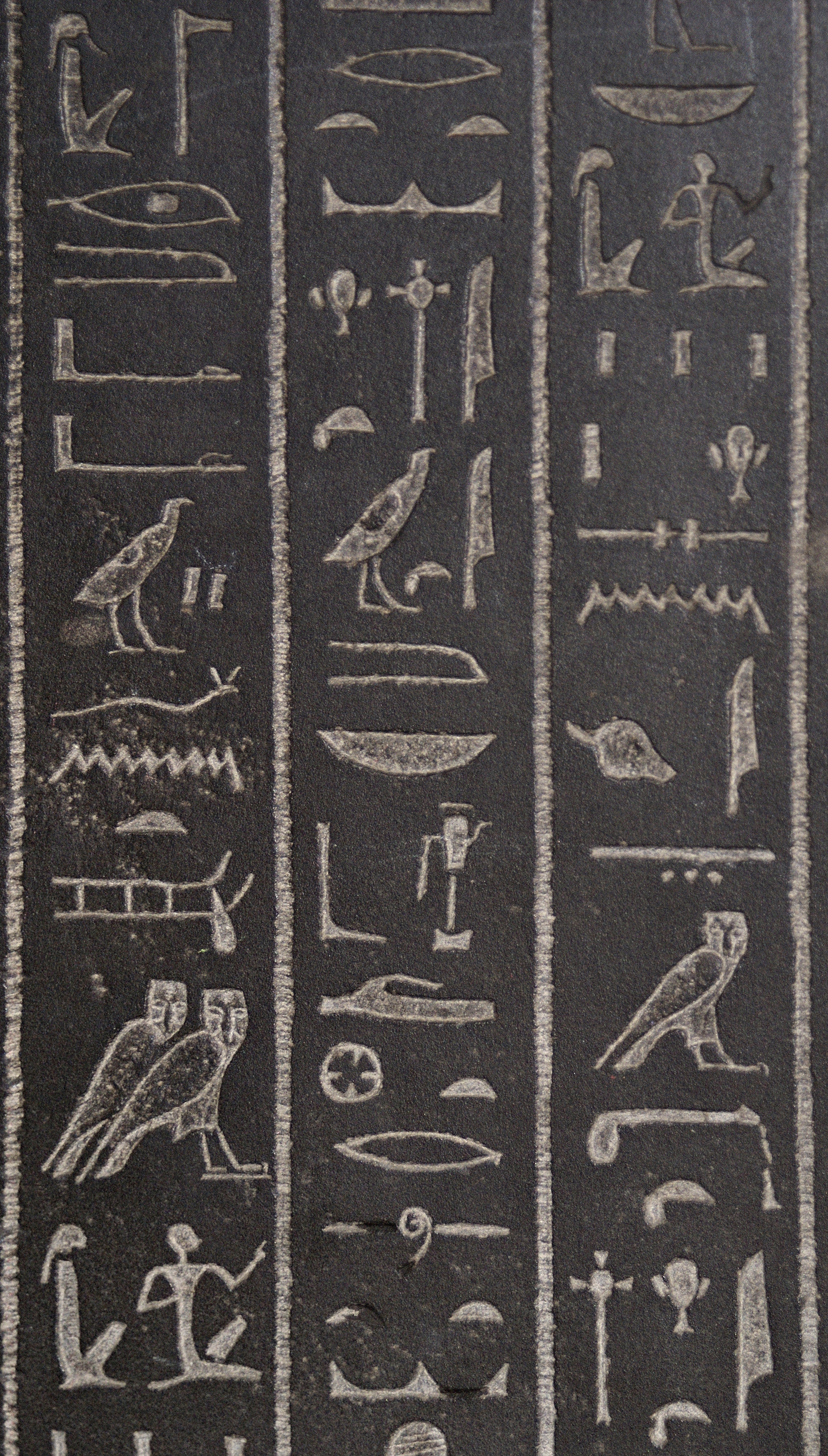
Detaliu al unui sarcofag, circa 530 î.Hr., din British Museum (Londra)
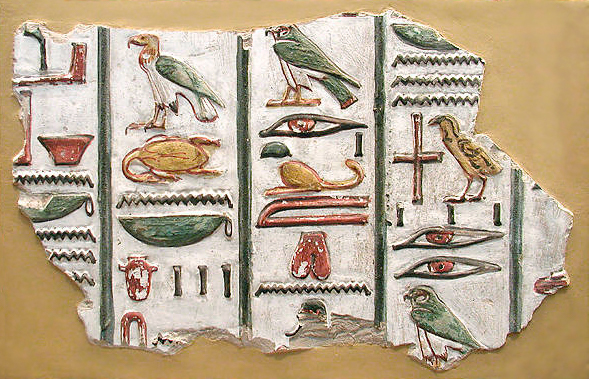
Hieroglife din mormântul lui Seti I

## Mobila

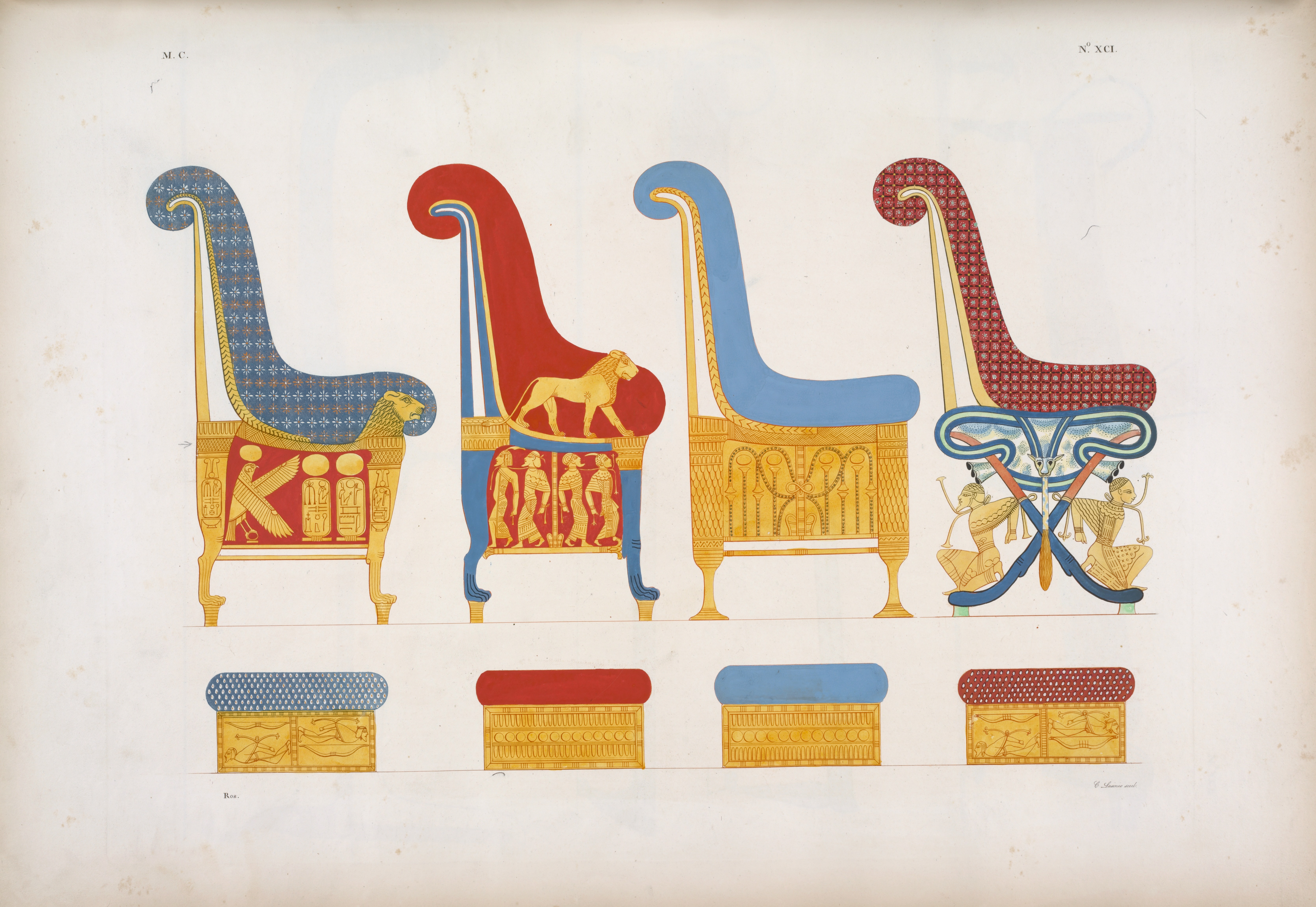
Ilustrații cu patru scaune regale, fiecare cu câte un tabueret sub el, care-i corespunde

Chiar dacă, conform standardelor moderne, casele egiptene antice erau mobilate foarte puțin, prelucrarea lemnului și fabricarea dulapurilor erau meșteșuguri extrem de dezvoltate. Toate principalele tipuri de mobilă sunt atestate, fie ca exemple supraviețuitoare, fie în decorurile mormântelor. Scaunele erau numai pentru bogați; majoritatea oamenilor folosind taburete scunde. Paturile erau alcătuite dintr-un cadru din lemn, cu rogojini sau chingi de piele pentru suport, cele mai sofisticate paturi având și un baldachin, atârnat cu plasă, pentru un plus de intimitate și protecție împotriva insectelor.  Picioarele scaunelor, taburetelor și paturilor erau de obicei în formă de copite de taur sau, în perioadele ulterioare, picioarele de leu sau capetele de rață. Mobila din lemn a fost adesea acoperită cu un strat de tencuială și vopsită.  Mobila regală era mai elaborată, folosind incrustări, furnire și marchetărie. Obiectele funerare din mormântul lui Tutankhamon includ mese, cutii și cufere, un tron aurit și paturi ritualice în formă de hipopotam alungit și vite.  Obiectele de înmormântare a lui Hetepheres au inclus un set de mobilă de călătorie, ușor de demontat și de cărat. Astfel de mobiliă trebuie să fi fost folosită în campanii militare și în alte călătorii regale. Mobila egipteană a influențat puternic dezvoltarea mobilei greco-romane. De asemenea, a fost una dintre sursele principale de inspirație ale unui stil cunoscut sub numele de Empire. Principalele motive folosite sunt: frunze de palmier sau de lotus, flori, capete și ghiare de leu, copite de taur, capete de păsări, și cobinații geometrice. Totul este sobru și cu un caracter monumental.

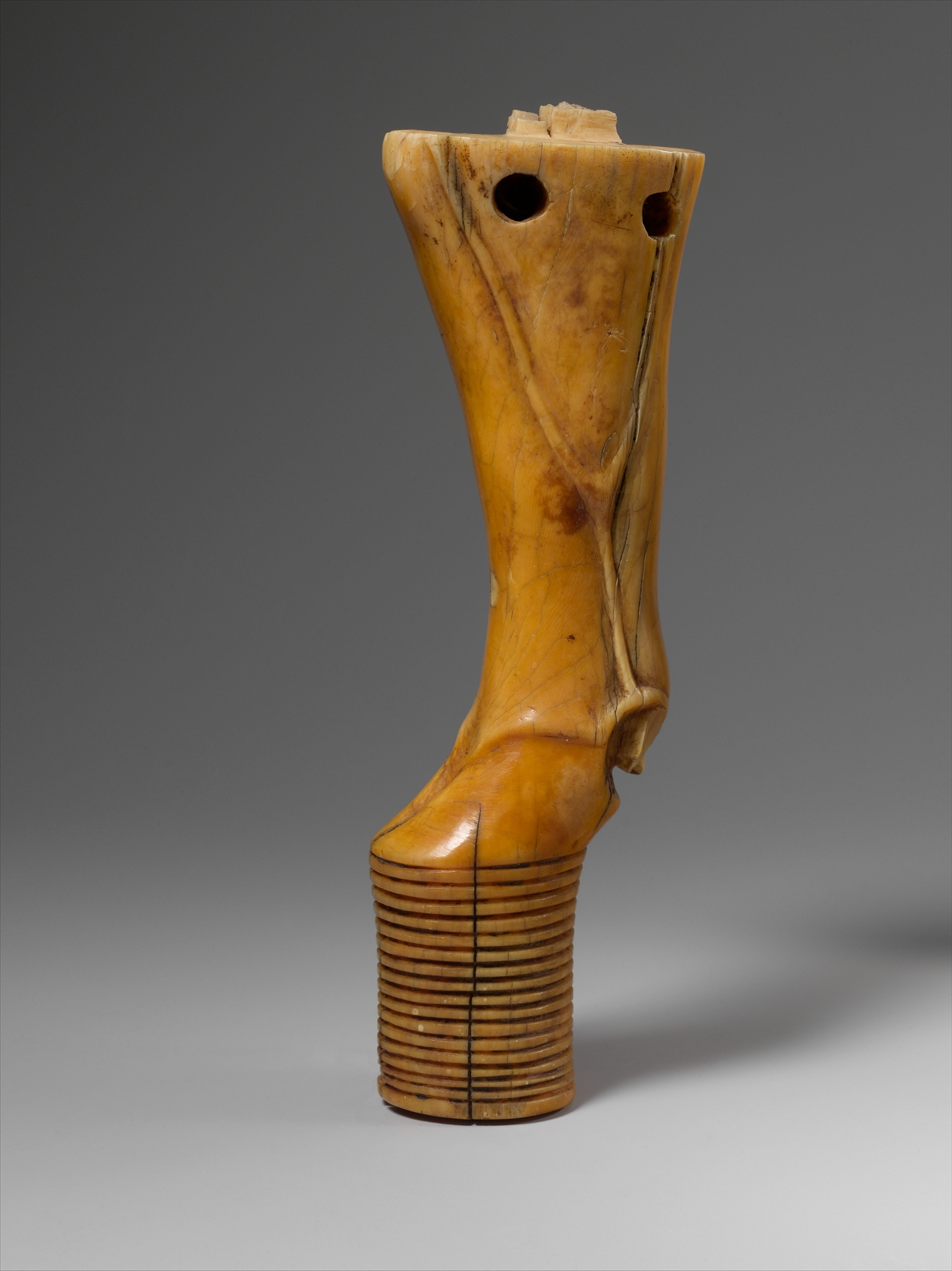
Picior de mobilă în formă de picior de bou; 2960-2770 î.Hr.; fildeș de hipopotam; înălțime: 17 cm, lățime: 3,4 cm, adâncime: 5,8 cm; Muzeul Metropolitan de Artă (New York City)
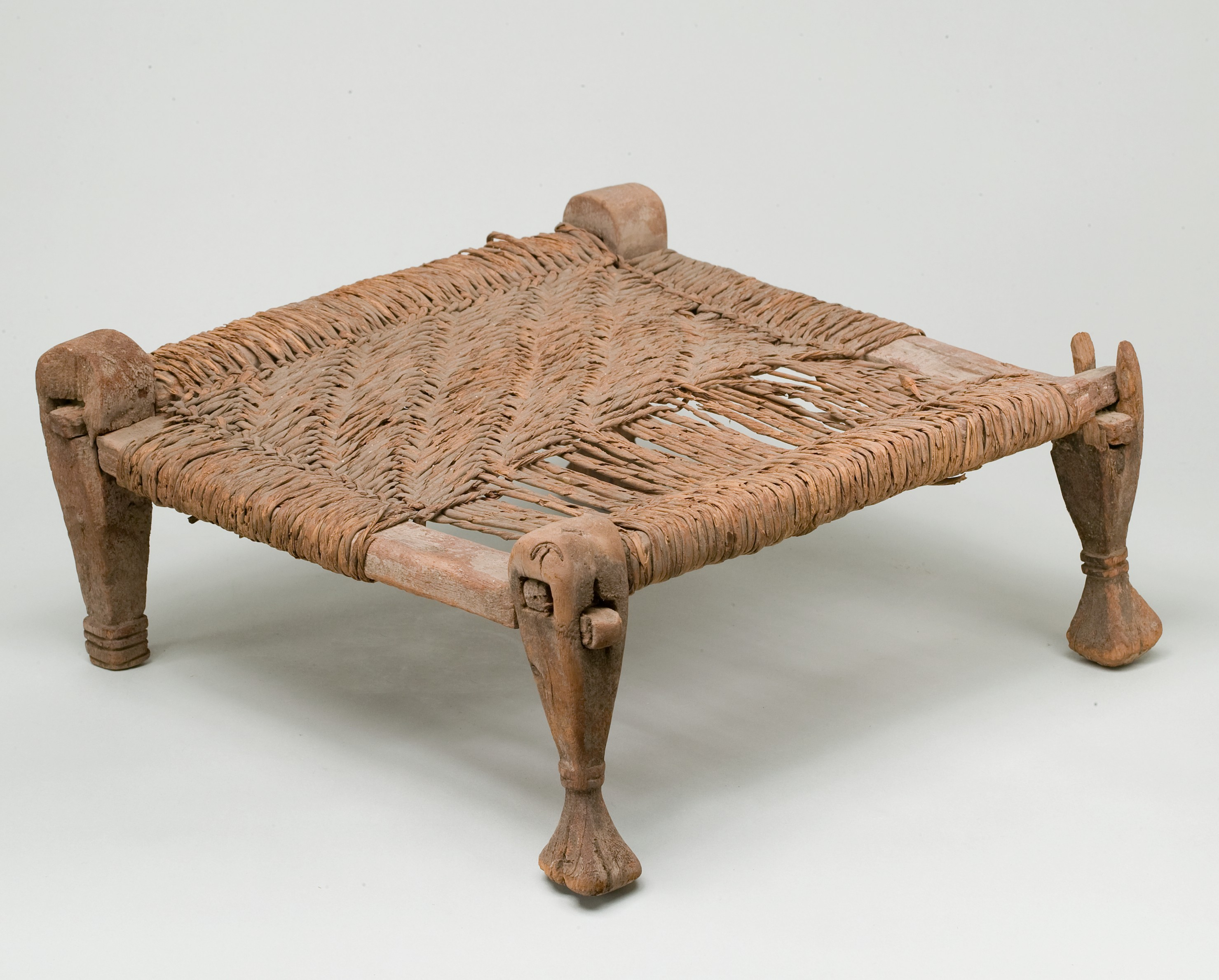
Taburet; 1991–1450 î.Hr.; lemn și trestie; înălțime: 13 cm; Muzeul Metropolitan de Artă
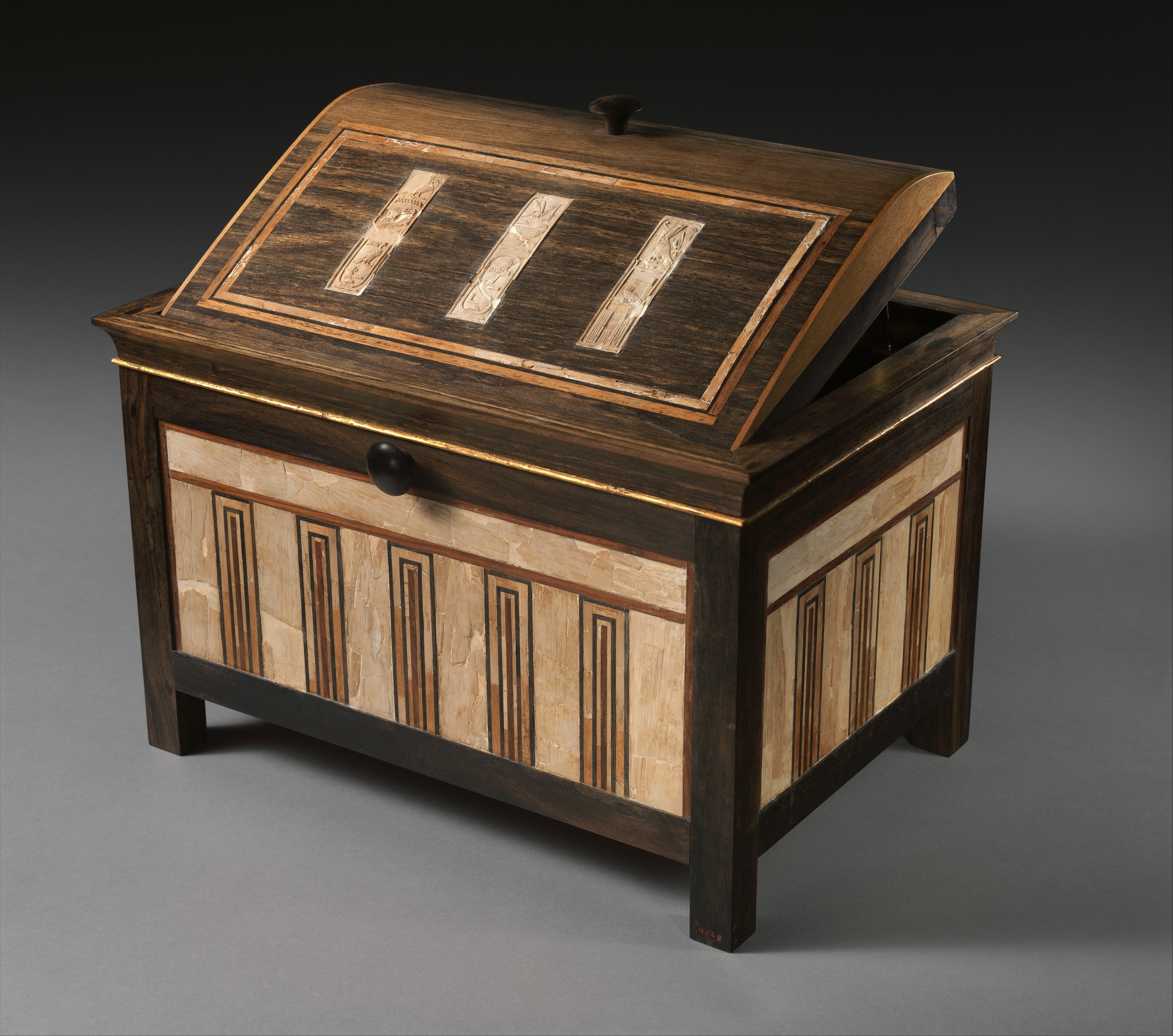
Cutie pentru vasele cosmetice ale lui Sithathoryunet; 1887-1813 î.Hr.; abanos, încrustat cu fildeș și lemn roșu (restaurat) și garnituri de aur; înălțime: 25,2 cm, lungime: 36,4 cm, adâncime: 25,2 cm; Muzeul Metropolitan de Artă
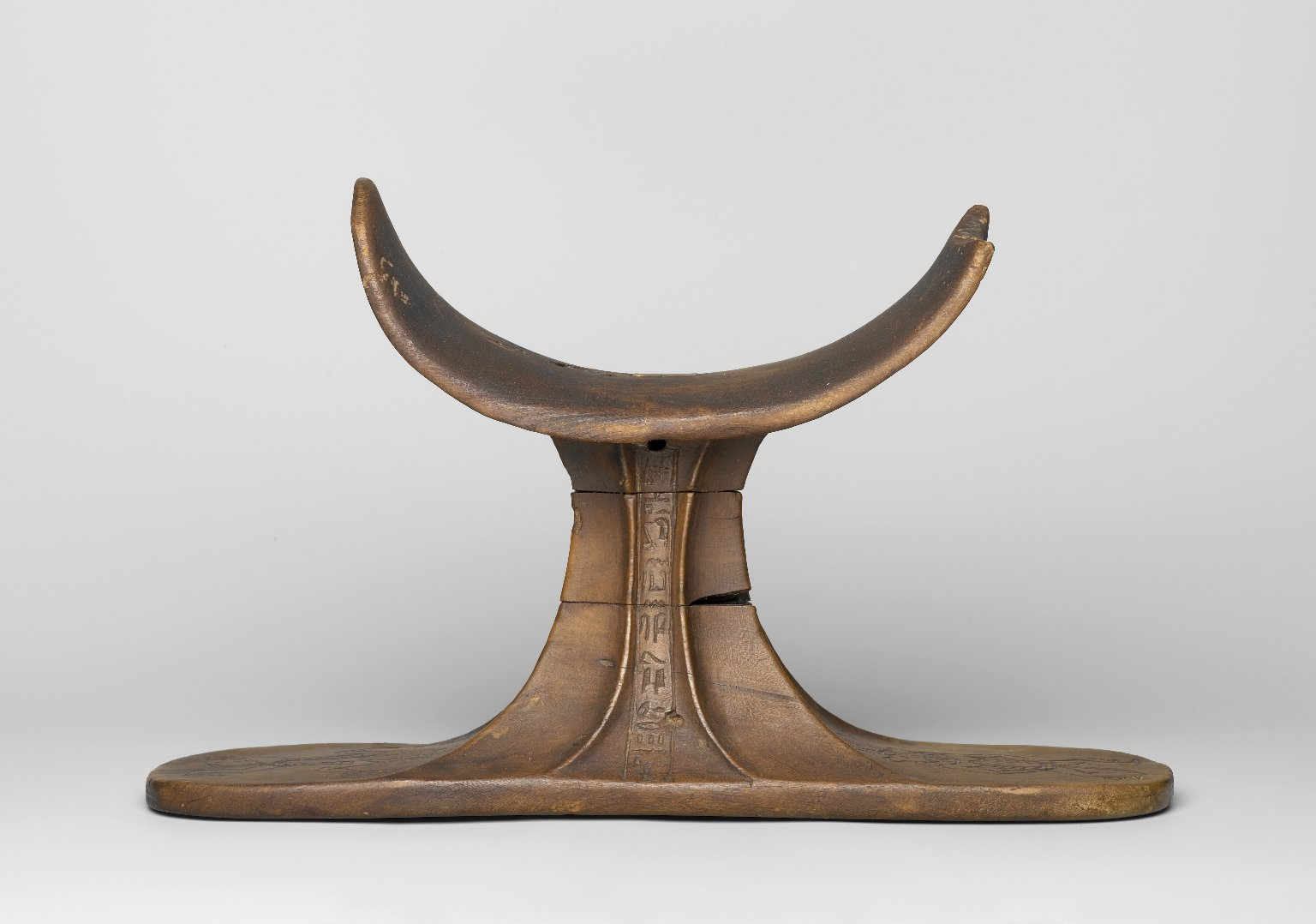
Tetieră; 1539-1190 î.Hr.; lemn; 17,8 x 28,6 x 7,6 cm; Muzeul Brooklyn (New York City)
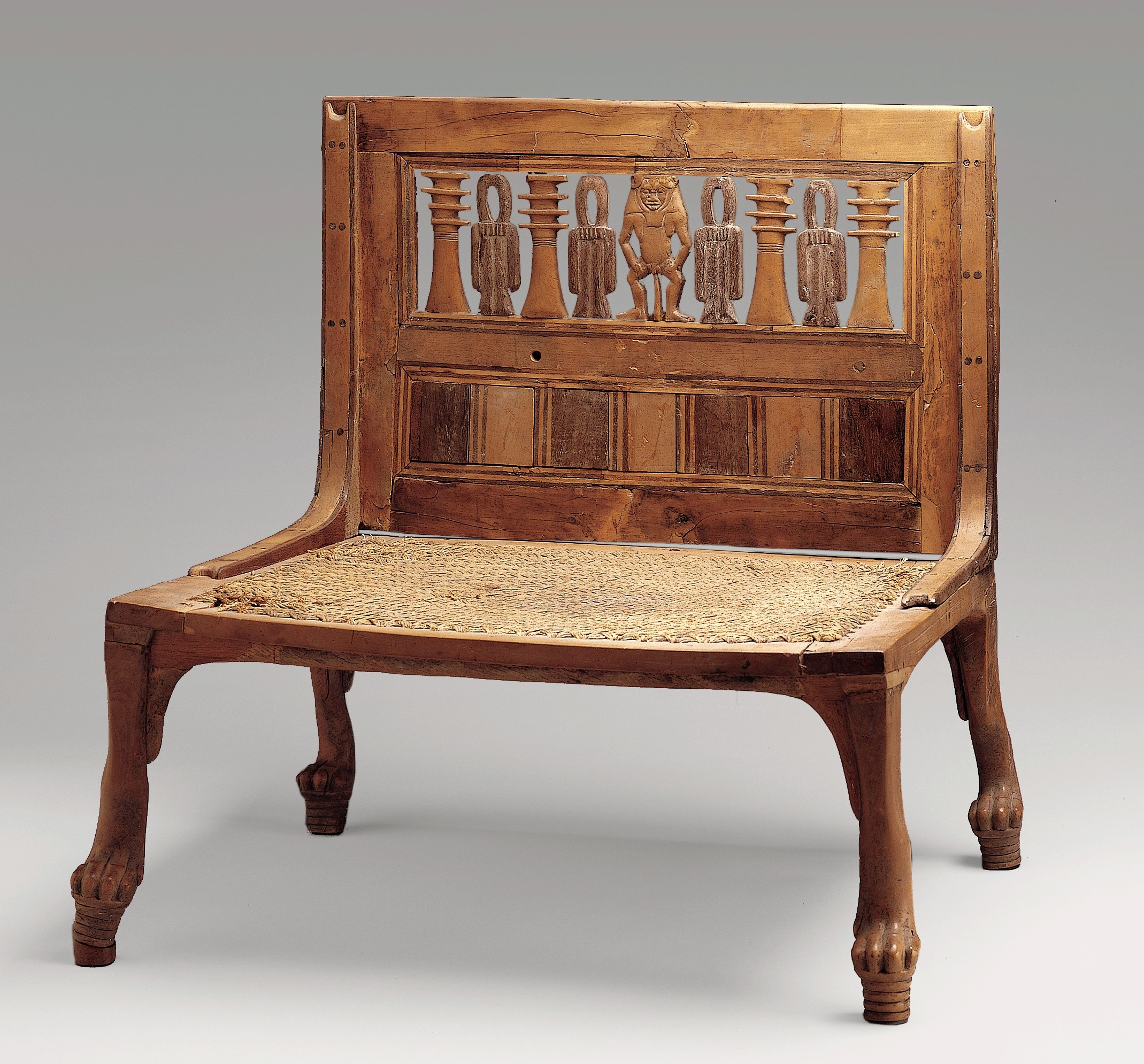
Scaun al lui Hatnefer; 1492–1473 î.Hr.; chiparos, abanos și alte tipuri de lemn și țesătură de in; înălțime: 53 cm; Muzeul Metropolitan de Artă
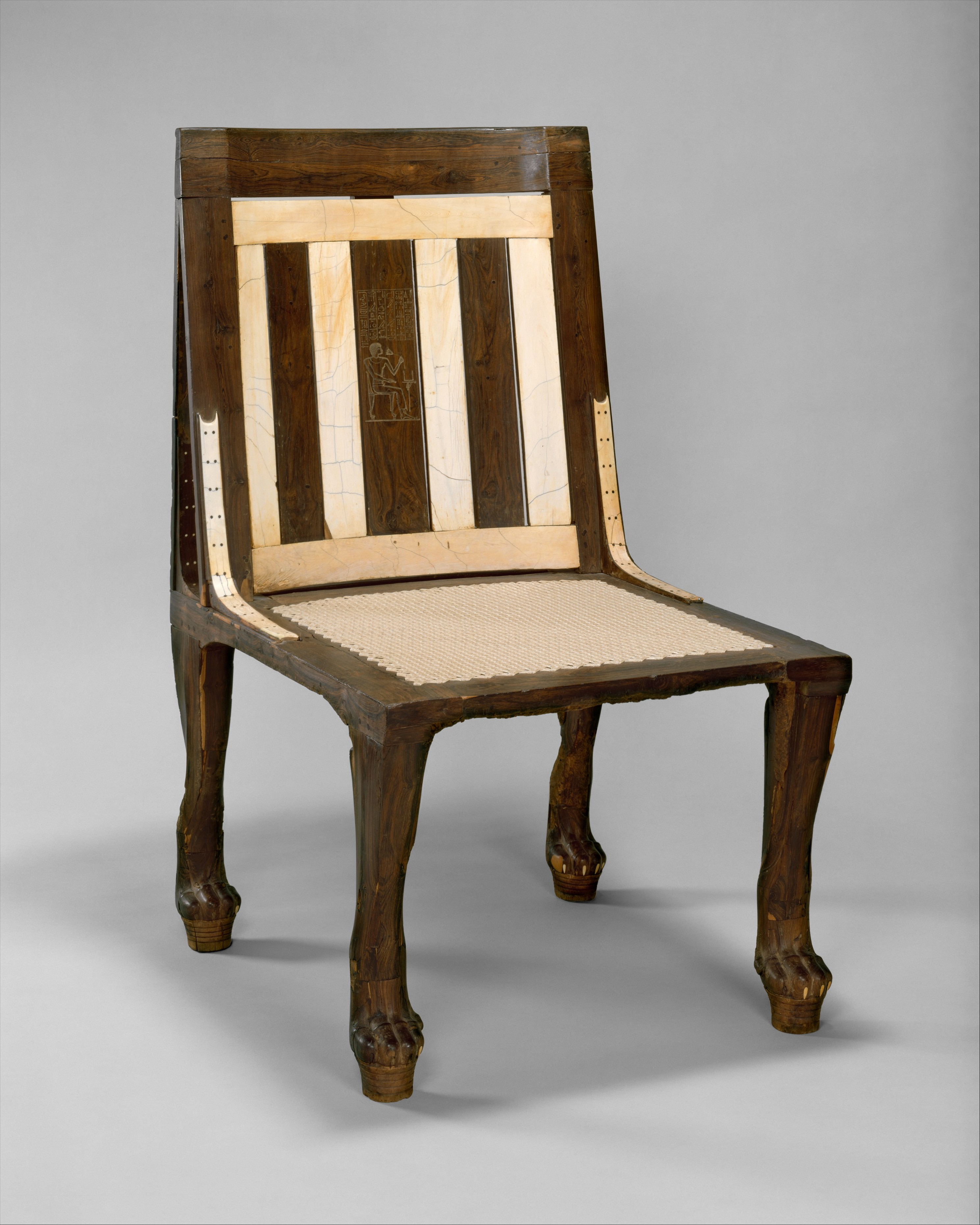
Scaun al lui Reniseneb; circa 1450 î.Hr.; lemn, abanos și fildeș; înălțime: 86,2 cm; Muzeul Metropolitan de Artă
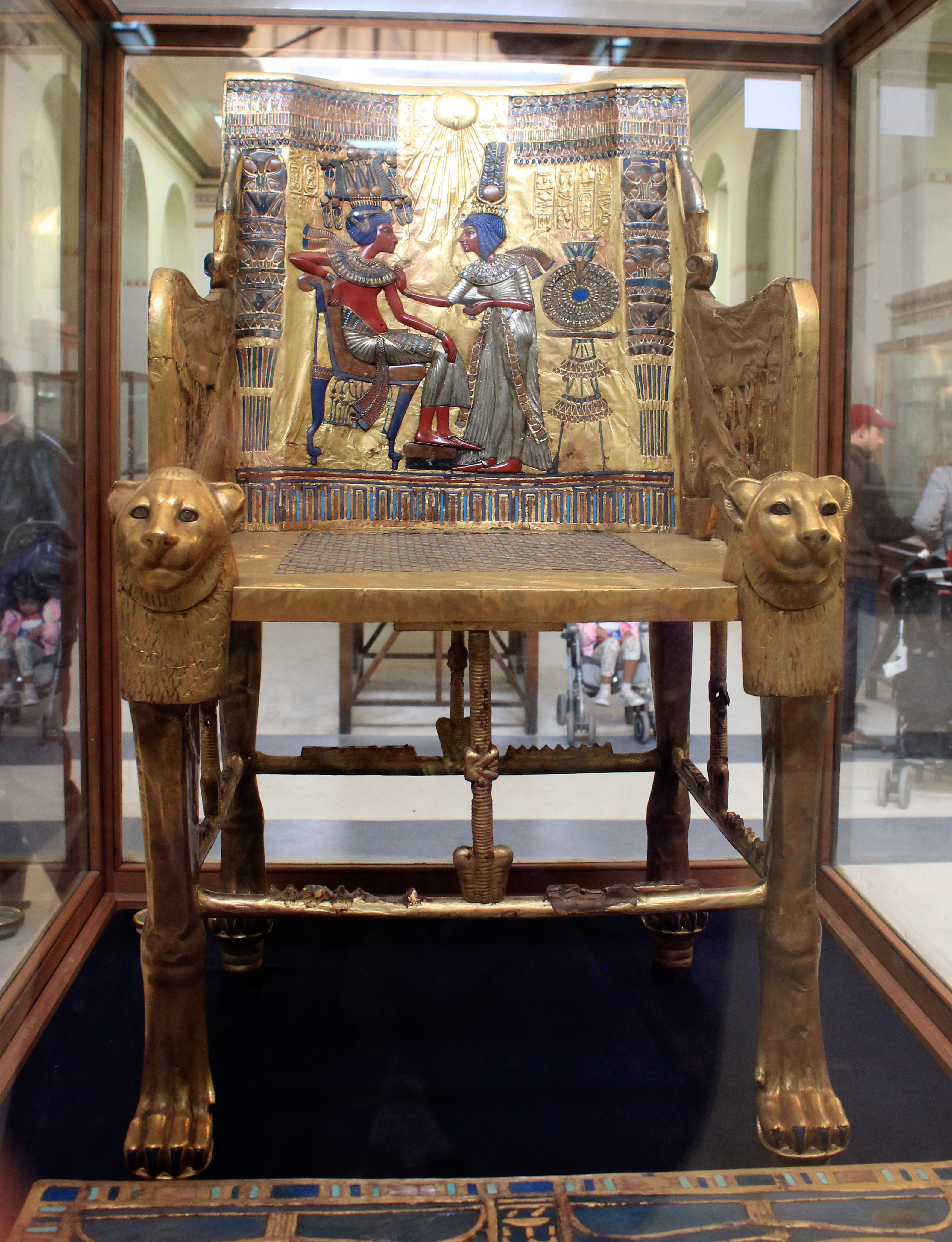
Tronul lui Tutankhamon; 1336–1327 î.Hr.; lemn acoperit cu foițe de aur, diverse pietre (inclusiv semiprețioase), faianță, sticlă și bronz; înălțime: 1 m; Muzeul Egiptean din Cairo
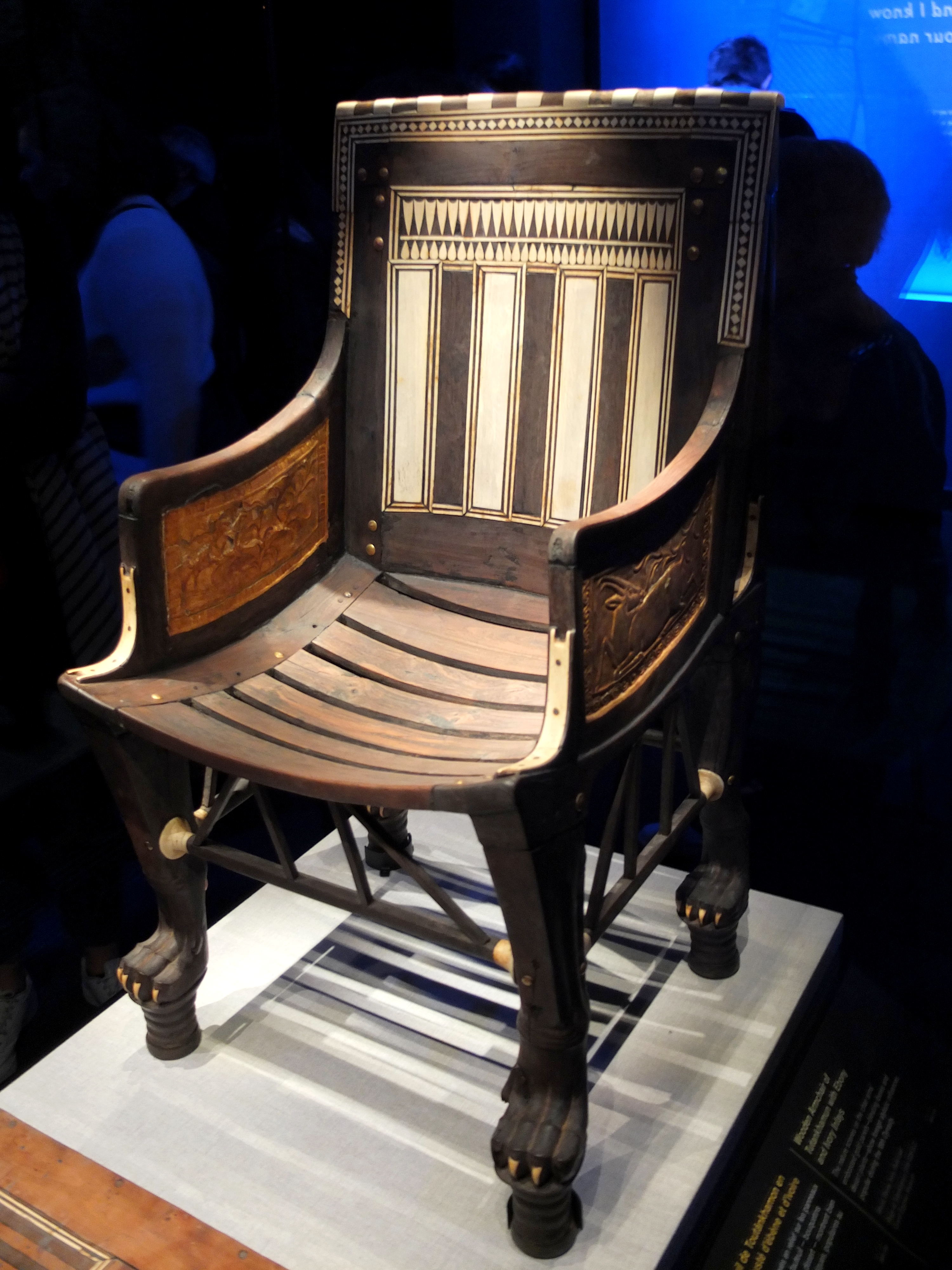
Fotoliu al lui Tutankhamon; 1336-1326 î.Hr.; lemn, abanos, fildeș și foiță de aur; înălțime: 71 cm; Expoziția cu Comorile lui Tutankhamon din Paris (2019)

## Îmbrăcămintea
Reprezentările artistice, completate de veșminte care au supraviețuit timpului, sunt principalele surse de informații care ne arată moda egipteană antică. Cele două surse nu sunt întotdeauna de acord, însă se pare că reprezentările s-au preocupat mai mult de evidențierea anumitor atribute ale persoanei înfățișate decât de reprezentarea cu exactitate a adevăratului lor aspect.
Ca și în majoritatea societăților, moda în Egipt s-a schimbat de-a lungul timpului, diferite haine fiind purtate în diferite anotimpuri și de diferite clase ale societății. Funcționarii, în special preoții și regele, aveau propriile haine speciale.
Pentru populația obișnuită, îmbrăcămintea era simplă, probabil albă sau alb-închisă. Bărbații ar fi purtat un kilt scurt (cunoscută sub numele de shendyt), completat iarna de o tunică mai grea. Cei cu un statut înalt puteau să-și exprime statutul prin îmbrăcămintea lor și erau mai susceptibili la schimbări ale modei.
Îmbrăcămintea mai lungă și mai voluminoasă a apărut în Regatul Mijlociu; haine curgătoare, pliate, diafane, pentru bărbați și femei, erau deosebit de populare în sfârșitul Dinastiei a XVIII-a și în perioada Ramesside. Hainele decorate au devenit, de asemenea, mai frecvente în Noul Regat. În toate perioadele, rochiile pentru femei ar fi putut fi îmbunătățite printr-un fel de plasă de margele colorate purtate deasupra. În perioada romană, Egiptul a devenit cunoscut pentru fabricarea de haine fine. Sandalele din piele sau din împletituri sunt cele mai frecvent atestate tipuri de încălțăminte. Exemple de acestea, împreună cu cămăși de in și alte haine, au fost descoperite în mormântul lui Tutankhamon.

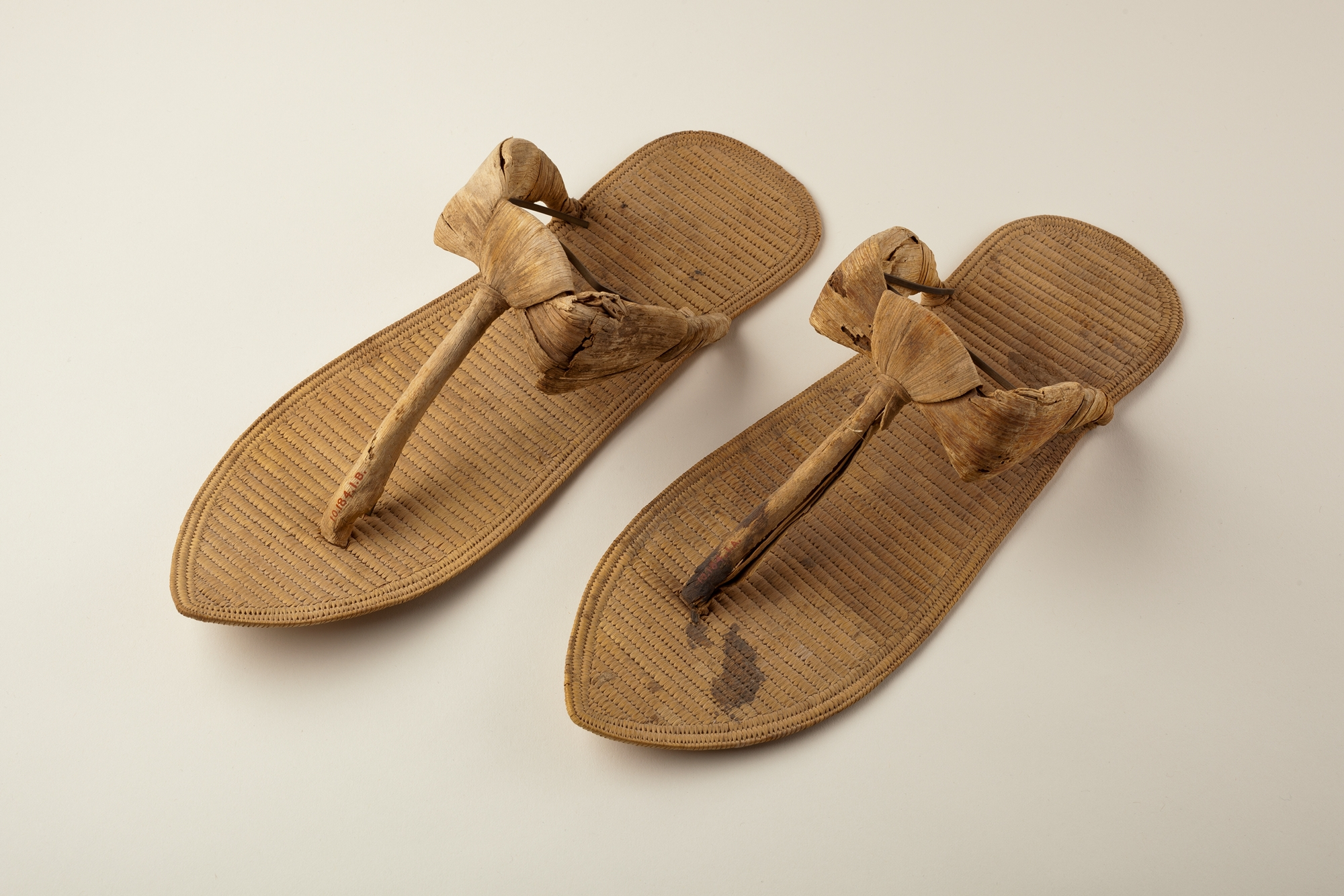
Pereche de sandale; 1390–1352 î.Hr.; iarbă, stuf și papirus; Metropolitan Museum of Art (New York City)
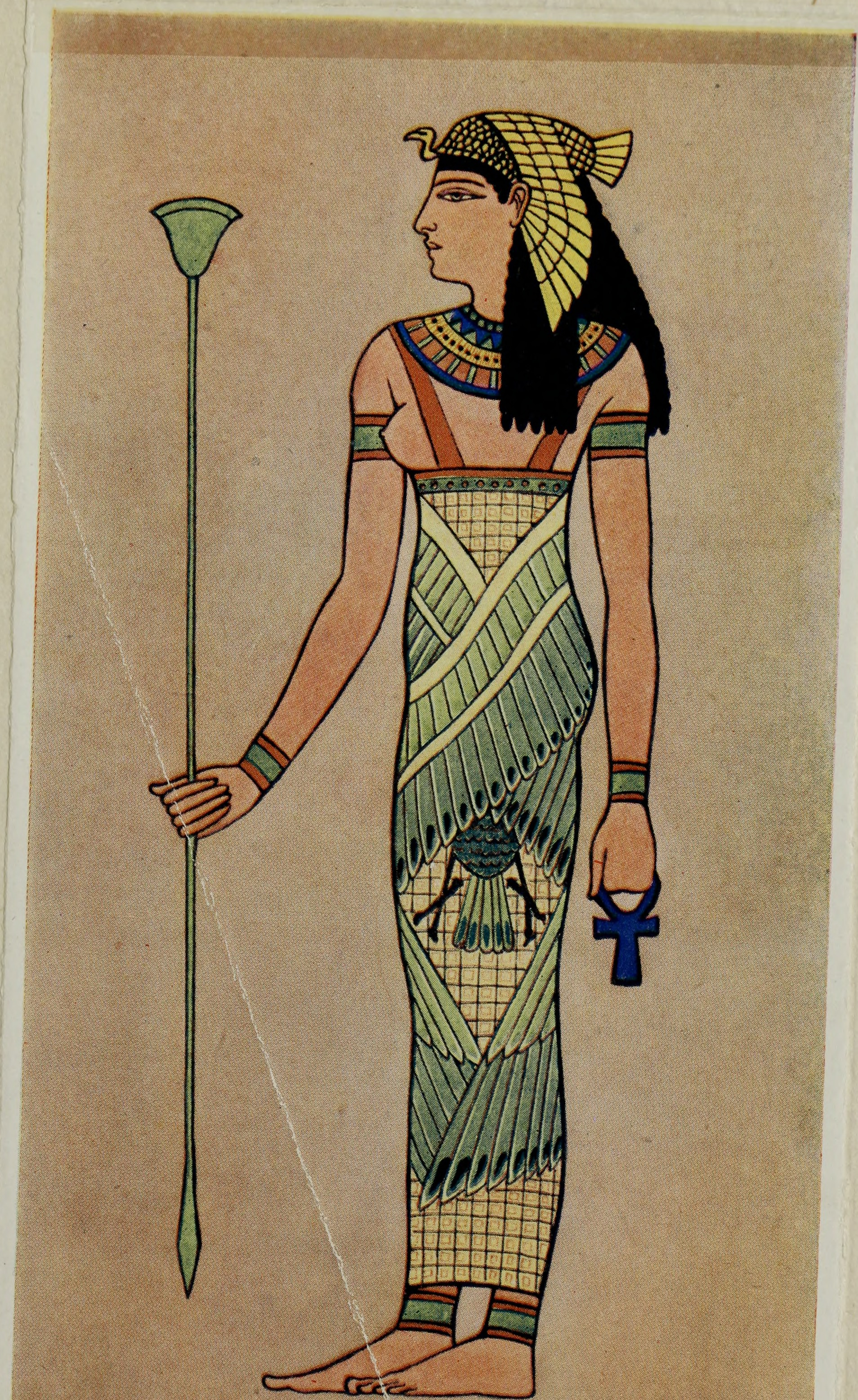
Ilustrație din cartea Ancient Egyptian, Assyrian, and Persian costumes and decorations
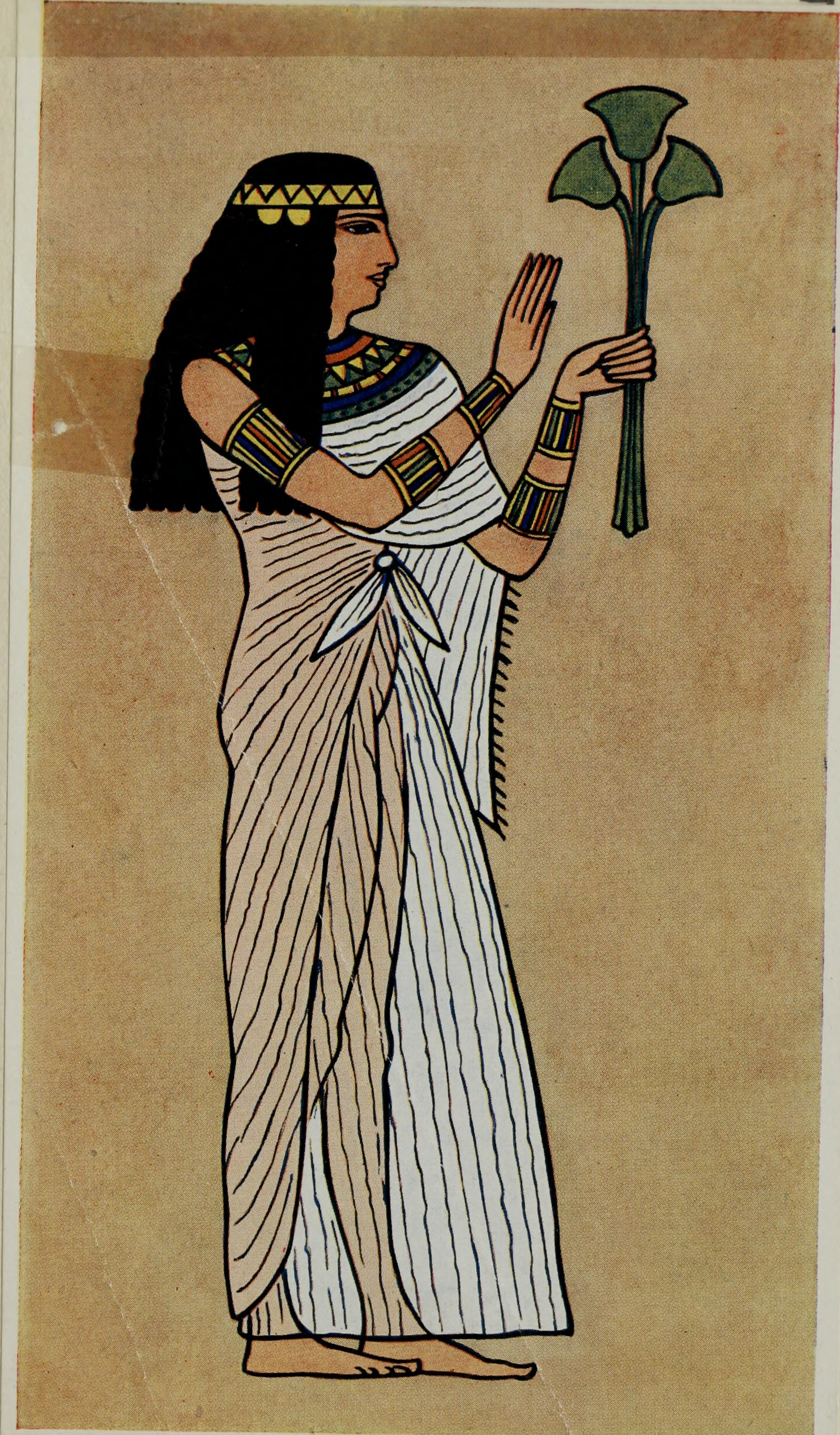
Ilustrație cu o zeiță, din cartea Ancient Egyptian, Assyrian, and Persian costumes and decorations
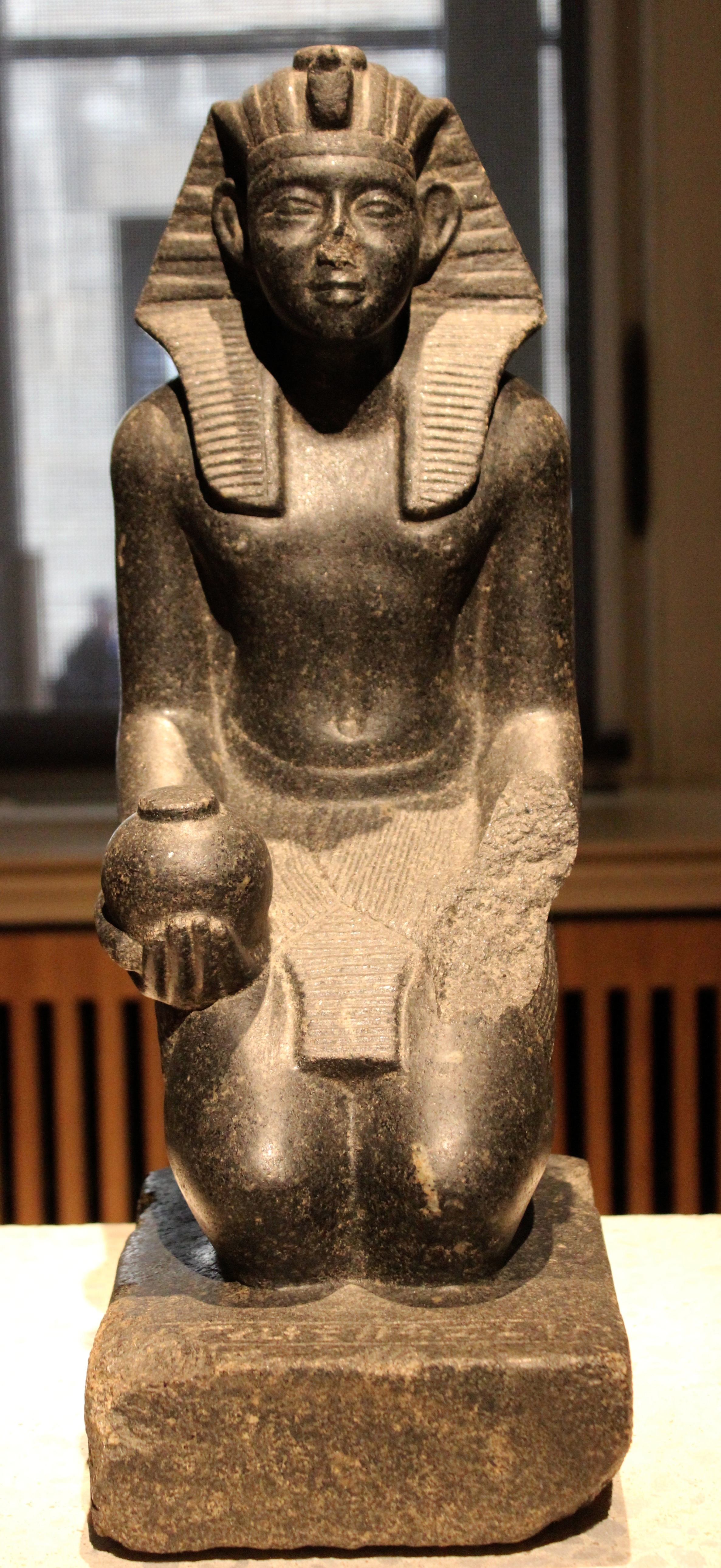
Statuie a lui Sobekhotep al VI-lea, care poartă o rochie egipteană masculină, shendyt-ul, în Neues Museum (Berlin, Germania)

## Cosmeticele
Folosirea machiajului, în special în jurul ochilor, era o trăsătură caracteristică a culturii egiptene antice din timpurile predinastice. Kohl-ul (vopsea de ochi) era aplicat ca să protejeze ochii, și din motive estetice. Era de obicei din galenă, dând o culoare de negru argintiu; în timpul Vechiului Regat, se folosea și vopsea verde pentru ochi, obținută din malachit. Femeile egiptene își vopseau buzele și obrajii, folosind roșu făcut din ocru roșu. Henna era aplicată sub formă de colorant pentru păr, și unghiile degetelor de la picioare și de la mâini, și poate și la sfarcuri. Cremele și unguentele pentru piele erau populare și erau făcute din diferite extracte de plante.

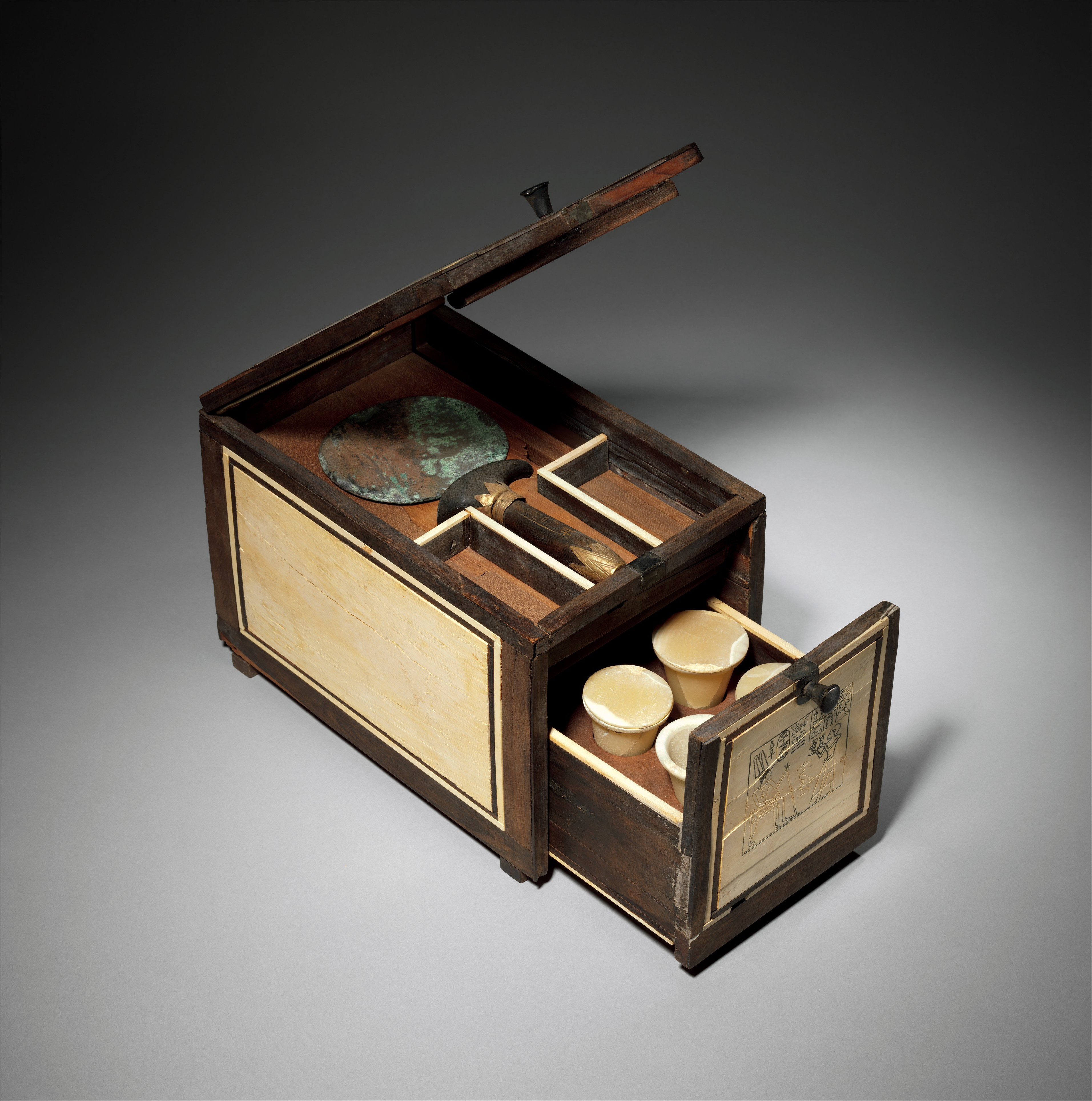
Cutie cosmetică a majordomului regal Kemeni; 1814–1805 î.Hr.; cedru cu abanos, furnir de fildeș și argint; înălțime: 20,3 cm; Muzeul Metropolitan de Artă (New York City)
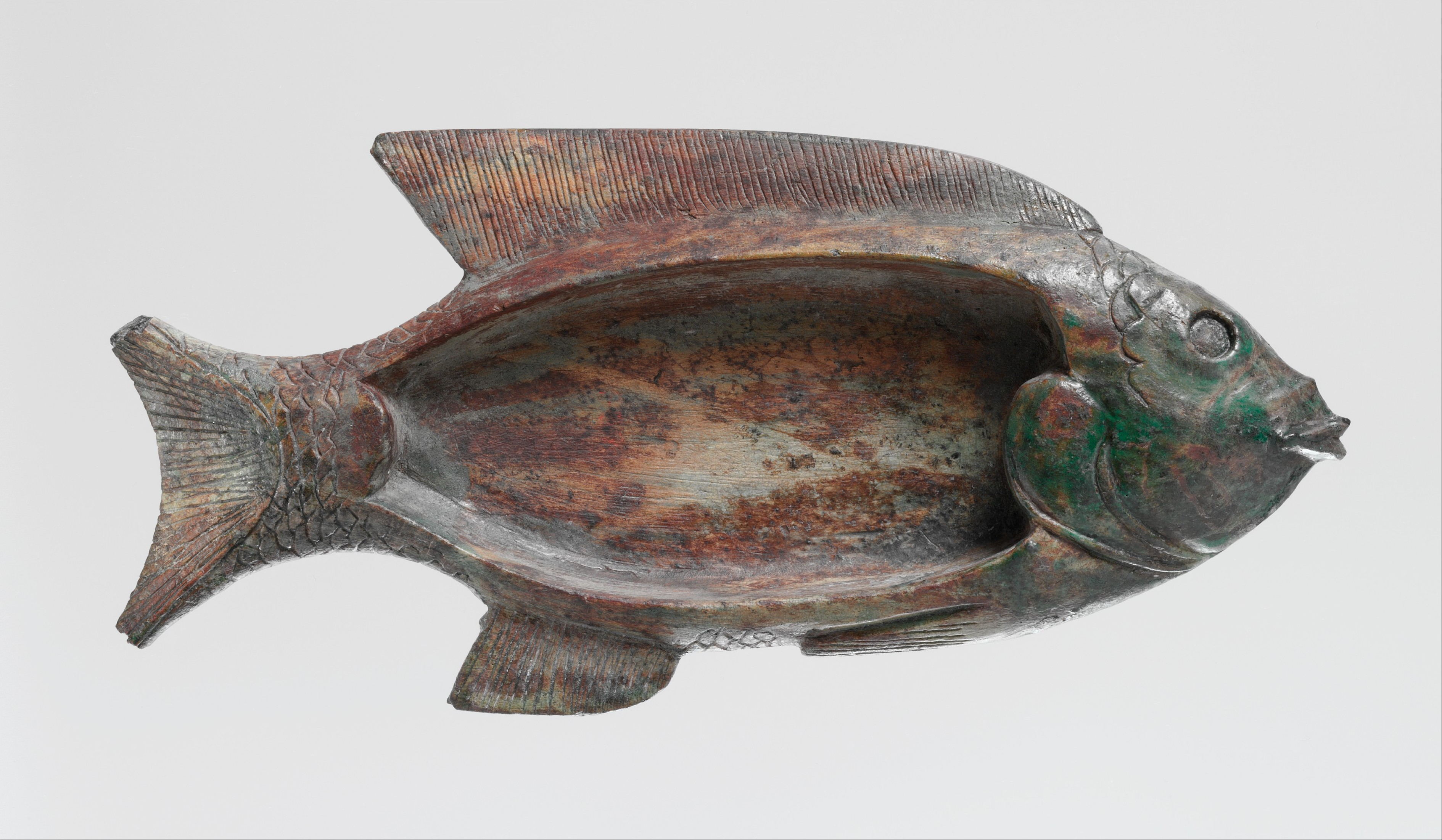
Farfuriuță cosmetică în formă de pește tilapia; 1479–1425 î.Hr.; steatit glazurat; 8,6 × 18,1 cm; Muzeul Metropolitan de Artă
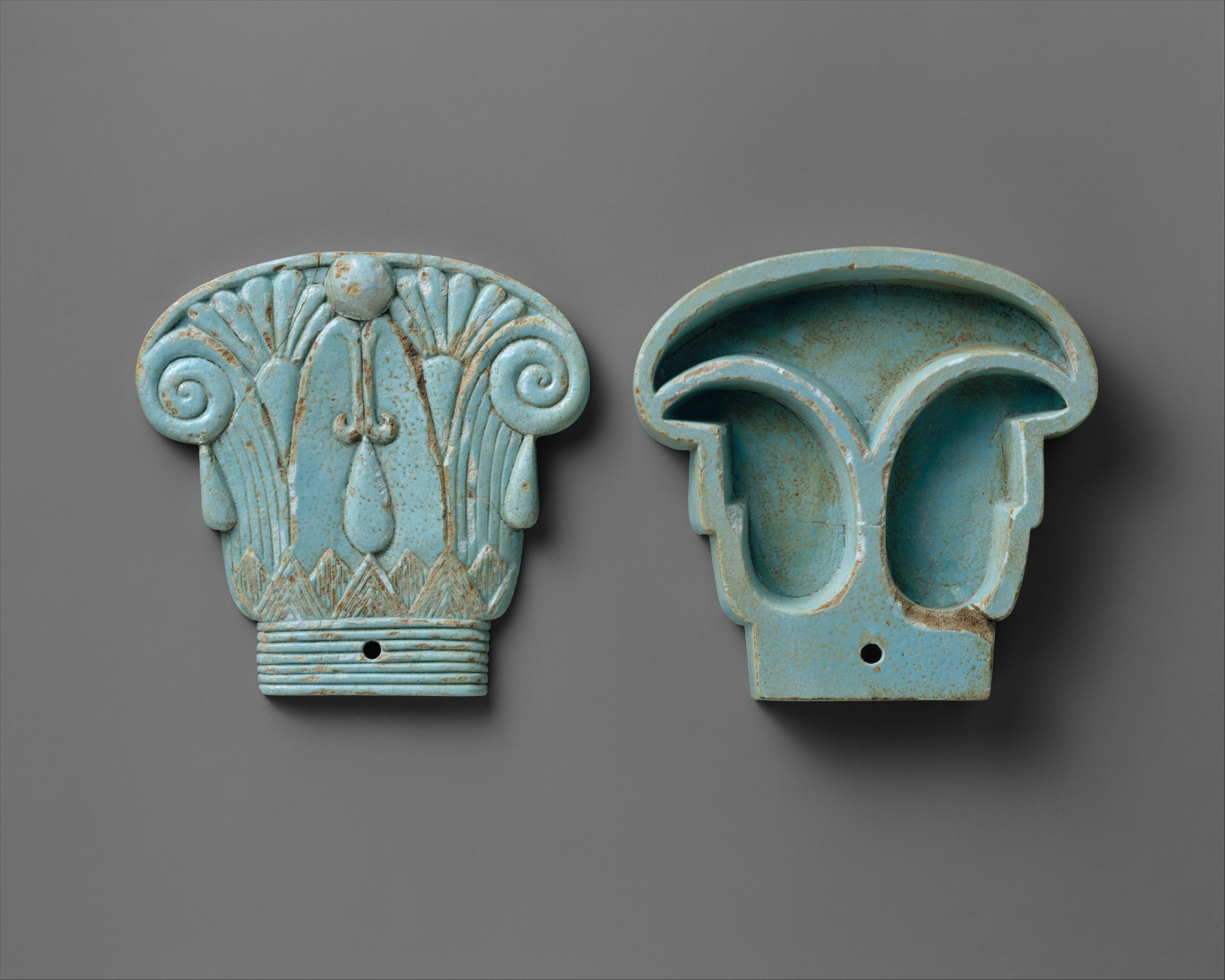
Cutiuță cosmetică în formă de capital compozit egiptean, capacul său fiind în partea stângă; 664–300 î.Hr.; faianță sticloasă; 8,5 × 9 cm; Muzeul Metropolitan de Artă
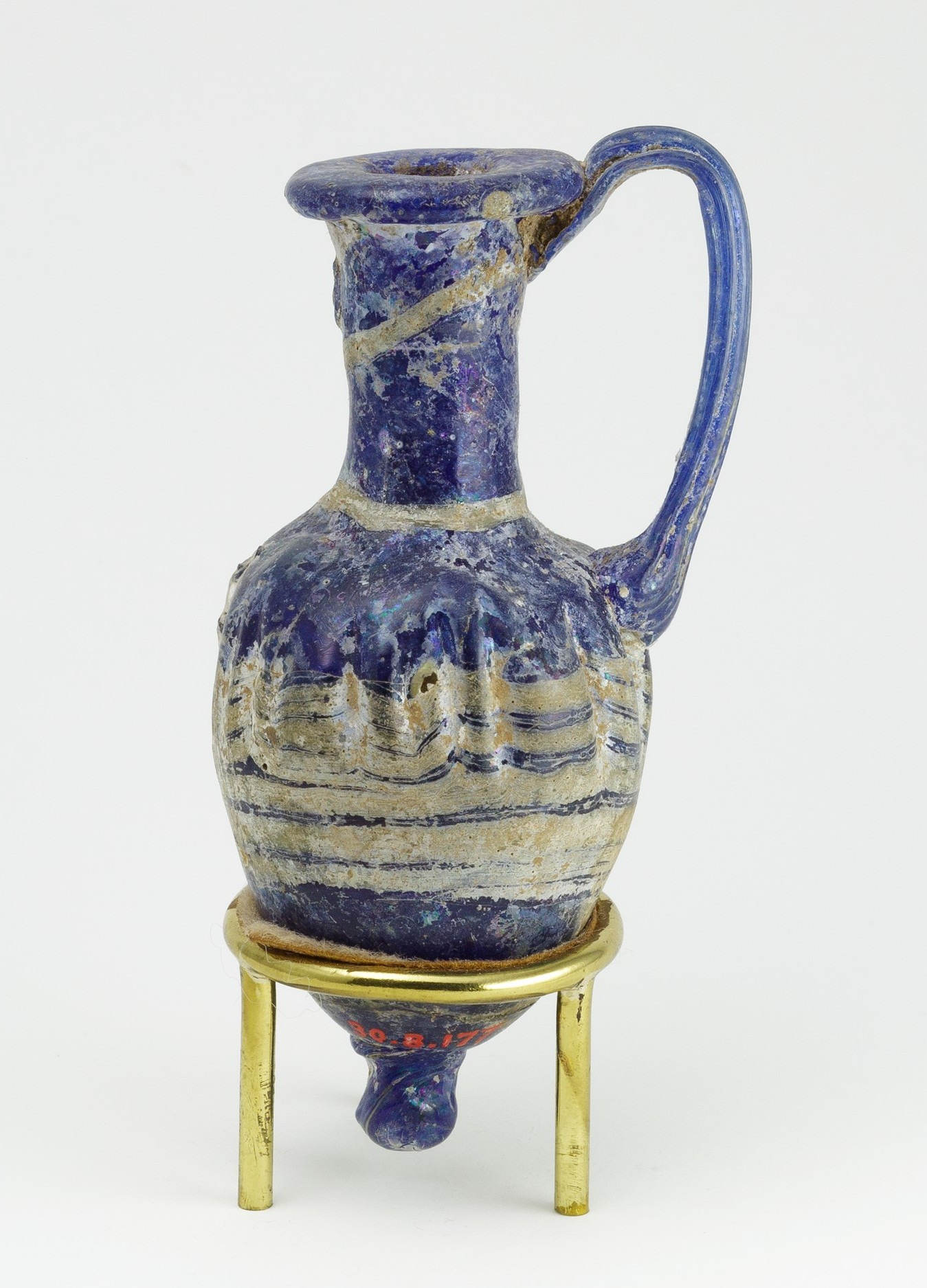
Văsuleț de parfum în formă de amphoriskos; 664–630 î.Hr.; sticlă; 8 × 4 cm; Muzeul Metropolitan de Artă

## Muzica
La ocazii seculare și religioase, muzica juca un rol important în sărbători. Muzicienii, care cântau instrumente precum castanetele și flautul, sunt descriși pe obiecte din perioada Predinastică. O veche gamă de percuții, instrumente de suflat și de coardă erau cunoscute Egipteanului Antic. Ele includ clopote, clape, tobe, tamburine și sistre; flaute și trâmbițe; și harpele (deosebit de populare la sărbători). Lira și lăutul au fost introduse din Levant. Notarea muzicală nu este atestată decât la începutul Perioadei Ptolemeice. Grupuri de muzicieni, fie sex mixt, fie feminin, sunt cunoscuți din Vechiul Regat. Femeile cântărețe (inclusiv la sistru) au avut un rol important în venerarile care avea loc la temple, în special în cele ale lui Hathor și Isis.

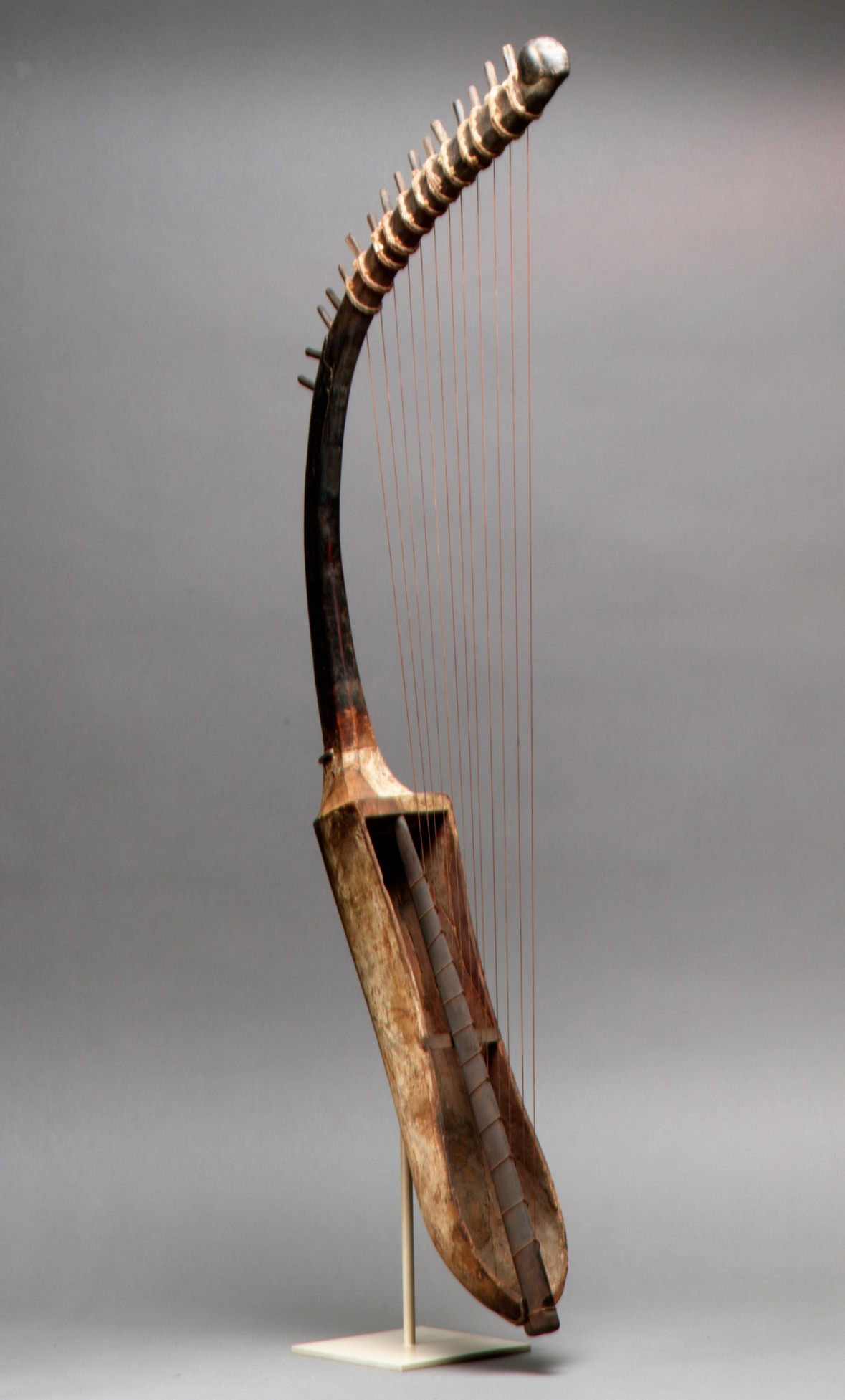
Harpă arcuită (harpa pentru umeri); 1390–1295 î.Hr.; lemn; lungimea cutiei sonore: 36 cm; Muzeul Metropolitan de Artă (New York City)
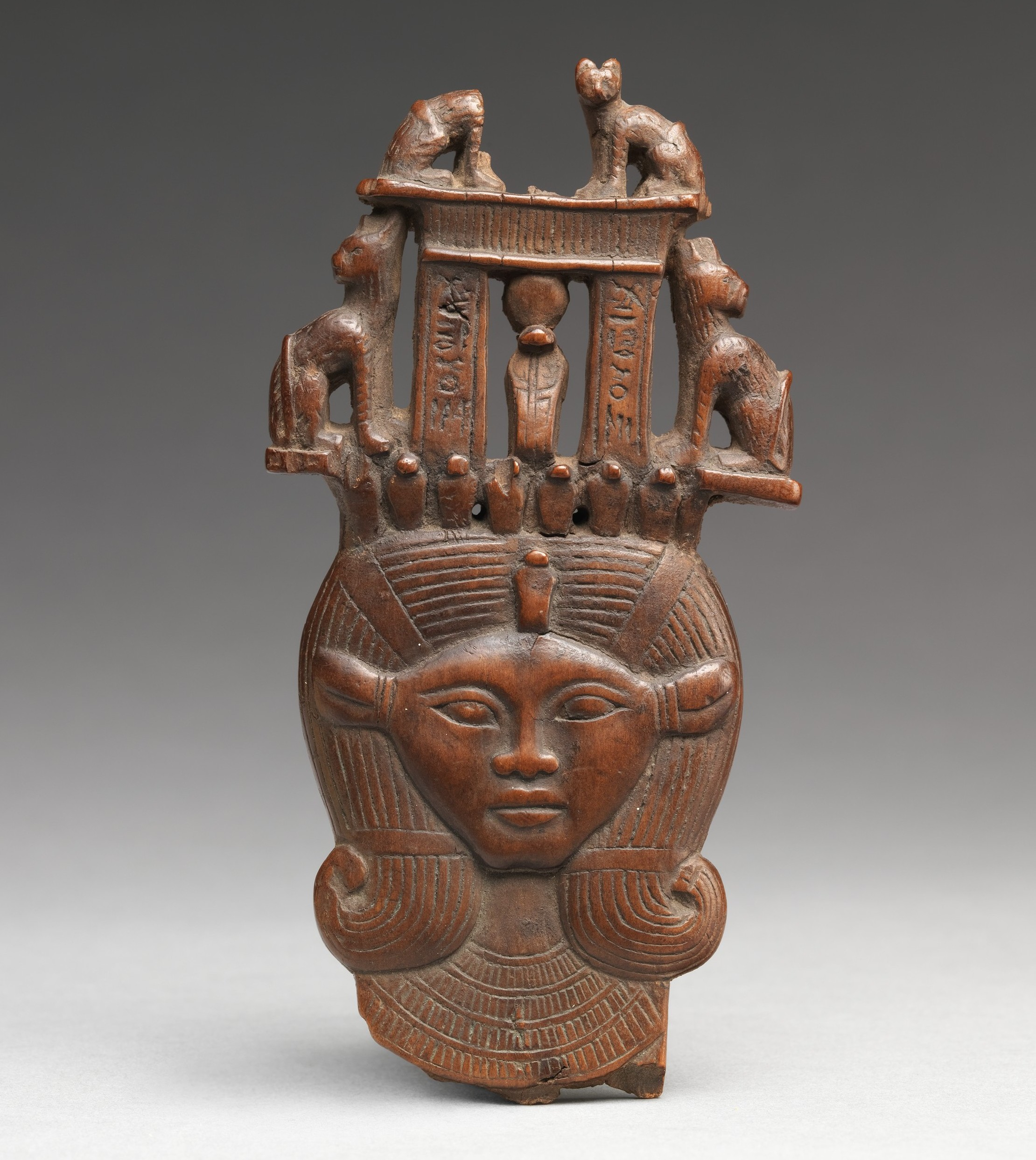
Fragment de la un instrument muzical, cu capul lui Hathor; 1295–664 î.Hr.; lemn;  12 × 6,2 cm; Muzeul Metropolitan de Artă
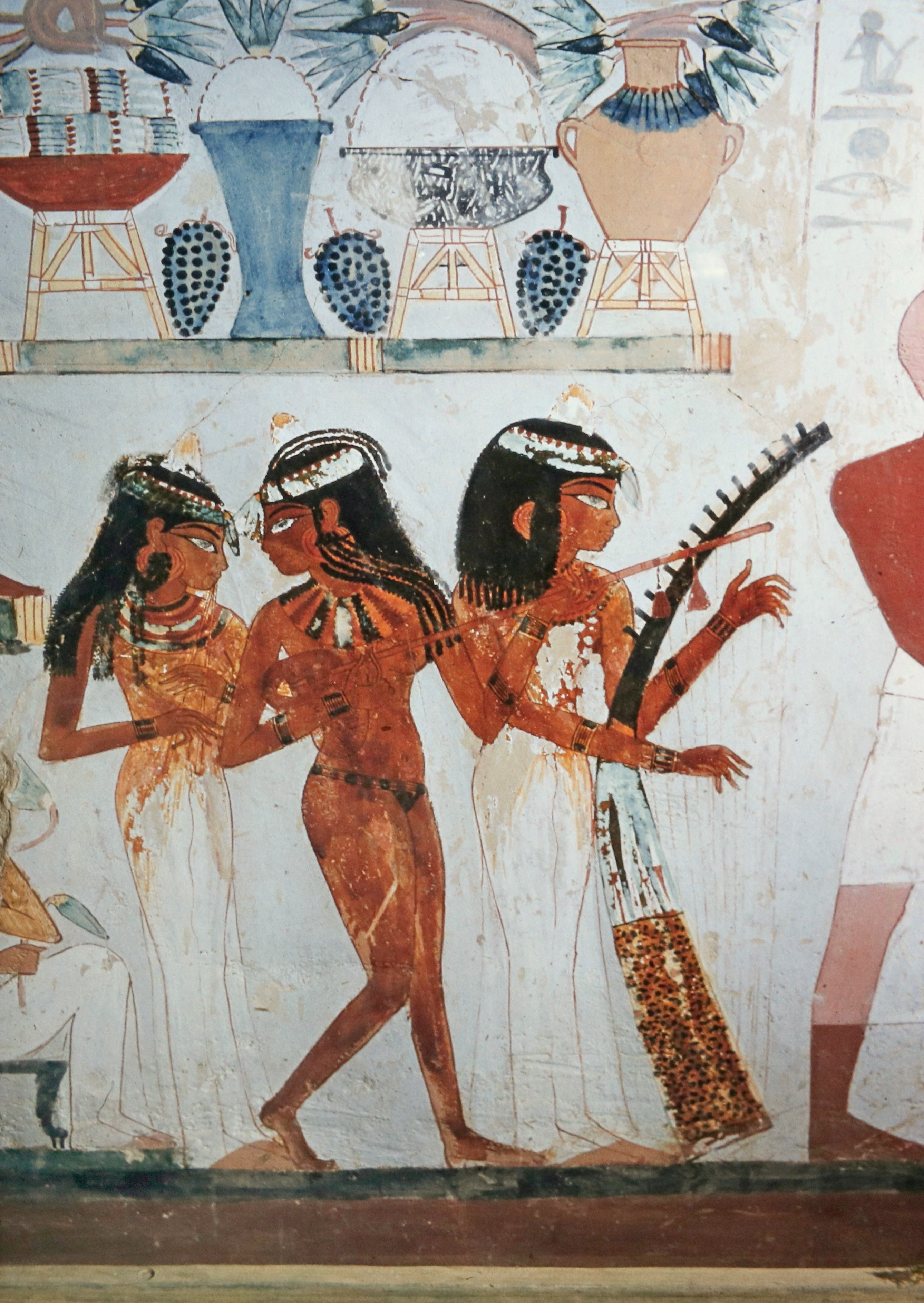
Detaliu al unei frize dintr-un mormânt în care apar trei cântărețe
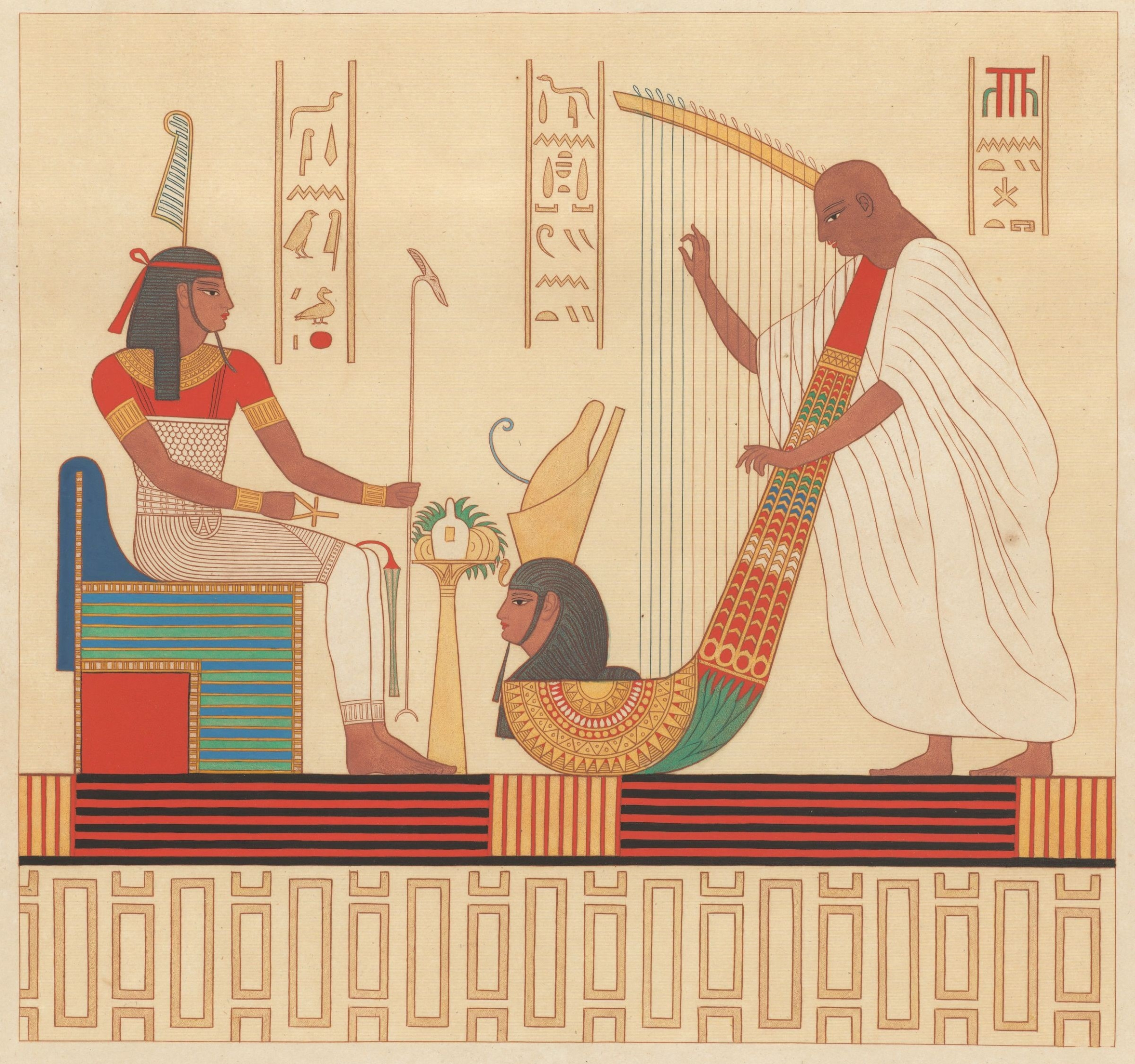
Ilustrație a unui harpist care cântă în fața zeului Shu

### Sistrele
Un sistru (plural: sistre) e un instrument muzical, alcătuit dintr-o lamă metalică curbată în formă ovoidală, cu capetele unite, prevăzute cu un mâner și având, de-a curmezișul curburii, bare metalice mobile care, prin atingere sau lovire cu o vergea de fier, produc sunete. Numit „seshsehet” în egipteană, numele imită sunetul micilor discuri metalice făcute prin scuturarea instrumentului. Era strâns asociat cu zeița Hathor în rolul ei de „doamnă a muzicii”, iar mânerul era adesea decorat cu un cap hatoric. Sunt atestate două tipuri de sistre, în formă de naos și în formă de cerc; cele în formă de cerc din urmă devenind mai comune.

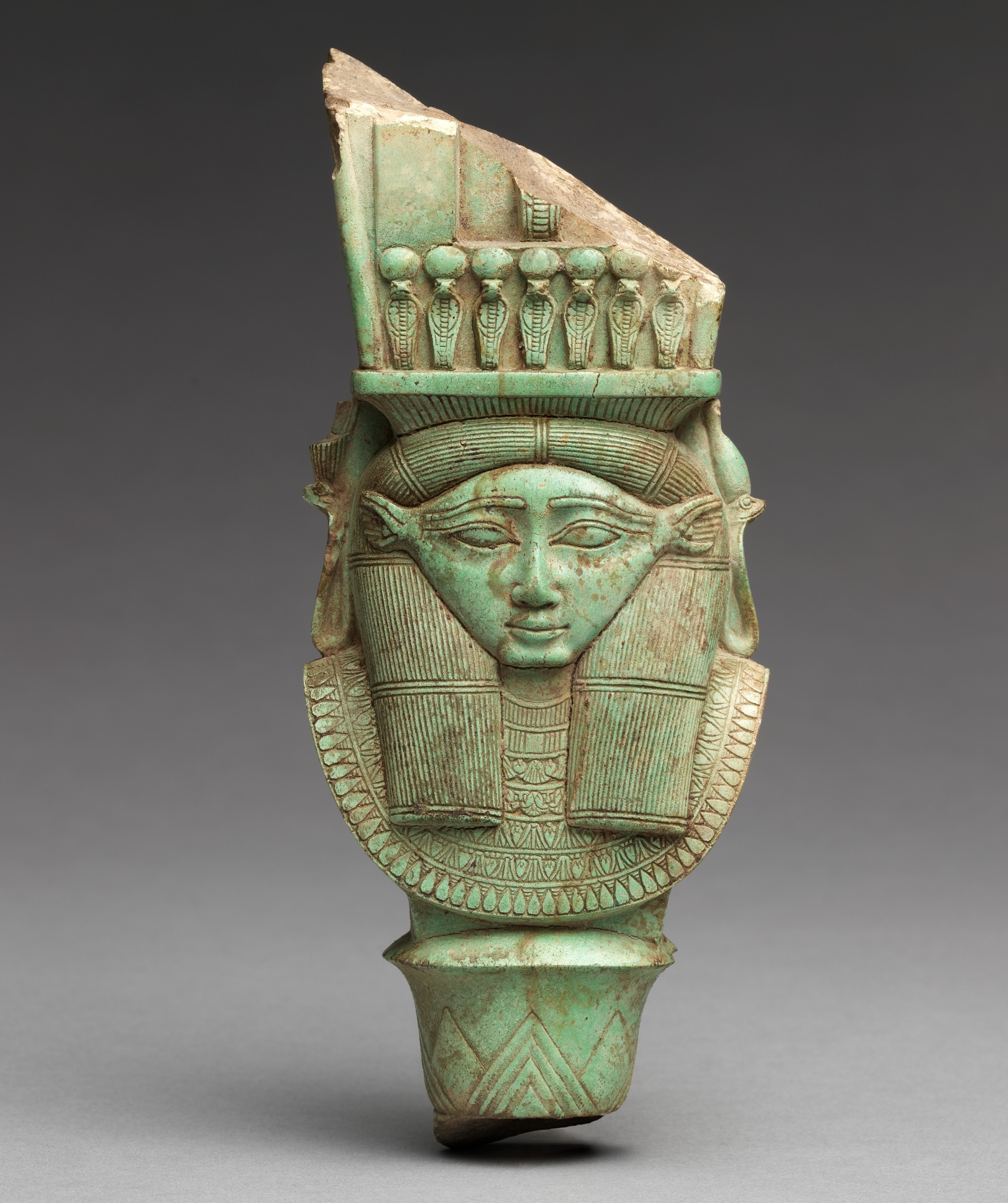
Sistru decorat cu fața lui Hathor; 664–332 î.Hr.; faianță; lungime: 15,5 cm, lățime: 6,4 cm; Muzeul Metropolitan de Artă (New York City)
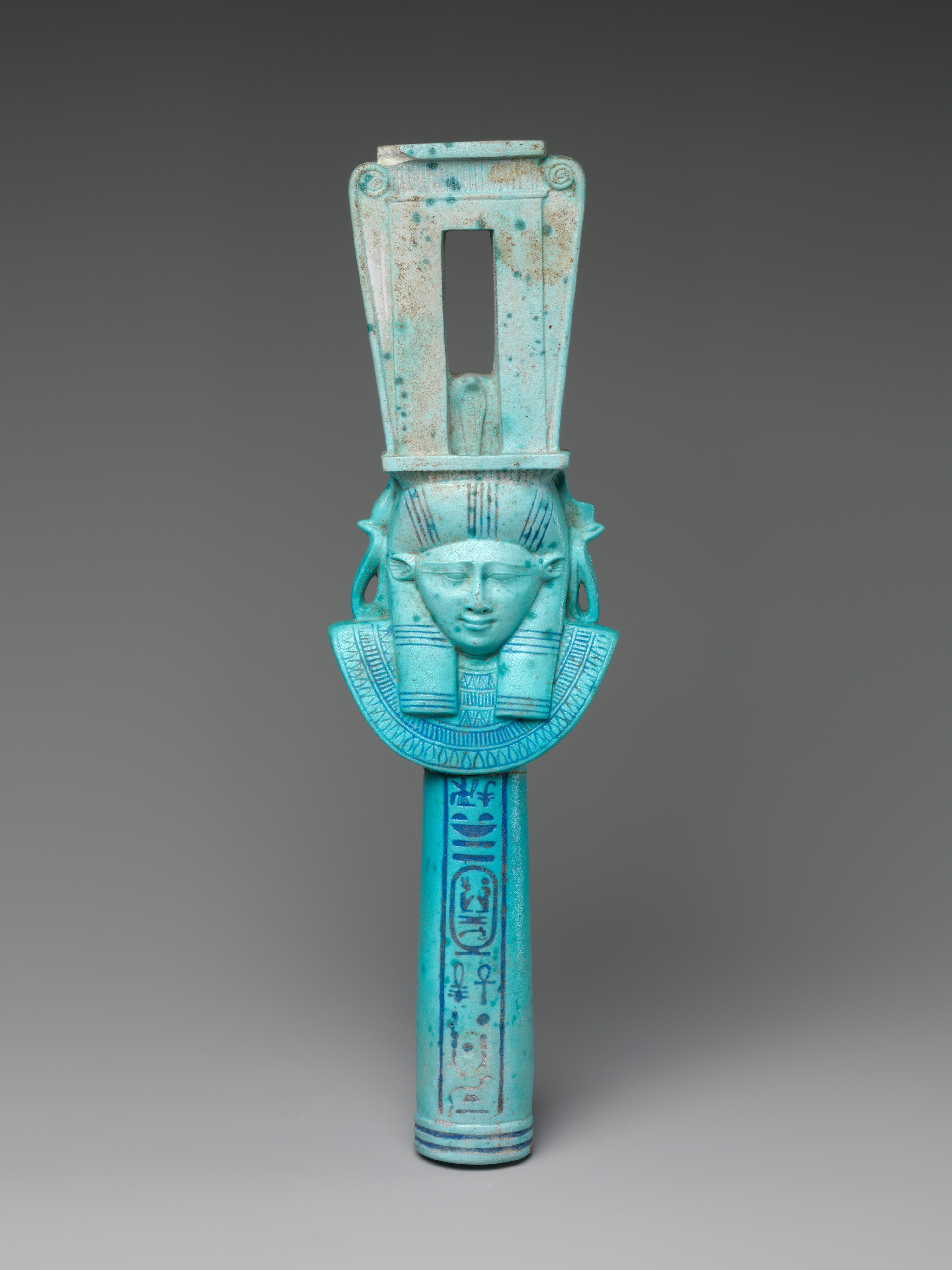
Sistru inscripționat cu numele lui Ptolemeu I; 305–282 î.Hr.; faianță; 26,7 × 7,5 cm; Muzeul Metropolitan de Artă
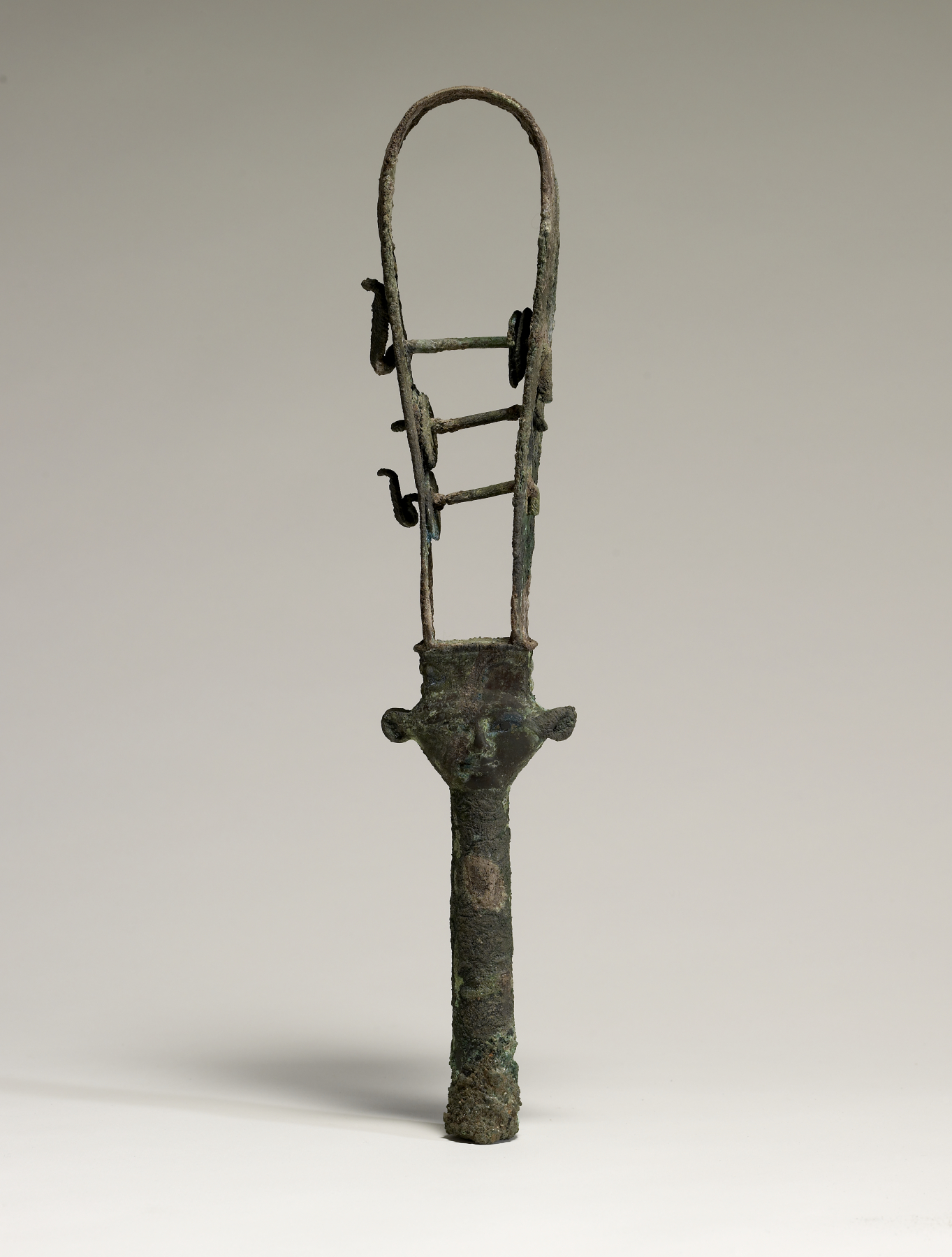
Sistru cu fața zeiței Hathor înfățișată cu urechi de vacă; 380–250 î.Hr.; bronz; 36,3 cm; Muzeul de Artă Walters (Baltimore, SUA)
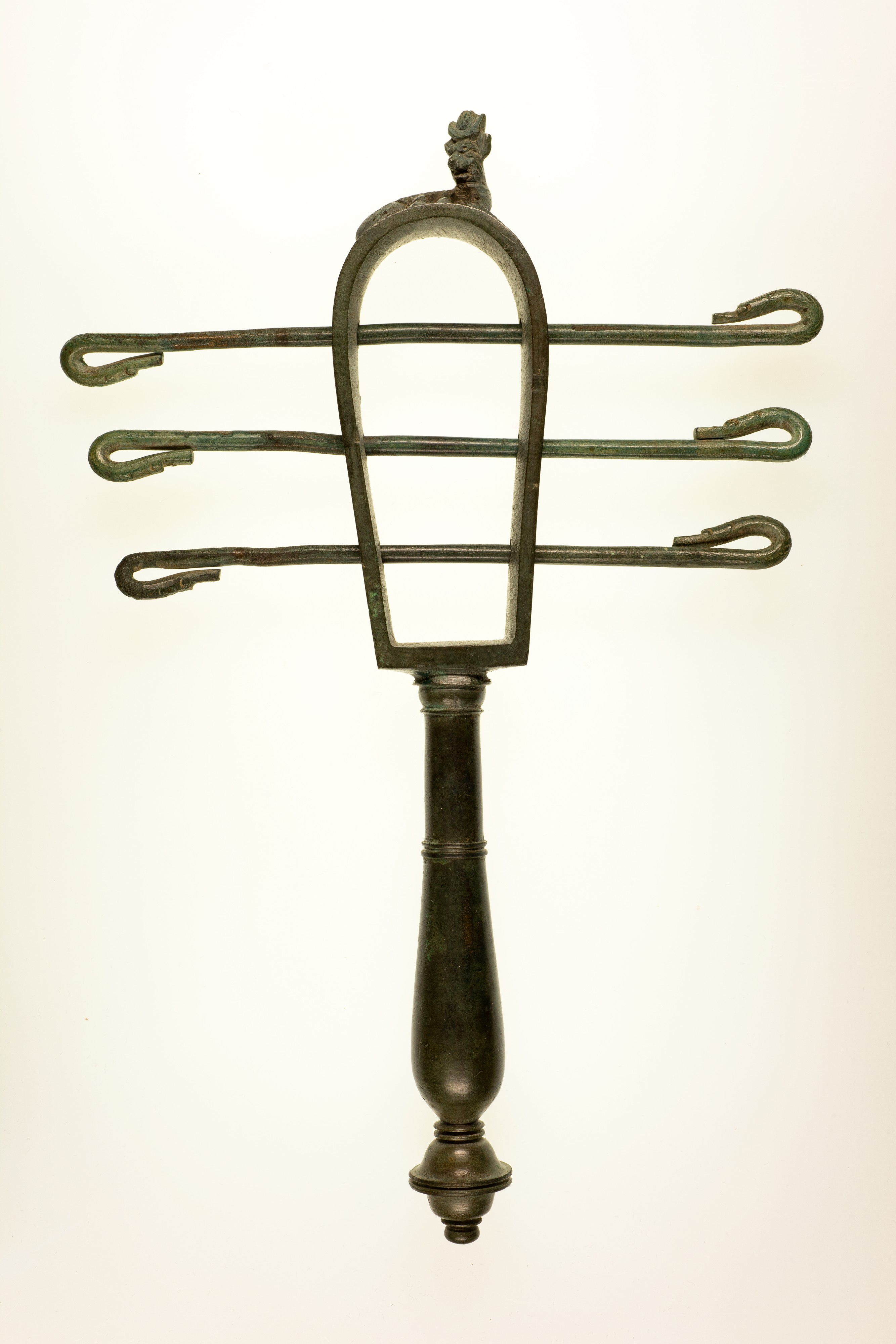
Sistru; secolele I-II d.Hr.; bronz sau aliaj de cupru; 20,6 × 14 cm; Muzeul Metropolitan de Artă

## Arta funerară

### Sarcofagele

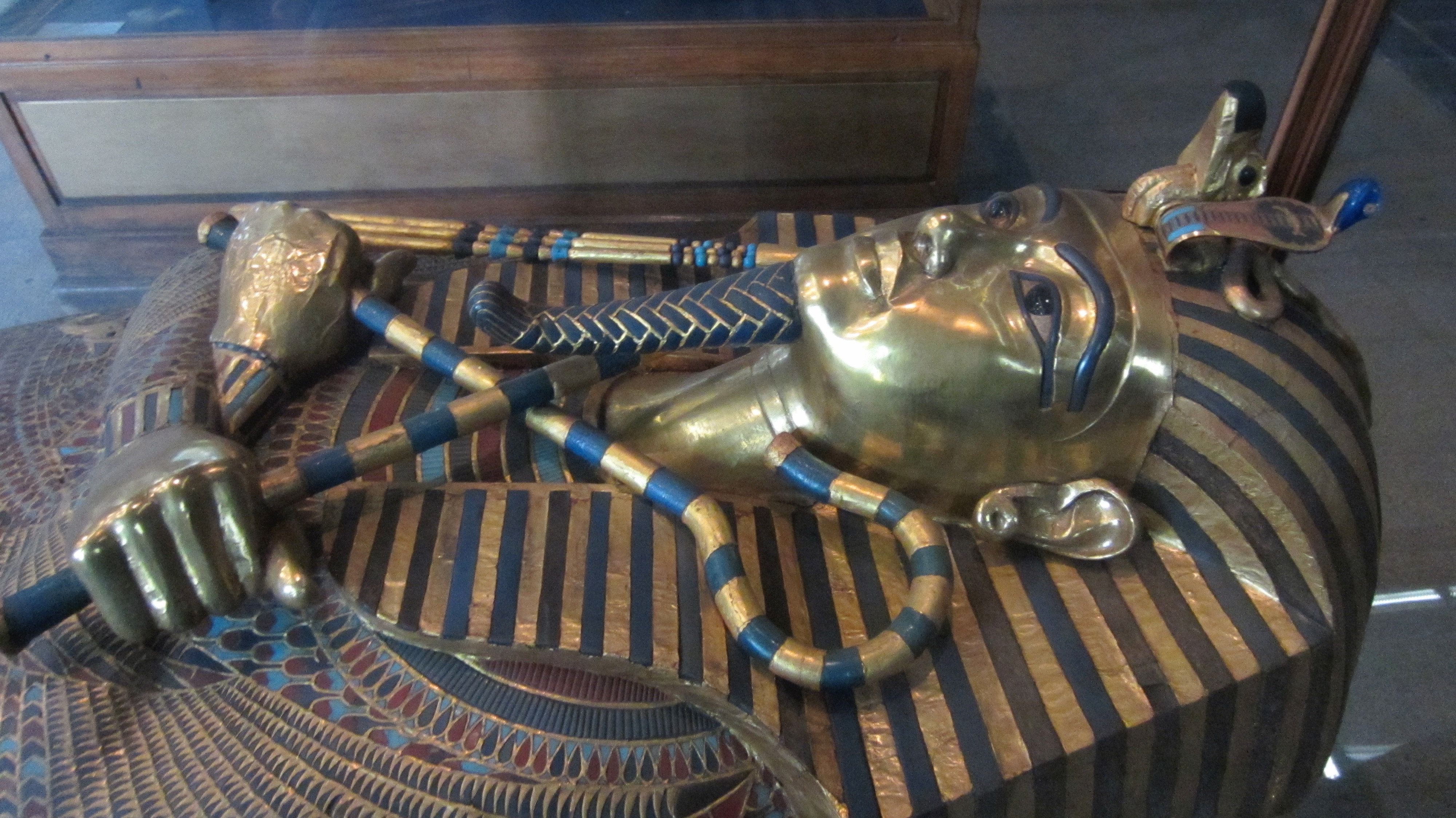
Detaliu al sarcofagului mijlociu al lui Tutankhamon; 1355–1346 î.Hr.; foiță de aur; pietre semiprețioase și încrustații de sticlă; 39 × 12 × 12 cm; Muzeul Egiptean din Cairo. Sarcofagul ăsta în miniatură este unul din patru, care conținea organele interne ale Tutankhamon

Cele mai vechi recipiente funerare construite erau simple cutii dreptunghiulare de lemn, atestate în Prima Dinastie. Un sarcofag a devenit rapid o parte esențială a lucrurilor pentru înmormântare. Cunoscut eufemistic ca „stăpânul vieții”, funcția sa principală a fost aceea de a asigura o casă pentru Ka și de a proteja corpul fizic de vătămări. 
În Prima Perioadă Intermediară, sarcofagele decorate au devenit un substitut pentru decorarea mormântului; în Regatul Mijlociu, textele pe sarcofag au apariție, uneori însoțite de hărți detaliate ale lumii de dincolo. Sarcofagele Regatului Mijlociu prezintă o serie de stiluri regionale distincte, prezentând fragmentarea culturală a perioadei precedente. În dinastia a XVII-a și începutul celei de a XVIII-a, în zona tebană s-au produs sarcofagele antropoide rishi (cu pene). Acestea au fost înlocuite (cu excepția regilor) cu alte stiluri de sarcofage antropoide care au devenit forma standard în toată țara pentru restul istoriei egiptene. În perioadele ptolemaice și romane, o mască era de obicei fixată direct pe bandajele mumiei ca substitut pentru un sicriu.
Sarcifagele erau în general de lemn, cele ale oamenilor cu statut înalt fiind făcute din cedru de calitate. Începând cu Regatul Mijlociu, persoanele înstărite erau adesea prevăzute cu un set de două sau trei sarcofage. Cele mai somptuoase sarcofage ar putea fi incrustate cu sticlă sau pietre prețioase, în timp ce sicriele regale erau adesea făcute din aur sau argint.

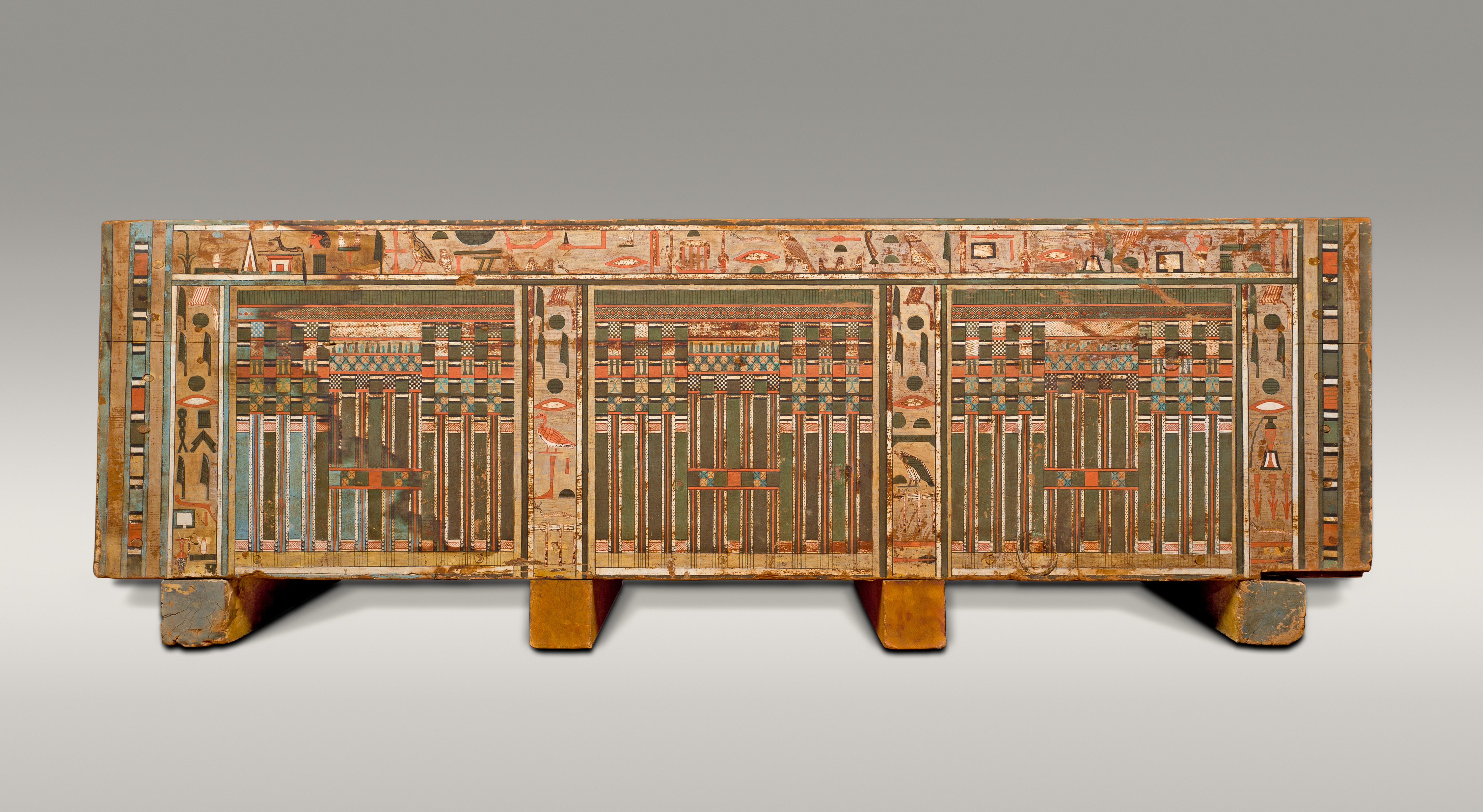
Sarcofag; 1981–1802 î.Hr.; lemn pictat (ficus sycomorus); înălțime: 81,3 cm; Muzeul Metropolitan de Artă (New York City)
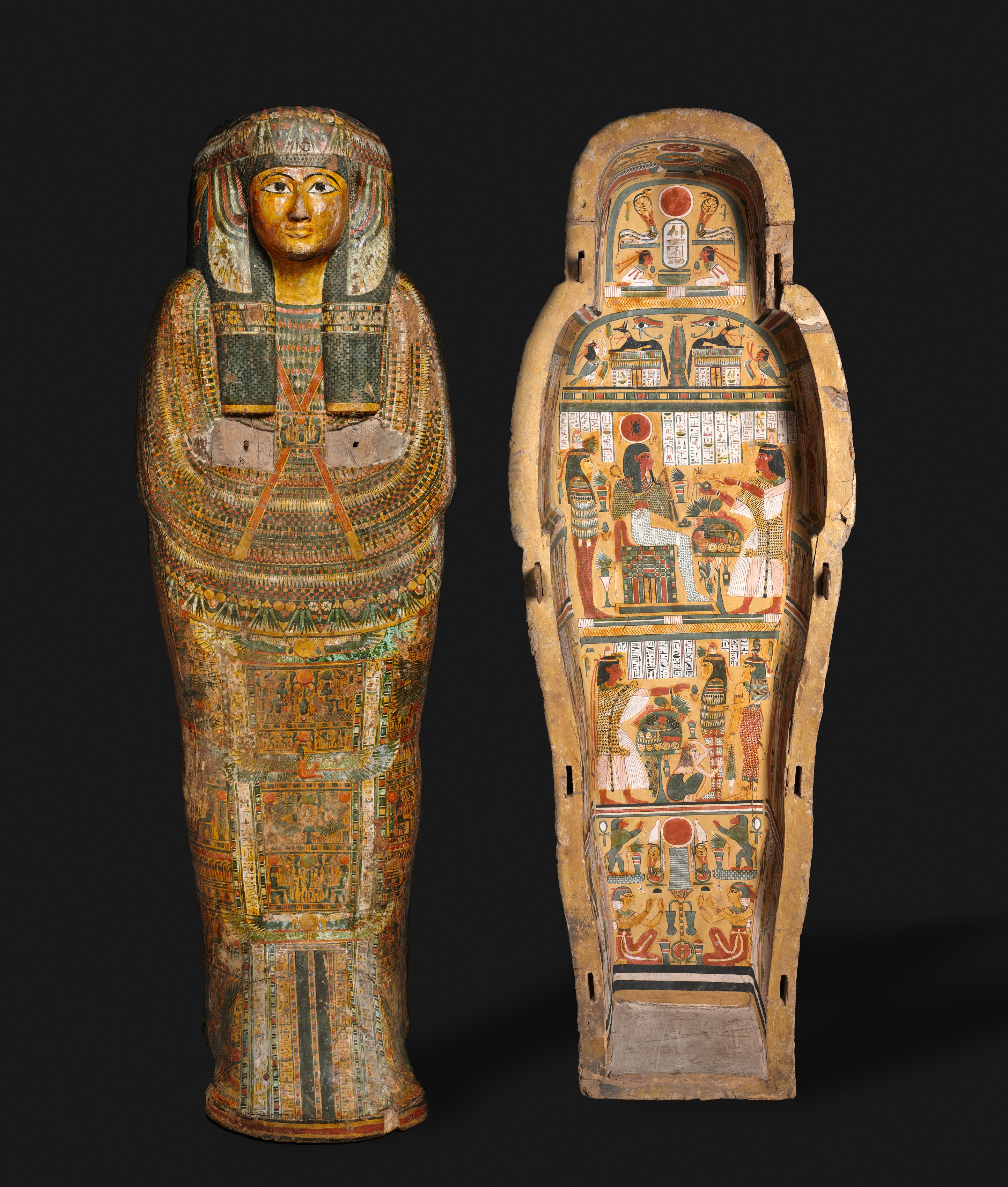
Sarcofag al lui Nesykhonsu; circa 976 î.Hr.; lemn pictat, și cu gesso; per total: 70 cm; Muzeul de Artă din Cleveland (Cleveland, Ohio, SUA)
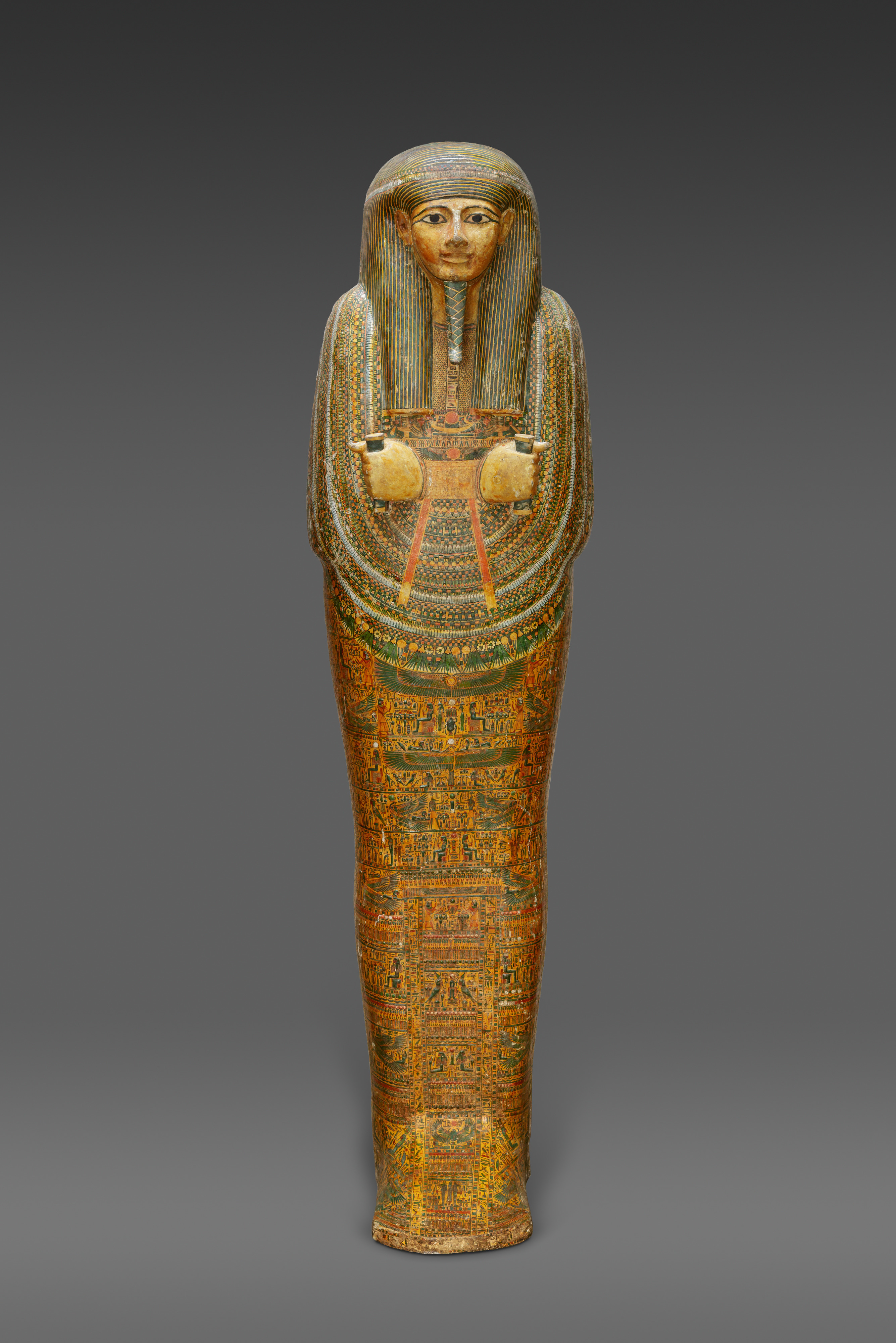
Sarcofag interior al lui Amenemope; 975–909 î.Hr.; lemn pictat, și cu gesso; lungime: 195 cm; Muzeul Metropolitan de Artă
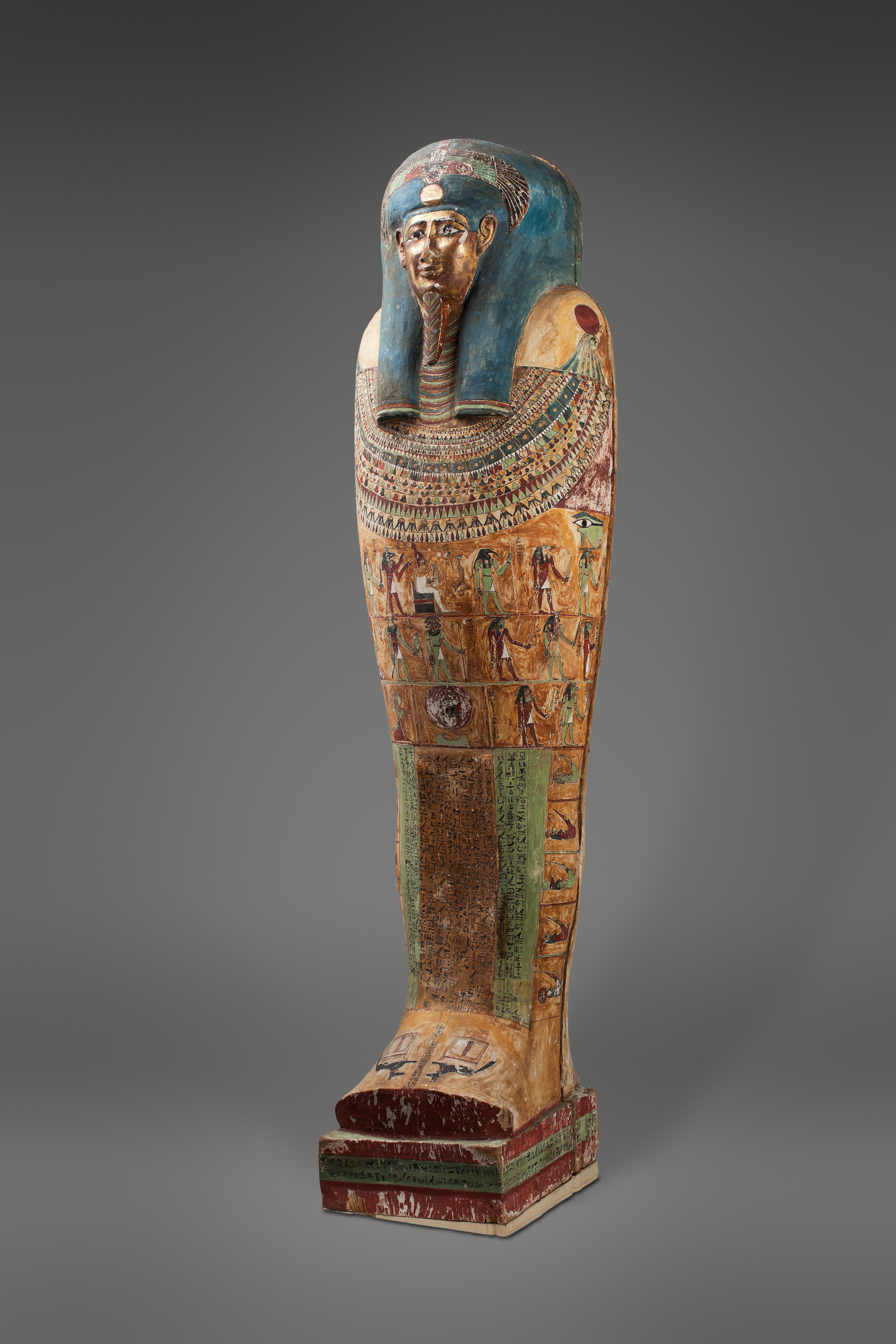
Sarcofag al lui Irtirutja; 332–250 î.Hr.; lemn tencuit, vopsit și aurit; lungime: 198,8 cm; Muzeul Metropolitan de Artă

### Canopele
Canopele sunt vase funerare care avea modelat pe capac un cap de om sau de animal și în care se puneau măruntaiele morților. Practicarea eviscerării este atestată pentru prima dată la înmormântarea lui Hetepheres, la începutul Dinastiei a IV-a. Organele ei au fost depozitate într-un cufăr de travertin împărțit în patru compartimente. Mai târziu, fiecare organ - ficatul, plămânii, stomacul și intestinele - a fost prevăzut cu un vas separat, din piatră sau ceramică și pus sub protecția simbolică a unuia dintre cei patru fii ai lui Horus. În timpul Primei Perioade Intermediare, capacele canopelor au început să fie modelate sub formă de capete umane. De la sfârșitul Dinastiei a XVIII-a, au fost mai des modelate ca să semene cu capetele celor patru djinnii protectori (babuin, șacal, șoim și om). Acesta a devenit standardul pentru vasele canopice din Dinastia a XIX-a. Producerea canopelor a continuat până în Perioada Ptolemeică, dar a încetat în cea romană.

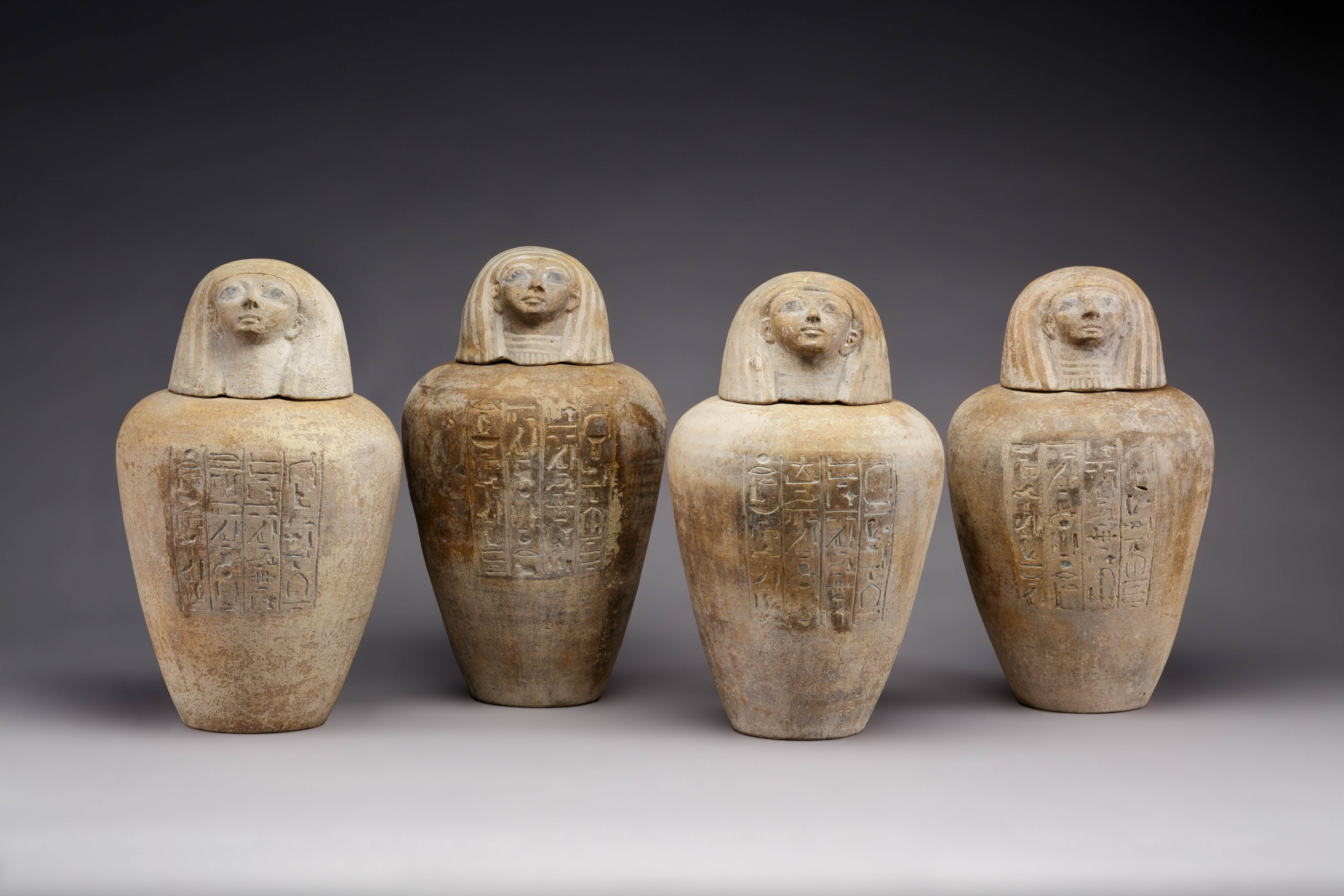
Canopele lui Ruiu; 1504–1447 î.Hr.; ceramică pictată; Muzeul Metropolitan de Artă (New York City)
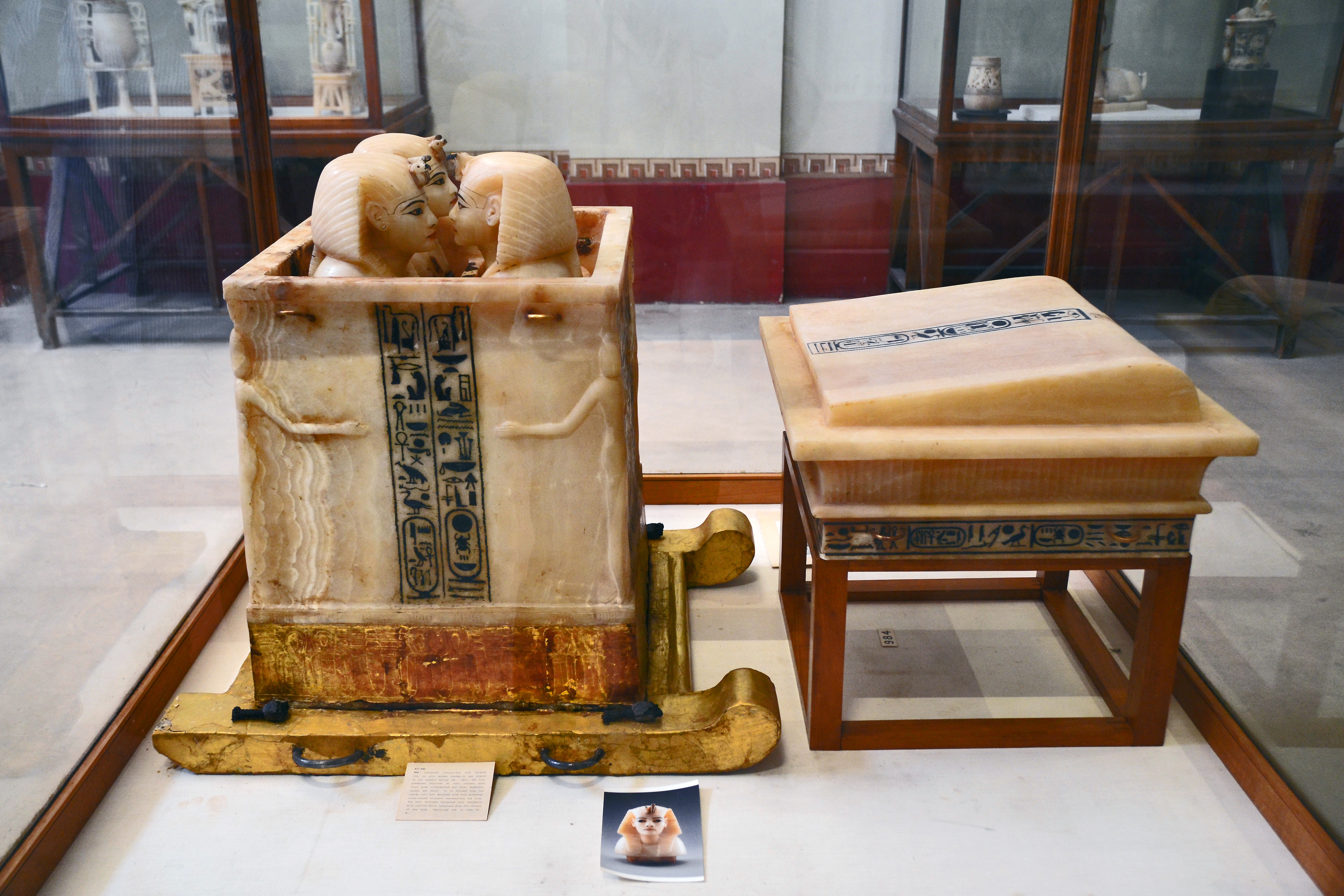
Canopele lui Tutankhamon; 1333–1323 î.Hr.; alabastru; înălțimea totală: 85,5 cm; Muzeul Egiptean din Cairo
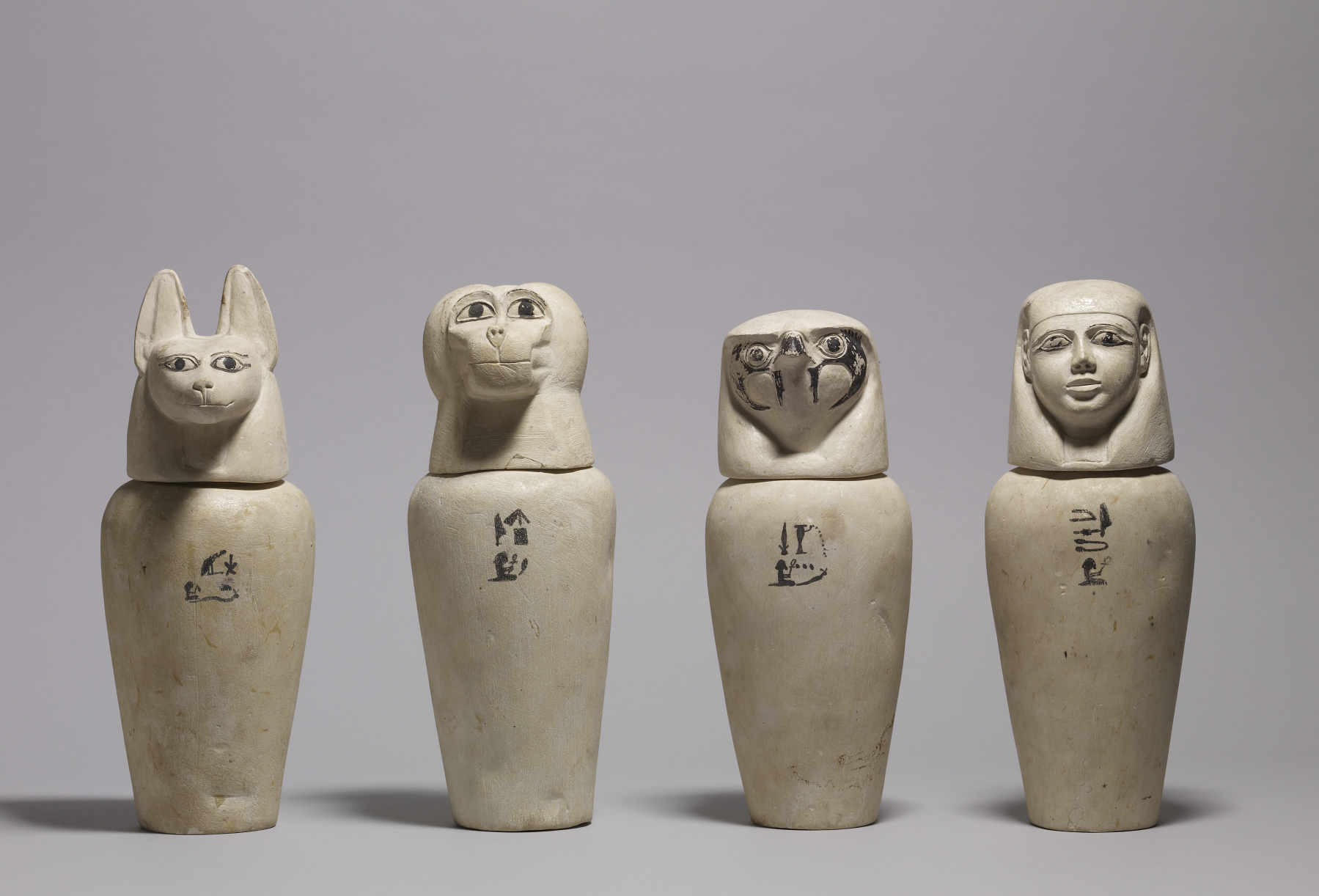
Set de canope; 900–800 î.Hr.; calcar pictat; Muzeul de Artă Walters (Baltimore, SUA)
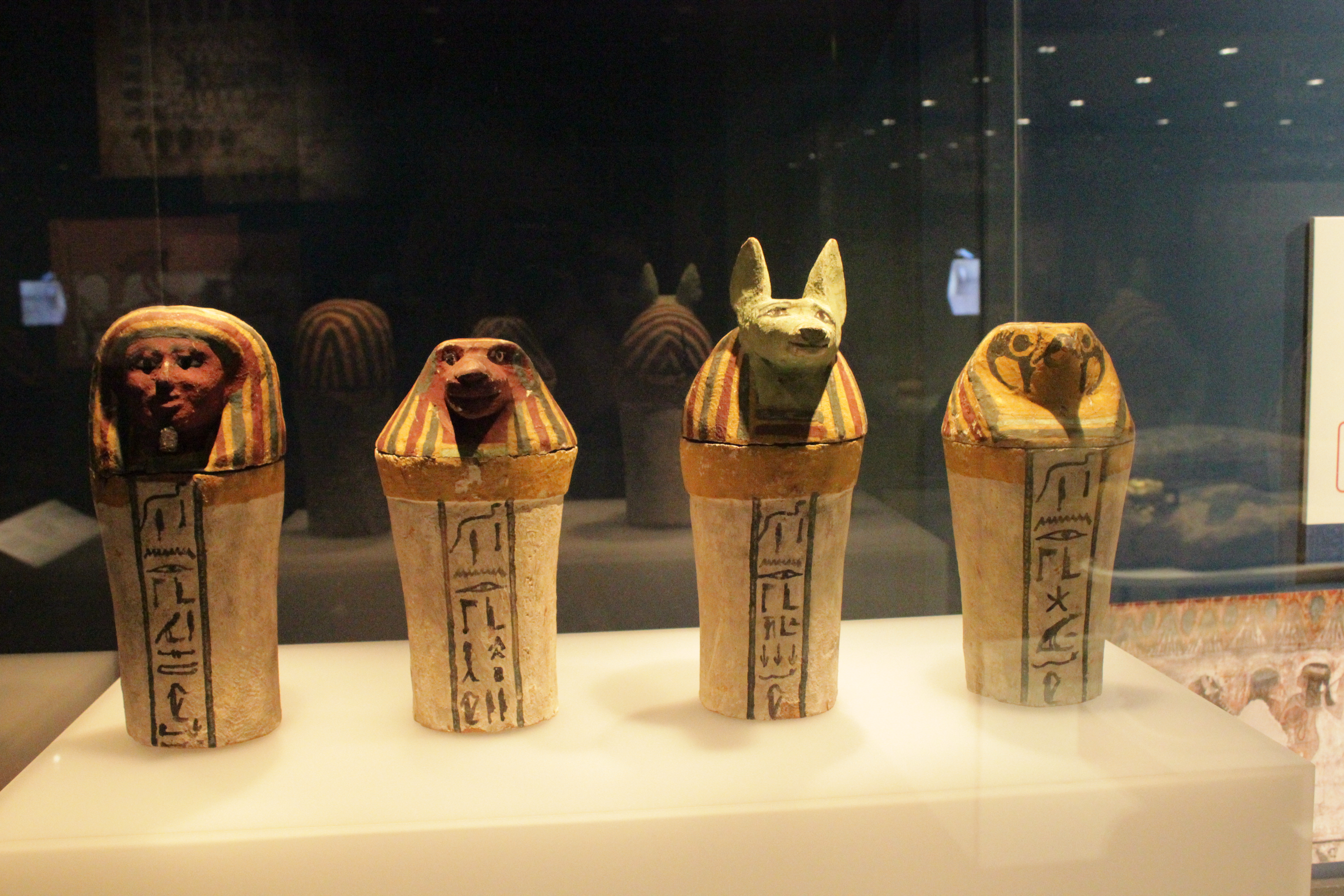
Set de canope decorate cu hieroglife; 744–656 î.Hr.; lemn pictat; British Museum (Londra)

### Măștile
Măștile funerare au fost folosite în toate perioadele. Exemple variază de la masca de aur ale Tutankhamon și cea a lui Psusennes I, până la „portretele de mumii” romane de la Hawara și Fayum. Indiferent dacă într-un context funerar sau religios, scopul unei măști era același: transformarea purtătorului dintr-un stat muritor într-o stare divină.

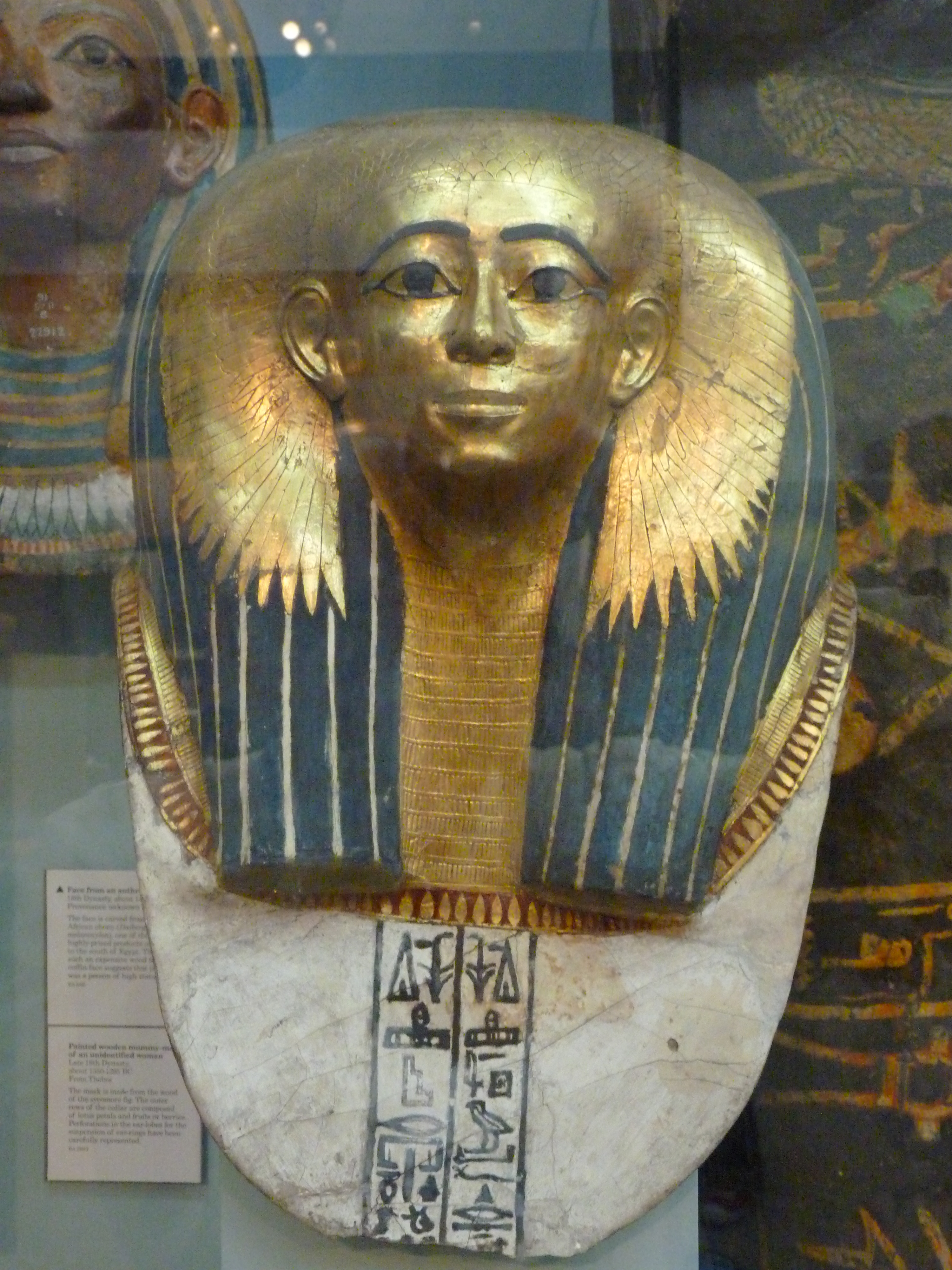
Masca lui Sitdjehuti; circa 1500 î.Hr.; pânză, ipsos, aur și vopsea; înălțime: 61 cm; British Museum (Londra)
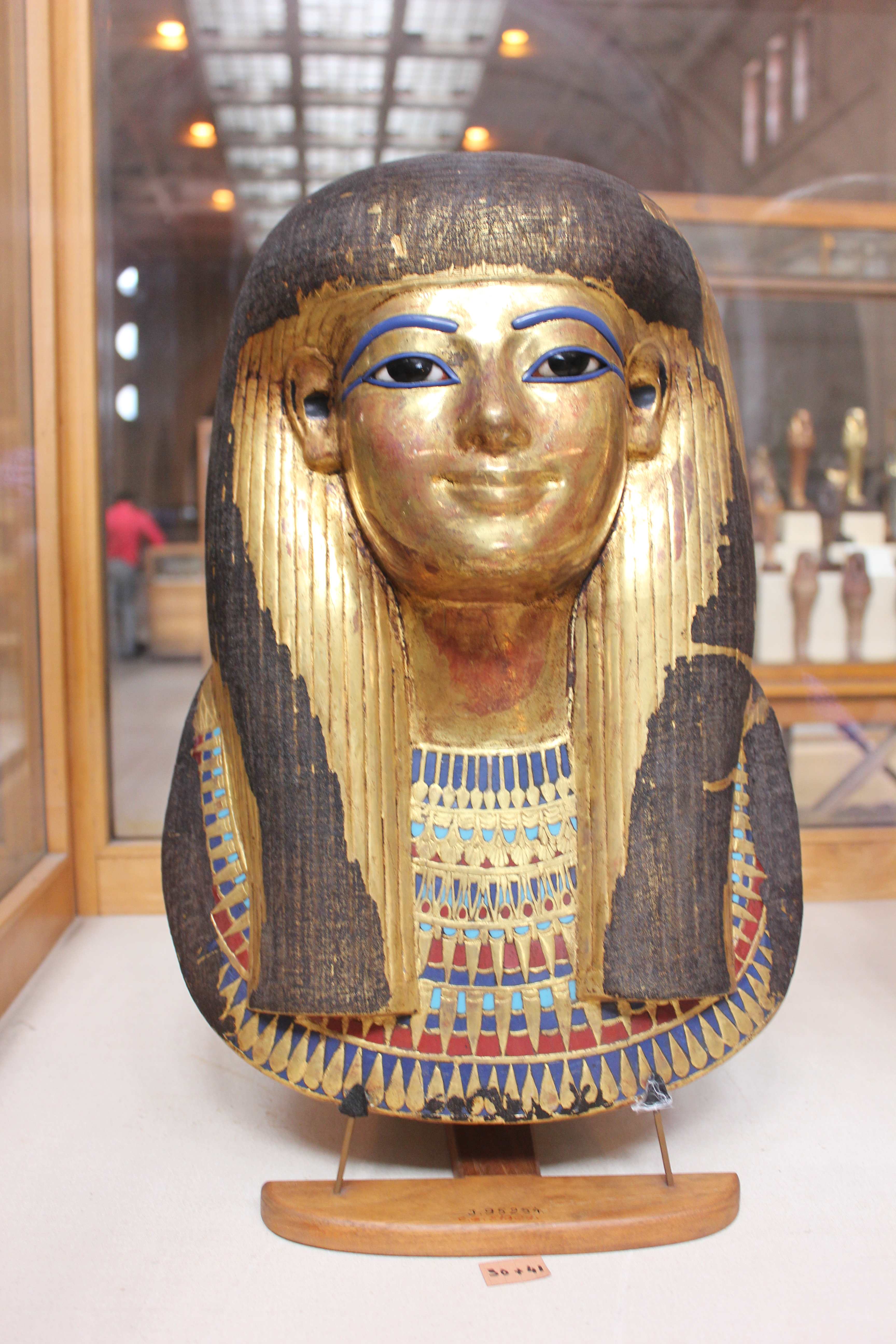
Masca lui Tjuyu; 1387–1350 î.Hr.; aur, pastă de sticlă, alabastru și alte materiale; înălțime: 40 cm; Muzeul Egiptean din Cairo
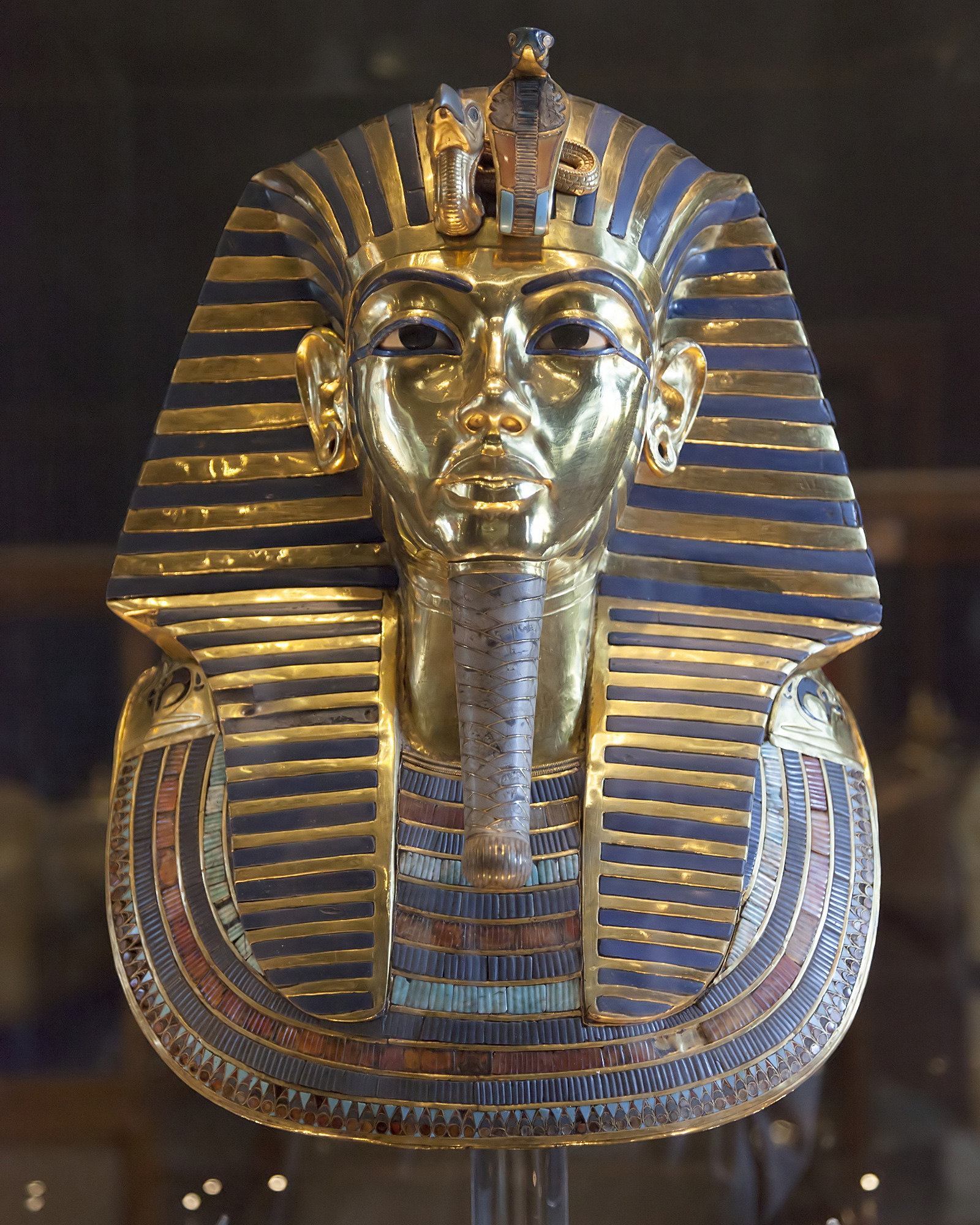
Masca lui Tutankhamon; circa 1327 î.Hr.; aur masiv, lapis lazuli, carneol, obsidian, turcoaz și pastă de sticlă;[40] înălțime: 54 cm; descoperită în 1922 de Howard Carter; Muzeul Egiptean din Cairo
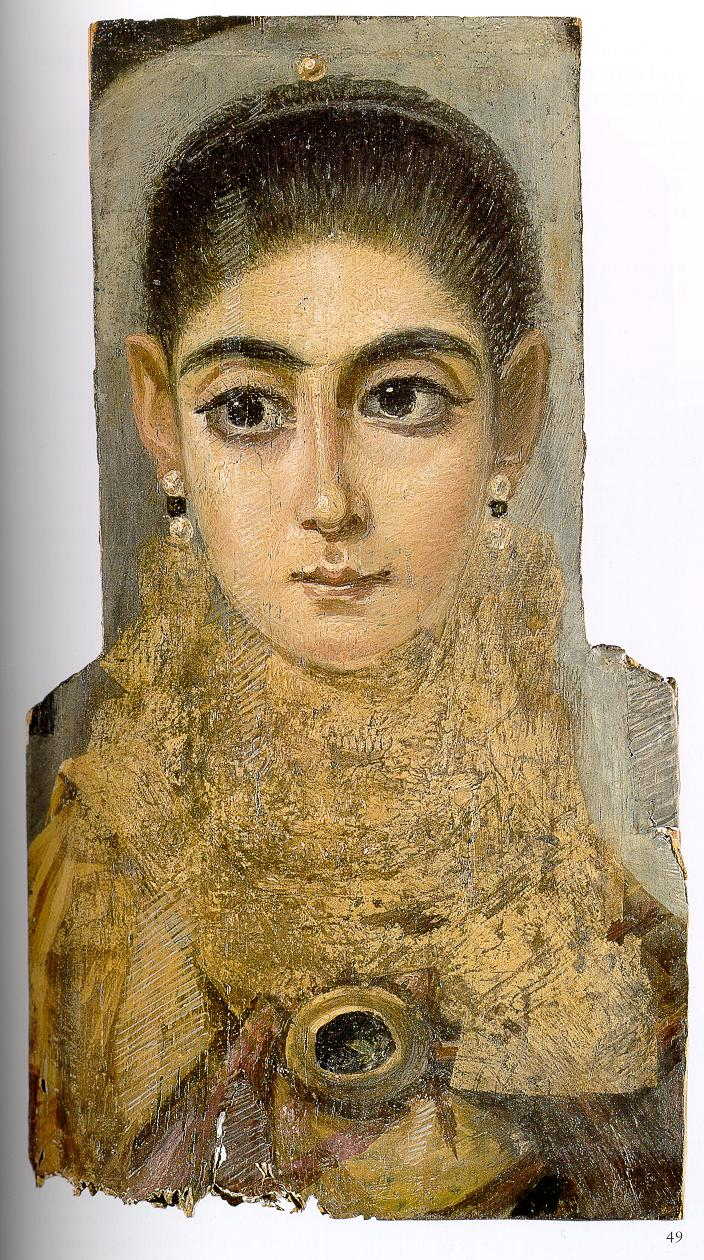
Portretul mumiei unei femei tinere; 100-150 d.Hr.; lemn de cedar, pictura encaustică și aur; înălțime: 42 cm, lățime: 24 cm; Luvru

### Ușabtiurile
Ușabtiurile (cunsocute și ca șabtiuri) sunt figurine funerare. Scopul lor era să-l înlocuiască pe cel mort atunci când trebuia să muncească în viața de apoi. Ușabtiurile au evoluat în Regatul Mijlociu din statuile servitorilor incluse printre zeii funerari. Primele exemple erau statuete brute de ceară, lut sau lemn; mai târziu, au apărut ca figurine mumiforme și, de la sfârșitul Dinastiei a XII-a, au fost înscrise în mod obișnuit cu „textul de ușabti” (capitolul 6 din Cartea Morților, care specifică îndatoririle ușabtiurilor).

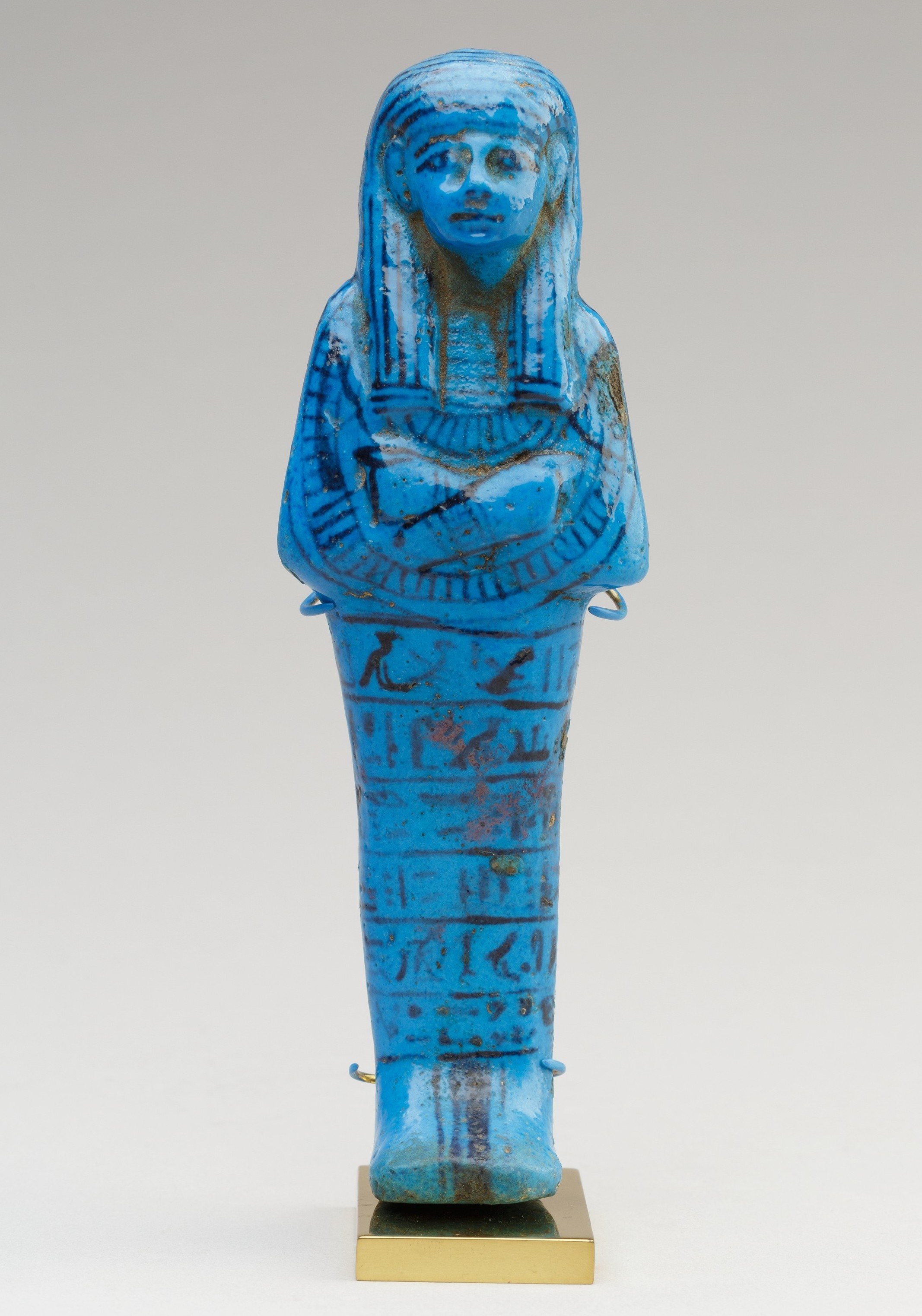
Ușabti; 1294–1213 î.Hr.; faianță; înălțime: 15 cm, lățime: 4,9 cm; Muzeul Metropolitan de Artă (New York City)
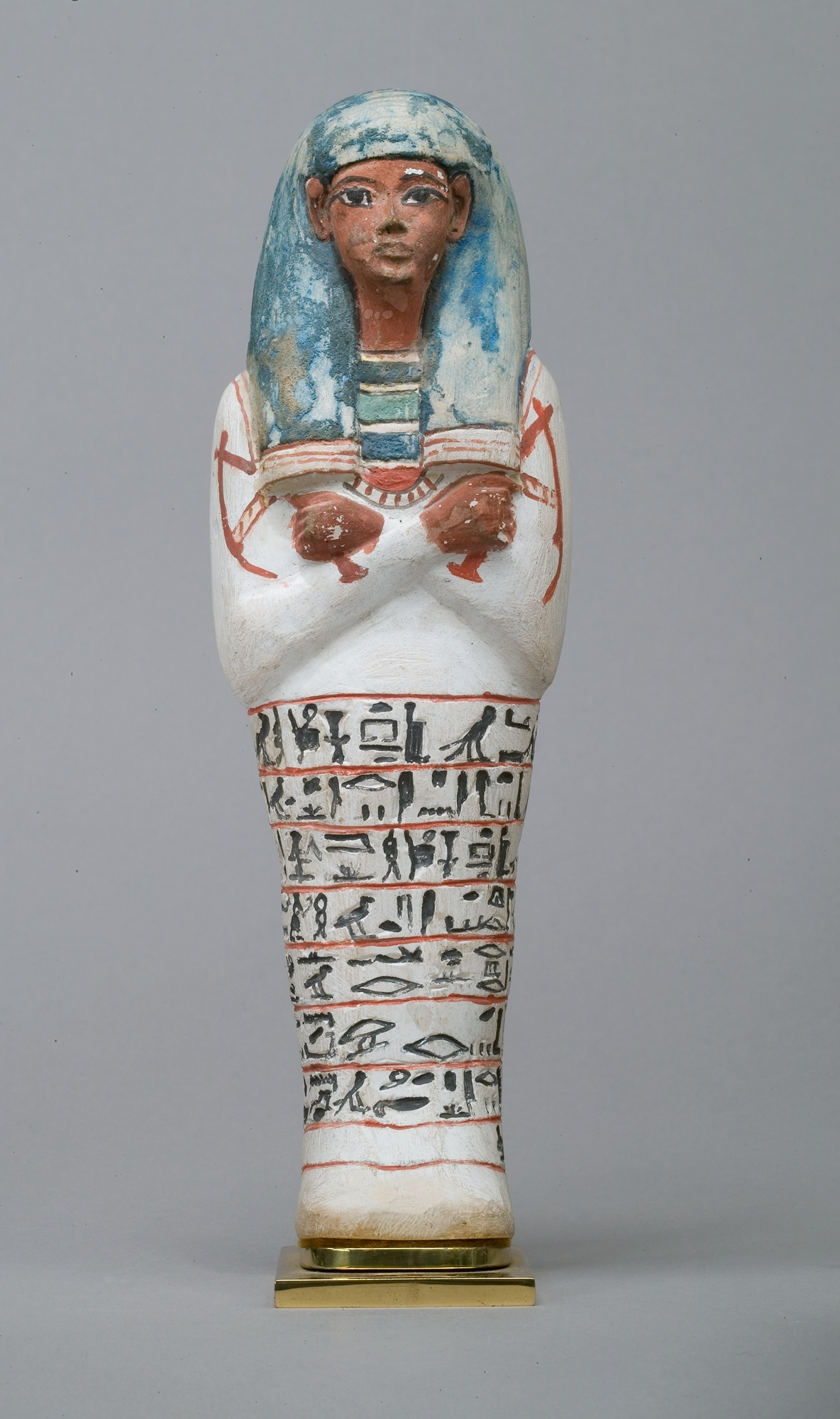
Ușabti al lui Sennedjem; 1279–1213 î.Hr.; calcar pictat; înălțime: 27 cm; Muzeul Metropolitan de Artă
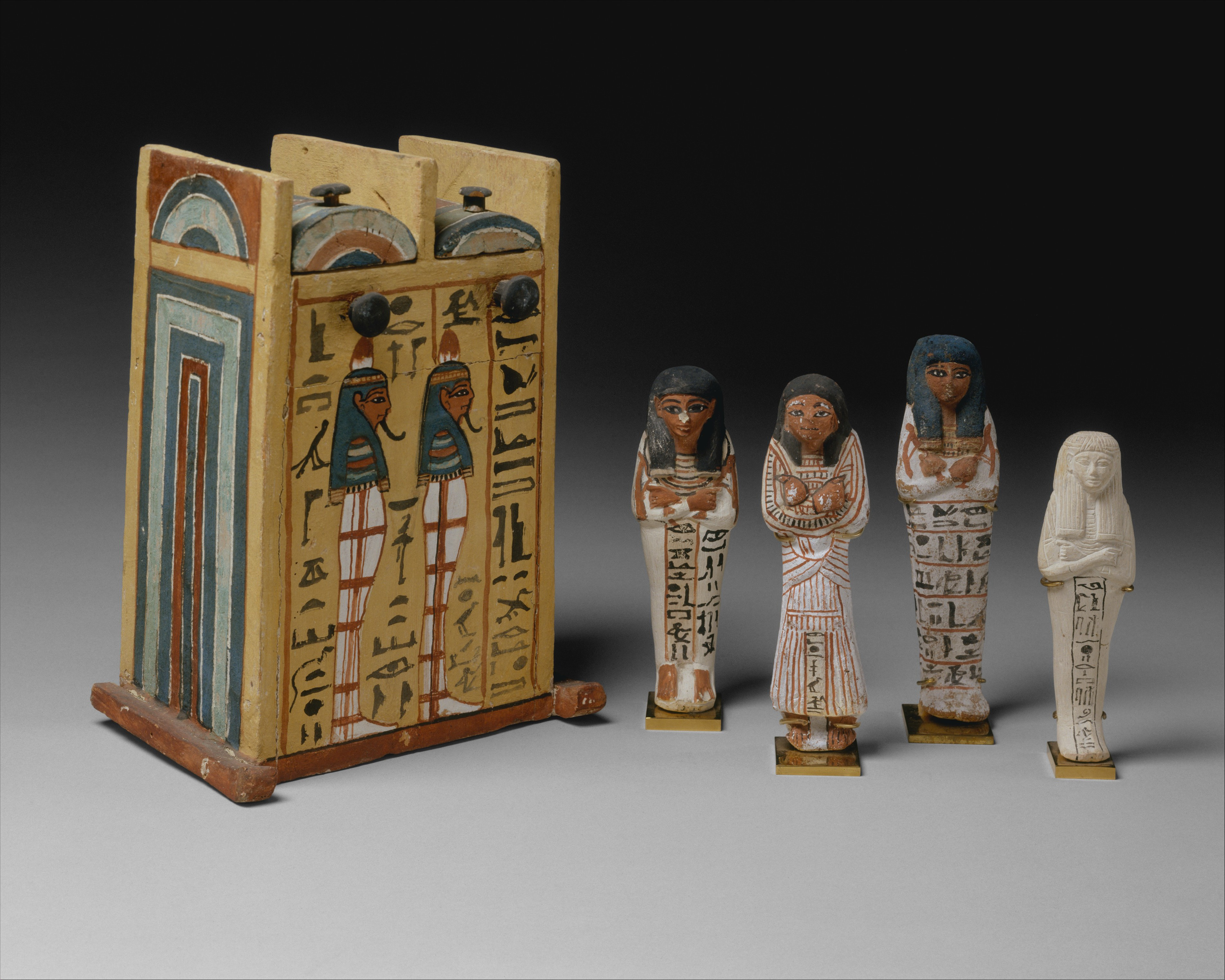
Patru ușabtiuri ale lui Khabekhnet și cutia lor; 1279–1213 î.Hr.; calcar pictat; înălțimea ușabtiurilor: 16,7 cm; Muzeul Metropolitan de Artă
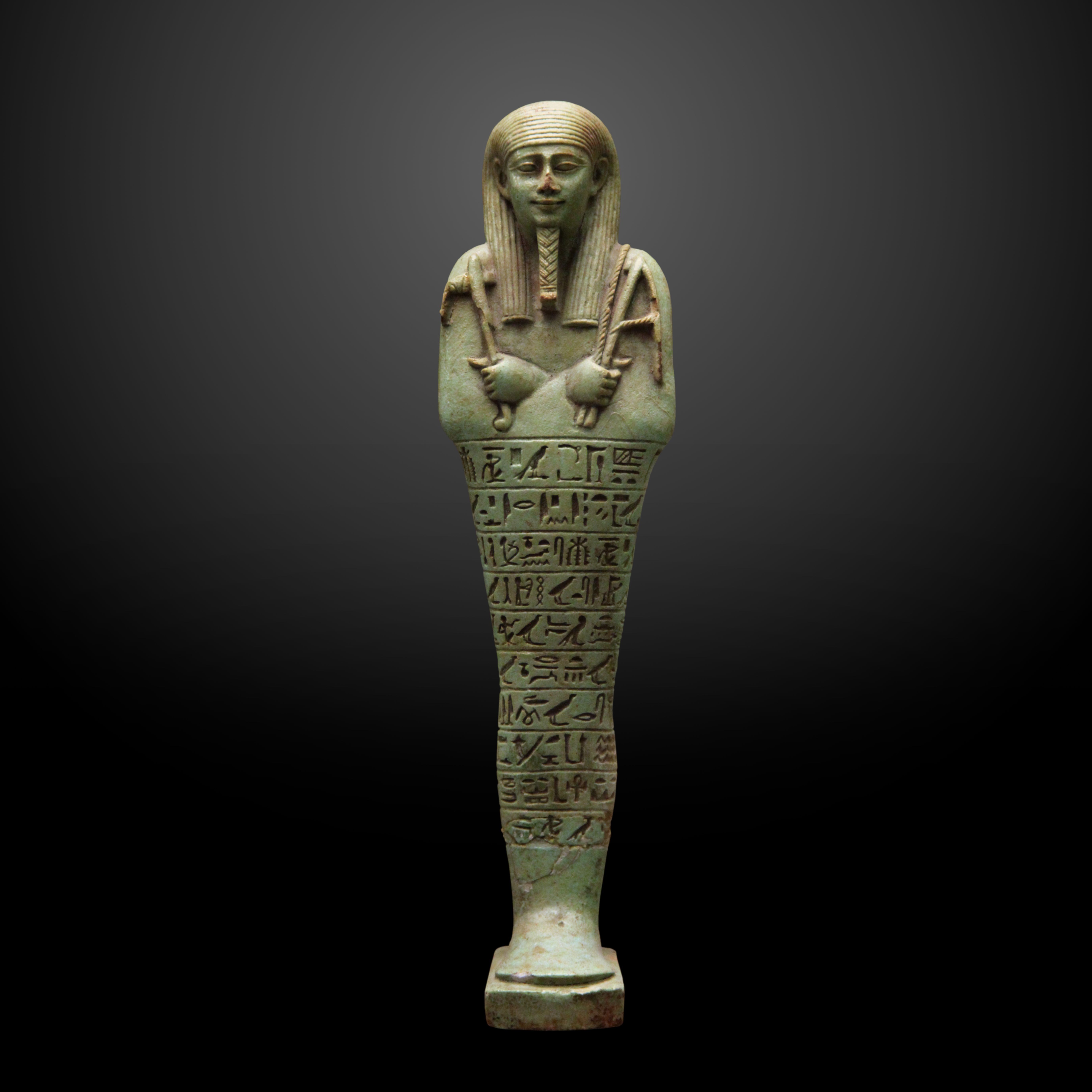
Ușabti; 360–343 î.Hr.; ceramică și email; 26.7 × 7.1 cm; de la Saqqara (Egipt); Muzeul de Artă și Istorie (Geneva, Elveția)

## Arta de Meroë
Egiptul Antic a împărtășit o istorie lungă și complexă cu Valea Nilului la sud, regiunea numită Nubia (Sudanul din prezent). Începând cu cultura Kerma și continuând cu Regatul Kuș cu capitala la Napata și apoi la Meroë, cultura nubiană a absorbit influențe egiptene în diverse momente, atât din motive politice cât și religioase. Rezultatul este o cultură vizuală bogată și complexă.
Producția artistică a Meroë reflectă o serie de influențe. În primul rând, a fost o cultură autohtonă africană, cu rădăcini care se întind pe mii de ani. La asta se adaugă faptul că prosperitatea din Meroë se baza pe comerțul cu Egiptul când era condus de Dinastia Ptolemeică (332-330 î.Hr.) și de romani (30 î.Hr. - 395 d.Hr.), deci obiecte și idei elenistice și romane au fost importate, precum și influențe egiptene.

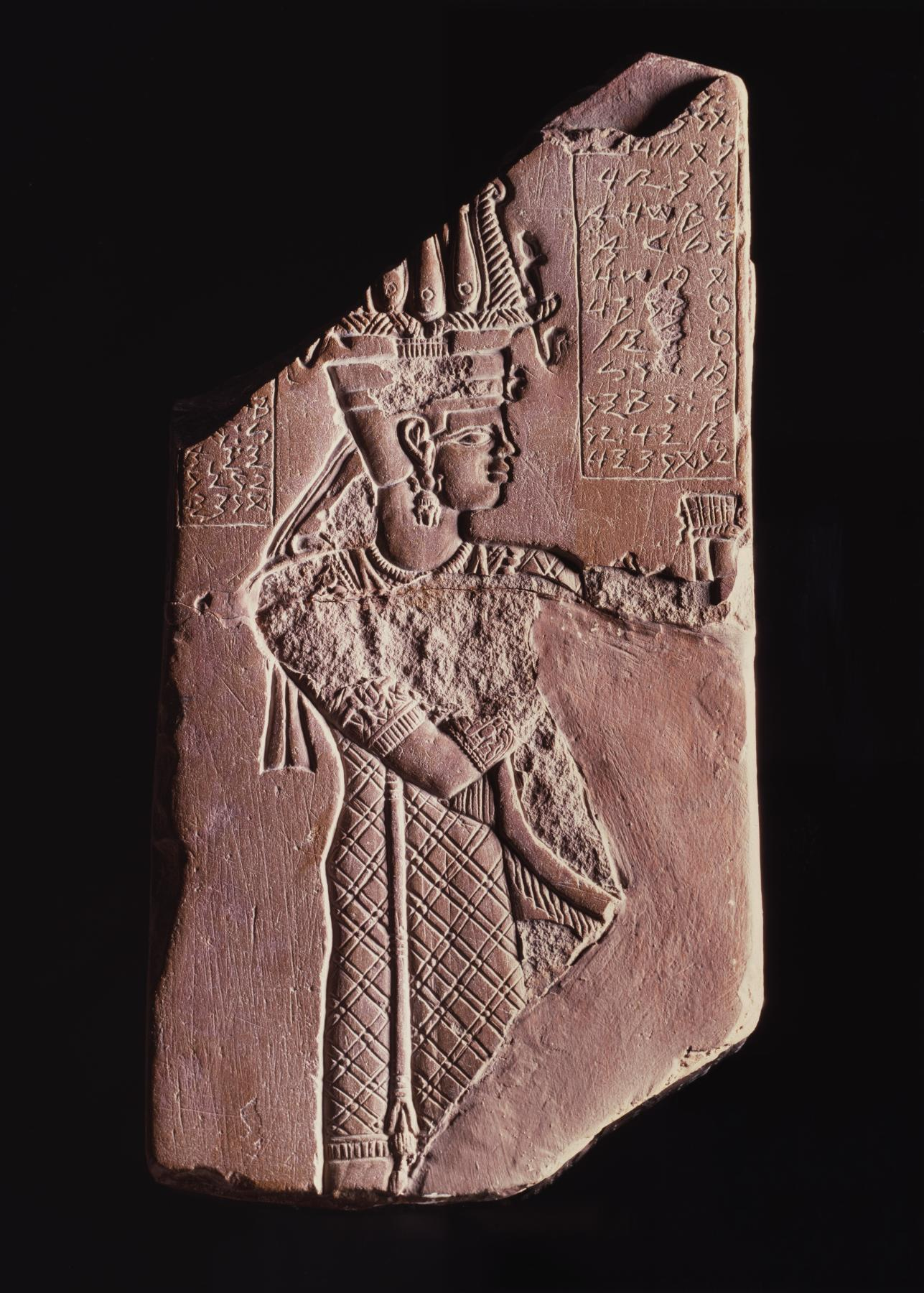
Placă votivă a regelui Tanyidamani; circa 100 î.Hr.; siltit; 18.5 × 9.5 cm; Muzeul de Artă Walters (Baltimore, SUA)
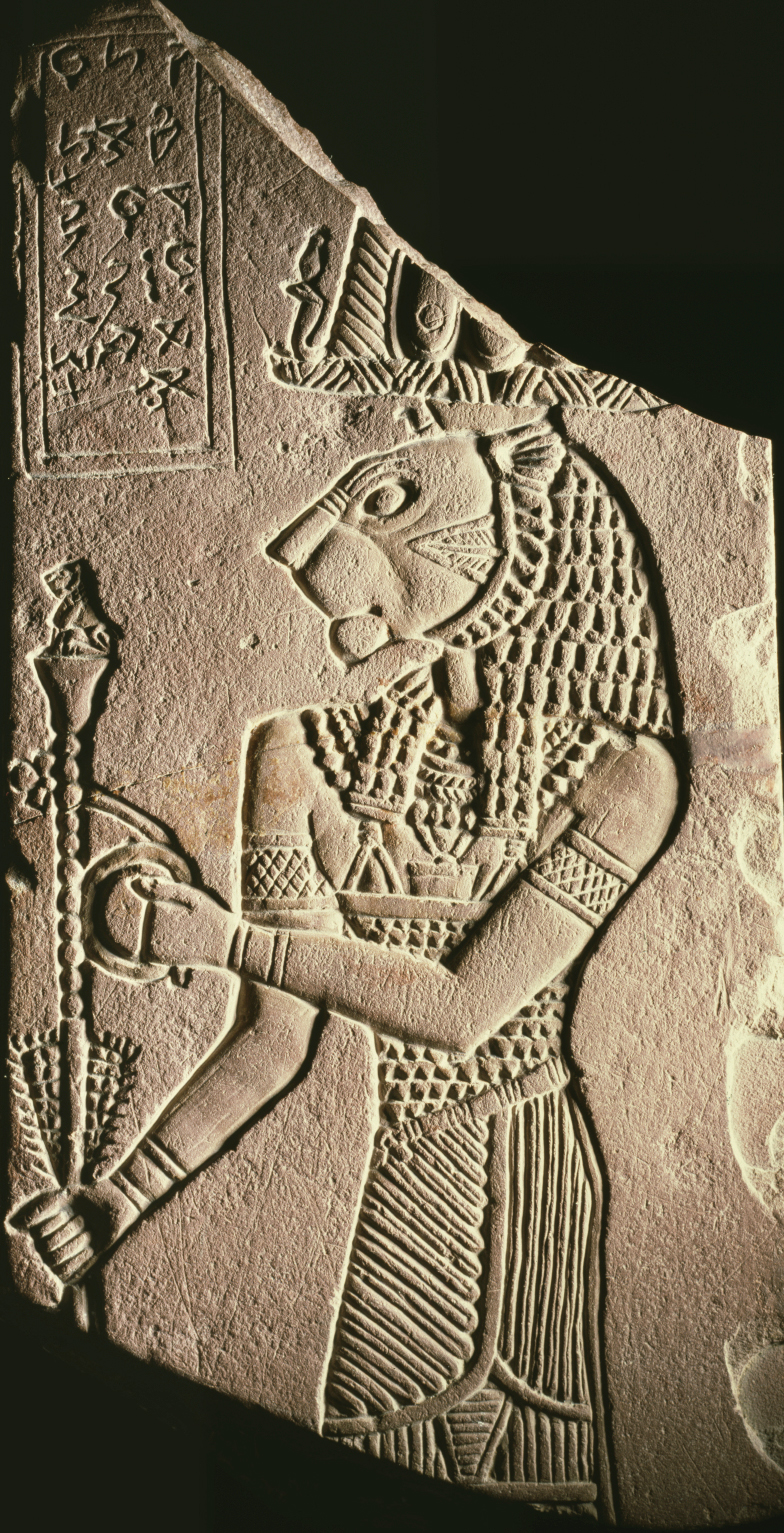
Placă votivă a regelui Tanyidamani; circa 100 î.Hr.; siltit; 18.5 × 9.5 cm; Muzeul de Artă Walters
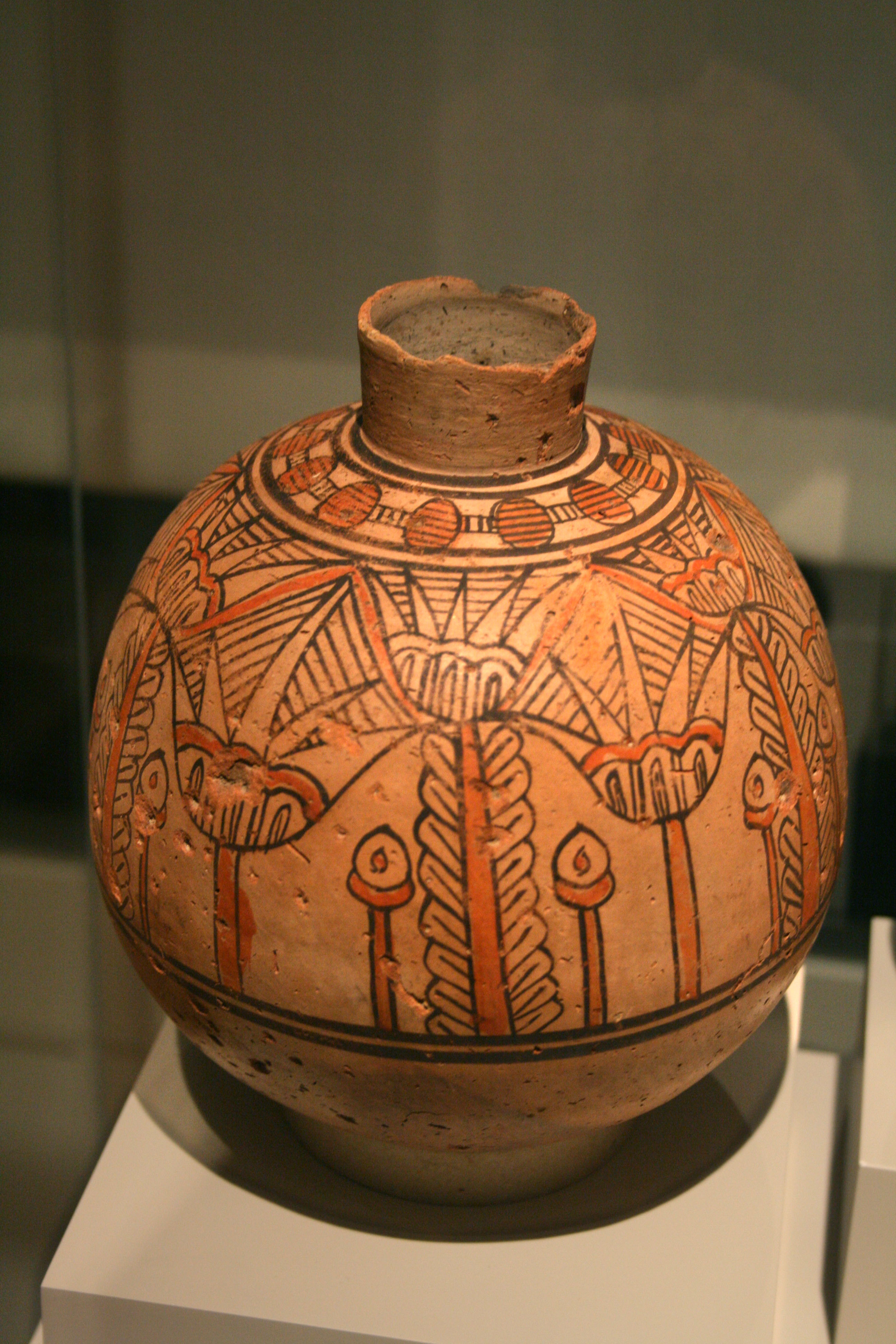
Vas de la Faras; 300 î.Hr. - 350 d.Hr.; teracotă; înălțime: 18 cm; Muzeul Egiptean din Berlin (Germania)
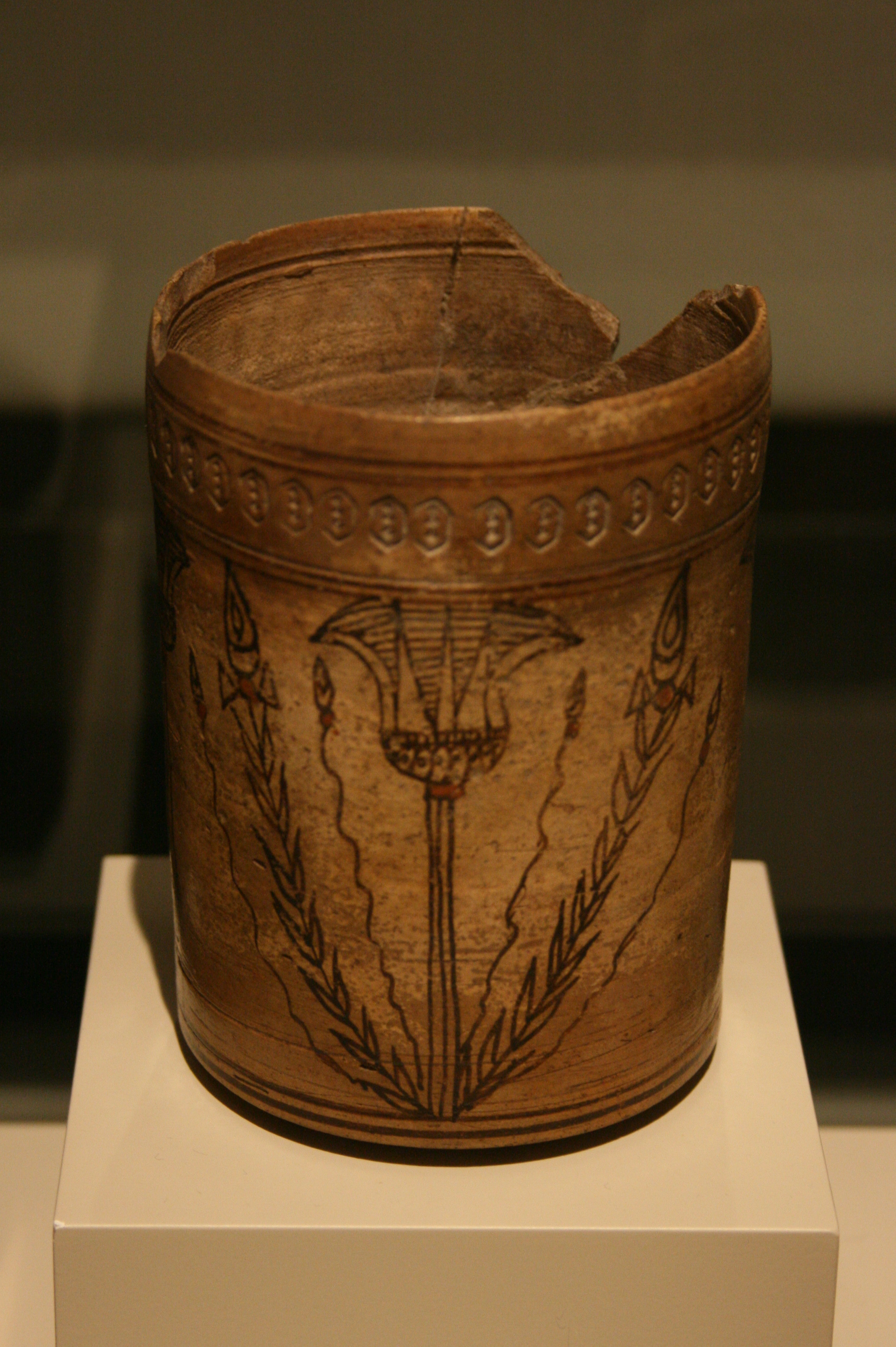
Pahar; 300 î.Hr. - 350 d.Hr.; teracotă; înălțime: 10,5 cm; Muzeul Egiptean din Berlin

## Arta neoegipteană

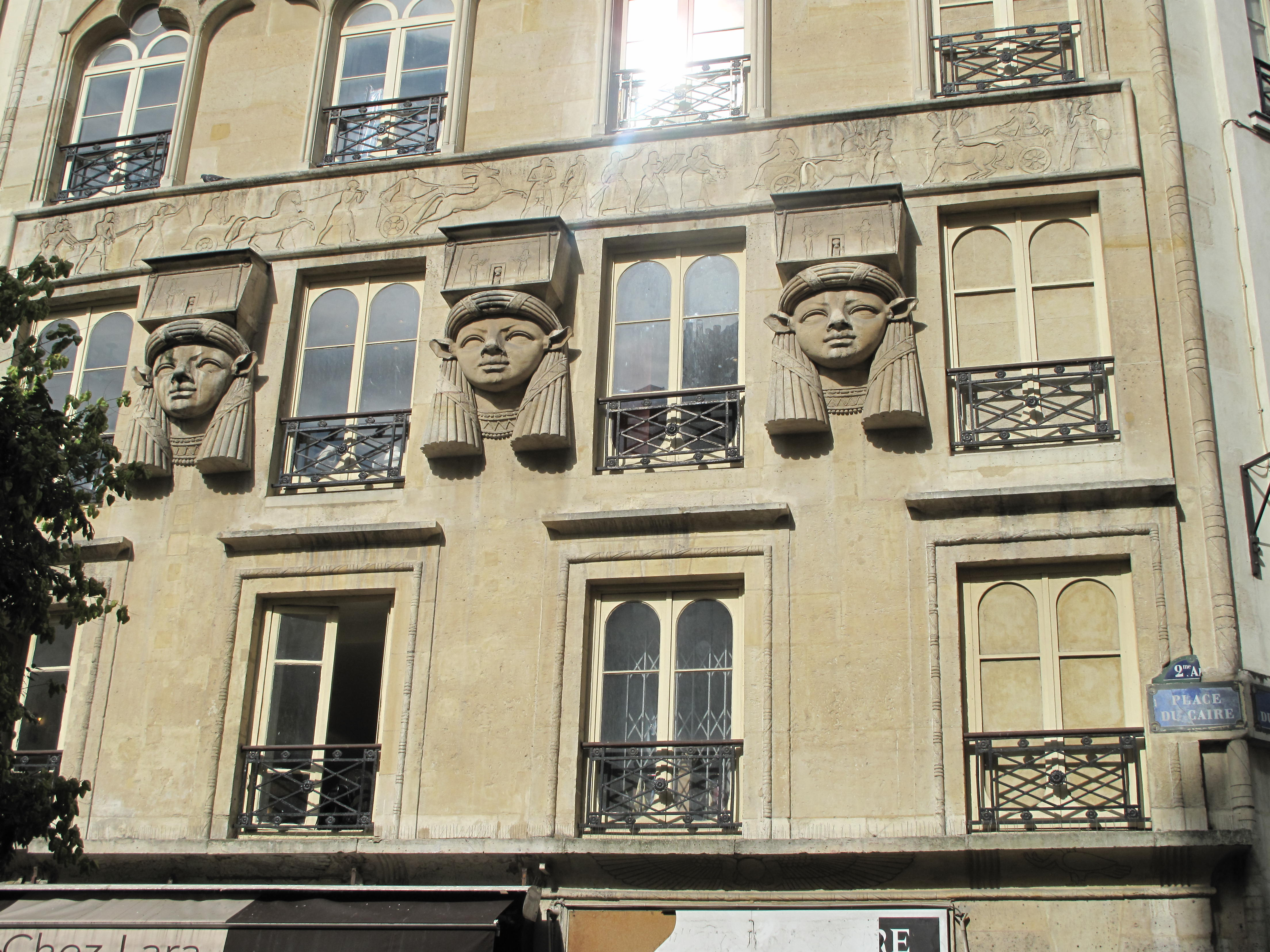
Clădirea Foire du Caire (1828), din Paris, o manifestare timpurie a artei neoegiptene, având fațada decorată cu capiteluri hatorice

Arta neoegipteană este un stil în arta occidentală, în special de la începutul secolului al XIX-lea, în care motivele egiptene au fost aplicate pe o mare varietate de obiecte de artă decorativă. Acesta nu era foarte popular în artele decorative americane de-a lungul secolului al XIX-lea, continuând în anii’ 1920. Motivele principale ale artei egiptene, cum ar fi obeliscurile, hieroglifele, sfinxul și piramidele, au fost folosite în diverse medii artistice, inclusiv în arhitectură, mobilă, ceramică și argintărie. Motivele egiptene au oferit o alternativă exotică la stilurile mai tradiționale ale zilei. De-a lungul secolului al XIX-lea, gusturile americane au evoluat de la o estetică extrem de ornamentată la un simț decorativ mai simplu și mai liber; vocabularul artei antice egiptene ar fi interpretat și adaptat în moduri diferite, în funcție de standardele și motivațiile vremii.
Entuziasmul pentru arta Egiptului Antic este în general atribuit emoției pentru cucerirea Egiptului de către Napoleon și, în Marea Britanie, înfrângerii amiralului Nelson de Napoleon la bătălia de pe Nil din 1798. Napoleon a luat o expediție științifică cu el în Egipt. Publicarea operei expediției, Description de l’Égypte, a început în 1809 și a apărut într-o serie în 1826, inspirând totul, de la canapele cu sfincși pentru picioare, până la seturi de ceai pictate cu piramide.

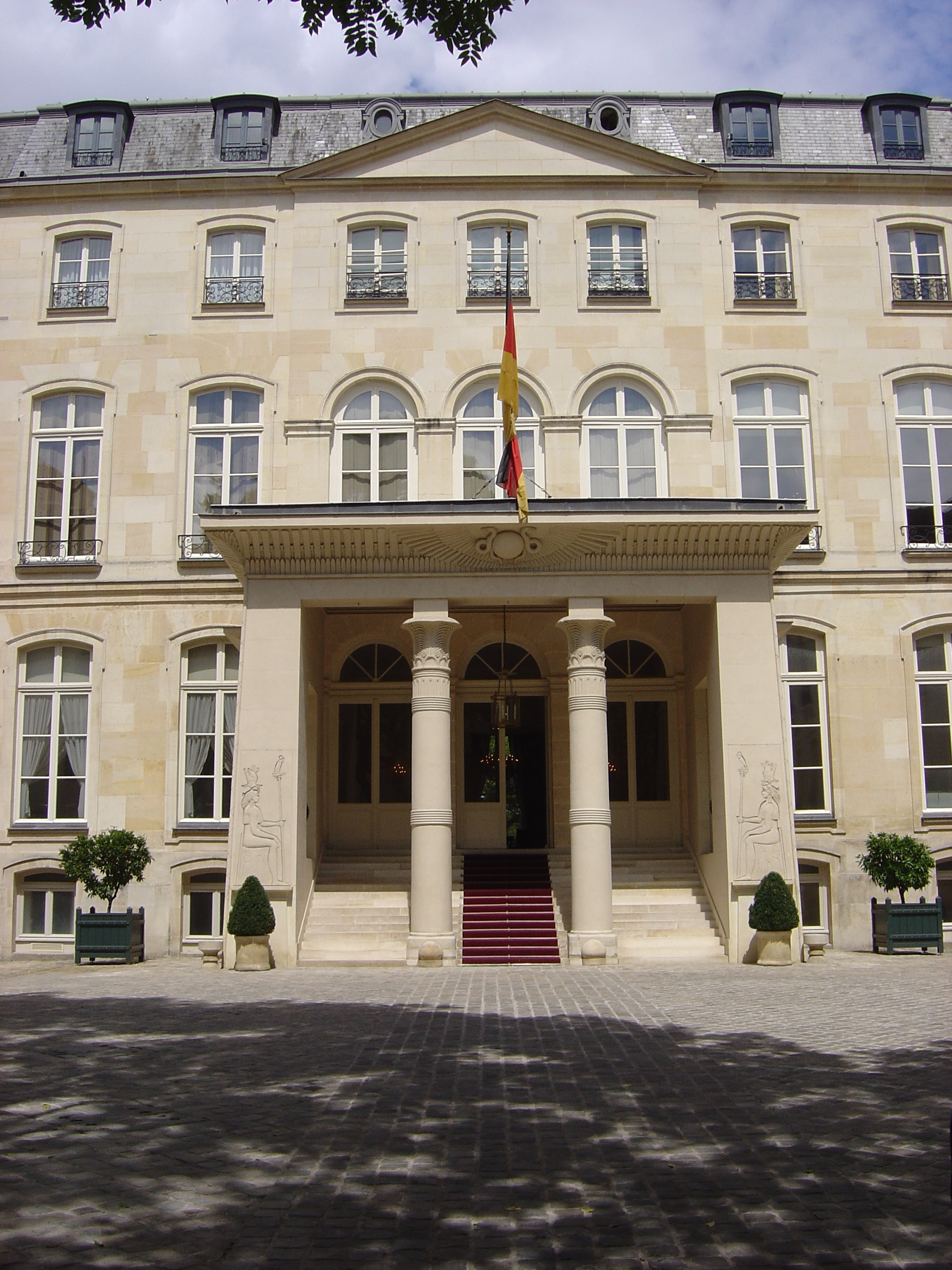
Porticul neoegiptean al Hôtelului Beauharnais din Paris
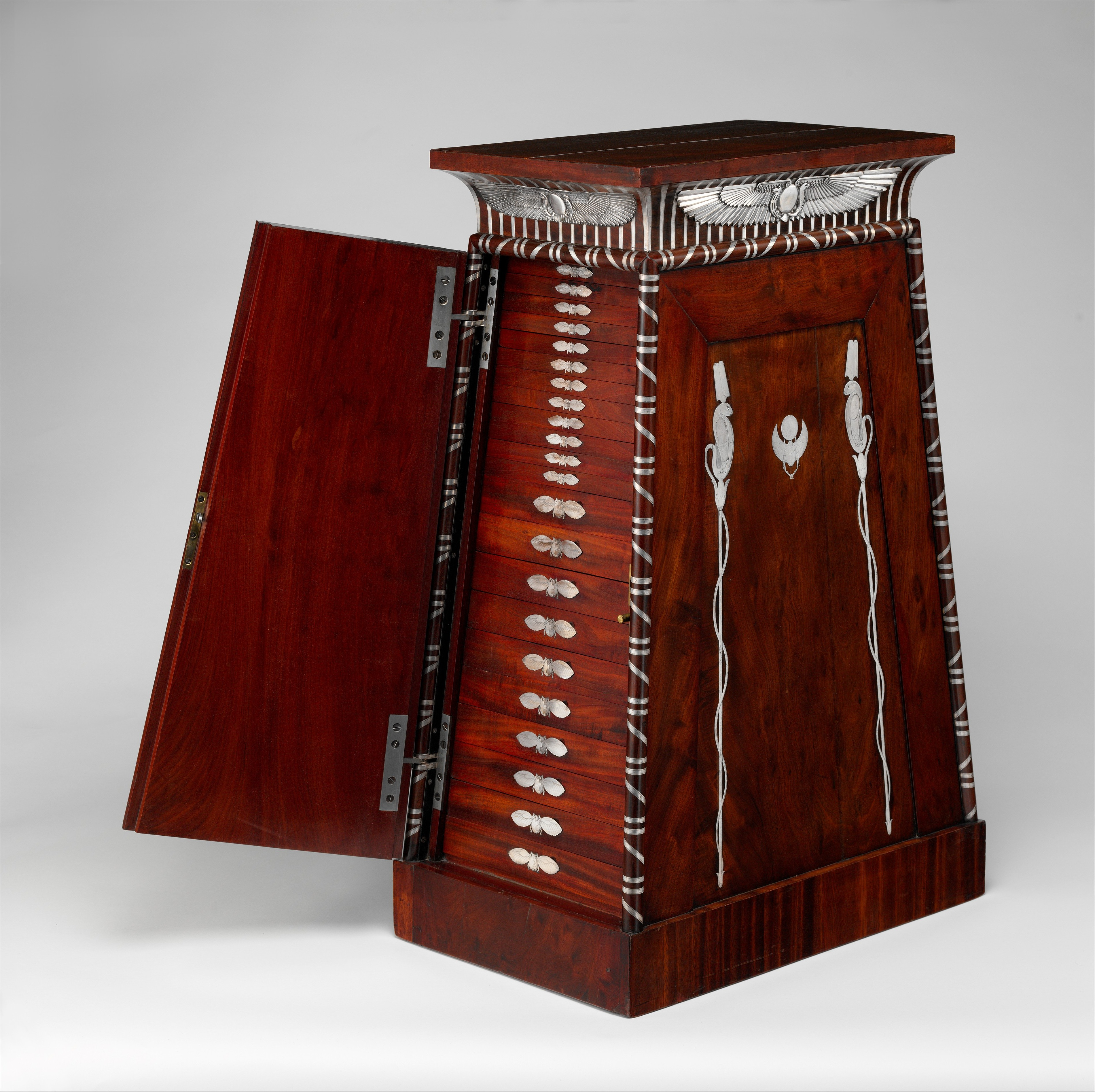
Dulap de monede; de François-Honoré-Georges Jacob-Desmalter; 1809-1819; mahon cu argint; 90.2 x 50.2 x 37.5 cm; Muzeul Metropolitan de Artă (New York City)
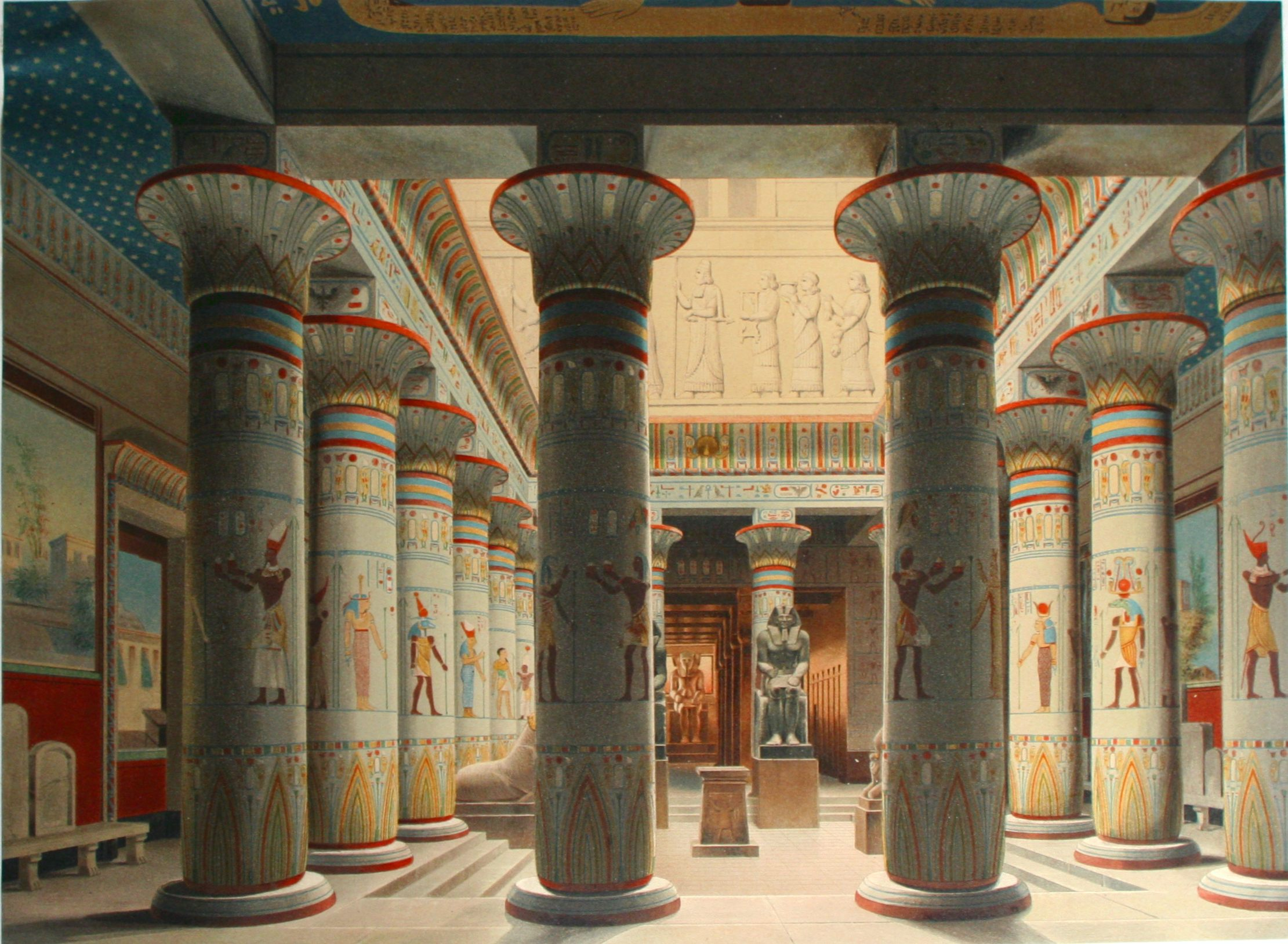
Litografie din 1862 Aegyptischer Hof (în română: curtea egipteană), din Neues Museum (Berlin)
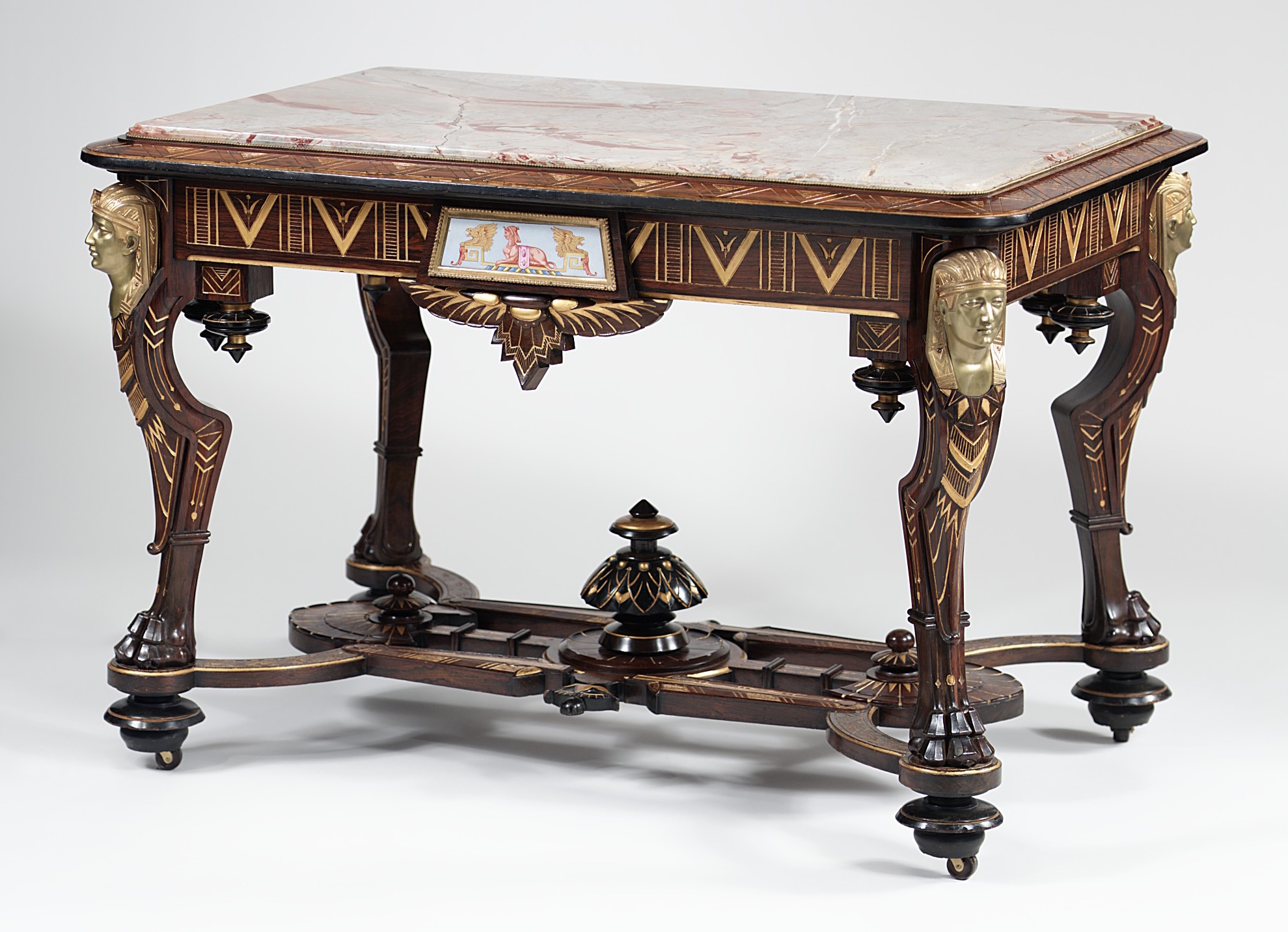
Masă centrală; 1870–1875; lemn de trandafir, nuc și marmură; 79,4 x 119,9 x 78,7 cm; Muzeul Metropolitan de Artă
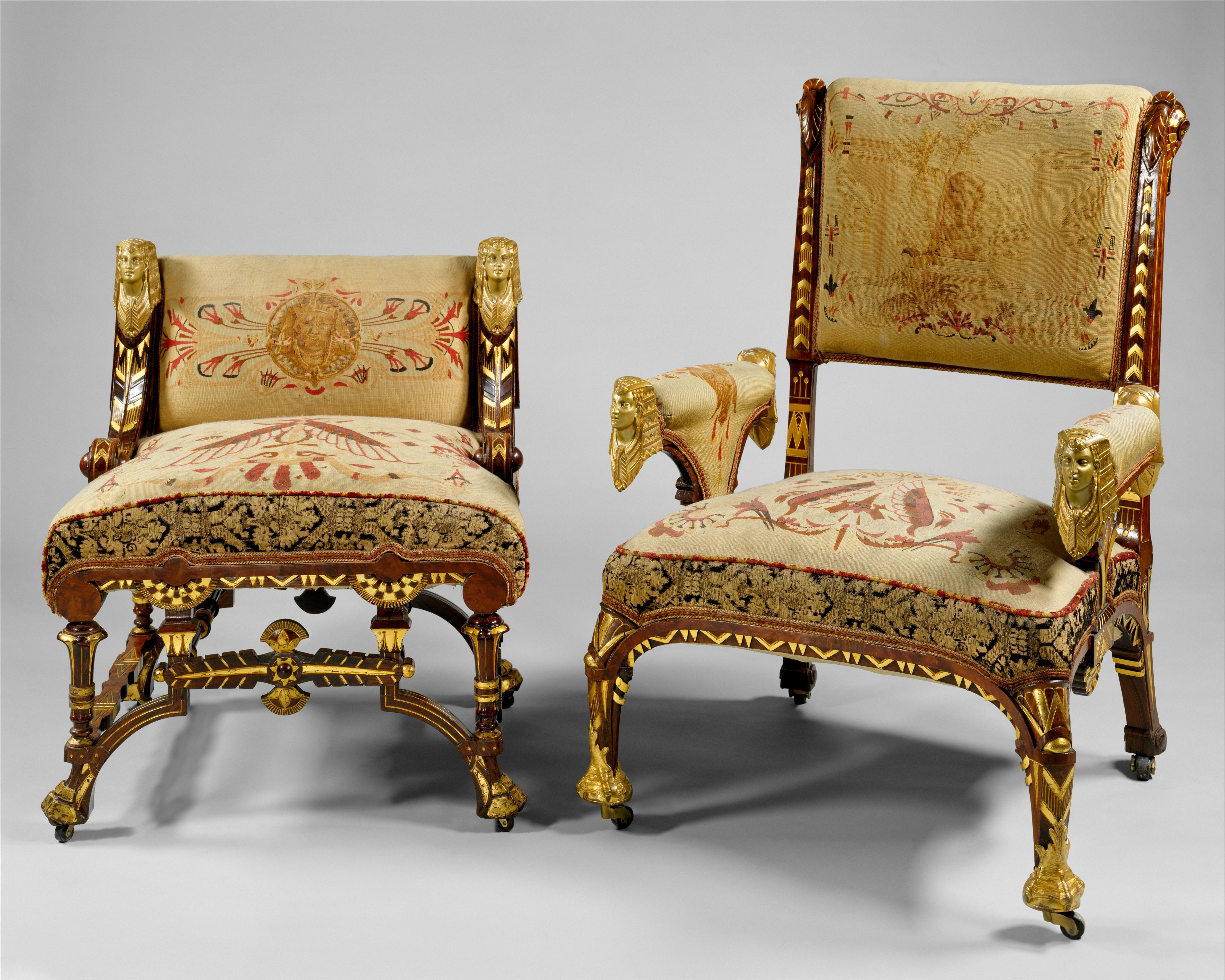
Scaun și fotoliu; 1870-1875; diverse materiale; diverse dimensiuni; Muzeul Metropolitan de Artă
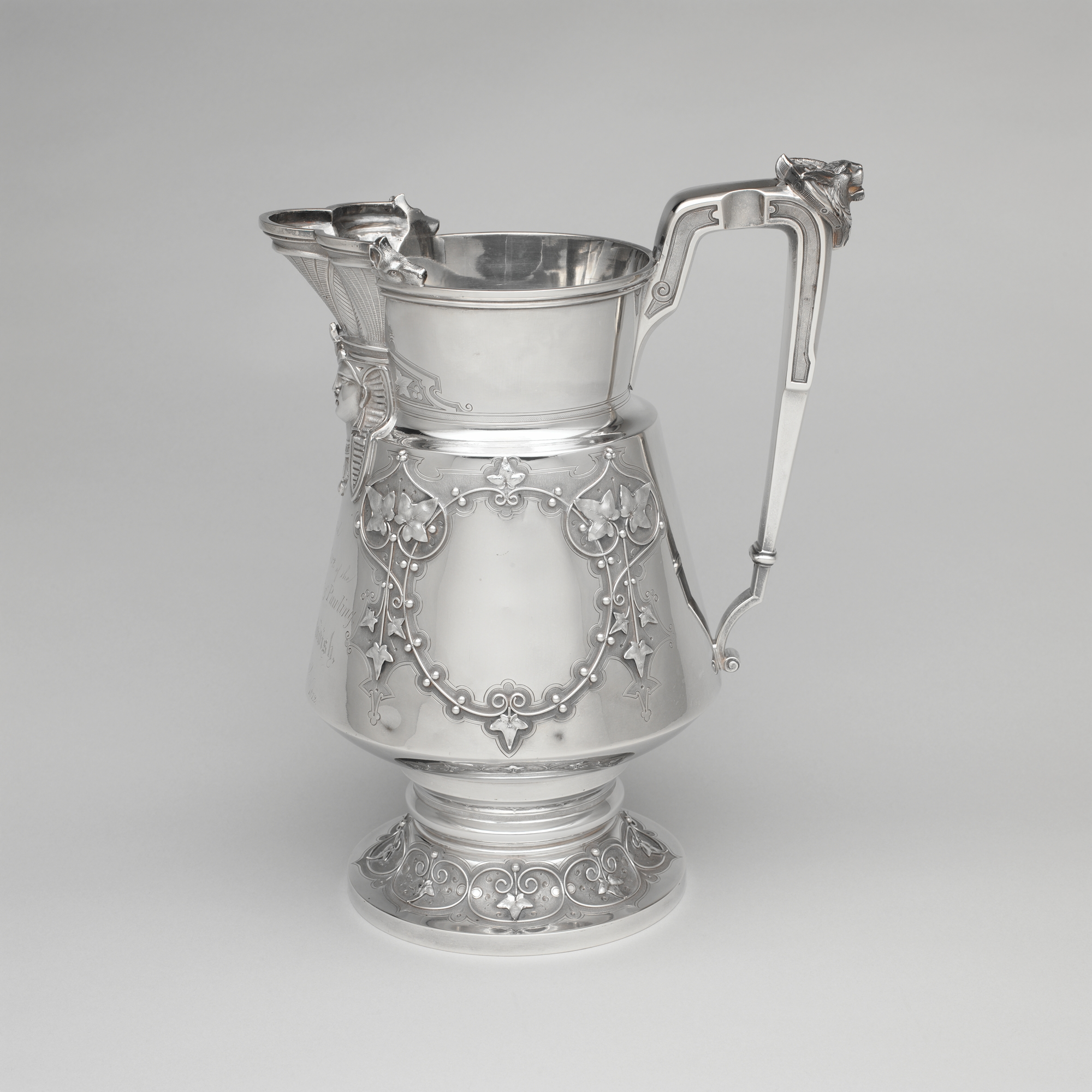
Ulcior; circa 1872; argint; per total: 28.6 x 15.6 x 21.9 cm; Muzeul Metropolitan de Artă
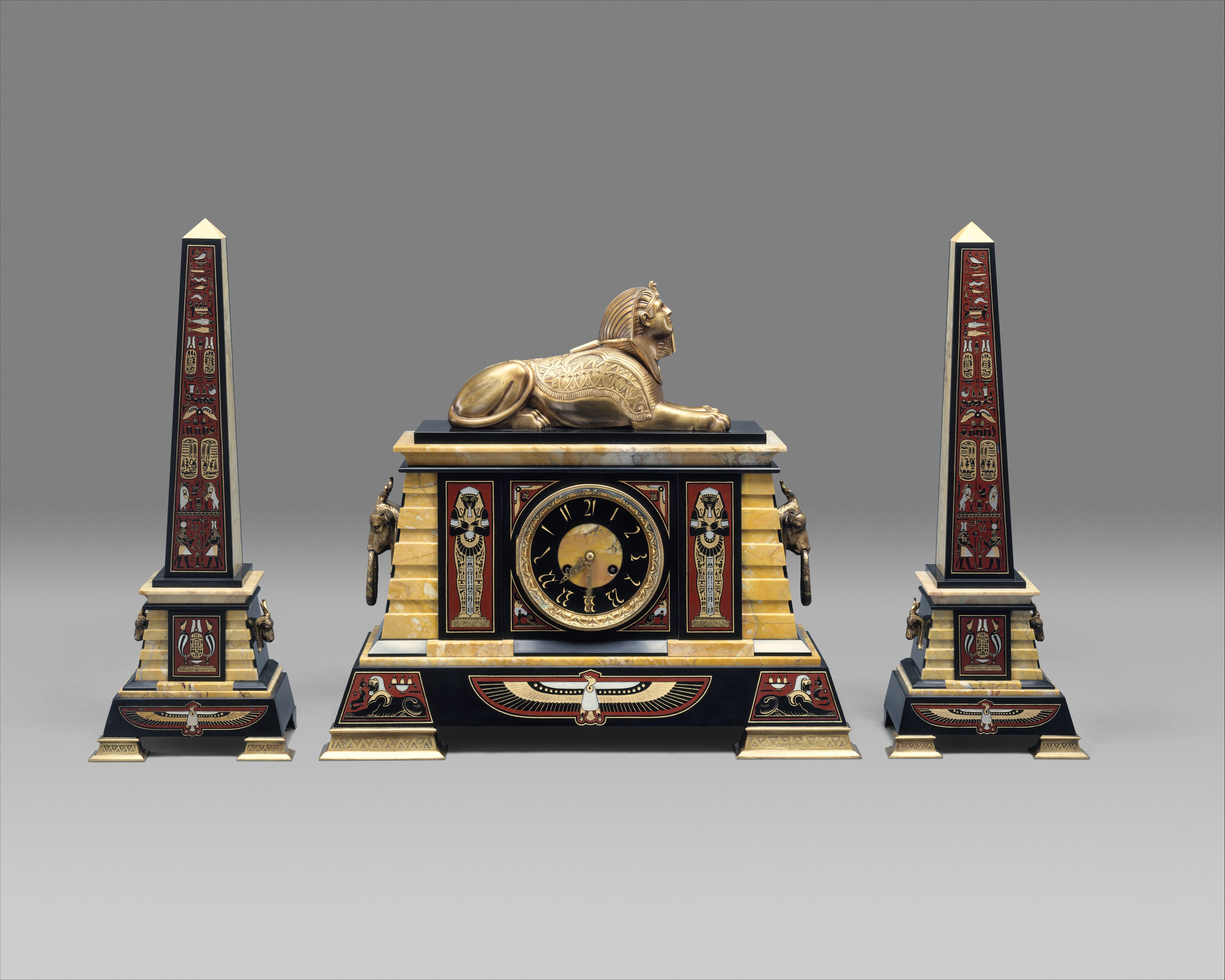
Ceas; de Tiffany & Co.; circa 1885; marmură și bronz; 46 x 51.1 x 19.7 cm; Muzeul Metropolitan de Artă
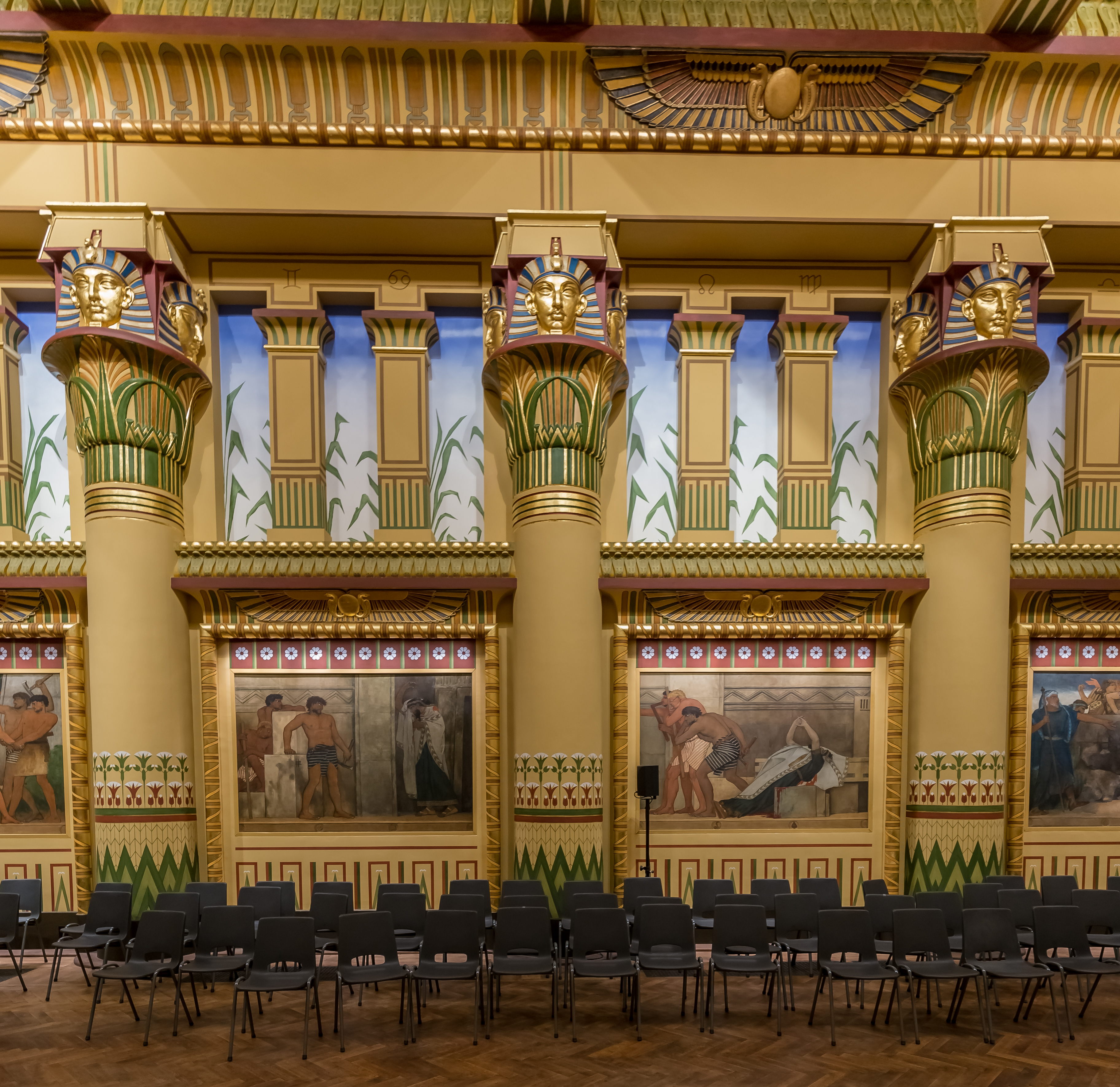
Interior din Temple maçonnique des Amis philanthropes din Bruxelles (Belgia), un exemplu de interior neoegiptean